# 慕尼黑
慕尼黑（德語：München，發音：[ˈmʏnçn̩] ⓘ，發音：[ˈmɪŋ(ː)ɐ] ⓘ）是德国巴伐利亚自由州的首府，位于德国南部阿尔卑斯山北麓的伊萨尔河畔，是德国主要的经济、文化、科技和交通中心之一 。慕尼黑分为老城与新城两部分，总面积达310平方公里，是德国南部第一大城市，全德第三大城市。慕尼黑既是欧洲最繁华和现代化的都市之一，同时又保留着当地传统的古朴风情，其被誉为德国最瑰丽的“宫廷文化中心”，悠久丰富的历史赋予城市浓郁的文化气息和王都风范。慕尼黑人均GDP约10.3万欧元，物价水準位居全德第一。
慕尼黑是德国经济中心城市，保险业位居德国第一和欧洲第三位，拥有欧洲最大的金融公司，全球最大的保险和资产管理集团之一的“安联集团”。城市高科技产业集中，汽车制造、机械、电气、化工在德国均占有重要地位，拥有宝马、西门子等数十家跨国公司总部和30多万家中小企业。
慕尼黑是欧洲最活跃的科学研究基地之一，是欧洲专利局、德国专利局和德国专利法院所在地，拥有被称为“慕尼黑双雄”的世界著名学府—慕尼黑工业大学（TUM）和慕尼黑大学（LMU）。慕尼黑位列2023QS全球最佳留学城市第2位。
慕尼黑是德国现代文化中心，是仅次于纽约的世界第二大出版城。作为体育名城，慕尼黑曾于1972年举办夏季奥运会，著名的拜仁慕尼黑足球俱乐部主场也坐落于此。此外，慕尼黑多次登上全球最宜居城市榜单；慕尼黑还被视为德国最安全的城市，其犯罪率为德国20万人口以上的城市中最低。2020年，中国社科院与联合国人居署共同发布《全球城市竞争力报告》，慕尼黑位列“全球城市经济竞争力榜单”第5位。
慕尼黑于1158年首次被载入文献。这座城市于1255年成为巴伐利亚公爵的领地，并自1314年起担任王家、自1328年至1347年间作为皇家的宫城。至1506年，慕尼黑成为巴伐利亚的唯一首都。这里是众多国家和国际机构、重点大学和学院以及重要博物馆和剧院的所在地。

## 名称

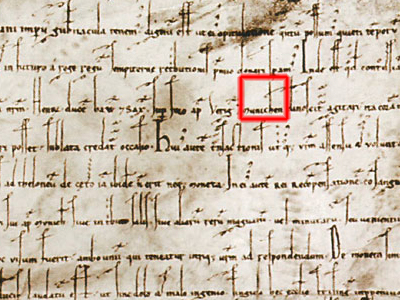
首次提及慕尼黑（Munichen）的

慕尼黑的市名通常被解释为“修道士之地”，这源自1158年6月14日，在由德皇腓特烈一世颁布的《奥格斯堡差异录》中首次提及这座城市时，所表述的称谓。
在这里，一词可以追溯至古高地德語或中古高地德語的第三格复数形式，而这正是（修道士）一词的前身。在城市建立之前，这里应该有一个修道士的分支。大多数人主张他们曾定居于伯多禄小山上，但这尚未得到考古发现的证实。在另一种假设中，同名的修道士分支（舍夫特拉恩修道院）是位于如今圣弥额尔教堂的位置。此前与泰根湖修道院关联的观点则有一段时间遭到驳斥。目前仍无法确定慕尼黑在成立时是否存在修道士定居点，又或者是否已经代表固定的地名——从而追溯至更早不复存在的修道士定居点。甚至有人怀疑，一词根本不是指代修道士的定居点。
历史上，慕尼黑也曾使用拉丁语的称谓：，形容词；以及。
慕尼黑在其它语言中有着不同的称谓：这座城市在英语和法语中称为（各自发音不同）、西班牙语称为、葡萄牙语为、意大利语为（di Baviera巴伐利亞的，用于区分同语言中的摩纳哥称谓）、捷克语的以及波兰语的等。

## 地理

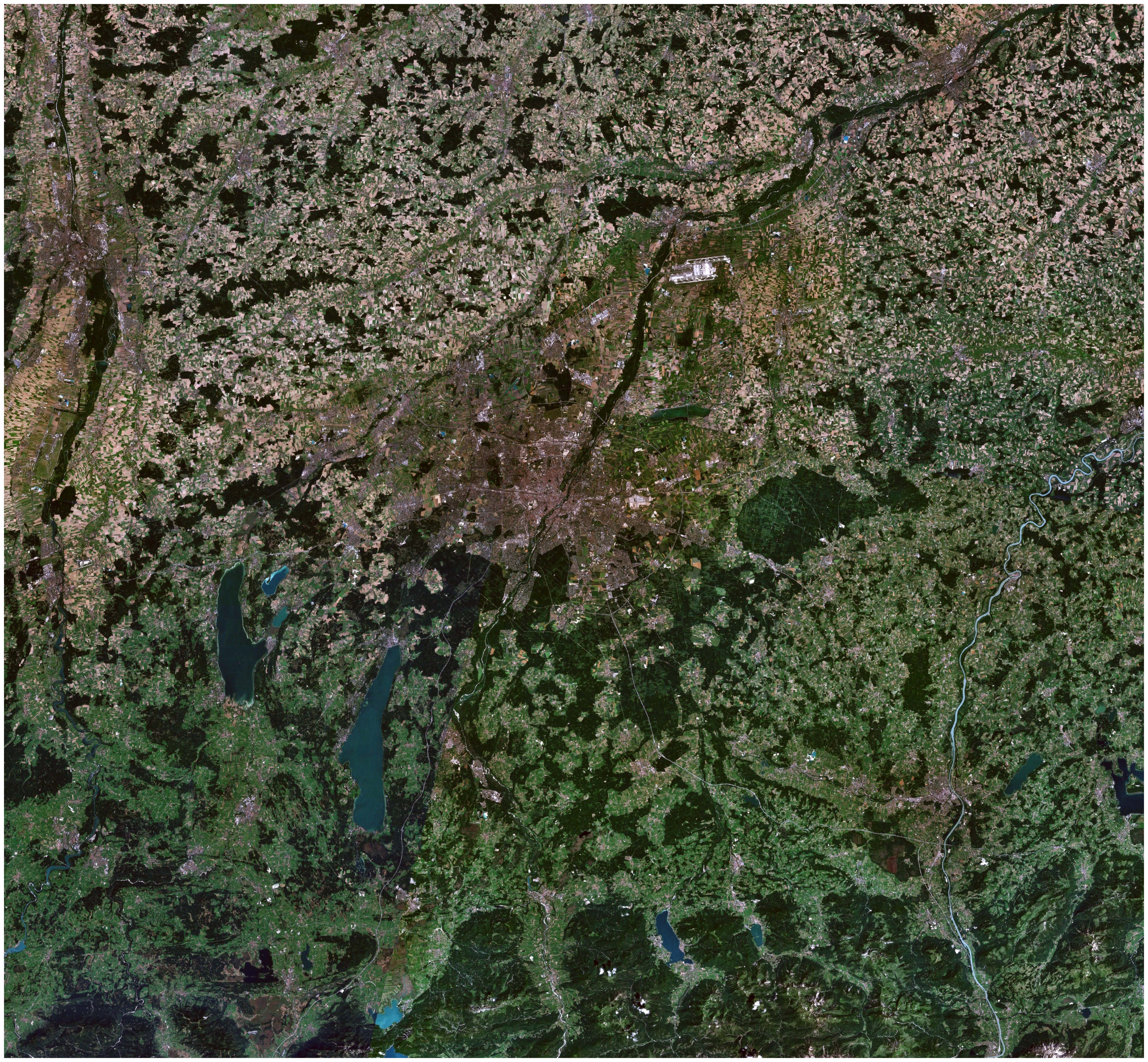
慕尼黑地区的卫星图

### 地质
慕尼黑位于石灰岩山脉和多瑙河之间的阿尔卑斯山北麓，地处一个经过阿尔卑斯山的剥蚀填积了数百万年的沉陷盆地上。在第三紀，那里主要是从阿尔卑斯山的河流沉积而来的沙堆和卵石堆。至随后的大冰期间，末次冰河时代于大约一万年前结束，在阿尔卑斯地区形成了大片冰川流和融水流，在阿尔卑斯北麓则留下了冰碛丘陵和砾石平原。55公里宽的慕尼黑砾石平原始于伊萨尔河前滩冰川的终碛，是一个斜面的平原，其南端霍尔茨基兴至北端莫斯堡之间的高度差为300米，地表形态主要由维尔姆河冰川期的砾石组成。平原的南部则由河流——尤其是伊萨尔河进行切割。在慕尼黑南面的砾石土壤上，会见到诸如佩拉赫森林和福斯滕里德公园这样繁盛的森林，这是因为当地的地下水位相对较低。而在城市北面的另一侧，由于地下水位接近地表，有着大面积的矿质泥炭沼泽，例如西北部的达豪沼泽以及东北部的埃尔丁沼泽。

### 地貌

慕尼黑小伊萨尔河畔的穆勒公众游泳馆

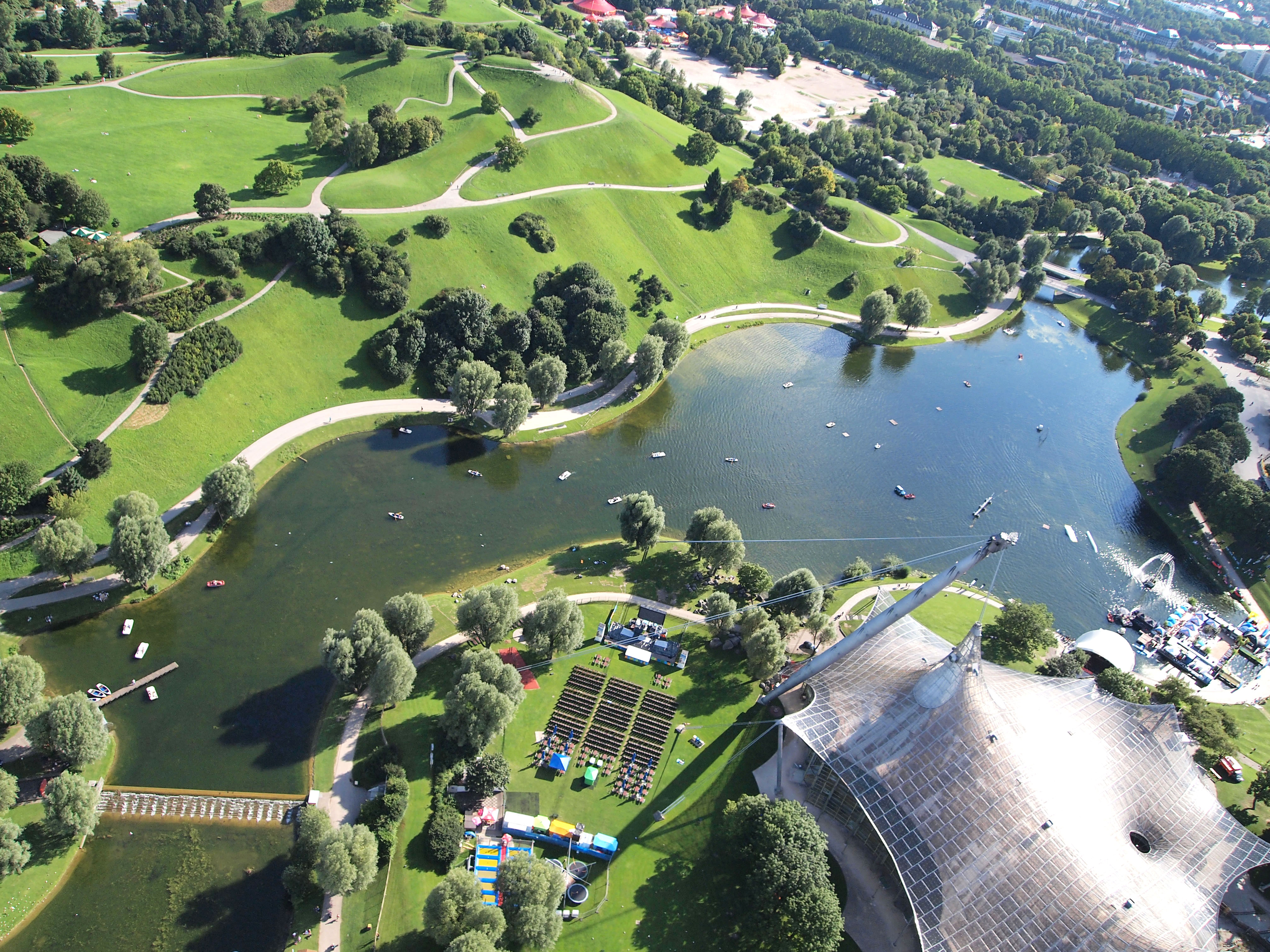
奥林匹克公园内的奥林匹克湖

#### 地形
慕尼黑的平均海拔高度为519米。全市的最高点地处市分区索尔恩的最南端市界附近。它位于瓦恩山（海拔约579米）农庄以南约600米的福斯滕里德公园的两座足球场上，海拔高度达580.5米。
全市的最低点则地处市分区费尔德莫兴的最北端市界，位于施瓦茨赫兹尔自然保护区东侧的上施莱斯海姆赛艇水道，海拔高度约为480米。这使得城区范围内的高度差约为100米。

#### 水域
伊萨尔河从从西南向东北流经市区的长度为13.7公里，它与止于森德灵的伊萨尔磨坊运河相平行。辟有德意志博物馆的博物馆岛及其下游毗邻的普拉特岛均位于伊萨尔河面上。伊萨尔河在南部的市分区内深切入砾石平原，两侧为陡峭的壁缘。更低的市分区塔尔基兴便位于那里，它由伊萨尔左侧的断层崖隔开。断层崖在森德灵和特蕾西娅草坪的西侧更为明显。在伊萨尔河右岸，动物园和市分区奥均位于断层崖之下，至内城附近才再次接近河面，然后至市分区上弗灵后逐渐消除高度差。
其它的水流还包括有从施塔恩贝格湖流出并纵贯慕尼黑西部的维尔姆河、从佩拉赫东南部进入市区并在佩拉赫北部继续从地下流出的哈兴溪，以及伊萨尔河的一些市内支流，例如冰溪和奥磨坊水道。
慕尼黑市区的主要湖泊包括有英国公园内的小黑塞洛赫湖，宁芬堡宫公园内的巴登堡湖和塔堡湖，奥林匹克湖，纳迪湖，施瓦宾湖，北部三湖台内的百灵滩湖、法萨内利湖和费尔德莫兴湖，以及西部朗维德湖台内的朗维德湖和卢斯湖。南部在伊萨尔河左岸附近设有欣特布吕尔湖，东部于近期也开辟了里姆湖。

### 范围
慕尼黑的总面积为310.7191平方公里。其中的44.1%为建筑物及其相关的开放用地，17.2%为交通用地，15.5为农业用地，15.5为休闲用地，4.1%为森林用地，1.3%为水域，以及另外2.2%为其它用地（2007年1月数据）。城市边界全长118.9公里。市区范围内的最大跨度从北至南为20.7公里、从东至西为26.9公里（2007年12月数据）。

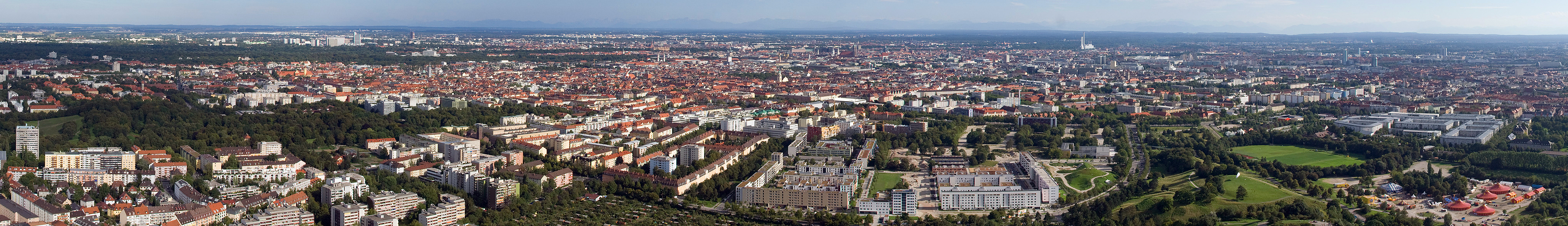
从奧林匹克塔拍摄的慕尼黑内城全景图。前景为和奥林匹克公园，左上方为英国公园

### 合并扩张
与其它大城市一样，慕尼黑是透過合并周边一些原本独立的小型城市和市镇而不断发展壮大。在慕尼黑，这种合并是在1853年至1942年间分几个阶段进行的。1854年以前的少数城市范围扩张并非通过合并来实现，而是通过城区的实际扩建而牺牲通常无人居住的周边地区。第二次世界大战后，未再进行真正意义上的合并，然而仍有三次城区的扩张而牺牲了尚未撤销的临近市镇（1954年、1962年和1967年）。相反，有一个1942年才合并的部分至1951年又再次从城市范围内划分出去。

### 城市区划
城市范围内并未划分有具市镇法律效力的分区，而是仅设市辖区。它们的数量至第二次世界大战达到最多的41个，然后在1992年和1996年的重组中减少为如今的25个。然而在日常使用中，慕尼黑人更多的会参照历史性的分区和社区。
为了统计目的，25个市辖区又划分为105个市辖分区。在系统分类学层面，这些区分区则包含475个市辖社区；后者被由最低级别的街區组成。街区是空间连贯的土地区域，四周由街道、道路、铁路线、水道或其它特定的地形线组成边界，并且不会被隔断。街区不设名称，并且只有近半数（475个中的237个）的市辖社区拥有名称。
至2011年1月1日，市辖分区和市辖社区完成了重组。

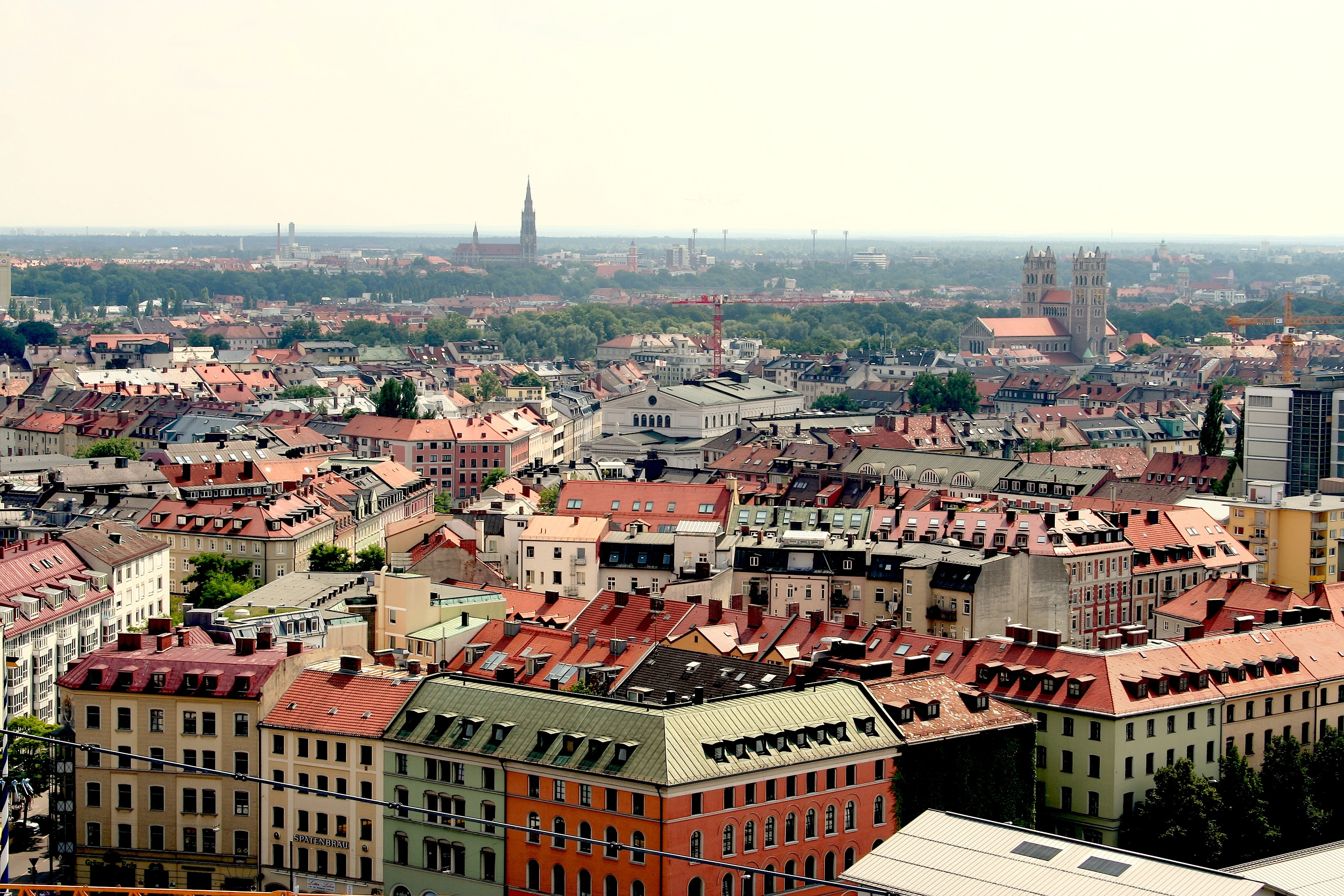
路德维希近郊远眺

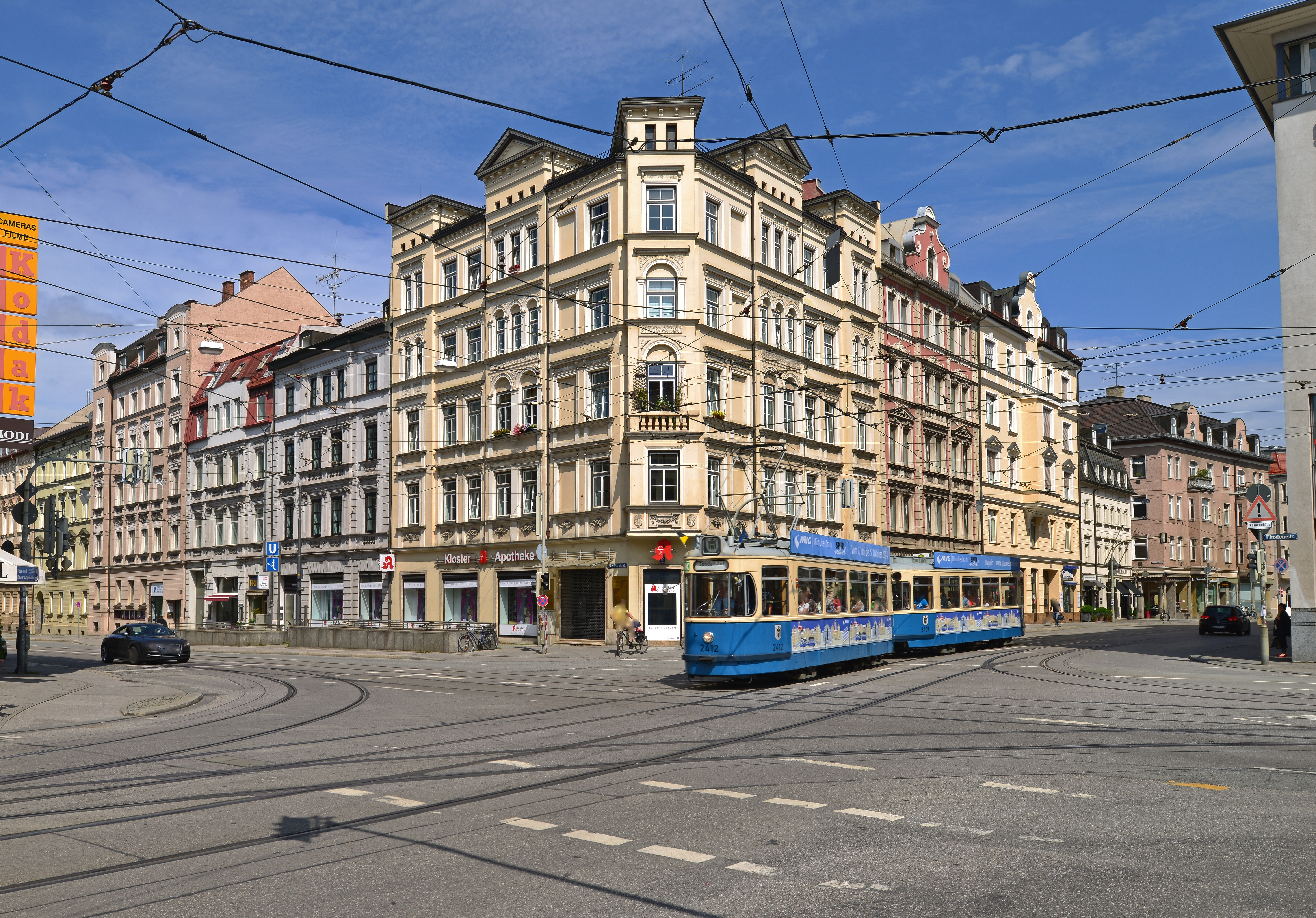
奥-海德豪森的马克斯·韦伯广场

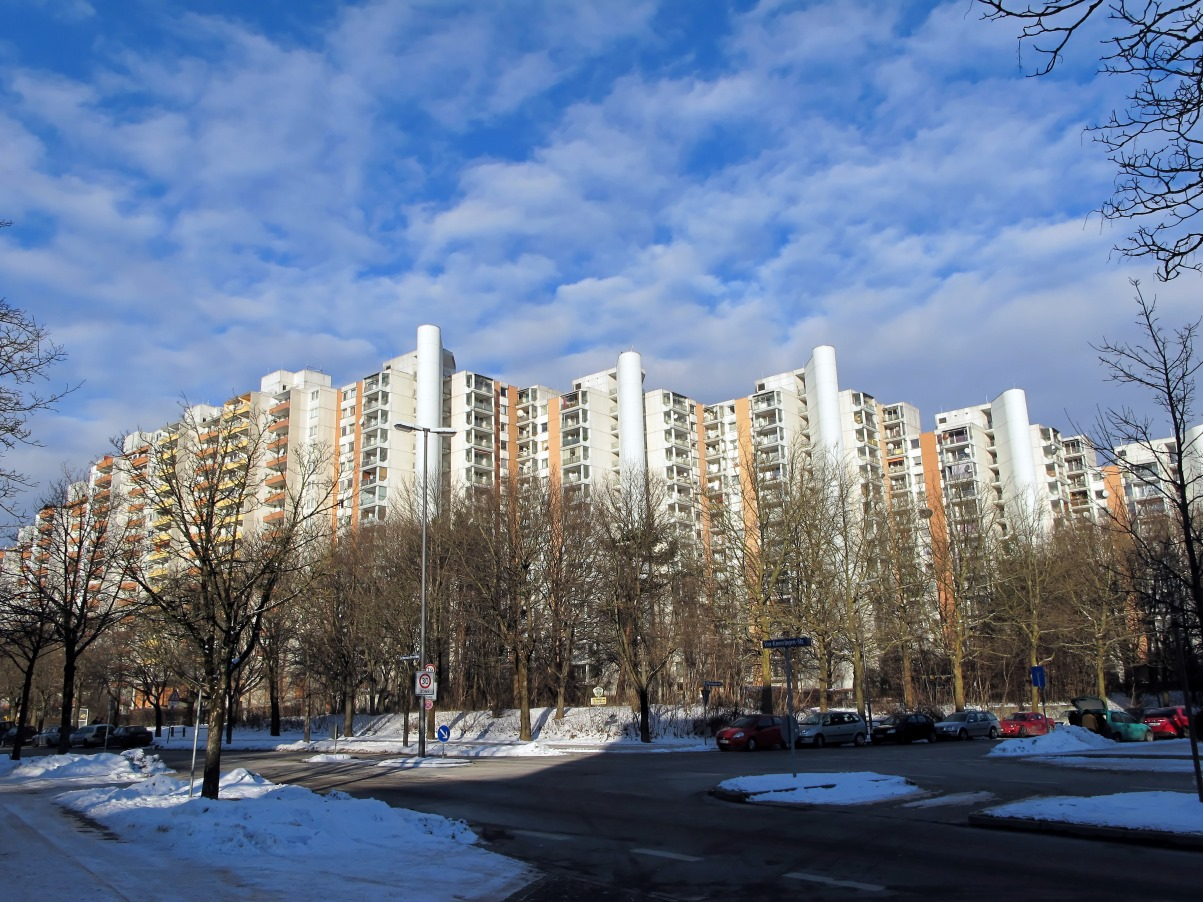
拉默斯多夫-佩拉赫的居住圈

| 编号 | 市辖区                                           | 面积 （km²） | 人口      | 人口密度 (人口/km²) | 外国人 (比例) |
| ---- | ------------------------------------------------ | ------------ | --------- | ------------------- | ------------- |
| 1    | 老城-莱赫尔                                      | 3.15         | 20,926    | 6,652               | 26.2          |
| 2    | 路德维希近郊-伊萨尔近郊                          | 4,40         | 51,632    | 11,731              | 28.7          |
| 3    | 马克斯近郊                                       | 4.30         | 51,311    | 11,939              | 25.3          |
| 4    | 施瓦宾西                                         | 4.36         | 68,265    | 15,646              | 22.5          |
| 5    | 奥-海德豪森                                      | 4.22         | 60,937    | 14,441              | 23.3          |
| 6    | 森德灵                                           | 3.94         | 40,682    | 10,329              | 26.6          |
| 7    | 森德灵-西公园                                    | 7.81         | 59,386    | 7,599               | 28.4          |
| 8    | 施万塔勒高地                                     | 2.07         | 29,535    | 14,267              | 33.3          |
| 9    | 诺伊豪森-宁芬堡                                  | 12.91        | 98,520    | 7,629               | 24.4          |
| 10   | 莫萨赫                                           | 11.09        | 53,662    | 4,837               | 30.9          |
| 11   | 米贝茨霍芬-哈特畔                                | 13.42        | 74,731    | 5,570               | 40.3          |
| 12   | 施瓦宾-弗莱曼                                    | 25.67        | 76,341    | 2,974               | 28.8          |
| 13   | 博根豪森                                         | 23.71        | 85,971    | 3,626               | 23.7          |
| 14   | 莱姆畔山                                         | 6.31         | 45,582    | 7,219               | 31.3          |
| 15   | 特鲁德灵-里姆                                    | 22.45        | 72,006    | 3,207               | 22.5          |
| 16   | 拉默斯多夫-佩拉赫                                | 19.90        | 114,478   | 5,754               | 33.3          |
| 17   | 上吉辛-雉鸡园                                    | 5.72         | 53,937    | 9,429               | 30.8          |
| 18   | 下吉辛-哈拉兴                                    | 8.06         | 52,600    | 6,529               | 23.5          |
| 19   | 塔尔基兴-上森德灵-福斯滕里德-菲尔斯滕里德-索尔恩 | 17.76        | 95,554    | 5,379               | 26.8          |
| 20   | 哈登                                             | 9.22         | 49,626    | 5,380               | 26.6          |
| 21   | 帕辛-上门青                                      | 16.50        | 74,098    | 4,491               | 22.6          |
| 22   | 奥宾-洛赫豪森-朗维德                             | 34.06        | 46,385    | 1,362               | 27.4          |
| 23   | 阿拉赫-下门青                                    | 15.45        | 32,677    | 2,115               | 23.0          |
| 24   | 费尔德莫兴-哈森贝格尔                            | 28.94        | 60,933    | 2,106               | 31.7          |
| 25   | 莱姆                                             | 5.29         | 56,281    | 10,647              | 27.9          |
|      | 州府慕尼黑                                       | 310.71       | 1,526,056 | 4,911               | 27.6          |

### 邻镇
以下是与慕尼黑市接壤的城市、市镇或非建制地区（从北部开始按顺时针方向排序）：
- 慕尼黑县：

上施莱斯海姆、加兴、伊斯马宁、下弗灵、阿施海姆、费尔德基兴、哈尔、普茨布伦、新比贝格、下哈兴、佩拉赫森林（非建制地区）、格林瓦尔德、伊萨尔河谷普拉赫、福斯滕里德公园（非建制地区）、诺伊里德、普拉内格、格雷弗尔芬
- 菲斯滕费尔德布鲁克县：

盖默灵、普赫海姆、格勒本采尔、奥尔兴
- 达豪县：

卡尔斯费尔德、贝格基兴

### 气候
慕尼黑位于潮湿的海洋性气候与干燥的大陆性气候之间的过渡地带，盛行温带凉爽性气候（介乎Cfb/Dfb）。冬天相对寒冷，但气温低于-20摄氏度的情况并不常见。其它决定气候的重要因素是来自阿尔卑斯山，这是中欧和多瑙河的区域性天气分界线。在此情况下，天气相对多变。从阿尔卑斯山脊吹来的干暖性焚風每年平均会出现十天，由此从市区可以清晰的眺望巴伐利亞阿爾卑斯山脈。更为常见的是所谓的“焚风效应”，它使得焚风的影响以较弱的形式出现。
有史以来的最高温度是由德国气象部于1983年7月27日在慕尼黑城市气象站正式测得的37.5摄氏度。最低气温纪录为-31.6摄氏度，于1929年2月12日在植物园测得。1961-1990年基准周期的年平均气温介乎于里姆记录的7.8℃至内城记录的9.1℃之间；而在1981-2010年的气候周期，市气象站记录的数值已上升至9.7℃。由于慕尼黑地处整个巴伐利亚州乃至全德雷暴最多的上巴伐利亚地区，因此经常遭遇恶劣天气。其中特别值得注意的是发生于1984年7月12日的冰雹天气，共造成30亿马克的经济损失。此外，由于靠近阿尔卑斯山，慕尼黑是德国最多雪的大城市。
天气统计数据的分析表明，城市南部是阳光最为充足的地区。在北部，雾天的出现机会则相对频繁。而西半部的降雨量则较城市东部更少。这基本上也是城市内部高度差异的效果，由此所产生的相应微气候是得益于伊萨尔河将城市的东西部分离。

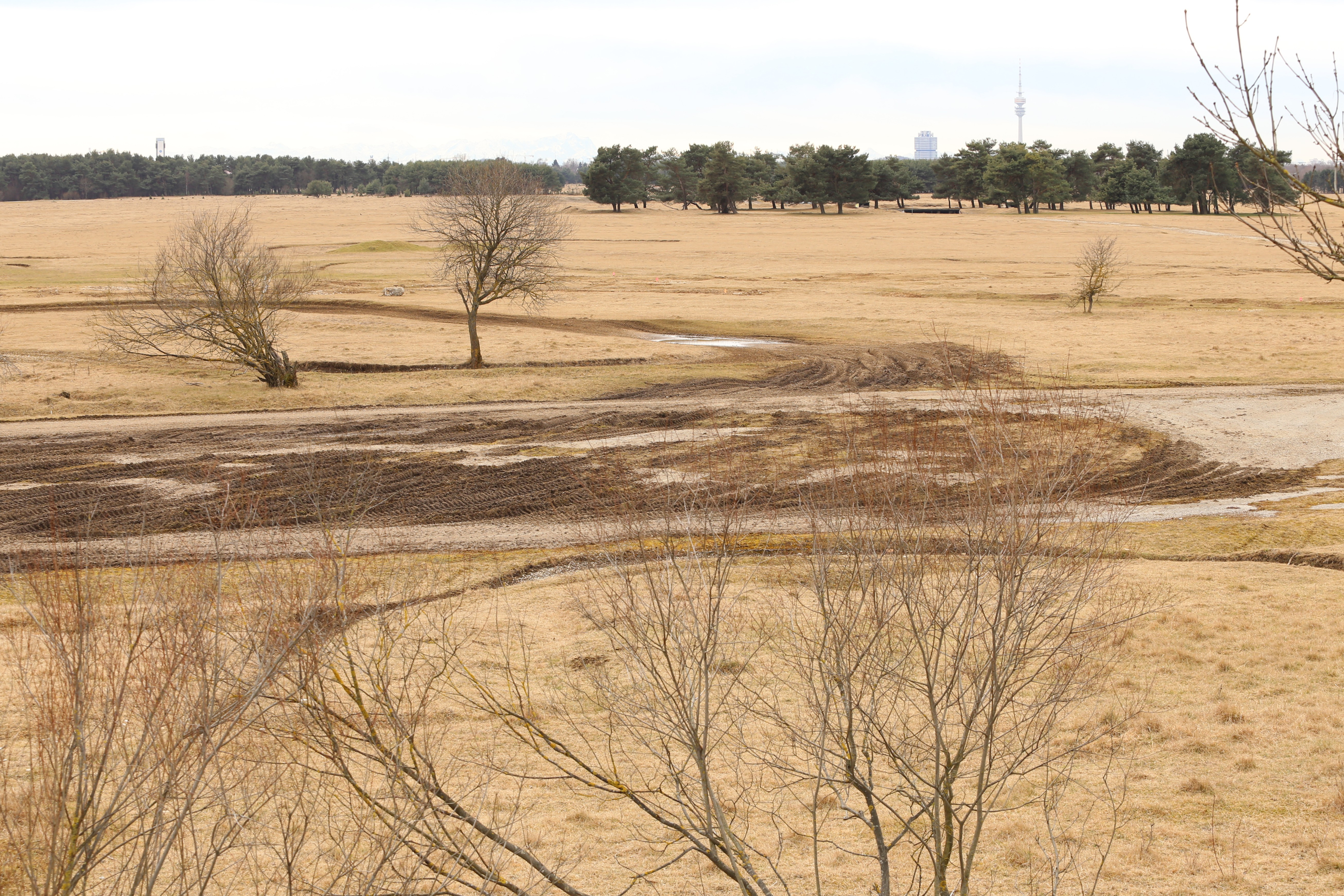
弗略特马宁荒原

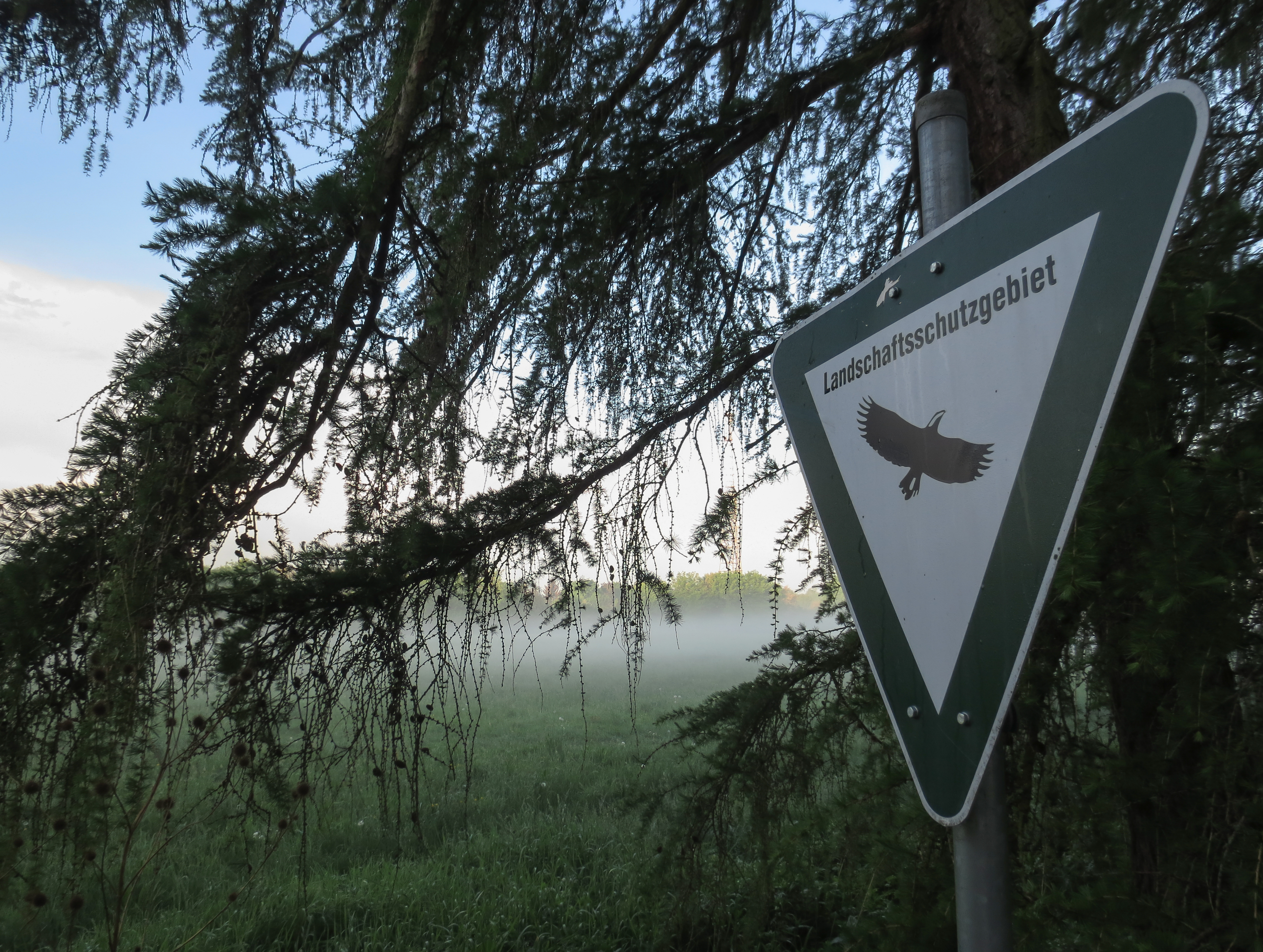
宁芬堡的地盾景观保护区

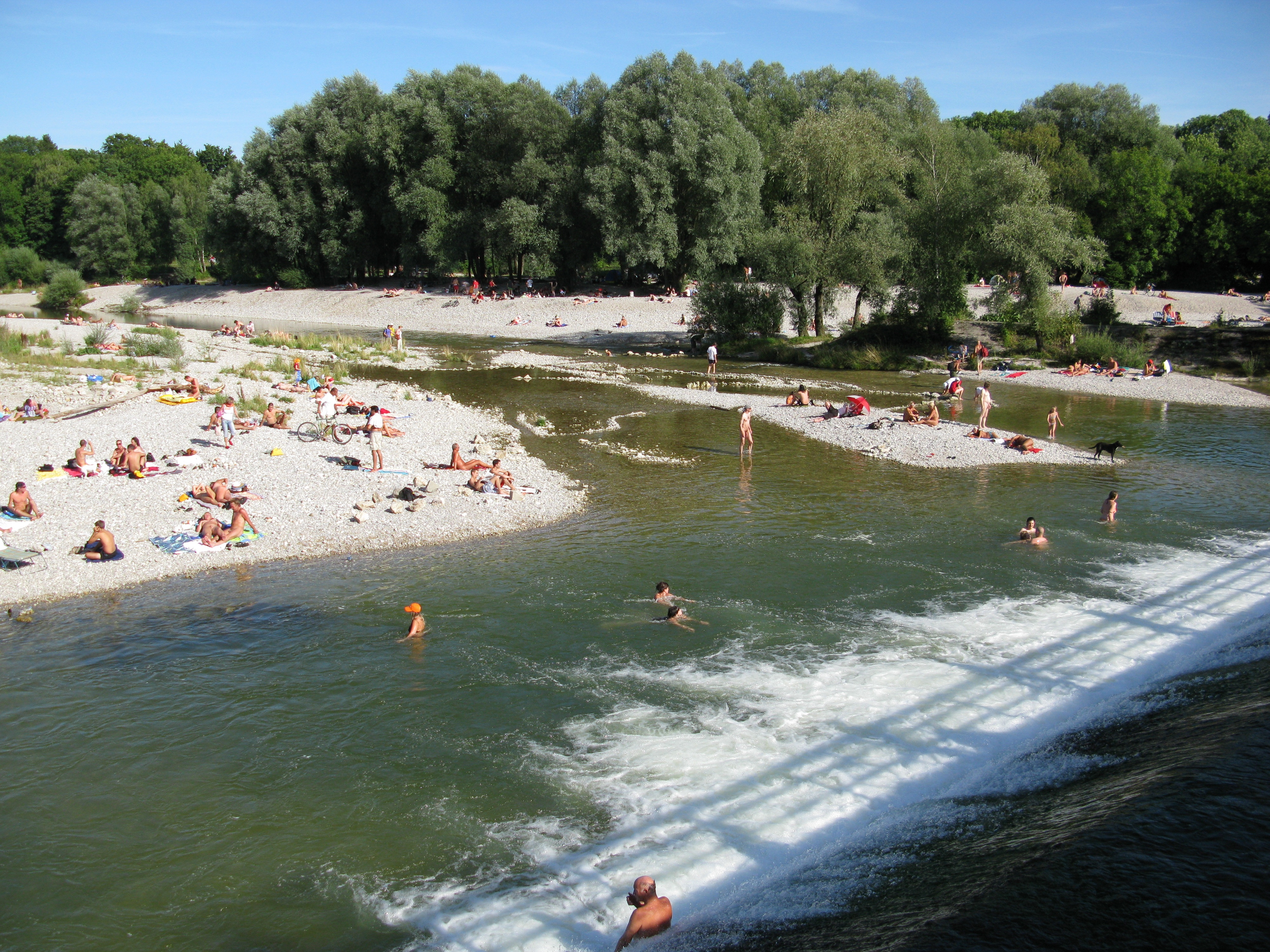
伊萨尔河漫滩

| 慕尼黑：1981–2010年的常规、1954–如今的极端 | 慕尼黑：1981–2010年的常规、1954–如今的极端 | 慕尼黑：1981–2010年的常规、1954–如今的极端 | 慕尼黑：1981–2010年的常规、1954–如今的极端 | 慕尼黑：1981–2010年的常规、1954–如今的极端 | 慕尼黑：1981–2010年的常规、1954–如今的极端 | 慕尼黑：1981–2010年的常规、1954–如今的极端 | 慕尼黑：1981–2010年的常规、1954–如今的极端 | 慕尼黑：1981–2010年的常规、1954–如今的极端 | 慕尼黑：1981–2010年的常规、1954–如今的极端 | 慕尼黑：1981–2010年的常规、1954–如今的极端 | 慕尼黑：1981–2010年的常规、1954–如今的极端 | 慕尼黑：1981–2010年的常规、1954–如今的极端 | 慕尼黑：1981–2010年的常规、1954–如今的极端 |
| 月份                                       | 1月                                        | 2月                                        | 3月                                        | 4月                                        | 5月                                        | 6月                                        | 7月                                        | 8月                                        | 9月                                        | 10月                                       | 11月                                       | 12月                                       | 全年                                       |
| ------------------------------------------ | ------------------------------------------ | ------------------------------------------ | ------------------------------------------ | ------------------------------------------ | ------------------------------------------ | ------------------------------------------ | ------------------------------------------ | ------------------------------------------ | ------------------------------------------ | ------------------------------------------ | ------------------------------------------ | ------------------------------------------ | ------------------------------------------ |
| 历史最高温 °C（°F）                        | 18.9 (66.0)                                | 21.4 (70.5)                                | 24.0 (75.2)                                | 32.2 (90.0)                                | 31.8 (89.2)                                | 35.2 (95.4)                                | 37.5 (99.5)                                | 37.0 (98.6)                                | 31.8 (89.2)                                | 28.2 (82.8)                                | 24.2 (75.6)                                | 21.7 (71.1)                                | 37.5 (99.5)                                |
| 平均高温 °C（°F）                          | 3.5 (38.3)                                 | 5.0 (41.0)                                 | 9.5 (49.1)                                 | 14.2 (57.6)                                | 19.1 (66.4)                                | 21.9 (71.4)                                | 24.4 (75.9)                                | 23.9 (75.0)                                | 19.4 (66.9)                                | 14.3 (57.7)                                | 7.7 (45.9)                                 | 4.2 (39.6)                                 | 13.9 (57.0)                                |
| 日均气温 °C（°F）                          | 0.3 (32.5)                                 | 1.4 (34.5)                                 | 5.3 (41.5)                                 | 9.4 (48.9)                                 | 14.3 (57.7)                                | 17.2 (63.0)                                | 19.4 (66.9)                                | 18.9 (66.0)                                | 14.7 (58.5)                                | 10.1 (50.2)                                | 4.4 (39.9)                                 | 1.3 (34.3)                                 | 9.7 (49.5)                                 |
| 平均低温 °C（°F）                          | −2.5 (27.5)                                | −1.9 (28.6)                                | 1.6 (34.9)                                 | 4.9 (40.8)                                 | 9.4 (48.9)                                 | 12.5 (54.5)                                | 14.5 (58.1)                                | 14.2 (57.6)                                | 10.5 (50.9)                                | 6.6 (43.9)                                 | 1.7 (35.1)                                 | −1.2 (29.8)                                | 5.9 (42.6)                                 |
| 历史最低温 °C（°F）                        | −22.2 (−8.0)                               | −25.4 (−13.7)                              | −16.0 (3.2)                                | −6.0 (21.2)                                | −2.3 (27.9)                                | 1.0 (33.8)                                 | 6.5 (43.7)                                 | 4.8 (40.6)                                 | 0.6 (33.1)                                 | −4.5 (23.9)                                | −11.0 (12.2)                               | −20.7 (−5.3)                               | −25.4 (−13.7)                              |
| 平均降水量 mm（）                          | 48 (1.9)                                   | 46 (1.8)                                   | 65 (2.6)                                   | 65 (2.6)                                   | 101 (4.0)                                  | 118 (4.6)                                  | 122 (4.8)                                  | 115 (4.5)                                  | 75 (3.0)                                   | 65 (2.6)                                   | 61 (2.4)                                   | 65 (2.6)                                   | 944 (37.2)                                 |
| 月均日照時數                               | 79                                         | 96                                         | 133                                        | 170                                        | 209                                        | 210                                        | 238                                        | 220                                        | 163                                        | 125                                        | 75                                         | 59                                         | 1,777                                      |
| 来源1：德国气象部                          |                                            |                                            |                                            |                                            |                                            |                                            |                                            |                                            |                                            |                                            |                                            |                                            |                                            |
| 来源2：SKlima.de                           |                                            |                                            |                                            |                                            |                                            |                                            |                                            |                                            |                                            |                                            |                                            |                                            |                                            |

### 自然及风景保护区
慕尼黑拥有许多自然及风景保护区，遍布整个城市并与之毗邻。此外还有生态地质区奥宾洛赫（第162R001号）。

#### 自然保护区
慕尼黑共有四处自然保护区。
- 阿拉赫森林（NSG-00573.01）
- 战车草坪和哈特尔森林（NSG-00611.01）
- 黑小林（NSG-00460.01）
- 南弗略特马宁荒原（NSG-00100.134）

#### 风景保护区
慕尼黑共有20处风景保护区，例如：
- 朗维德高速公路湖（LSG-00120.01）
- 奥宾洛赫和莫斯施魏格（LSG-00120.02）
- 阿拉赫森林（LSG-00120.06）
- 考普琴小林（LSG-00120.07）
- 伊萨尔河漫滩（LSG-00120.09）
- 森林陵园与菲尔斯滕里德宫及其公园（LSG-00120.15）
- 鹿园（LSG-00120.16）
- 宁芬堡及其运河与西北部公园用地（LSG-00588.01）
- 福斯滕里德公园（现在的福斯滕里德区于1912年并入慕尼黑（市辖第19区）。森林位于市界之外的非建制地区）与卡斯滕森林（LSG-00114.01）
- 佩拉赫森林与格林瓦尔德森林（LSG-00534.01）

### 环境保护
慕尼黑的有害二氧化氮（NO2）含量已严重超出了法定允许造成空气污染的40μg/m³限值。二氧化氮污染的主要来源是机动车辆，尤其是柴油车辆。巴伐利亚行政法院于2012年10月立法要求巴伐利亚自由州修订清洁空气计划，因此从2011年至2017年，污染已从85μg/m³降至78μg/m³，但数值仍然维持在高水平。2017年，慕尼黑首度成为德国二氧化氮污染最严重的城市。至2018年，慕尼黑仍然是全德二氧化氮污染第三高的城市。

### 动物相
巴伐利亚侏儒觿螺是慕尼黑的特有物种。它是在1980年代由动物学家汉斯·D·伯特斯所发现。
所谓的城市鸽因社会活动造成的污染而离开。近些年来，州府慕尼黑正致力于通过全面协商公共关系理念以及建造鸽舍，来促进与鸽群的和解。
在慕尼黑登记的犬只数量正不断增加，至2017年12月31日已达到36347只，其中的35948只需要缴纳宠物税。

## 人口

### 人口发展

慕尼黑从1871年至2017年3月的人口发展

慕尼黑的人口数量于1852年突破十萬大關，从而成为大城市。此后，随着人口增长和原本独立的定居点的合并，导致居民数量急剧增加，1883年已有25萬人居住在慕尼黑。至1901年，人口翻了一倍，达到约50萬人。这使得慕尼黑成为仅次于柏林和汉堡的德意志国第三大城市。1933年，人口增至84万，并于1957年超过100万。人口的第一个高峰期出现在奥运年，1972年12月31日時紀錄為133萬8924人。
然后，人口发展开始出现波动，并于1998年达到最低点的118萬8897人，但自2000年左右起重新建立了稳定的上升趋势。2015年5月，根据城市的自身估算，将首次突破150万大关。随后，一位出生于5月8日的婴儿被确定为第150万个慕尼黑人。2016年9月30日，据城市自身估算，慕尼黑的常住居民达到153萬7987人。按照此趋势，预计慕尼黑的人口在未来几十年内将增至160万。
慕尼黑平均每平方公里约有4700位居民，是德国所有市镇中人口密度最高的一个。
截至2011年12月31日，共有约272萬人居住在慕尼黑城市规划区内，而慕尼黑大都市區（即上巴伐利亚全境以及下巴伐利亚和施瓦本的部分地区）内的人口总数则达到520萬人。
慕尼黑是少数人口出生率高于死亡率的德国城市之一。近年来，新生儿的增长数量非常强劲。在2009年，出生在慕尼黑的孩童数达到自1969年以来的最高点。此外，还有大量来自本国及外国的移民。
2013年，在慕尼黑地政局新登记的移民数量达到12萬5346人。在2016年，共有18107名新生儿在慕尼黑出生，比前一年增加了近1000人，创造了新纪录。
在1988年至2018年之间，慕尼黑的城市人口从121萬1617人增加25萬9891人，總人口數來到147萬1508人，增幅为21.5%。

### 人口结构
2015年5月，在慕尼黑登记的外国人（无德国公民权的登记人口）比例为26.8%。该比例于2014年5月为25.8%，2012年为24.6%。
在慕尼黑登记最多的外国人群体（截至2018年12月31日）分别来自克罗地亚（38137人）、土耳其（37876人）、意大利（27821人）、希腊（26560人）、奥地利（21046人）、波斯尼亚和黑塞哥维那（19626人）、波兰（19101人）、罗马尼亚（17980人）和塞尔维亚（14115人）。
根据2011年人口普查，具有移民背景（持德国公民权并同时出身于外国的登记居民）的人口比例为34.3（柏林为28%和汉堡为31%），这是比例最高的德国大城市之一。
根据市场研究机构捷孚凯于2017年发布的购买力研究表明，慕尼黑大区的居民拥有全德最强的人均购买力。总体而言，全体慕尼黑人每年共可花费437.08亿欧元。因此，慕尼黑甚至领先于汉堡，尽管后者的人口数量还多出近340000人。在德国的地方政体中，仅人口比慕尼黑多出200万人的柏林拥有更强的整体购买力。

### 方言
慕尼黑方言属于中部巴伐利亚语的一种，并正受到从德国其它地区大量涌入的居民（标准德语）威胁而面临消失。正如巴伐利亚文化部于2001年1月在州议会所宣称的那样，20岁以下的当地年轻人已对州府方言感到陌生。
在方言中，慕尼黑被称为；但这种形式在市内方言中并不常见，它已被标准德语的对应词汇所取代，并且实际上只在周边地区使用。

### 宗教信仰

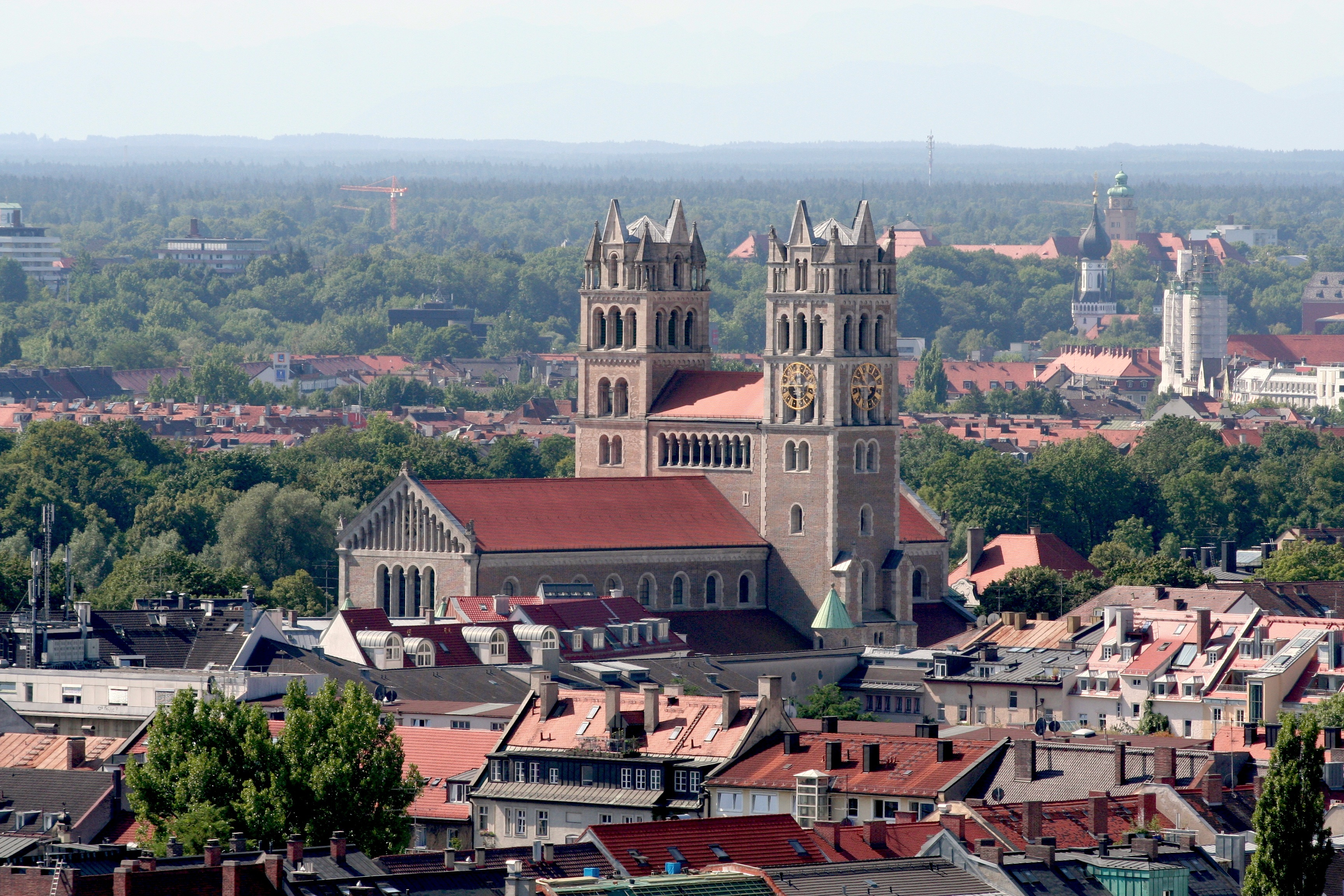
天主教

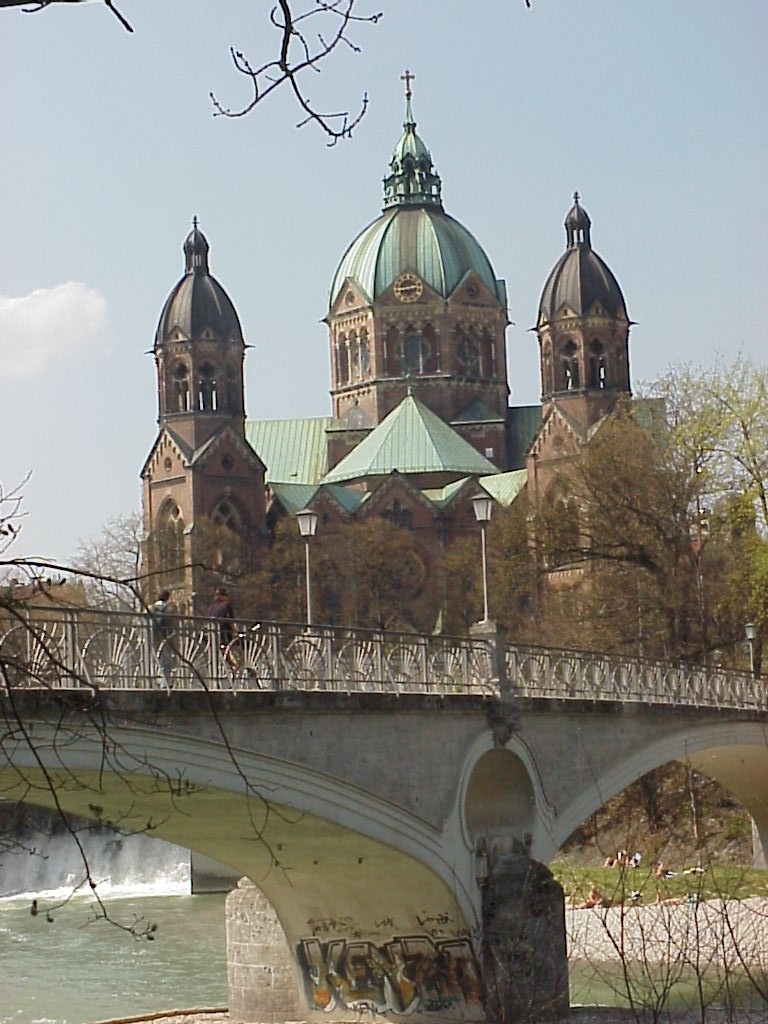
信义宗圣路加堂

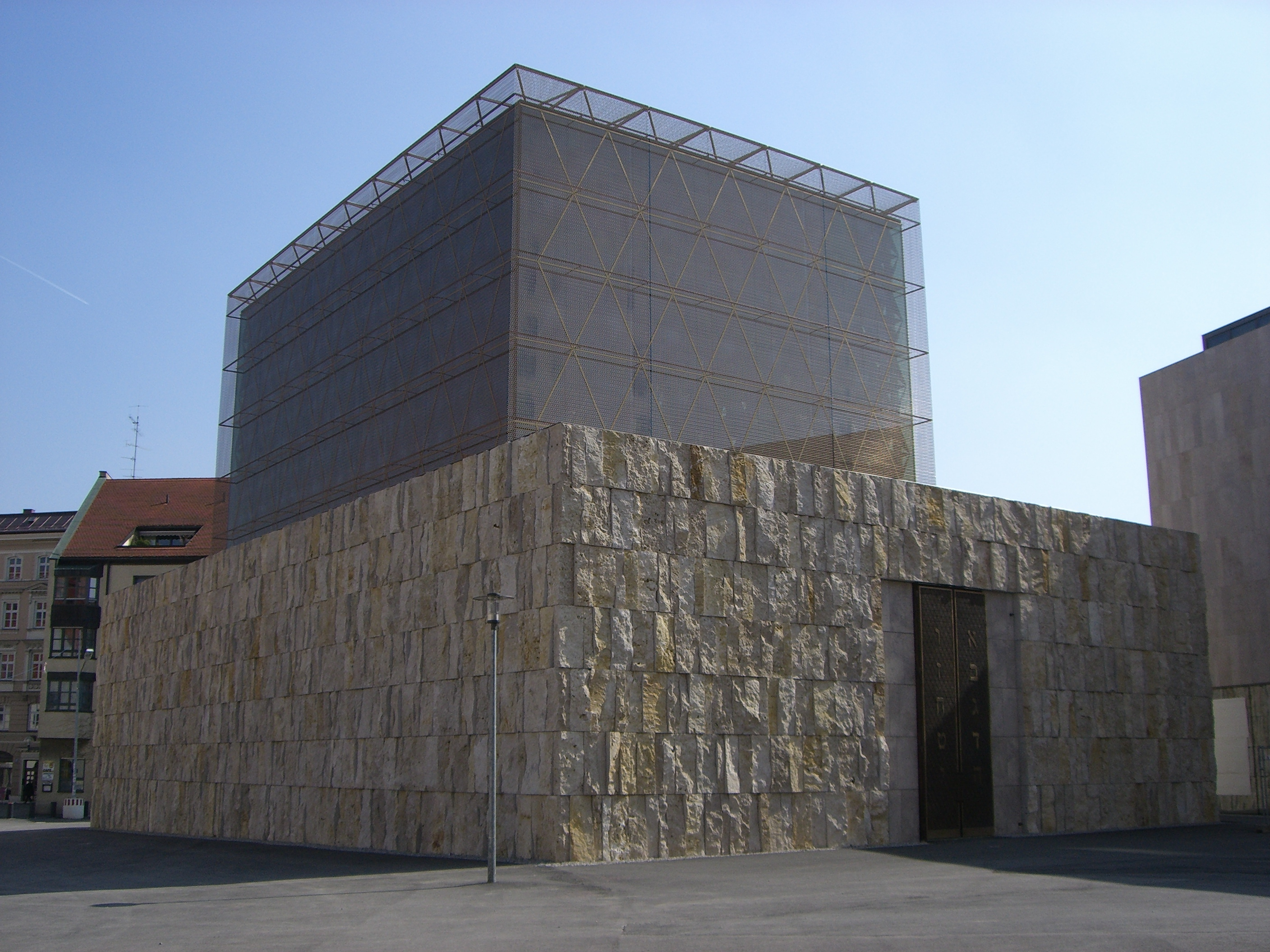
位于圣雅各广场的新犹太会堂

慕尼黑自1817年以来一直是天主教慕尼黑-弗赖辛总教区的所在地，后者是作为1803年弗赖辛采邑主教世俗化后的继任教区而成立。最古老的新教教堂包括圣马太堂和圣马可堂。慕尼黑有一个犹太社区，约有9700名成员，其中大多数是今天的东欧血统（乌克兰和俄罗斯）；以及一个小规模的犹太教自由派社区。
在2011年，慕尼黑人口比例中的3.6%为正教会成员，另有4.4%属于巴伐利亚承认的其它（除大型官教外的）公法宗教团体。
1976年，圣母帡幪和圣安德肋主教座堂在市分区下吉辛落成，这是成立于1959年的烏克蘭希臘禮天主教德國及斯堪地納維亞宗座代牧區的主教座堂。慕尼黑的东仪天主教地位可以追溯至二战期间被带到巴伐利亚进行強迫勞動的大量乌克兰人，他们在那里最初是作为难民，后来则有部分永久定居。1945年6月，乌克兰国外正教会的圣母帡幪教堂成立。由于教会最初的信众超过了5000人，第二座专用的圣裴特若与圣保禄教堂于1968年在市分区路德维希斯费尔德落成，至今仍然存在。
位于施瓦宾-弗莱曼区内的翁格雷尔街131号是希腊教会和诸圣教会的传道中心。2010年5月12日至16日，第二届普世合一教会大会在慕尼黑举行。

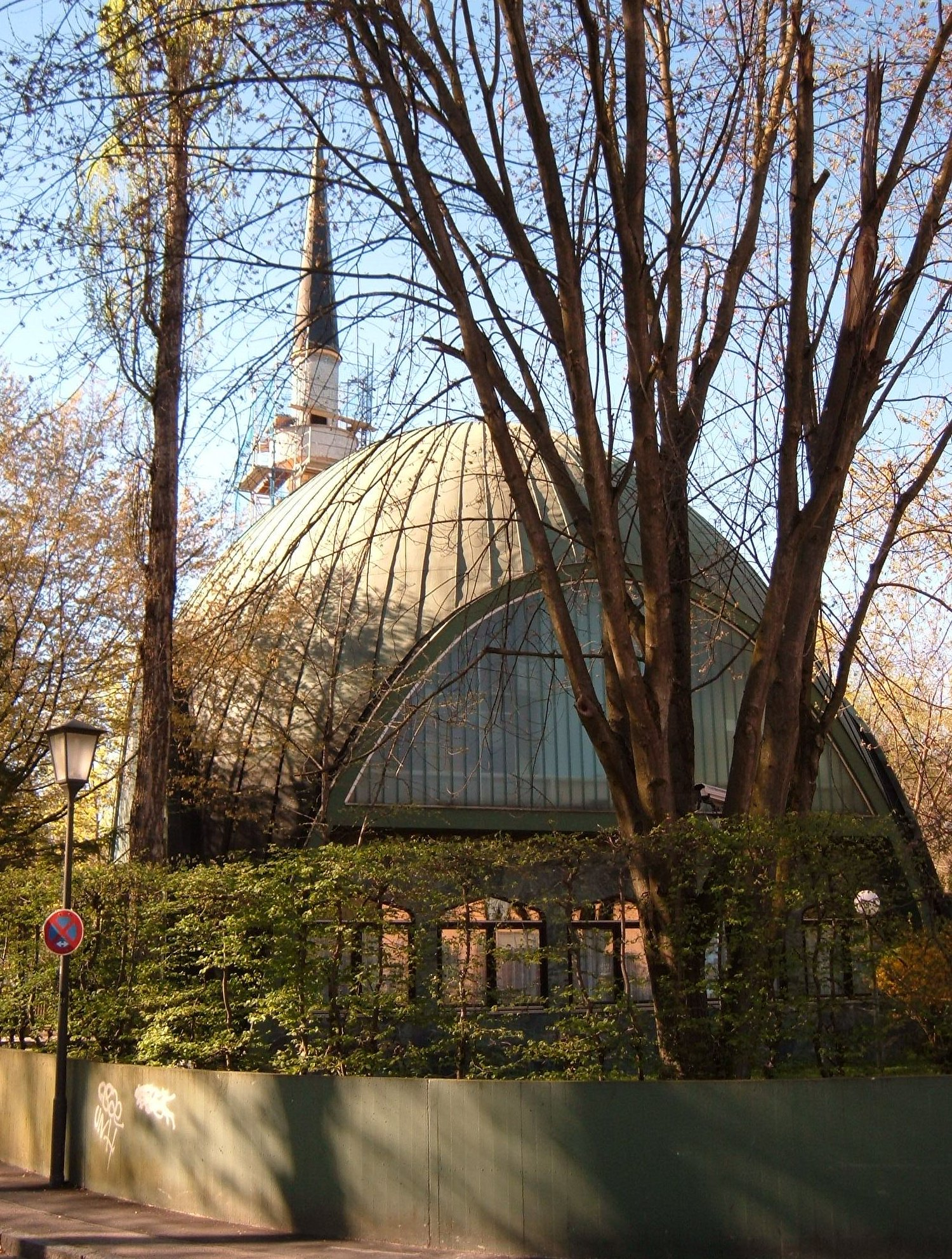

据估计，居住在慕尼黑的穆斯林约有100000至120000人，相当于人口比例的7-8%。2005年，在“森德灵清真寺之争”的口号下，在森德灵新建清真寺项目的争议闻名全德。在伊玛目本亚明·伊德里兹的领导下，应当建造一座原本名为“慕尼黑欧洲伊斯兰中心”（Zentrum für Islam in Europa – München，简称Ziem）的大型清真寺，并包含有一个文化中心和伊玛目培训中心。该项目如今是以“慕尼黑伊斯兰论坛”（Münchner Forum für Islam，MFI）的名义运作。
耶和華見證人在慕尼黑划分为59个社区，设有16座王国聚会所和会所中心。此外，位于莫萨赫区内里斯街上的耶和华见证人会馆还会定期召开跨区域的会议。
基督復臨安息日會在市内设有九个会堂和处所。该教会的巴伐利亚总部同样位于诺伊豪森-宁芬堡区内的提香街。
耶穌基督後期聖徒教會在慕尼黑设有两个教区和四个教所。
德国曼达派协会设立于慕尼黑，主要负责建立一个运作良好的曼达派社区。
在吉辛区内、位于瓦亨海姆街上的黑天神庙已经存在了数十年，现已发展成为居住在慕尼黑的大约15000名印度教徒的重要朝拜场所。那里还会举行冥想及一些印度教节日的活动，例如屠妖節的排灯。

#### 城市圣人

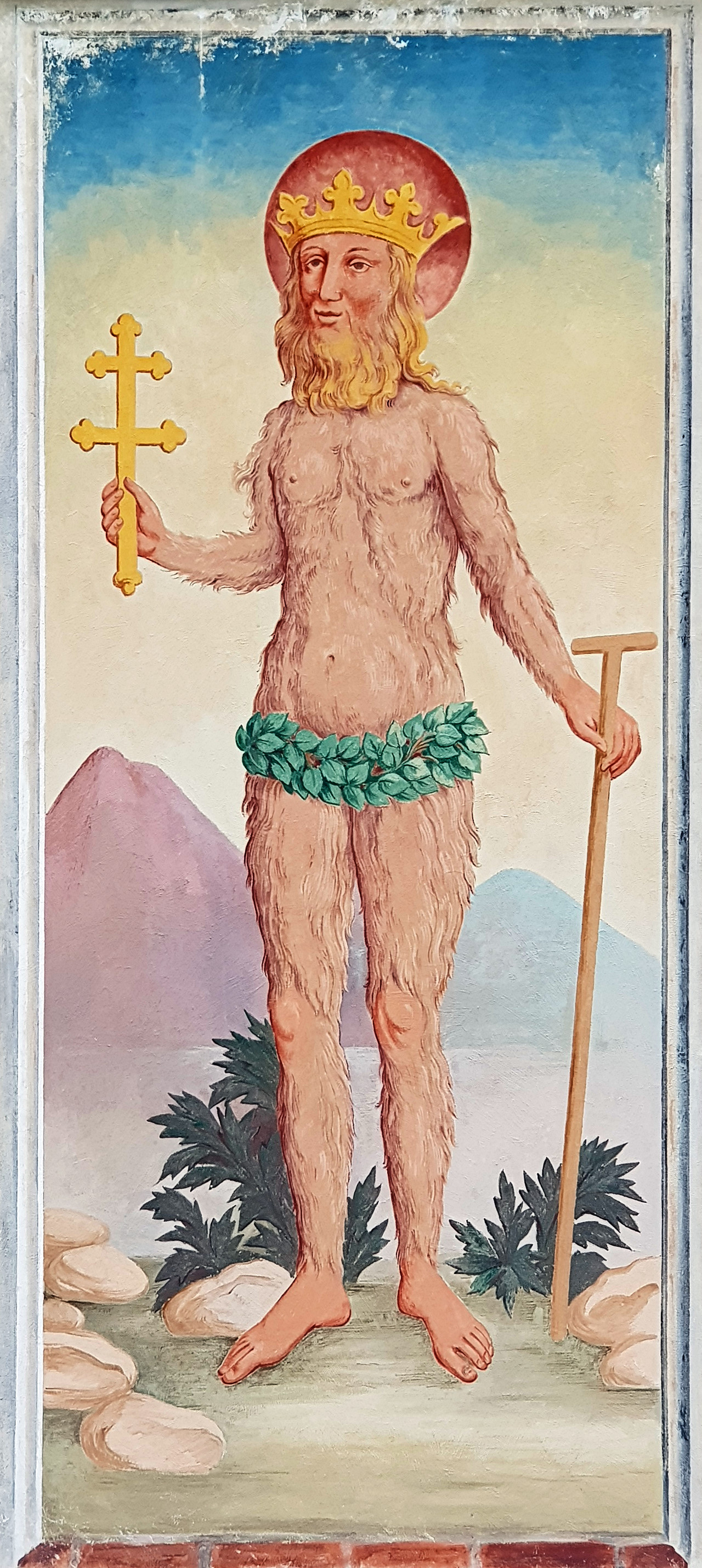
绘有圣欧诺菲力乌斯的濕壁畫

慕尼黑市的第一位主保聖人是公元3世纪的叙利亚-埃及隐士圣欧诺菲力乌斯，据称其头盖形式的圣髑是由狮子亨利（1129－1195）从对文德人的十字军东征中带到慕尼黑的。
自1580年起，曾于1066年至1106年担任迈森主教的圣本诺，在天主教会中被奉为巴伐利亚与慕尼黑市的主保圣人。

#### 宗教数据
截至2017年底，慕尼黑人口中的31.8%为天主教徒、11.4%为新教徒（包括新教自由教徒）、0.3%为犹太教徒，其余的56.5%则属于其它教派和宗教或是无宗教信仰。而在2014年底，人口比例中的33.9%为天主教徒、12.3%为新教徒（包括新教自由教徒）、0.3%为犹太教徒，53.5%属于其它教派或无宗教信仰。因此，新教徒和天主教徒的人数在观察期内下降，而非教派的比例则在增加。尽管非教派群体的比例明显大于天主教徒，但慕尼黑仍是将圣母升天日（8月15日）定为法定假期的巴伐利亚城市和市镇之一。

## 历史

### 建城
慕尼黑是在公元1158年，由巴伐利亚和萨克森公爵狮子亨利颁布的《奥格斯堡差异录》中，以的名字被首次提及，当时是作为盐路跨越伊萨尔河的一条通道而建在如今路德维希桥的原址上，并在通道附近开辟了一个集市。
然而据《奥格斯堡差异录》所述，慕尼黑在当时尚未建城；神圣罗马皇帝腓特烈一世仅是对这个既有的定居点授予了集市、铸币和关税自主权。但由此所带来的受益有三分之一会落入弗赖辛主教之手。
至于自1158年起以“慕尼黑”命名的这个定居点是何时成立、以及成立时的名称为何，如今已不可考。

### 中世纪：公爵住所及帝国宫城

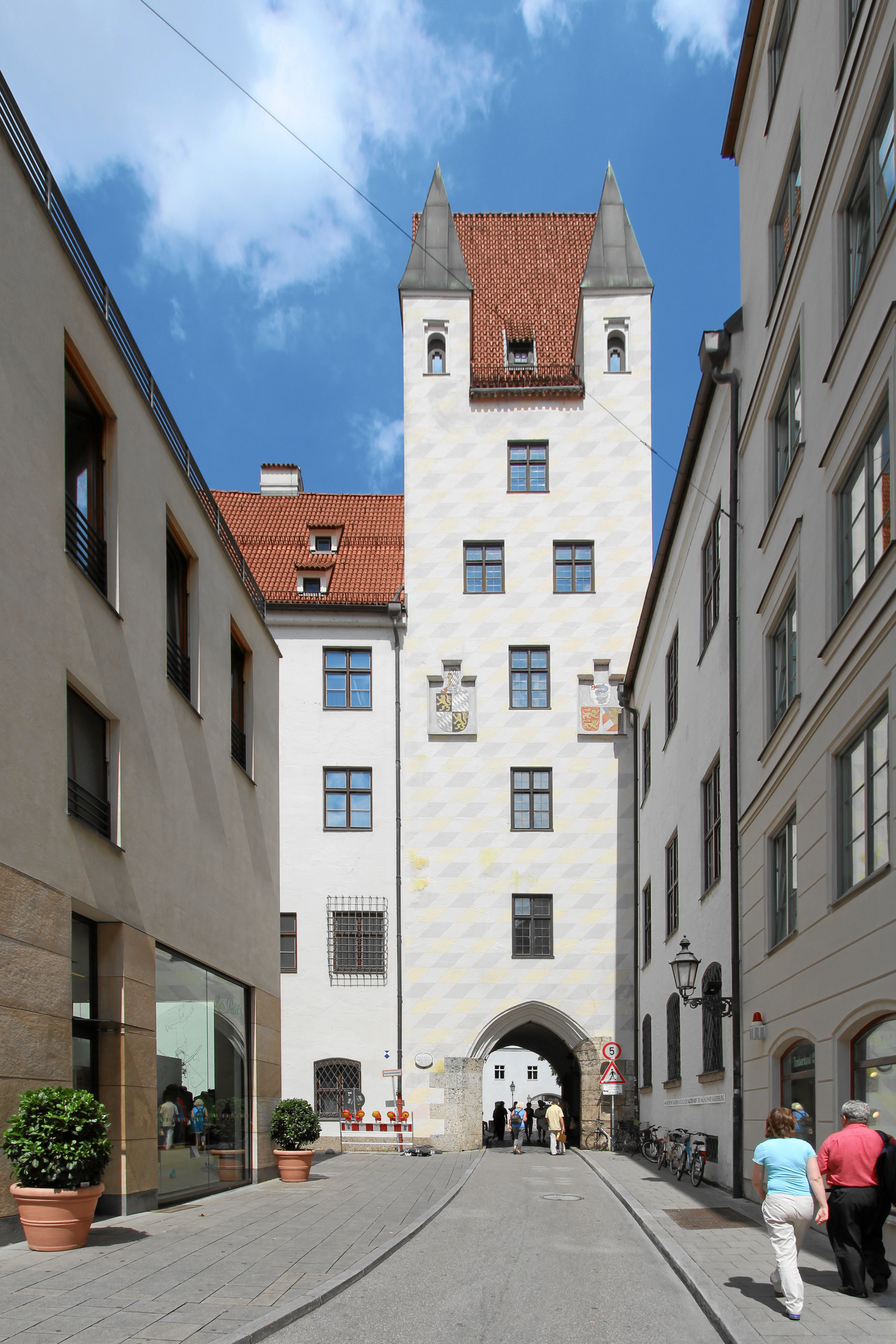
旧宫廷

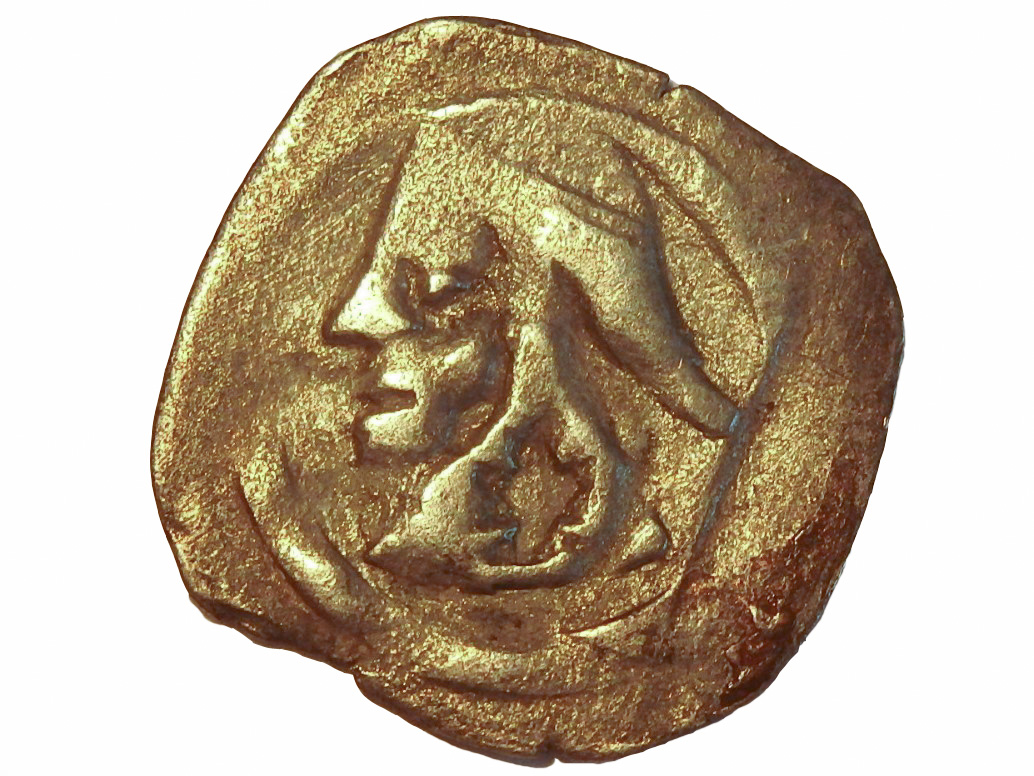
斯特凡二世时期（1349–75），印有僧侣头像的慕尼黑芬尼

当狮子亨利于1180年被德皇放逐后，巴伐利亚和慕尼黑分别落入维特尔斯巴赫家族和弗赖辛主教之手。1240年，慕尼黑也为维特尔斯巴赫所占有，并在1255年的首次土地划分中便成为公爵的宫城。
自1314年起，巴伐利亚公爵路易四世出任德意志国王、并自1328年起成为神圣罗马皇帝，而慕尼黑作为他的宫城，则通过新增的第二道城廓进行了大规模的扩建。当时，慕尼黑采用了老帝国的主色调——黑色和金色，作为城市代表色。
自14世纪末以来，慕尼黑曾多次发生市民反对公爵的暴动，后者遂将他们的政府所在地从老城堡搬迁至市郊的王宫。由于受到胡斯派的威胁，城防设施于1429年通过增设一道外围城廓而得到加强。
1442年，犹太公民被驱逐出城。由此至18世纪下半叶以前，再无犹太人在慕尼黑定居。（参见：慕尼黑犹太人历史）。
1468年，新的玛利亚教堂——圣母主教座堂奠基，其建造历时仅二十年。

### 联合公国都城

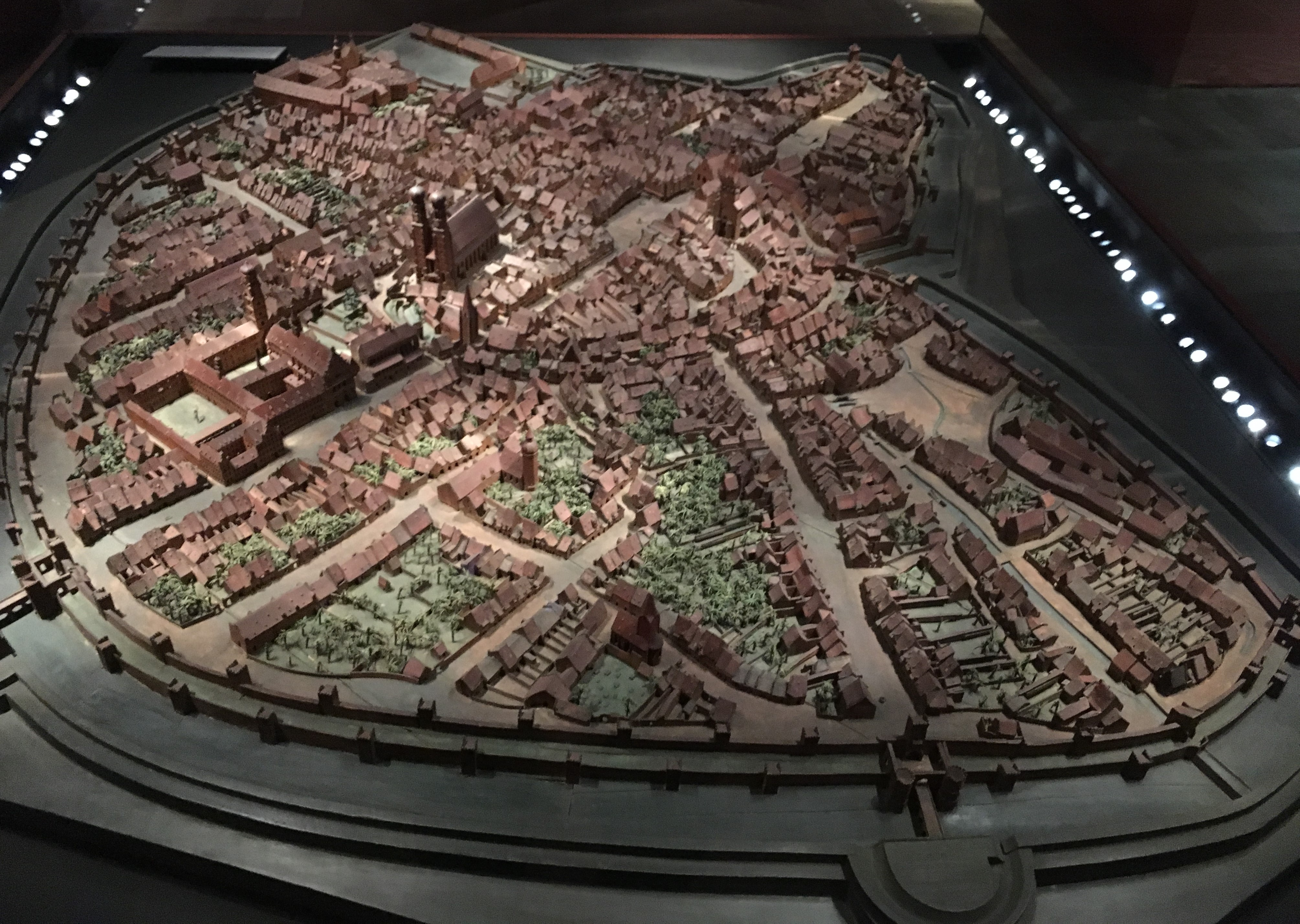
1570年的三维城市沙盘，由制作

在经历了后哥特式的新文化鼎盛时期后，随着阿尔布雷希特四世（1465－1508年）重新统一了公爵权，慕尼黑于1506年成为整个上巴伐利亚和下巴伐利亚的首都。在接下来的时期，市民的影响力持续下降，于是由维特尔斯巴赫家族决定了城市此后的发展。
在威廉四世（1508－1550年）和阿尔布雷希特五世（1550－1579年）统治期间，慕尼黑成为文艺复兴和反宗教改革的中心。威廉五世（1579－1597年）于1589年创立了宫廷啤酒厂，并为耶稣会建造了圣弥额尔堂和耶稣会学院。最早期的城市景物画是由格奥尔格·布劳恩和弗朗斯·霍根贝格于1572年绘制。在大约1570年，雅各布·桑特纳便能够用菩提树木制成城市模型，它与当时四个下辖市（施特劳宾、兰茨胡特、因戈尔施塔特和布格豪森）的城市模型一样，是世界上最古老的沙盘。

### 选侯国宫城

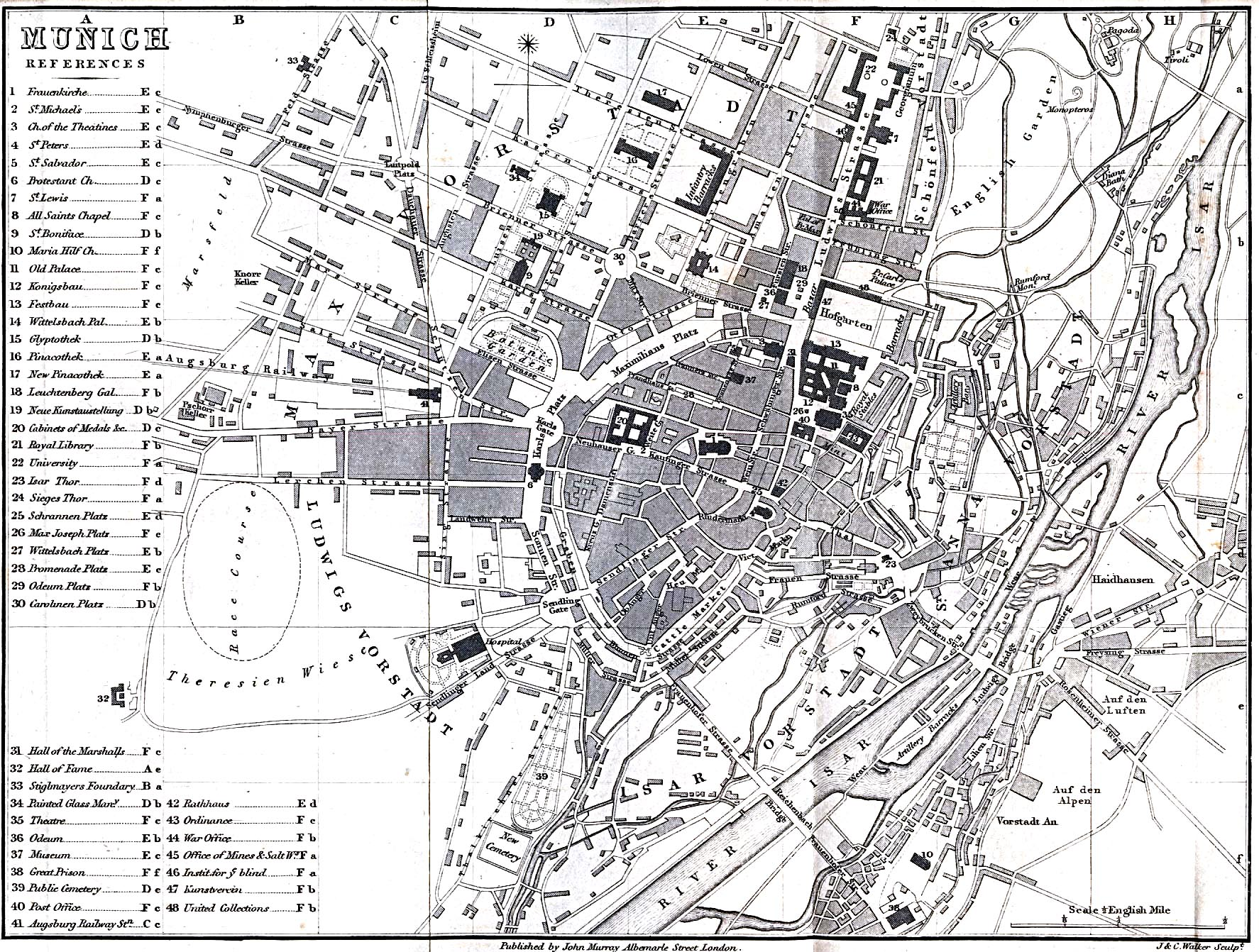
1858年的慕尼黑地图

在公爵马克西米利安一世（1597－1651年）治下，巴伐利亚夺得了上普法尔茨的统治权，慕尼黑于1628年成为整个老巴伐利亚的选帝侯宫城，但在三十年戰爭期间却自1632年起被迫遭到瑞典军队的占领。慕尼黑不得不支付高额赎金和抵押品，以避免城市遭到破坏。而此后不久爆发的瘟疫则造成了三分之一的人口死亡。当1648年战争结束后，这座城市迅速恢复，并在选帝侯斐迪南·马利亚（1651－1679年）的治下，以意大利巴洛克风格的面貌示人。为此，宁芬堡宫、戴蒂尼会教堂以及全市首座歌剧院应运而生。然而，战争带来的影响便是选帝侯的专制统治。

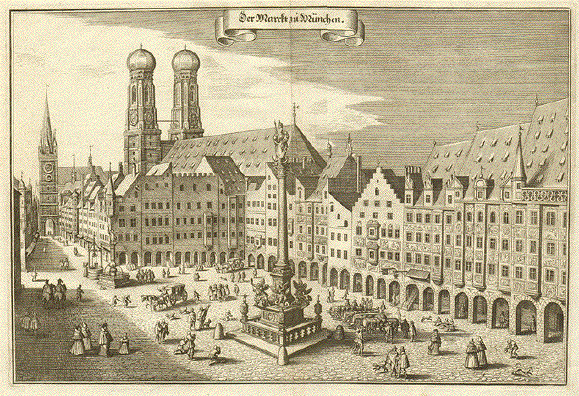
由马特乌斯·梅里安所绘的集市广场（今玛利亚广场）铜版画，约1650年

自1704年起，慕尼黑在西班牙王位繼承戰爭期间曾被哈布斯堡王朝占领了数年，因为选帝侯马克西米利安二世·埃马努埃尔（1679－1726年）是与法国结盟。当地市民和农民在森德灵杀戮圣诞夜发起的暴动遭到血腥镇压。随着选帝侯结束流放回国，法国的巴洛克晚期风格受到宫中青睐，巴伐利亚的洛可可风格因此得以发展起来。
在选帝侯卡尔·阿布雷希特（1726－1745年）加冕神圣罗马皇帝后，这座城市于1742年再遭哈布斯堡军队占领了两年。随后的选帝侯马克西米利安三世·约瑟夫（1745－1777年）摈弃了前任的强权政策并致力于内部改革，因此巴伐利亚科学院得以于1759年在慕尼黑成立。1789年，依照选帝侯卡爾·特奧多爾的指令，英国公园得以在伊萨尔河漫滩畔建立；此后不久，中世纪的城防设施也得到拆除。在卡爾·特奧多爾（1777－1799年）治下，慕尼黑也成为了旧帝国第三大国家综合体——普法尔茨-巴伐利亚的宫城。

### 王国都城及宫城
虽然慕尼黑早在1328年便已成为皇家宫城，但直至450年后才崛起为大城市。慕尼黑于18世纪末迎来高速发展，在此之前，它便已于1750年赶上奥格斯堡并超过了纽伦堡。而当拿破仑于1806年将巴伐利亚升格为巴伐利亞王國后，慕尼黑成为国土面积扩大了两倍的国家首都，发展得到进一步加速。自此，新教徒也可以取得慕尼黑公民权。在1700年，慕尼黑仅有24000名居民，但在此后每三十年便翻一番，因此至1871年已有170000人居住在慕尼黑，至1933年则达到840000人。在国王马克西米利安一世·约瑟夫（1799－1825年）治下，国家剧院落成，这座城市也开始进行计划周密的扩张。至1818年，慕尼黑获得了可拥有两位市长和两位议长的自治权。
在国王路德维希一世（1825－1848年）统治时期，慕尼黑成为了一个著名的艺术之都。新古典主义者莱奥·冯·克伦策和弗里德里希·冯·格特纳设计了路德维希街，而慕尼黑王宫则被延伸至国王广场。
路德维希一世的儿子马克西米利安二世（1848－1864年）尤其注重人文科学的水平提升，并因此而聚拢了一个作家圈子（“鳄鱼诗社”）。他与其父亲一样都是业主出身。全新的、借鉴了英国哥特式艺术的“马克西米利安风格”被应用在马克西米利安街旁的建筑中，那里至今仍是欧洲大陆最高档和最昂贵的购物街之一。
在路德维希二世国王（1864－1886年）治下，城市的音乐活动得到发展，并随着理查德·瓦格纳的多次造访而达到新的鼎盛时期。在19世纪，当慕尼黑一再受到瘟疫困扰时，马克斯·冯·佩滕科弗设立了污水处理系统。因此至19世纪末，慕尼黑就被认为是欧洲最干净的城市之一。
在摄政王柳特波德（1886－1912年）主政时期，慕尼黑经历了经济和文化的巨大发展。摄政王街和攝政王劇院便是在此期间建造。施瓦宾在世纪之交也经历了蓬勃发展，作为一个艺术家街区，曾得到许多当代著名作家和画家的造访。1896年，慕尼黑的文化杂志《新艺术》首次出版，其得名于新艺术运动；同年，阿尔伯特·朗根也发行了政治讽刺杂志《Simplicissimus》的创刊号。1911年，艺术家团体青骑士成立。在小说《上帝之剑》中，作家托马斯·曼为此时代创造了“慕尼黑闪耀着光芒”的语录。
1916年，慕尼黑在第一次世界大战期间遭到了法国方面的三次空袭，轰炸并未造成重大损失。但另一方面，供应形势的恶化却对人口构成重大问题，导致罢工和逮捕频发，并出现了日益高涨的革命情绪。

### 革命、魏玛共和国及纳粹主义

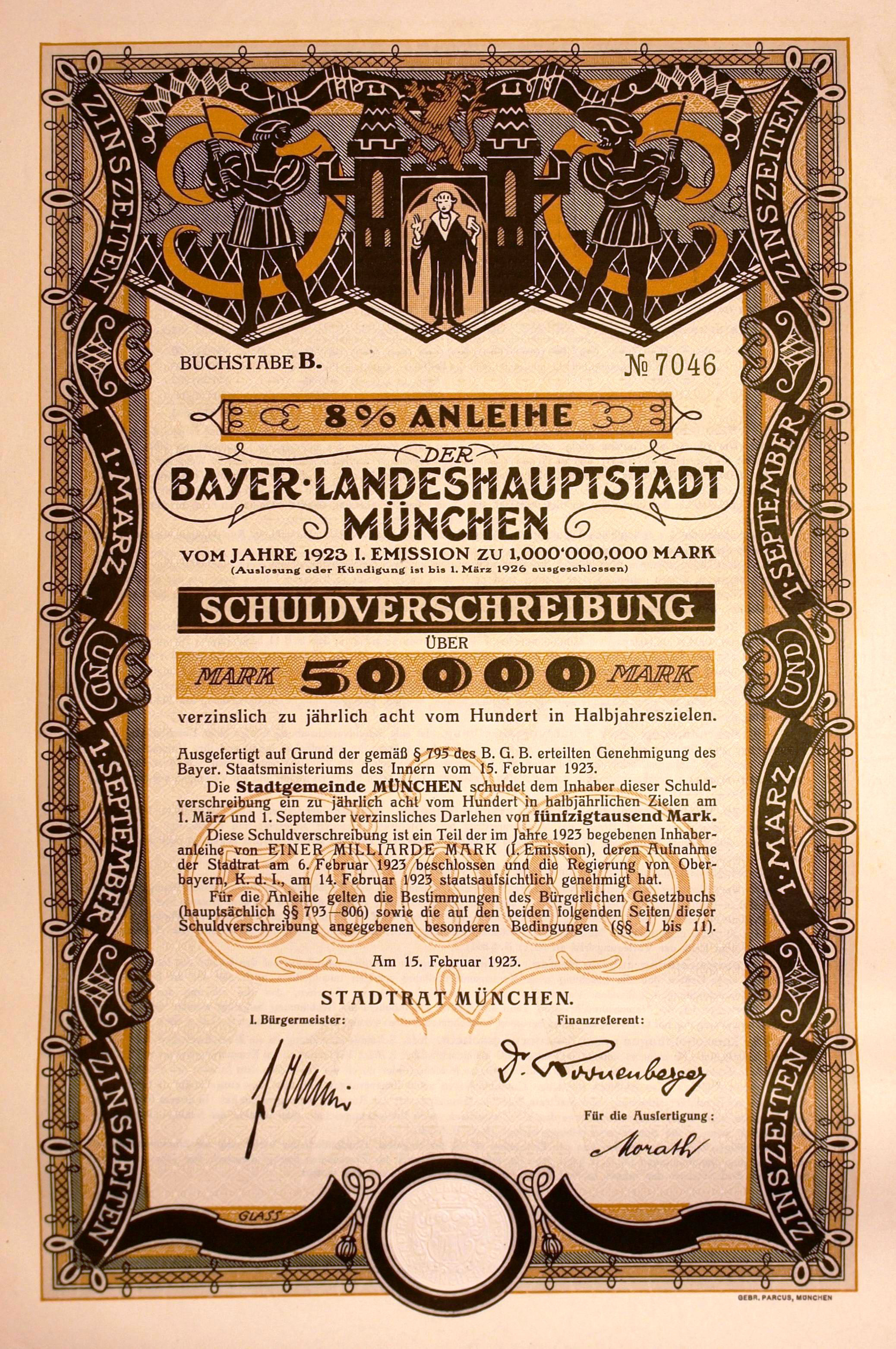
州府慕尼黑于1923年2月15日发行的50000马克债券

战争结束后，慕尼黑于1919年爆发了革命骚乱。尽管1918年的十一月革命是和平进行的，并最终以废除君主制而结束，但由共产党人和社会主义团体发起的慕尼黑苏维埃共和国却于1919年春天遭到国防军和自由軍團的暴力镇压。在接下来的几年内，慕尼黑日渐发展成为国家社会主义者活动的中心，例如成立了希特勒突击队。1923年，啤酒館政變在统帅堂事败。然而，慕尼黑始终是国家社会主义德国工人党（纳粹党）的所在地——除了1923年11月至1925年2月，当时该党在全国范围内被取缔。
在1933年纳粹党掌权后，城市应进行广泛重建；负责此项工作的建筑师是赫尔曼·吉斯勒。虽然将慕尼黑转变为元首城市的夸张计划从未实现，但由于众多浮夸的建设项目，纳粹还是为这座城市带来了明显的建筑印记。
1935年，希特勒授予慕尼黑在纳粹时期的城市荣誉称号：运动首都。1938年，《慕尼黑協定》在慕尼黑签署，确定了将苏台德地区并入德意志国的归属。1937年12月1日，纳粹优生组织生命之泉入驻位于当时弗灵大道（1955年起：托马斯·曼大道）和波兴格街转角处的托马斯·曼宅邸。该建筑一直被用作党卫队各组织的总部直至1939年12月31日。
如同所有德国大城市一样，慕尼黑在第二次世界大战期间遭到了盟军空袭的沉重打击（慕尼黑空袭）。至战争结束时，历史悠久的老城有九成面积被毁，而全市则有五成被毁。据估算，空袭共造成约6000人死亡和约15000人受伤。
在盟军占领慕尼黑的前两天，一个由军人和平民共建、名为巴伐利亚自由行动的抵抗组织，开始通过当地广播反对纳粹统治。自由行动的起义在当日便遭到党卫队的镇压。1945年4月30日，美国陆军在未受到太多阻力的情况下占领慕尼黑。而在德国其它地方，战争则一直持续至5月初，并最终于5月8日以德意志国防军无条件投降的方式结束。

### 战后时期

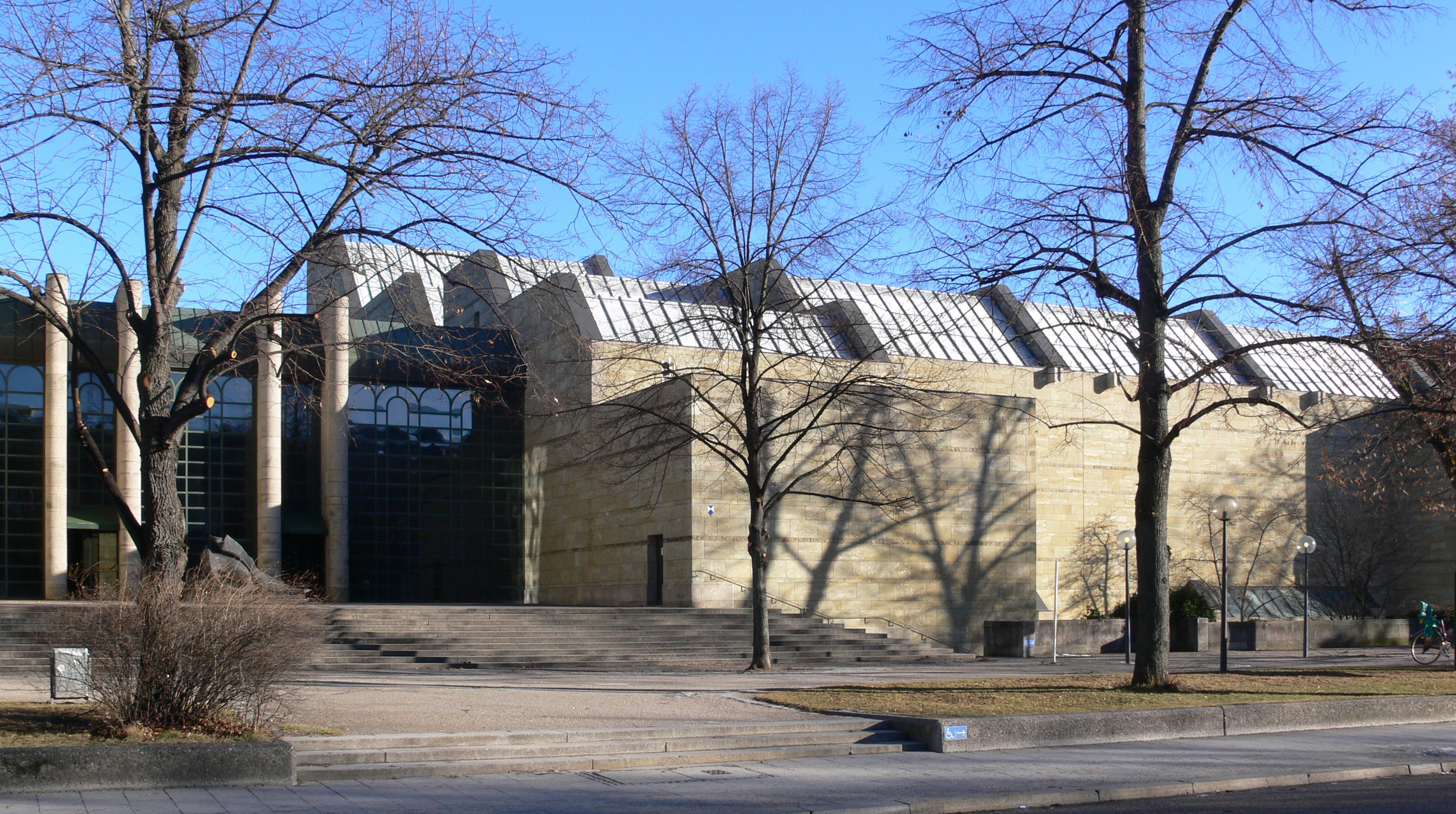
新绘画陈列馆

很大程度上得益于历史城市景观的重建，慕尼黑在第二次世界大战后逐渐发展成一个高科技之地，众多来自服务行业的企业相继入驻，例如媒体、保险公司和银行。在战后几十年，慕尼黑也从两德分裂间接受益，因为大量企业从德国苏占区及其继承者東德迁往南部，其中最著名的是西门子。
旅游业在这座城市也逐渐升温，这里有许多重要的博物馆（例如老、新和现代艺术陈列馆以及德意志博物馆）和名胜古迹。
在冷战期间，自由欧洲电台也设于慕尼黑。1962年，市内发生了施瓦宾骚乱，这是1960年代欧洲青年运动的第一个前奏。
1972年，慕尼黑成功举办第十二届夏季奥林匹克运动会，却因巴勒斯坦恐怖分子劫持及杀害以色列运动员而蒙羞。事件共造成全部11名人质、1名警员和5名恐怖分子身亡。因此，德国专门成立了第九国境守备队。为了承办奥运会，上草地区域经过重新设计，成为奥林匹亚公园，并就公共短途交通进行了地铁和快铁接驳的大规模改造，其中一些还延伸至周边地区。在此期间，内城也有部分区域被改造为行人专用区。
自二战结束以来，钟溪社区已日渐发展成为同性恋运动的中心，宁那·华纳·法斯宾德和等众多艺术家均曾在此居住。1988年，由汉斯·维尔纳·亨策创立的慕尼黑双年展正式启动。

### 当代

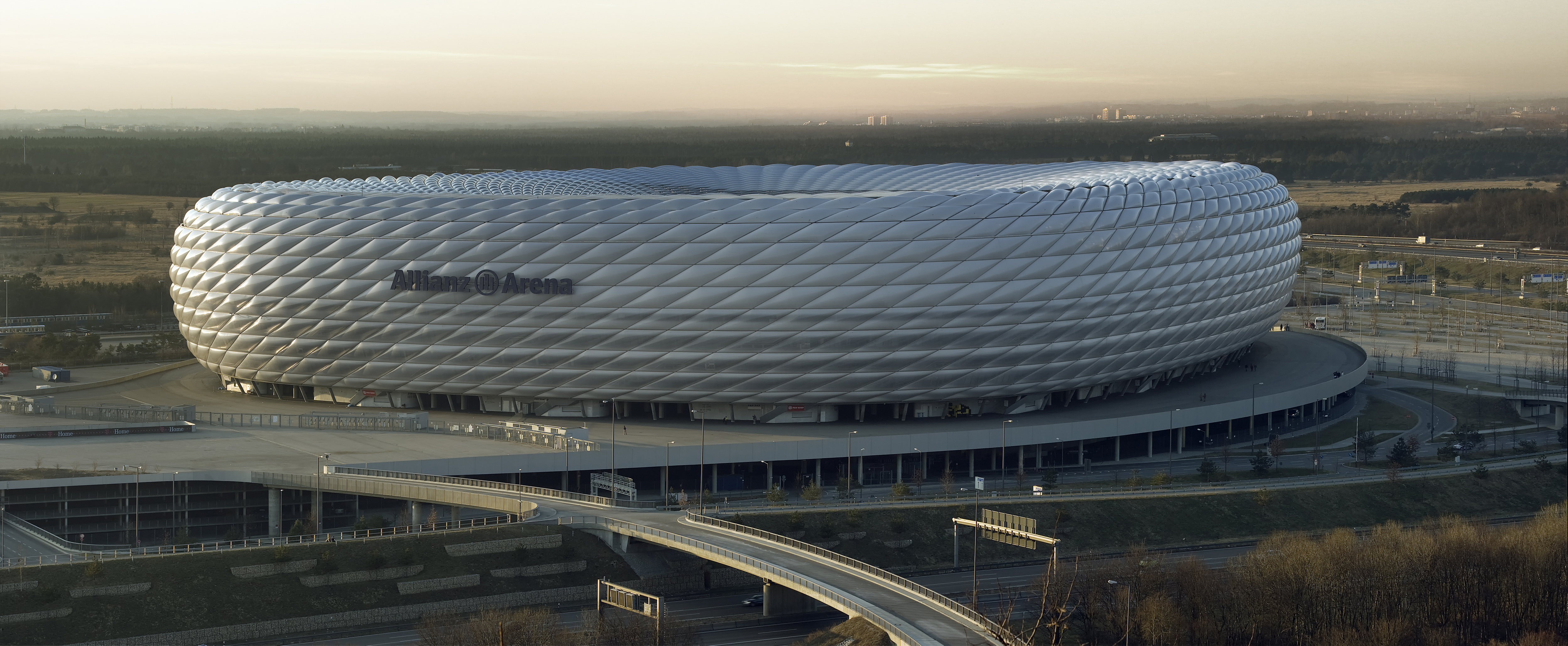
安联竞技场

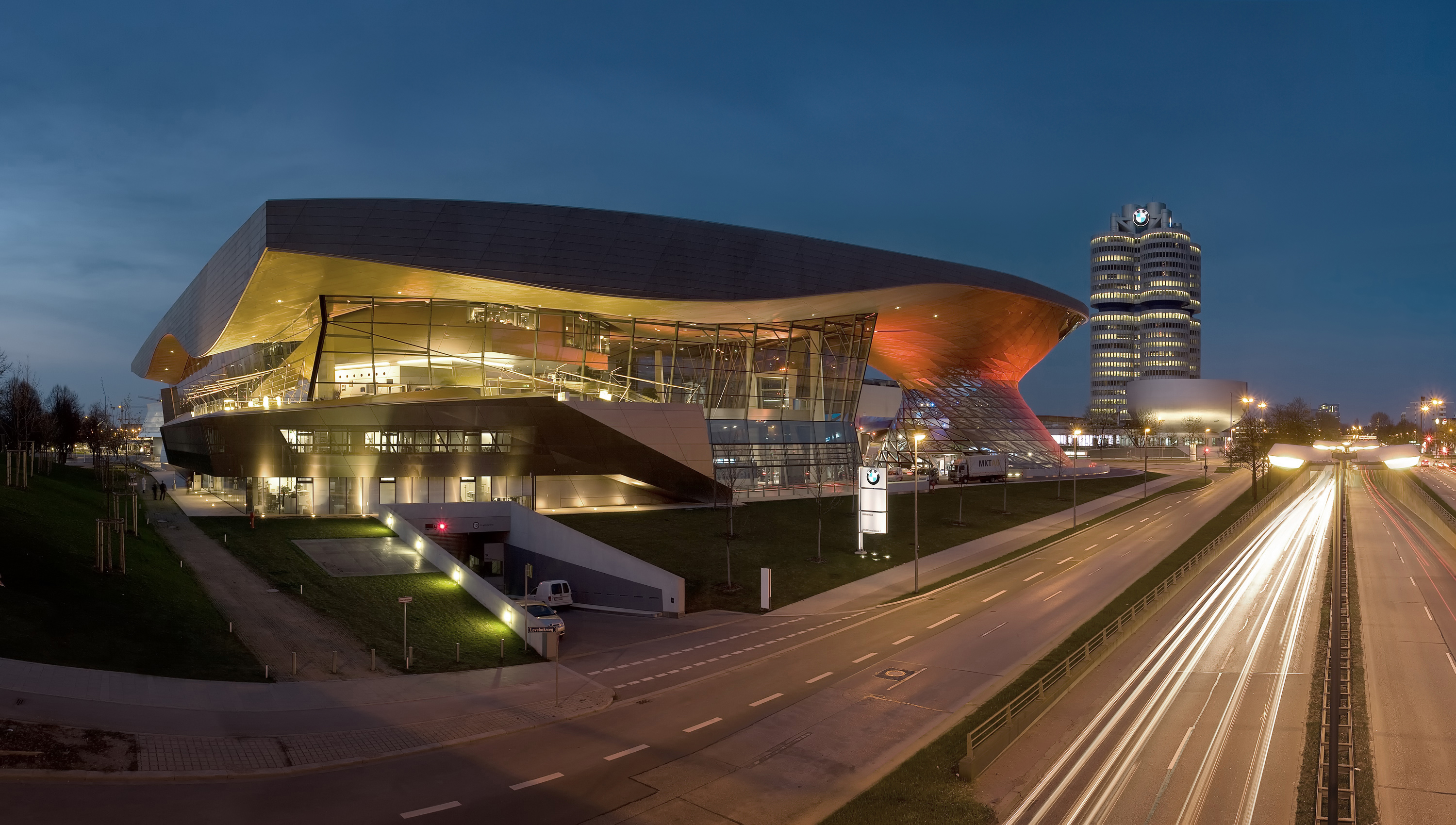
宝马世界

距市区约30公里的全新慕尼黑“弗朗茨·约瑟夫·施特劳斯”机场于1992年5月开业，同时关闭了旧的慕尼黑-里姆机场。在这块场地上，其后兴建了配备有里姆公园的里姆展览城，公园是作为2005年联邦园艺展的一部分而开放。
2002年，现代艺术陈列馆在慕尼黑艺术区开幕，随后，布兰德霍斯特博物馆的新建工程，以及州立埃及文化博物馆、慕尼黑犹太博物馆、慕尼黑街头及当代艺术博物馆以及伦巴赫美术馆的扩建工程也相继完成。
从2000年至2011年，从大黑塞洛赫桥至德意志博物馆之间8公里的河道景观在“伊萨尔河的新生活”的口号下，进行了努力亲近大自然的改造。2002年，战车草坪及相邻的哈特尔森林被指定为自然保护区和动植物栖息地。

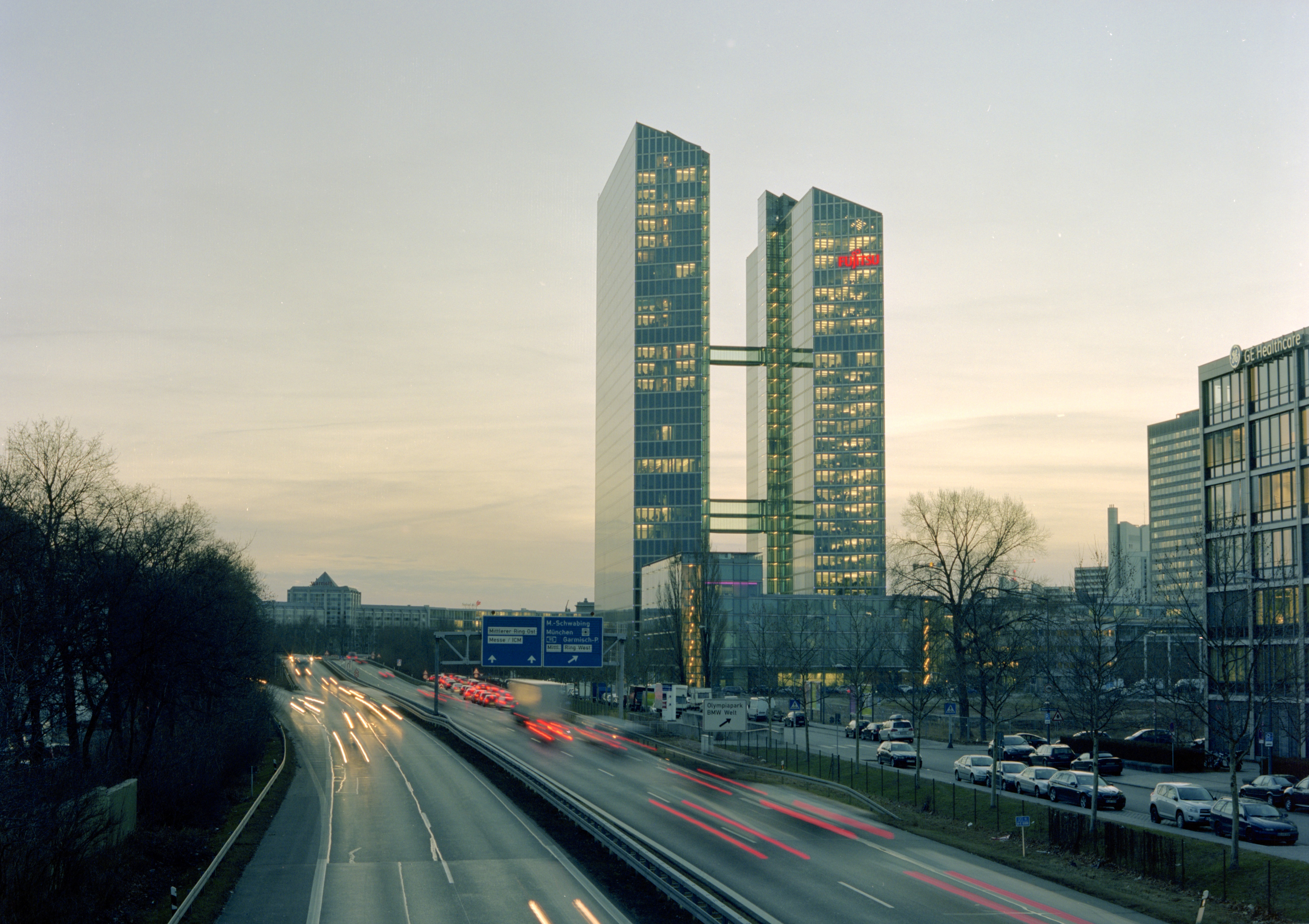
亮点大厦

特别是在千禧年之后，慕尼黑还建造了许多摩天大楼，例如146米高的上城大厦和亮点大厦双子塔、2008年落成的SV大厦或天际线大厦。自2004年公投以来——由于参与的大多数选民反对建造高度超过100米的建构筑物，巴伐利亚首府被禁止再兴建高度大于圣母教堂双塔（约99米）的摩天大楼。
2017年，宝马集团开始在慕尼黑北部扩建其研发及创新中心（FIZ）。预计至2050年，研发中心将扩大一倍，然后提供41000个工作岗位。

## 政治
传统上在地方行政中占主导地位的中間偏左政党，在慕尼黑的州级行政和联邦行政中的所占份额却较小，这在巴伐利亚州是很罕见的。传统上在其它州份处于弱势的基社盟、自选协和另选党，在伊萨尔河畔却比社民党、绿党、自民党和左翼党更强。

### 欧洲政治及国家政治
慕尼黑是几个联邦法院和联邦行政机关的所在地（见下文），例如联邦财政法院、德国联邦专利法院、南部军事法庭以及德国专利及商标局。
慕尼黑也是欧洲专利局的总部所在地。

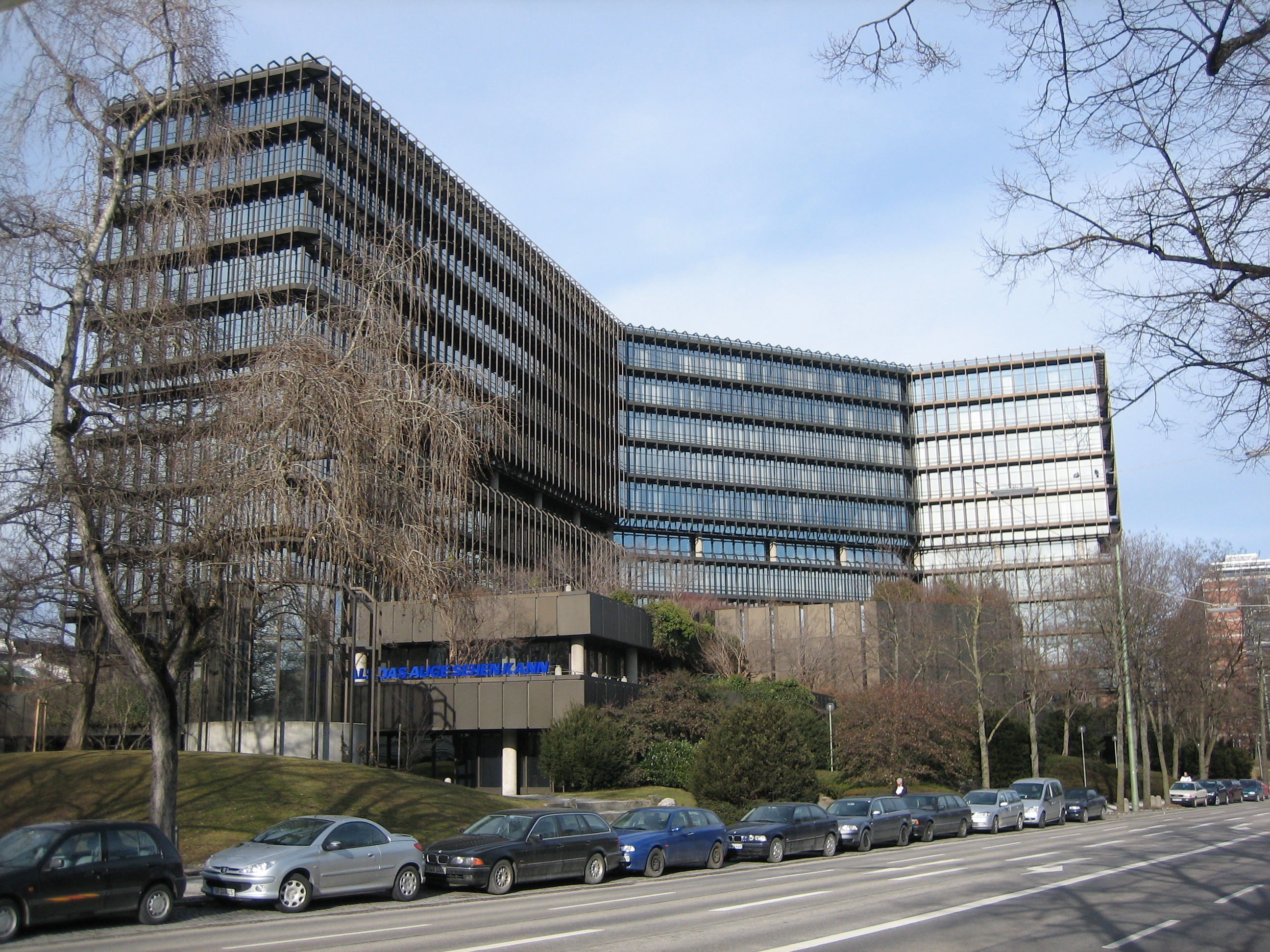
欧洲专利局设于慕尼黑的总部大楼
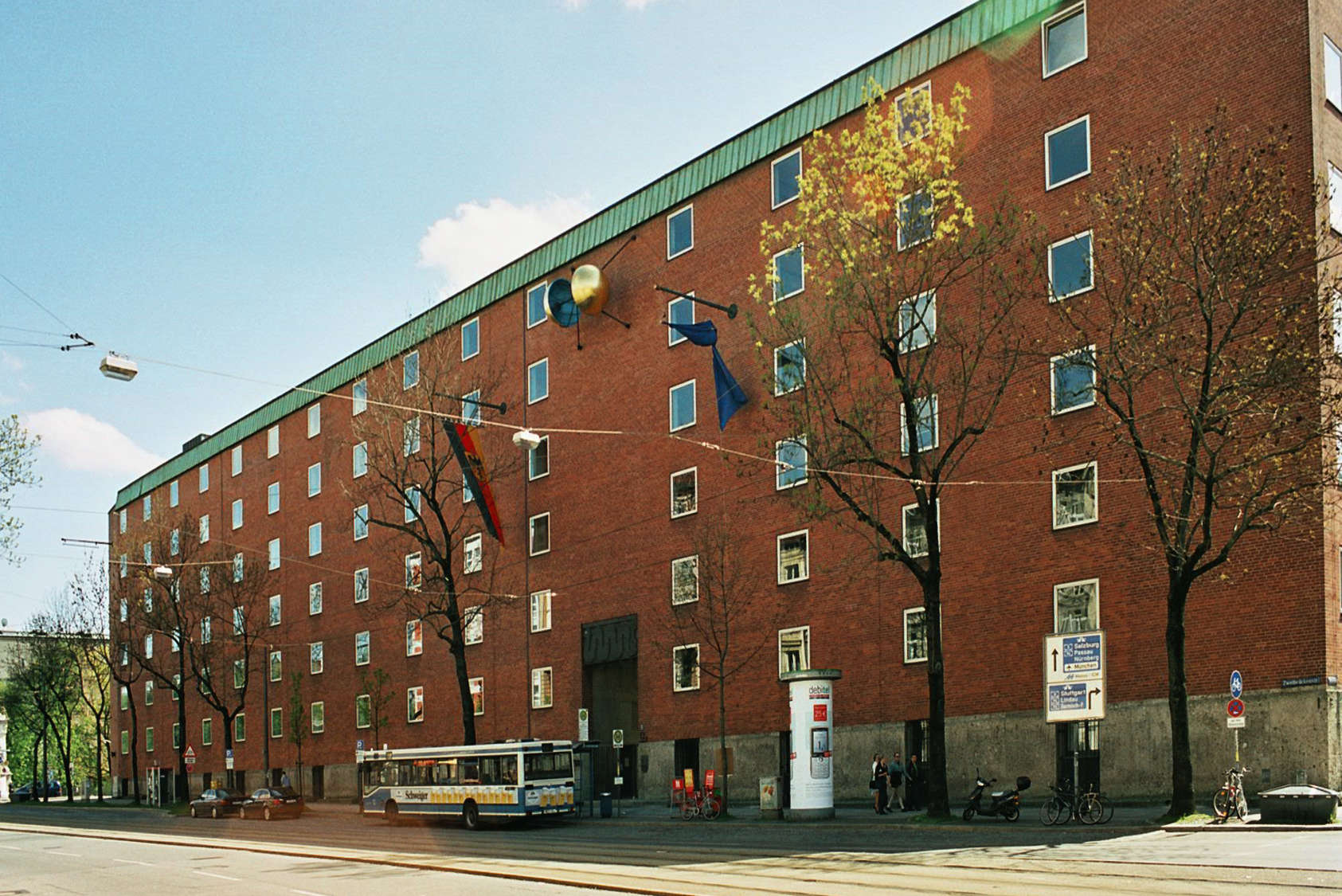
位于双桥街的德国专利及商标局处所
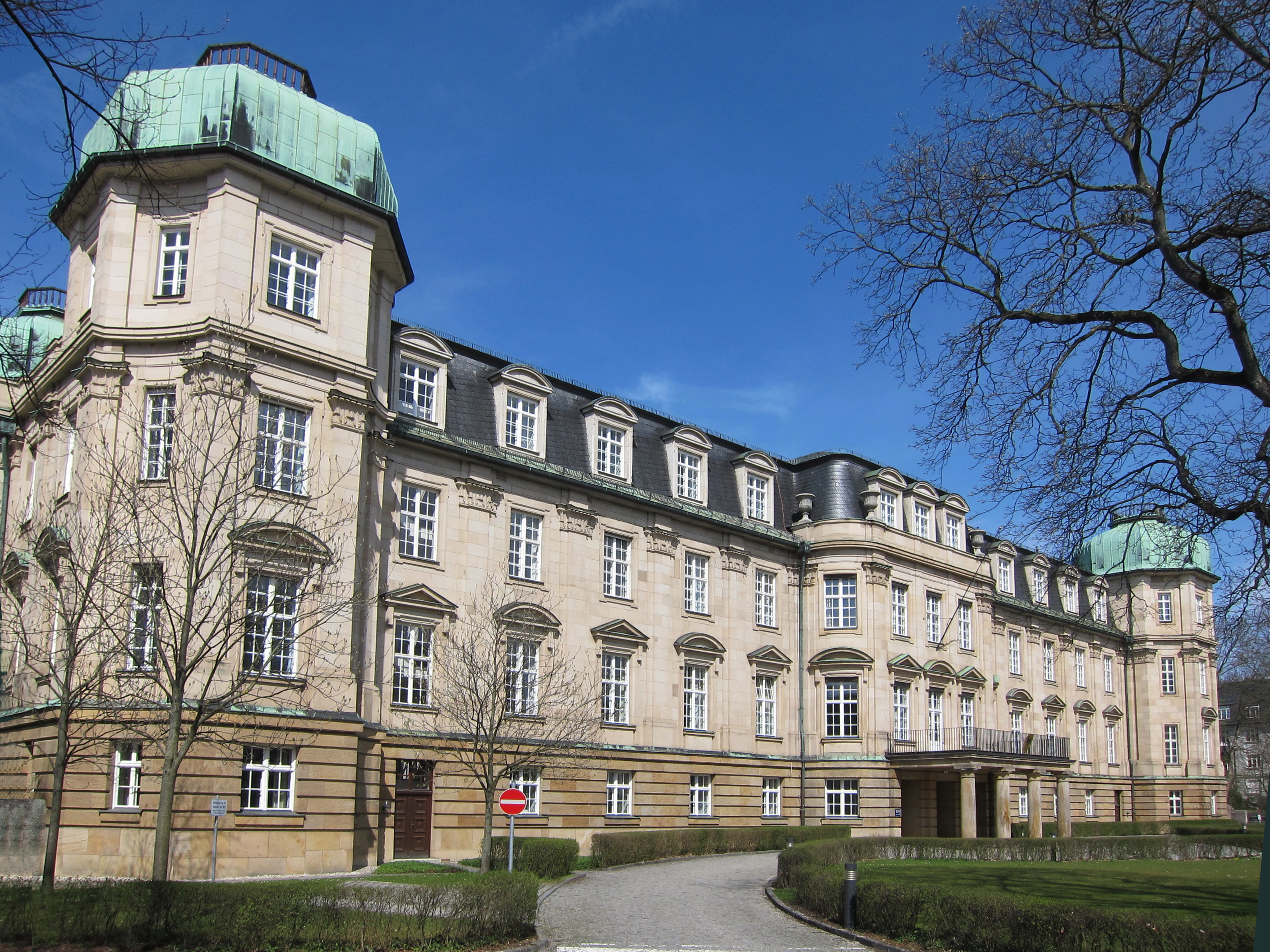
弗莱舍小宫，联邦财政法院的所在地
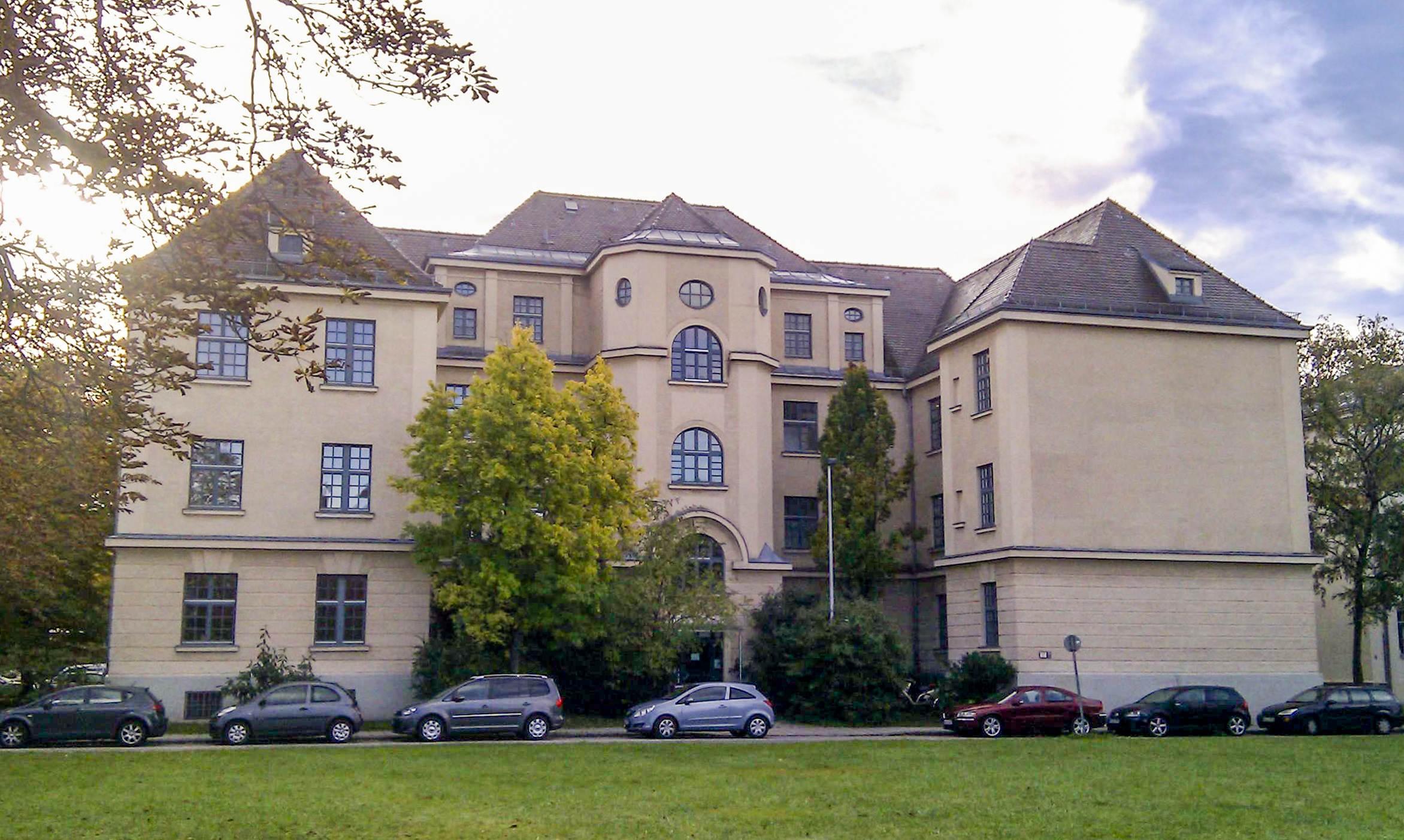
南部军事法庭总部

在巴伐利亚的联邦议院选区中，有四个属于慕尼黑，分别为慕尼黑东、慕尼黑北、慕尼黑南和慕尼黑中西。在巴伐利亚，社民党仅有能够获得的直接任命便是来自2002年和2005年选举中的慕尼黑北选区。但在2009年，约翰内斯·辛格哈默能够为基社盟赢回议席。在2017年联邦议院选举中，慕尼黑的全部四个直接任命都交给了基社盟。而在2019年歐洲議會選舉中，绿党在慕尼黑获得的选票甚至领先于所有其他政党。

### 州府及州管理部门
作为州首府，慕尼黑是巴伐利亚州议会、巴伐利亚州政府以及众多巴伐利亚州行政机构的所在地。作为州中级行政机构，上巴伐利亚政府也设于慕尼黑，并如同巴伐利亚一样从慕尼黑实施管理。
在巴伐利亚州议会选举中，慕尼黑当前由九个选区代理。
在地方层面，慕尼黑也是巴伐利亚最大行政区——上巴伐利亚行政区的治所，它作为第三级行政地，是由县（第二级）和镇（第一级）的地方政府所组成。由于慕尼黑县是从慕尼黑实施管理，因此尽管这座城市本身是独立的县级市，但慕尼黑县政府也设于此。县政府既是地方自治行政机构，也是州下级行政机构。

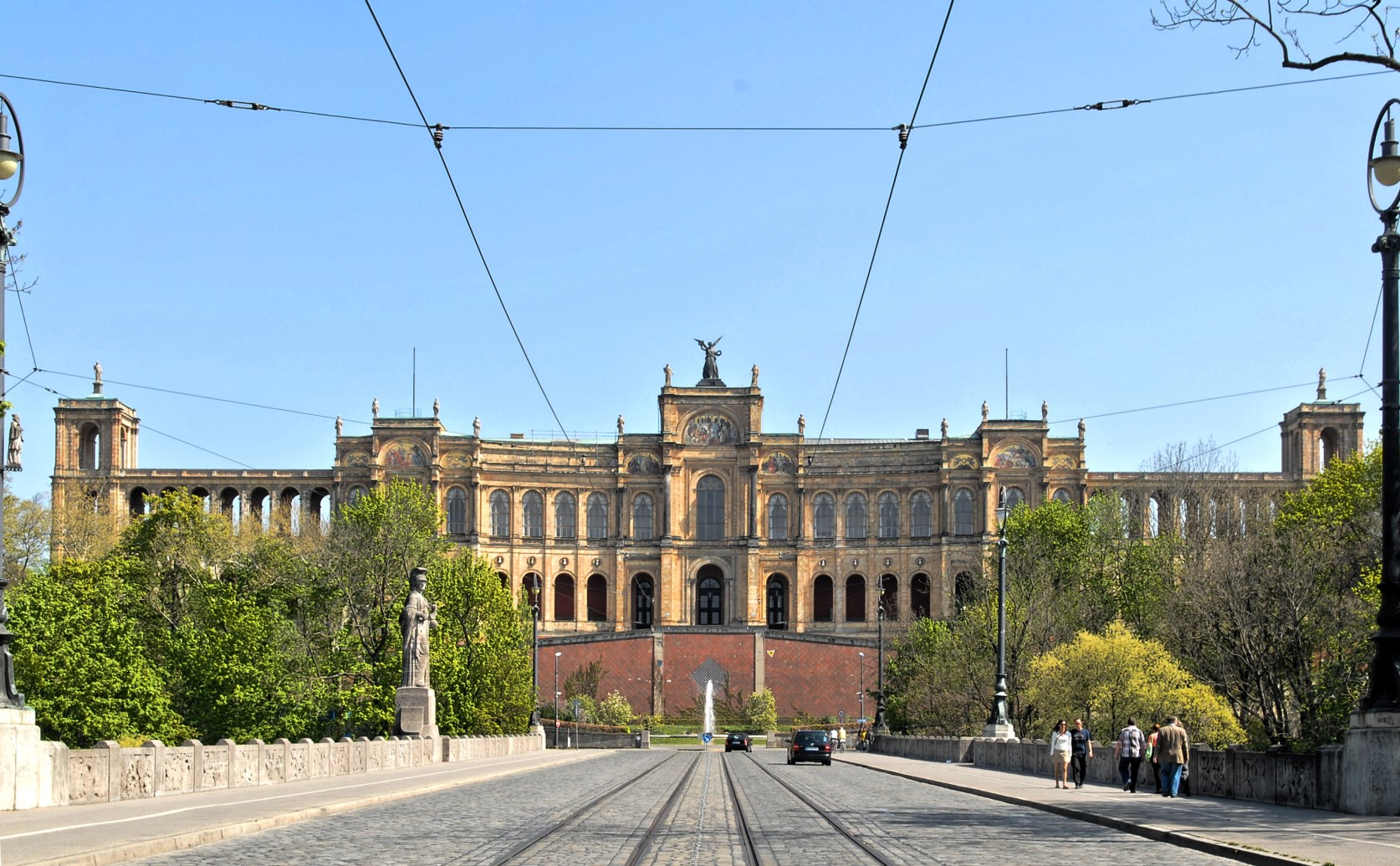
馬克西米利安紀念館，巴伐利亚州议会的所在地
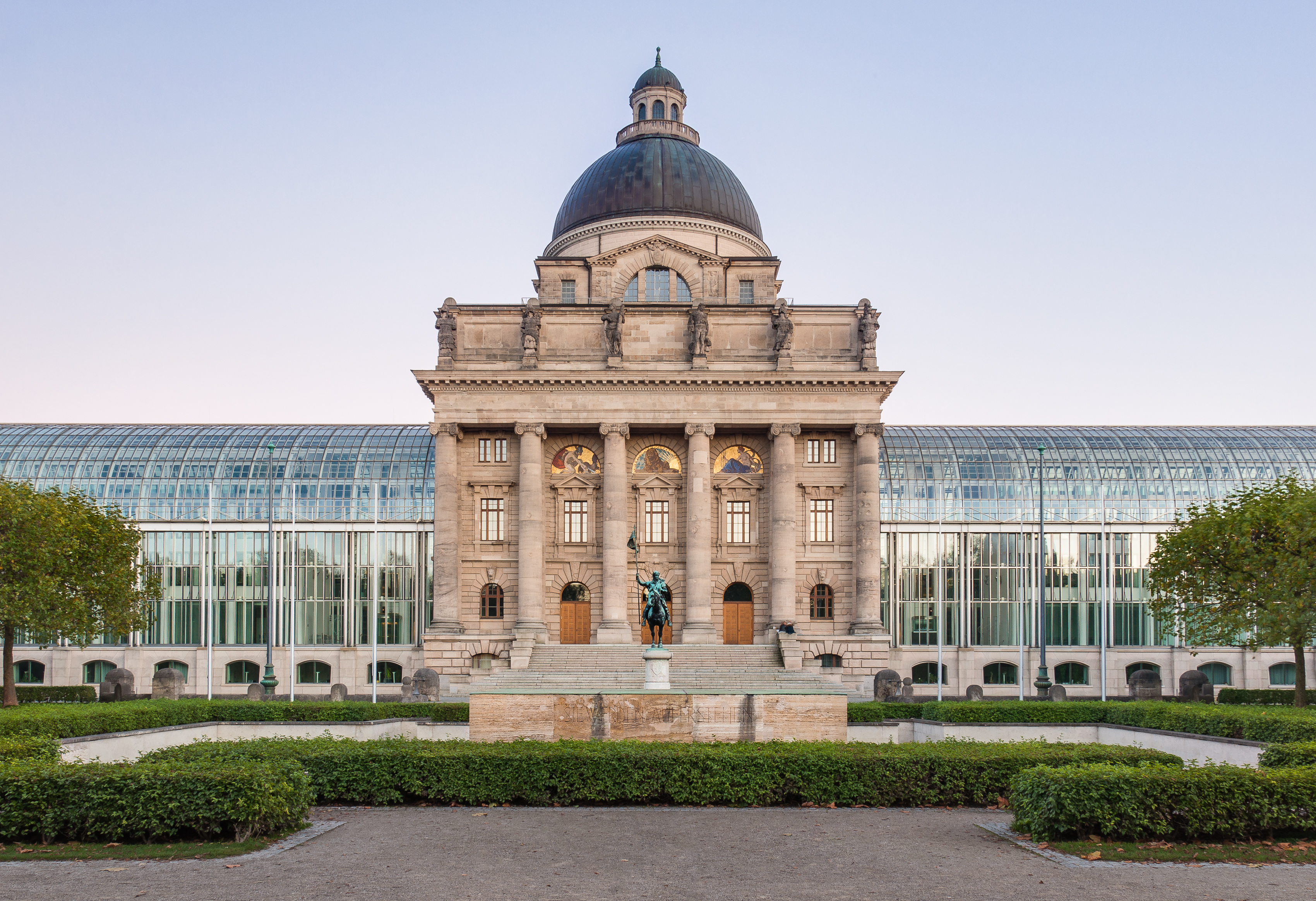
州长办公厅，巴伐利亚州政府的所在地
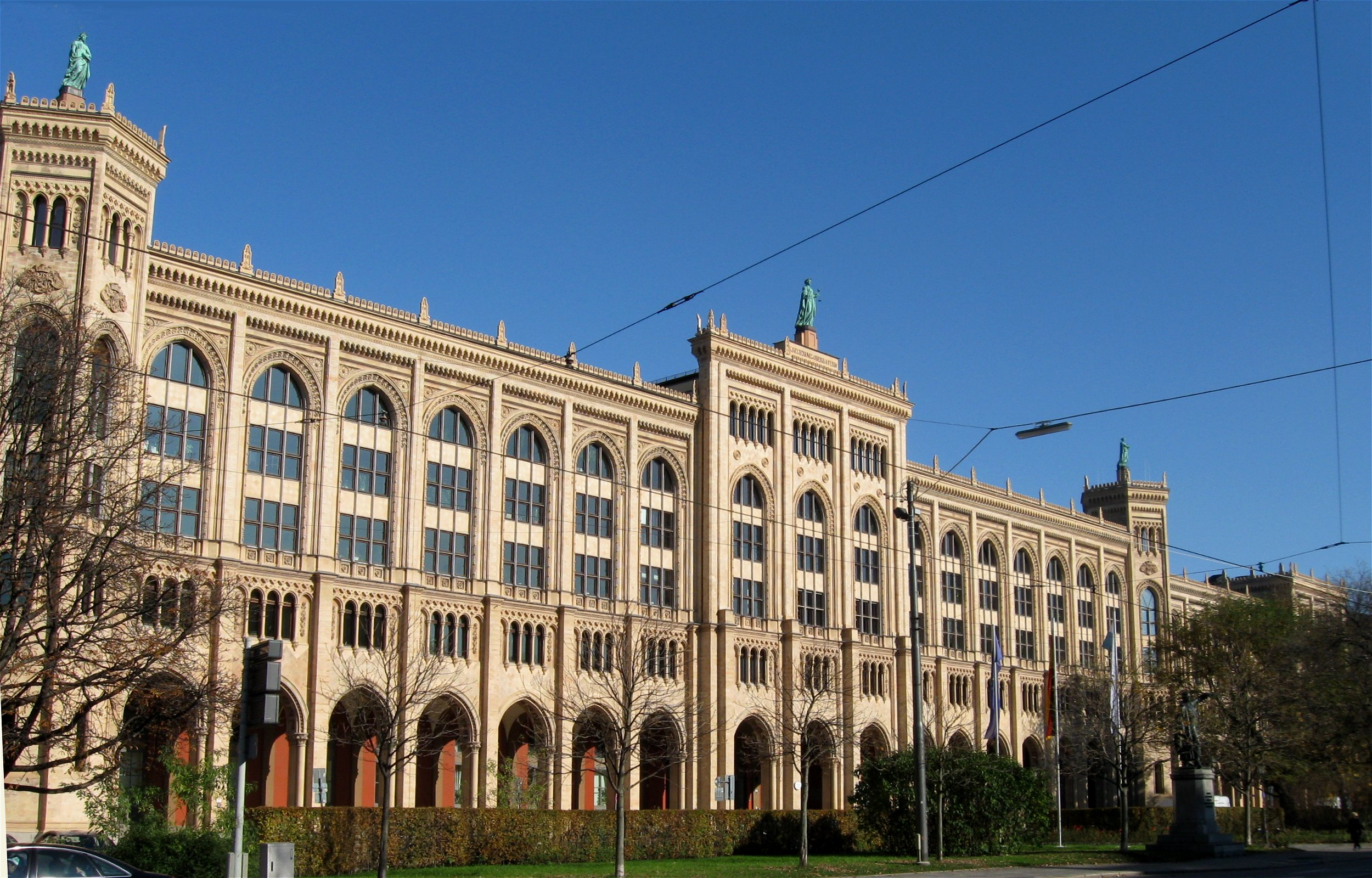
上巴伐利亚政府大楼
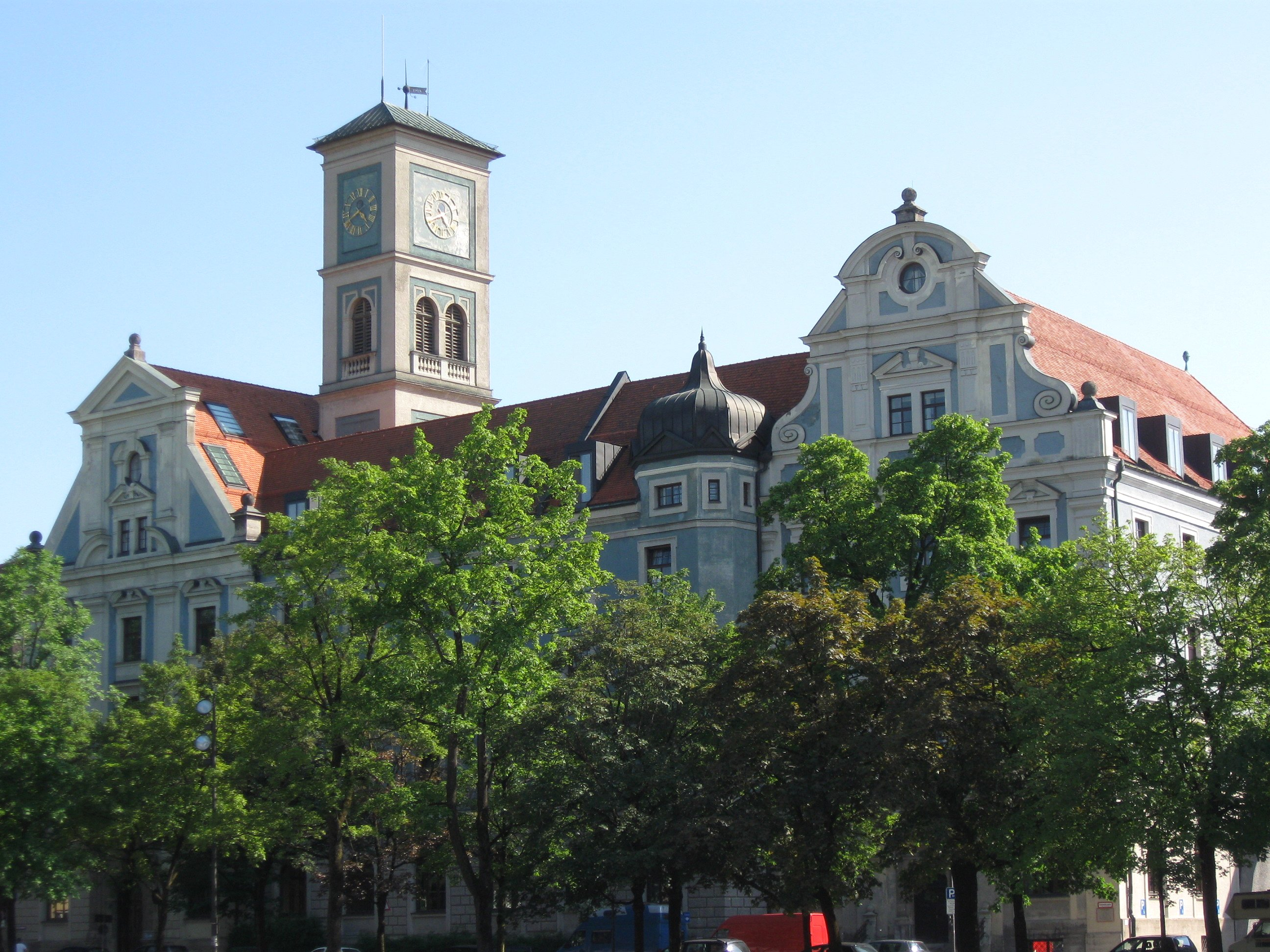
圣母之佑广场旁的慕尼黑县政府治所

### 市长及市议会
慕尼黑市长每六年通过直接选举产生，并兼任市政府的负责人。自2014年5月起，迪特·赖特尔（社民党）出任慕尼黑市长，并就此接替此前曾担任市长长达20年的克里斯蒂安·乌德。现任第二副市长为卡特琳·哈本沙登（绿党），第三副市长为维丽娜·迪特尔（社民党）。
慕尼黑市议会议席分配：

左翼党+「黨」：4席
社会民主党+：19席
绿党+：24席
+：6席
自由民主党+巴伐利亚党：4席
基督教社会联盟：20席
另类选择党：3席

慕尼黑市议会由80名市议员和市长组成，每六年通过选举产生。从1996年至2004年，慕尼黑市议会是由社民党、绿党和粉红阵线所组成的联盟所领导，2014年则被社民党和基社盟合组的大聯合政府所取代。然而，在2020年慕尼黑地方选举中，绿党首次成为市议会的第一大党，领先于损失惨重的基社盟和社民党。因此，市政府的新联盟被成为绿红联盟。自2020年4月底以来，粉红阵线和伏特党也加入了这一联盟。

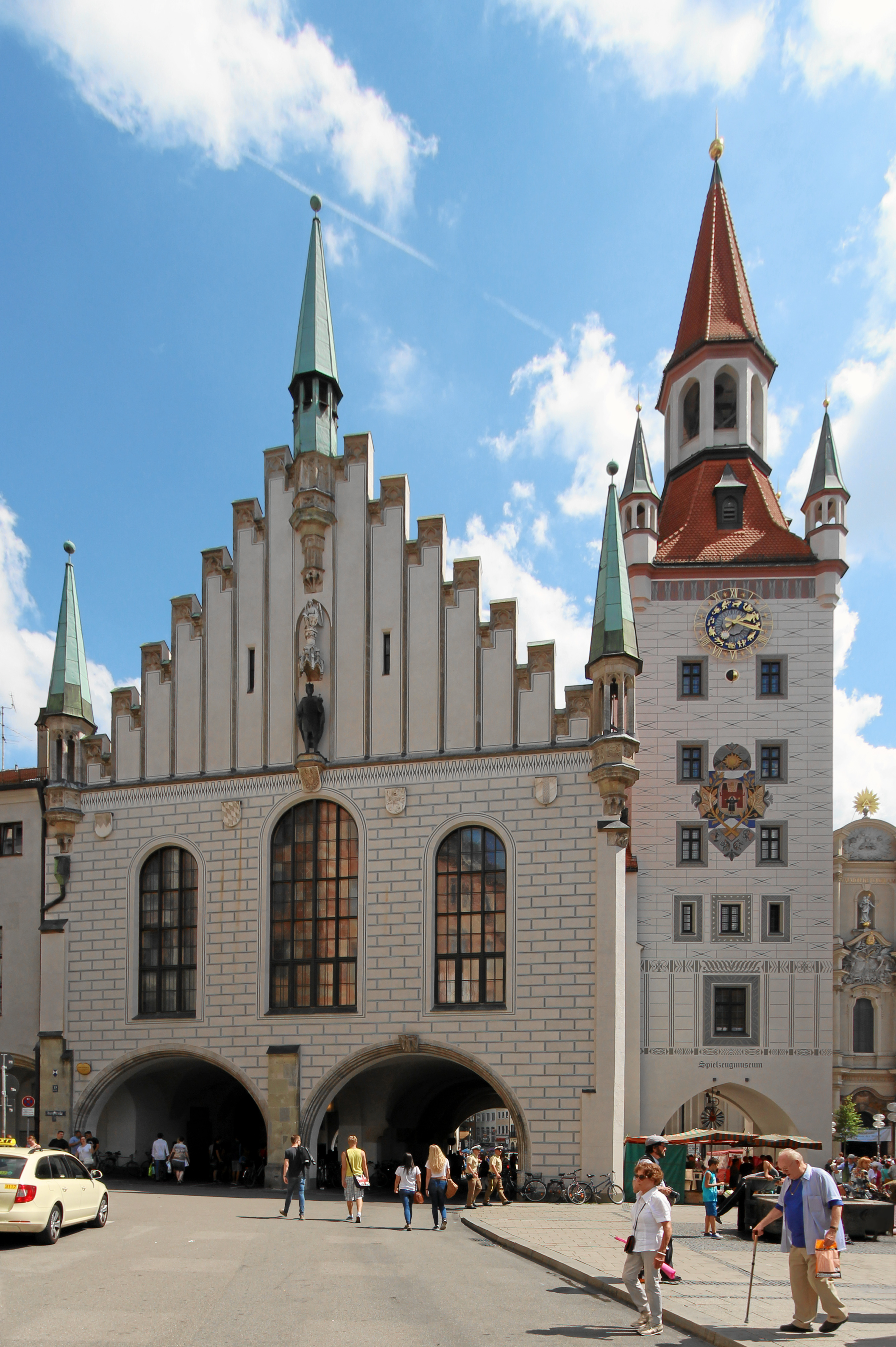
旧市政厅，如今是市政府的代表性建筑
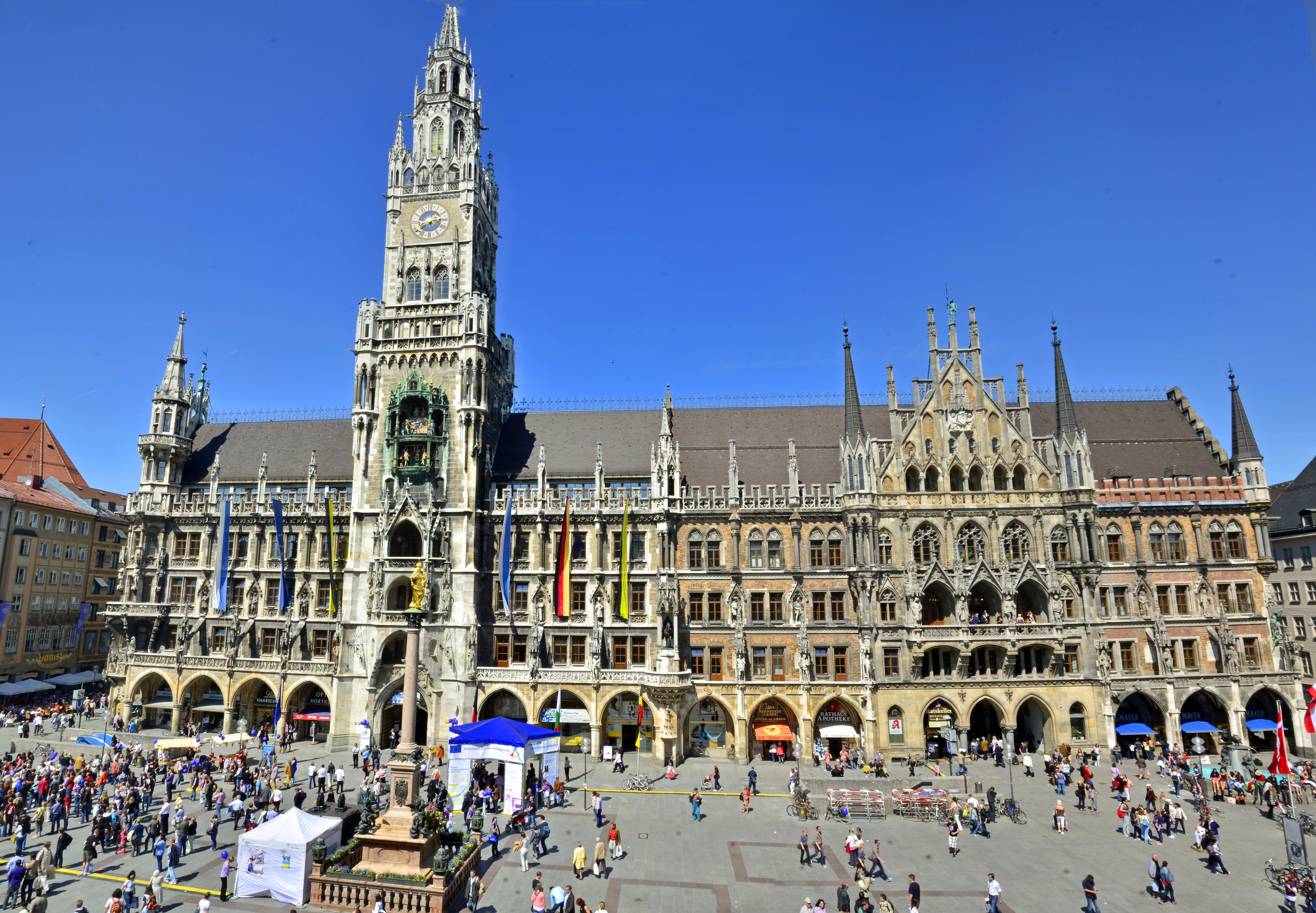
新市政厅，慕尼黑市议会的所在地
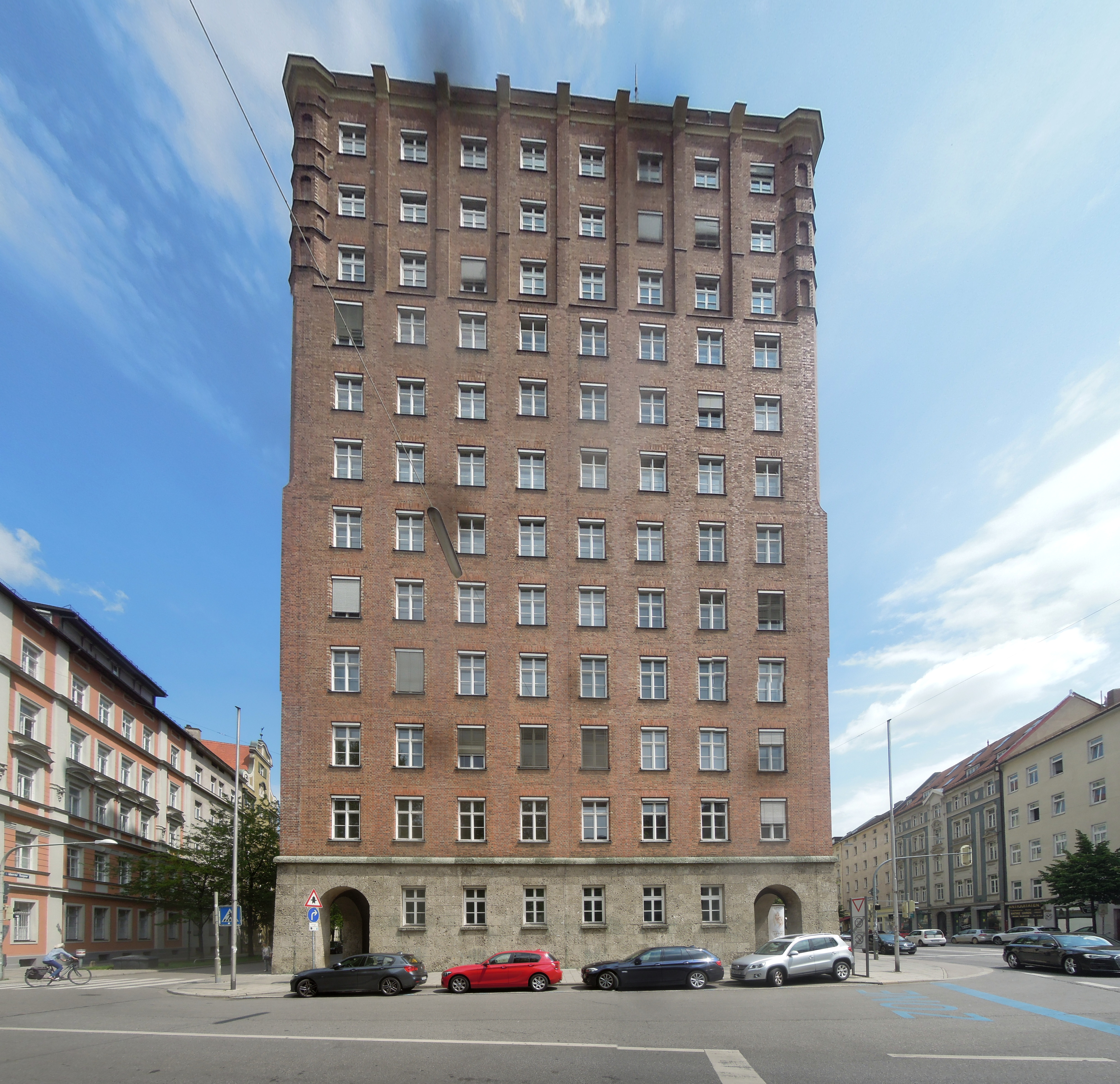
市政大厦，城市规划和建筑法规局的所在地
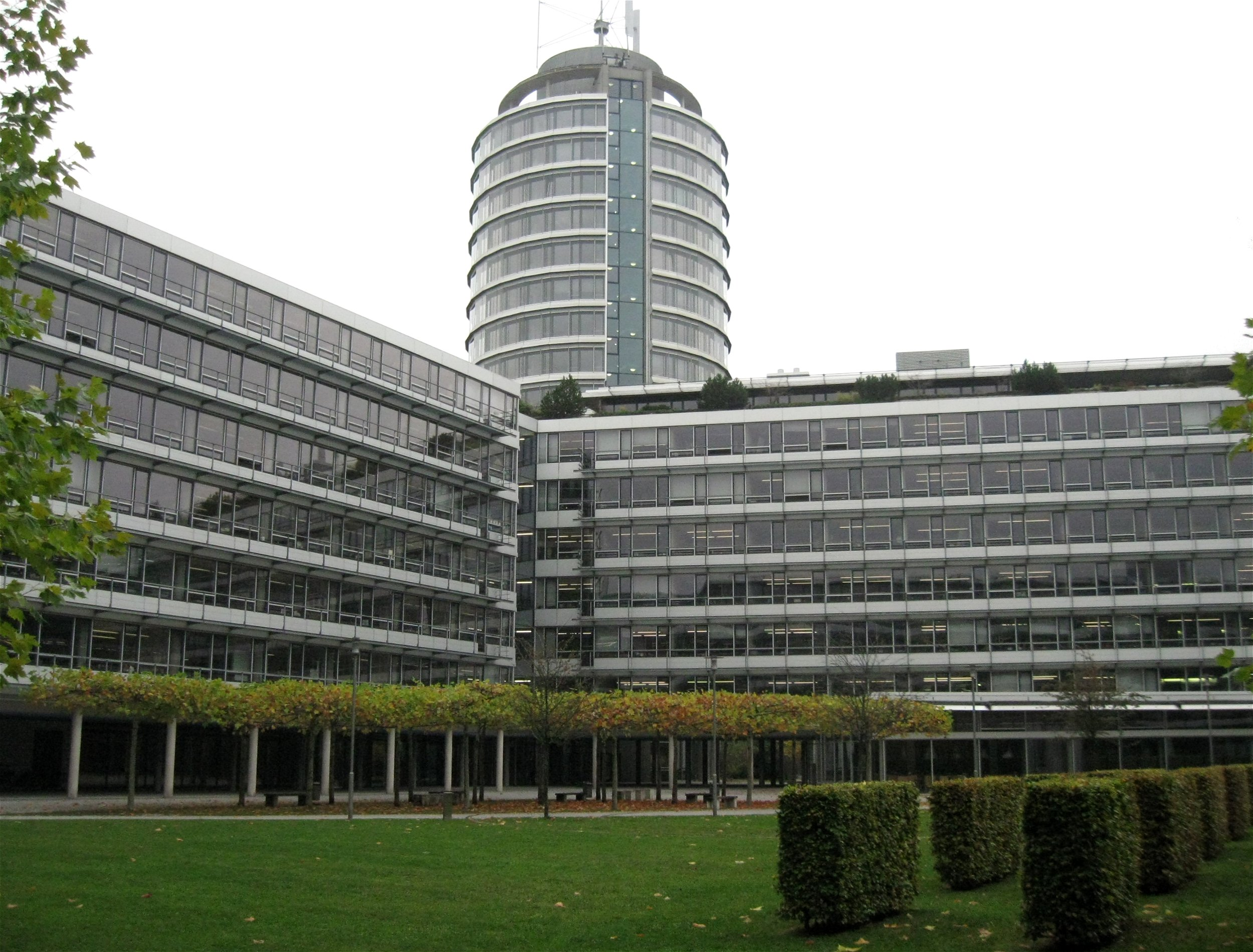
技术市政厅，市政府科技技术部门的所在地

### 市政府
慕尼黑市政府是慕尼黑市的地方自治机构。它是德国最大的城市管理机构（因为柏林和汉堡作为城市州，其州级和市级的管理职能并未分离）。它划分有多个职能部门。
慕尼黑市辖区行使巴伐利亚州府慕尼黑市内行政区划的管理权。各市辖区内的公民通过直接选举选出各自区委会的志愿者代表。

### 市徽
根据市议会于2002年11月27日作出的决议，州府慕尼黑使用一大一小两个样式的纹章。对于官方及公务用途，则仅使用小纹章。它与1957年由市议会确定的纹章基本一致。
纹章描述：“在银白色的盾形背景下， 一位修道士身批黑色镶金边的僧衣，其誓约书及鞋子为红色，脸庞及手臂为肉色。”
这是一个隐喻纹章，因为纹章内的修道士便是指代慕尼黑之名。这位修道士在首个已知的慕尼黑市徽中便已出现，最初是在1268年作为一个带兜帽的头部形象，自1304年起则是一个完整的人物形象。随着时间的推移，纹章内的修道士形象逐渐演变为慕尼黑之子。
所谓的大纹章则已不再用作官方流通，而是仅作代表性展示。纹章描述：开放式的砖色城门位于银白色背景中。门楼的屋顶为黄黑条带状。屋顶之间是一只指向右方、升高的戴冠狮子。门前站着一位身穿黑色镶金边长袍的僧侣，他有肉色的脸庞，棕色的头发，红色的尖头鞋，左手拿着红色的誓言书，右手伸出三指宣誓。
自巴伐利亚的路易皇帝时代以来，慕尼黑的城市颜色一直使用老帝国的颜色：黑色和金色。慕尼黑市旗以纵向条纹体现了这两种颜色。与巴伐利亚州旗一样，它也有一个带菱格的版本。有时候，在市旗的中部会加入小纹章。

横向旗
菱格横向旗
竖向旗
公章

### 友好城市

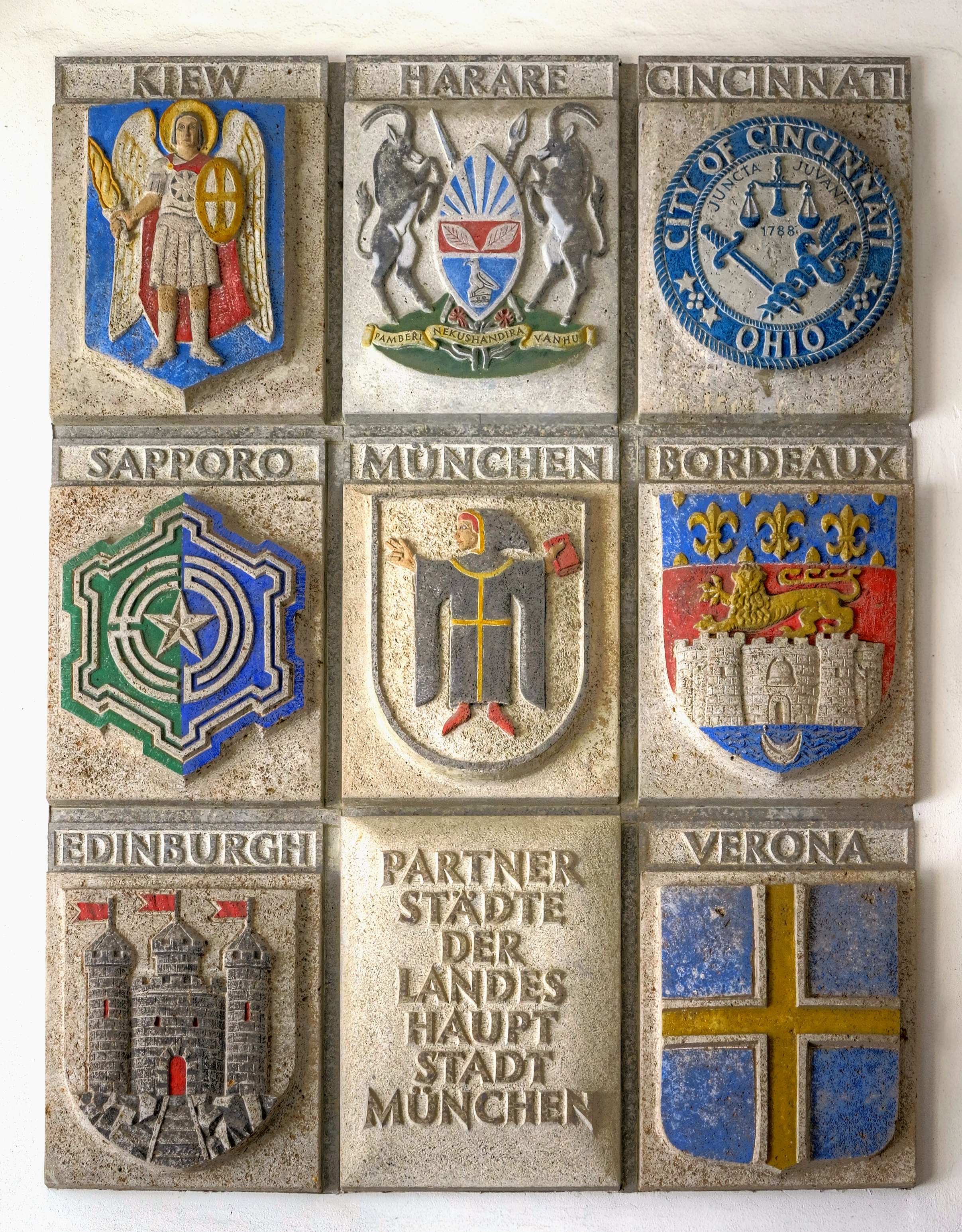
新市政厅内的慕尼黑友好城市墙雕

慕尼黑与以下城市缔结了友好关系：
- 自1954年： 英国爱丁堡[71][72]
- 自1960年： 義大利维罗纳[71][73]
- 自1964年： 法國波尔多[71][74]
- 自1972年： 日本札幌[71][75]
- 自1989年： 美国辛辛那提[71][76]
- 自1989年： 乌克兰基辅[71][77]
- 自1996年： 辛巴威哈拉雷[71]

## 建筑风格

### 罗马式和哥特式

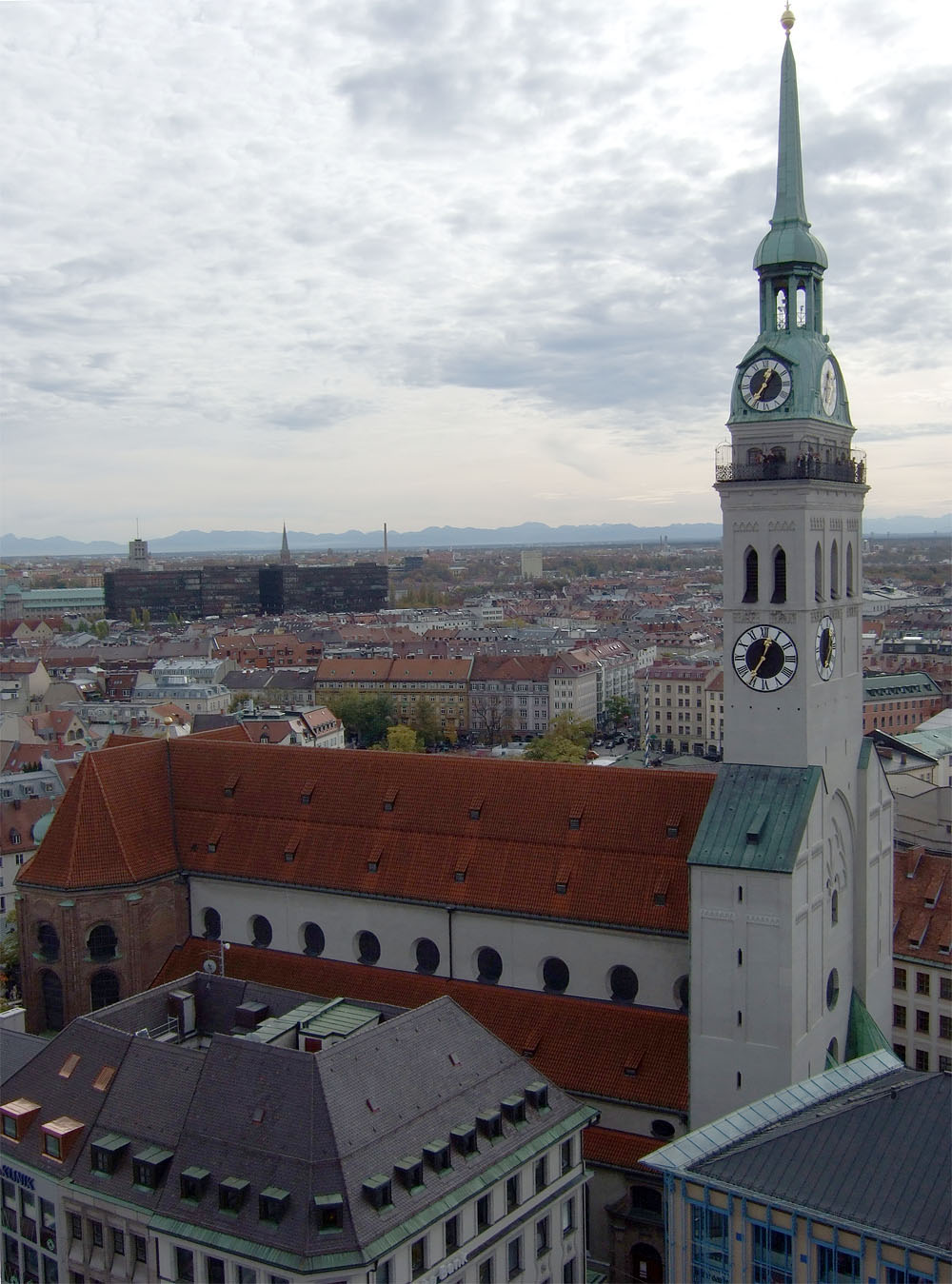
圣伯多禄堂

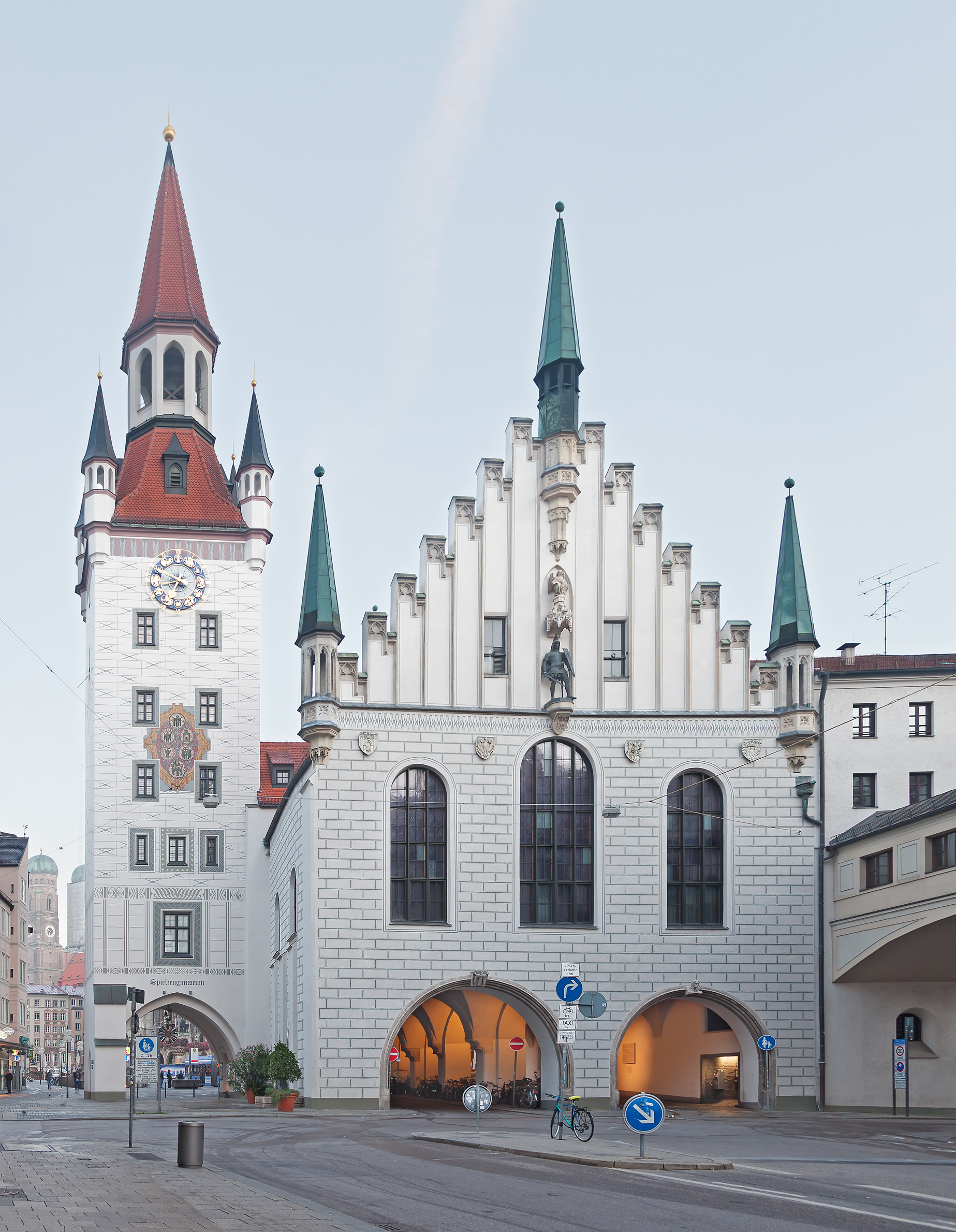
旧市政厅

玛利亚广场被视为慕尼黑的核心，它由新、旧两座市政厅所环绕，坐落于老城的中心。距此仅几步之遥的圣伯多禄堂是老城最古老的教堂，也是可溯源的首个罗马式建筑。如今那里已进行了哥特式重建，内部则已巴洛克化。自圣雅各伯堂于1955年被拆除之后，慕尼黑内城已不再有罗马式建筑，但原先属于近郊的一些核心罗马式教堂则被保留了下来，例如弗略特马宁的圣十字堂及其濕壁畫、约翰內斯基兴的圣若翰洗者堂、莫萨赫的圣玛尔定堂以及英戈沙金的圣尼古拉堂。值得注意的还有位于福斯滕里德圣十字堂内的罕见罗马式十架苦像。
相比之下，在圣伯多禄教堂周边的许多建筑物自哥特时期开始都得到保留。它们主要采用来自附近采石场的砖石结构，其它建筑材料则很少使用；即便是在别处非常丰富的哥特式装饰工程也几乎完全缺失。哥特式的伊萨尔门、森德灵门、卡尔门和生牛市场旁的狮塔均源自前城防设施。哥特时期最为重要的世俗建筑则包括有旧宫廷、旧市政厅及其舞厅、拆肉房，以及如今已成为慕尼黑城市博物馆一部分的军械库。玛利亚广场附近晚期哥特式的圣母主教座堂，及其两座具有典型文艺复兴风格圆顶的独特塔楼，是慕尼黑的标志性建筑。在1468年奠基后，这个欧洲其中一座最雄伟的砖砌教堂便已基本完工。另一座哥特式的厅堂式教堂是位于谷物市场旁的圣神教堂，它在巴洛克时期进行了重新设计。同属于晚期哥特式风格的圣母主教座堂和圣伯多禄堂陵园、以及救主堂和诸圣堂，也依然留存至今。而原哥特式的奥斯定会教堂如今则被辟为德国狩猎及渔业博物馆。
各市分区内还保留了若干哥特式教堂，它们之中也有一些在巴洛克时期得到了改造，例如拉默斯多夫的圣玛利亚朝圣教堂或博根豪森的圣乔治堂。布鲁滕堡宫的宫廷礼拜堂以及皮平的圣沃尔夫冈堂则保留了原有的哥特式风格，如今被认为是慕尼黑晚期哥特式建筑的典范。而格林瓦尔德堡则是在慕尼黑近郊仍然留存的唯一一座中世纪城堡。

### 文艺复兴式和矫饰派

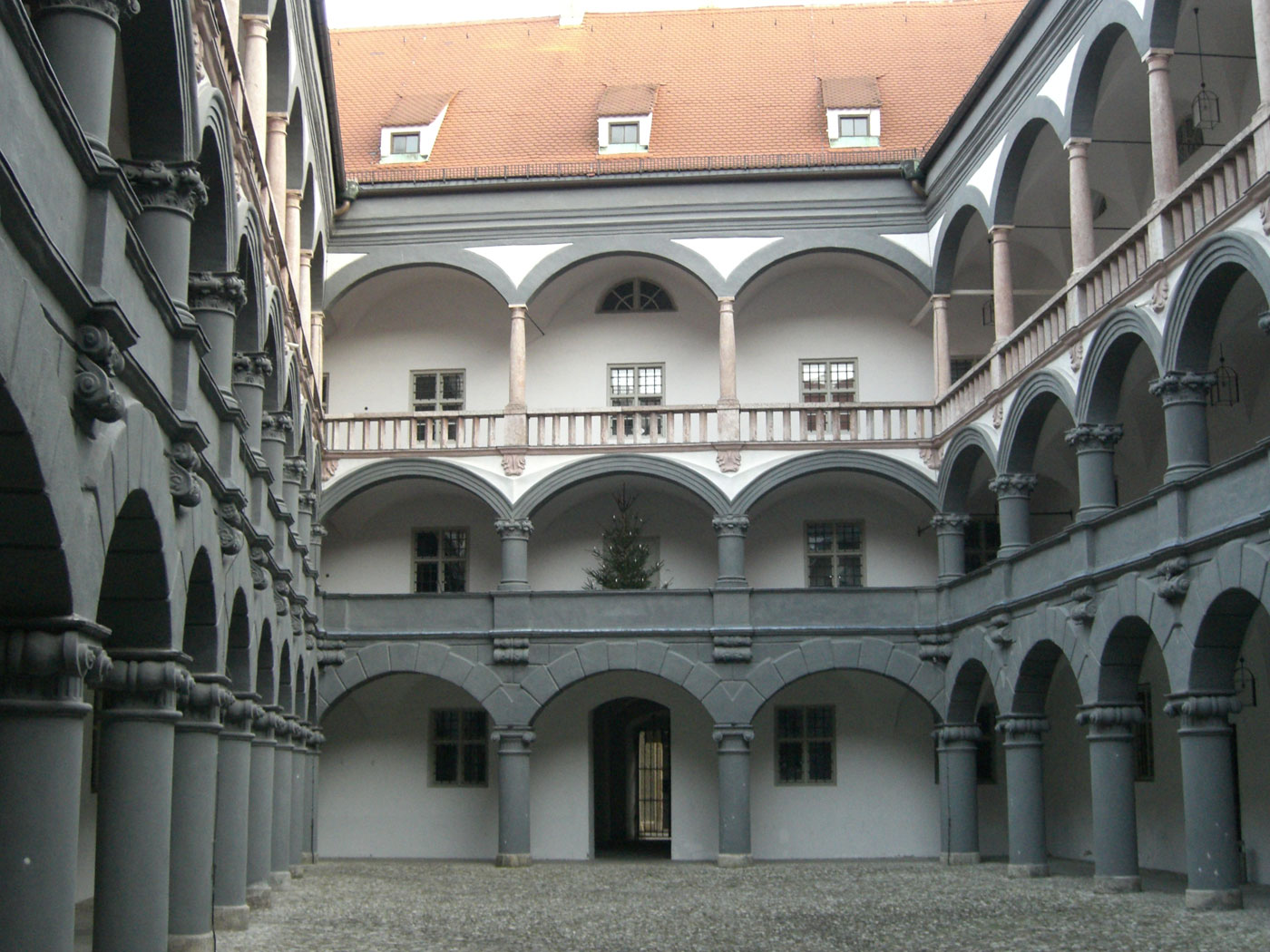
旧铸币厂

如果说慕尼黑在中世纪晚期的建筑仍然主要以资产阶级艺术为特征，那么随着1504年巴伐利亚统一，宫廷开始越来越多地决定着这座城市的建筑发展。
文艺复兴时期尤为重要的建筑是由耶稣会在反宗教改革的年代建立的，例如玛利亚广场和斯塔修斯间十字社区内的圣弥额尔教堂——这是阿尔卑斯山以北最大的文艺复兴式教堂，以及与之毗邻的旧学院。在庭院方面，则有旧铸币厂的内院以及王宫的部分区域。王宫的古物厅是这一时期最重要的陈列馆建筑，也是阿尔卑斯山以北最大的文艺复兴式厅堂。而王宫内的洞庭（Grottenhof）及其洞厅（Grottenhalle）则是德国矫饰主义的主要作品。马克斯堡作为文艺复兴式的城宫，仅有塔楼保留了下来。
作为维特尔斯巴赫王朝宫邸的旧施莱斯海姆宫和劳夫措恩宫是在文艺复兴晚期兴建，它们都受到了当时意大利别墅建筑的影响。
在文艺复兴时期重建的葡萄酒仓是慕尼黑现存最古老的市民住宅之一。艾勒庭院于1560年建成，是最后幸存的老慕尼黑廊庭之一。而座落于普拉茨尔旁、1589年落成的宫廷啤酒屋则是于19世纪经历了新文艺复兴式的重建。

### 巴洛克式和洛可可式

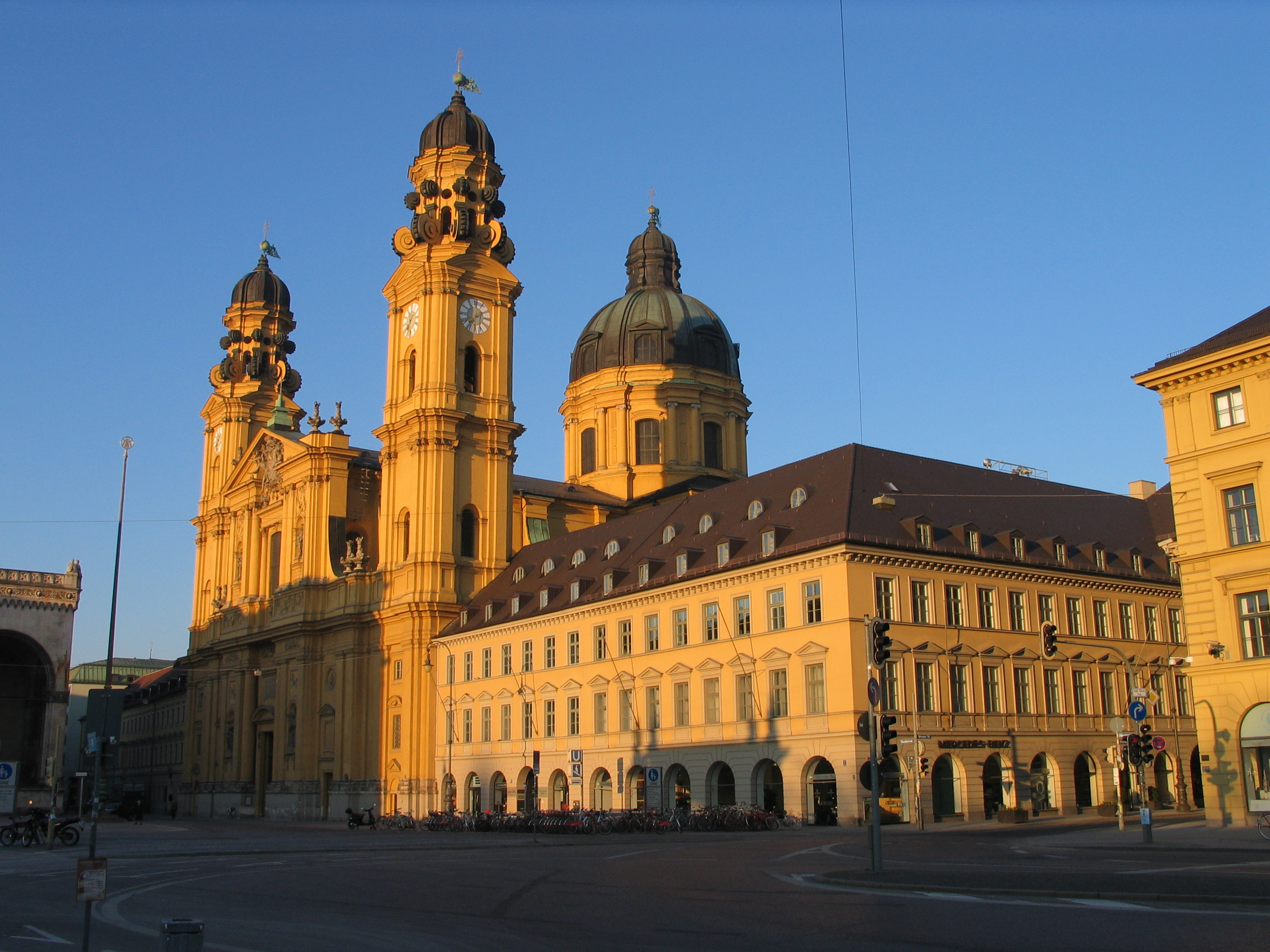
音乐厅广场旁的戴蒂尼会教堂

至17世纪初，慕尼黑王宫开始通过所谓的“马克西米利安式府邸”而进行了恢宏的扩建。内城现存最古老的巴洛克式教堂是现已世俗化的加尔默罗会教堂，它仍然由传统的当地石匠行会建造。自1663年兴建的戴蒂尼会教堂（圣嘉耶当堂）开始，则是将意大利的巴洛克样式移植至慕尼黑，这数十年间占据主导地位的代表性人物一直是恩里科·楚卡利和乔瓦尼·安东尼奥·维斯卡迪，直至师从法国的建筑师约瑟夫·埃夫纳和老弗朗索瓦·德·居维利埃出任宫廷营造师。

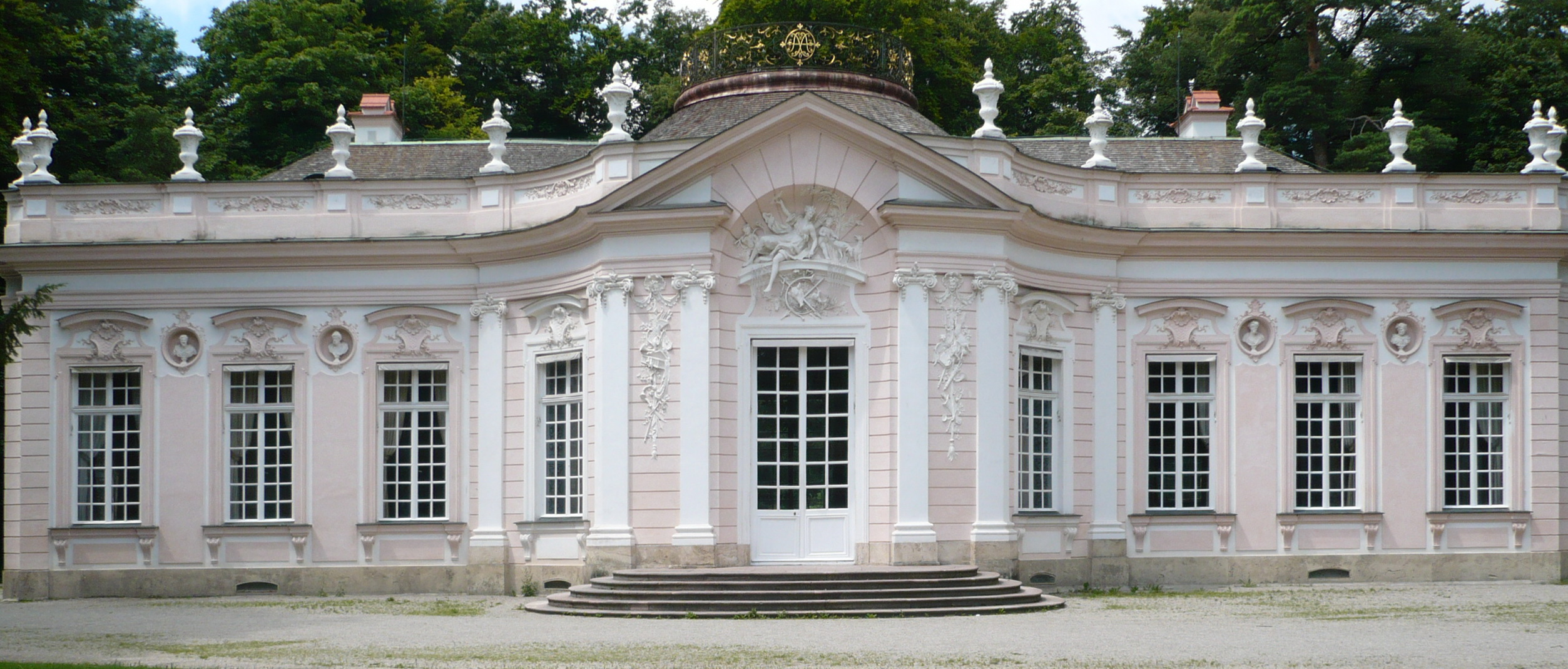

慕尼黑还有大量其它巴洛克时期的教堂，因此诸如市民会馆教堂、圣三一教堂和修女院教堂，连同几个贵族宫殿——特别是波尔恰宫、旧和新普莱辛宫以及现用作天主教总主教官邸的霍尔恩施泰因宫，都位于市中心。而王宫绿廊的优雅外观也是由居维利埃所设计。该时期罕有的市民住宅的一个例子是古内茨尔海纳宅邸，它是在第二次世界大战之后以重建的方式复原。在森德灵门附近设有阿萨姆教堂，其内部采用华丽的晚期巴洛克式装潢，并配有阿萨姆宅邸。阿萨姆小宫则是巴洛克艺术家科斯马斯·达米安·阿萨姆建于慕尼黑市分区塔尔基兴的居所。
南德巴洛克风格的主要作品是宁芬堡宫及其位于城市西部的城堡公园、北部的卢斯特海姆宫和雄伟的新施莱斯海姆宫。同期在施瓦宾兴建的叙雷讷宫和西南部的菲尔斯滕里德宫在规模上则要小得多。
自1727年起兴建的聖安娜修道院教堂是巴伐利亚的首座洛可可式教堂。内城之外最重要的洛可可教堂为莱姆畔山的圣弥额尔堂，它同样出自营造师约翰·米夏埃尔·费舍尔之手。洛可可的珍品还包括有宁芬堡宫公园内的阿马莉堡和王宫内的居維利埃劇院。新景观建筑群和在战争中受损的圣伊丽莎白堂则展现了从洛可可晚期至新古典主义的过渡风格。

### 新古典主义、历史主义和新艺术运动
由卡尔·冯·费舍尔设计、自1811年起在王宫附近兴建的国家剧院是新古典主义风格的一个重要作品。从王宫出发，还有四条恢宏的巴伐利亚王家林荫道通往城市。
特别是路德维希一世国王在身为王储期间便已介入了这些规划。通过其御用建筑师莱奥·冯·克伦策和弗里德里希·冯·格特纳，路德维希一世建造了大量的新古典主义宏伟建筑。

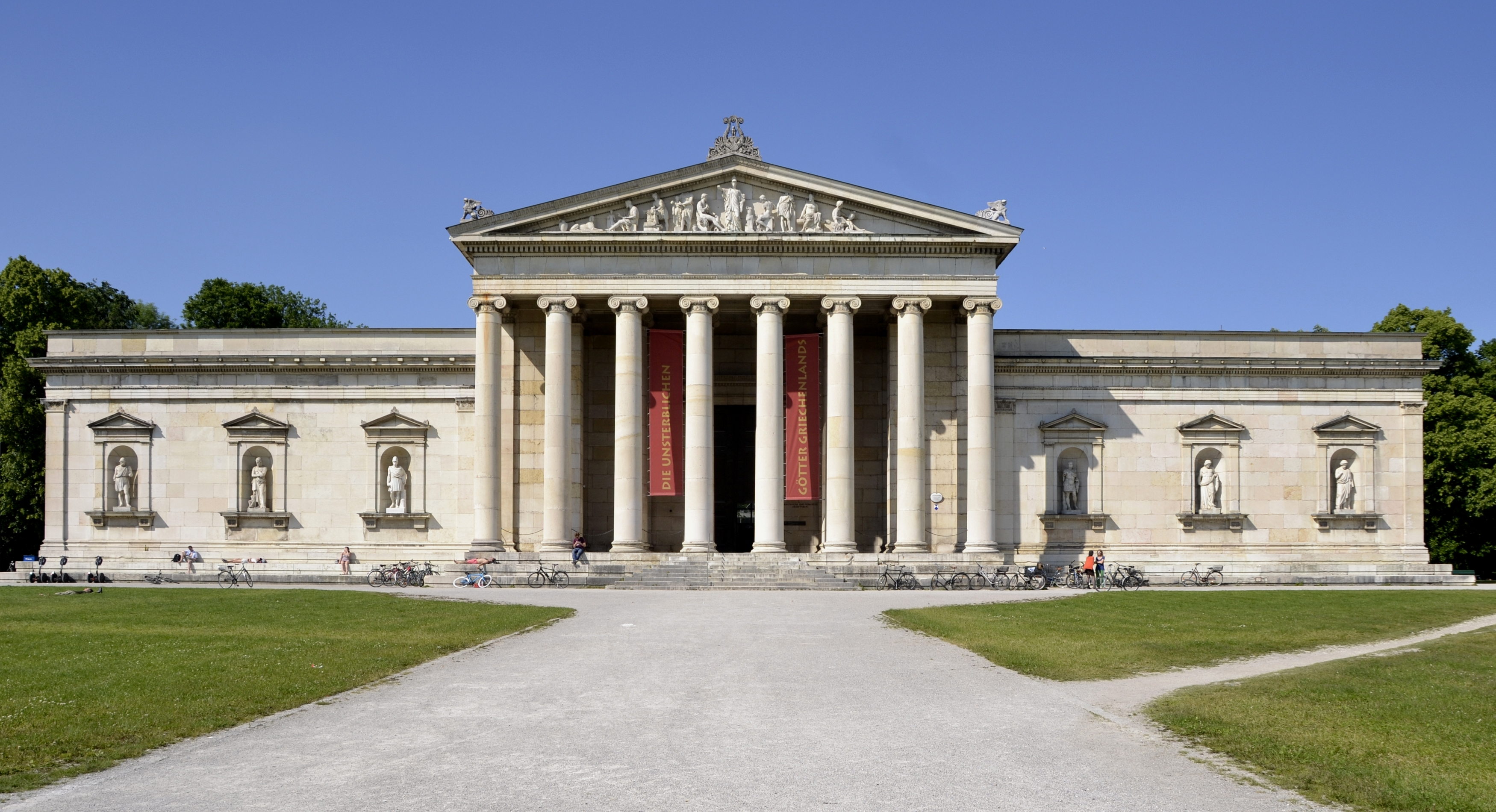
古代雕塑展览馆

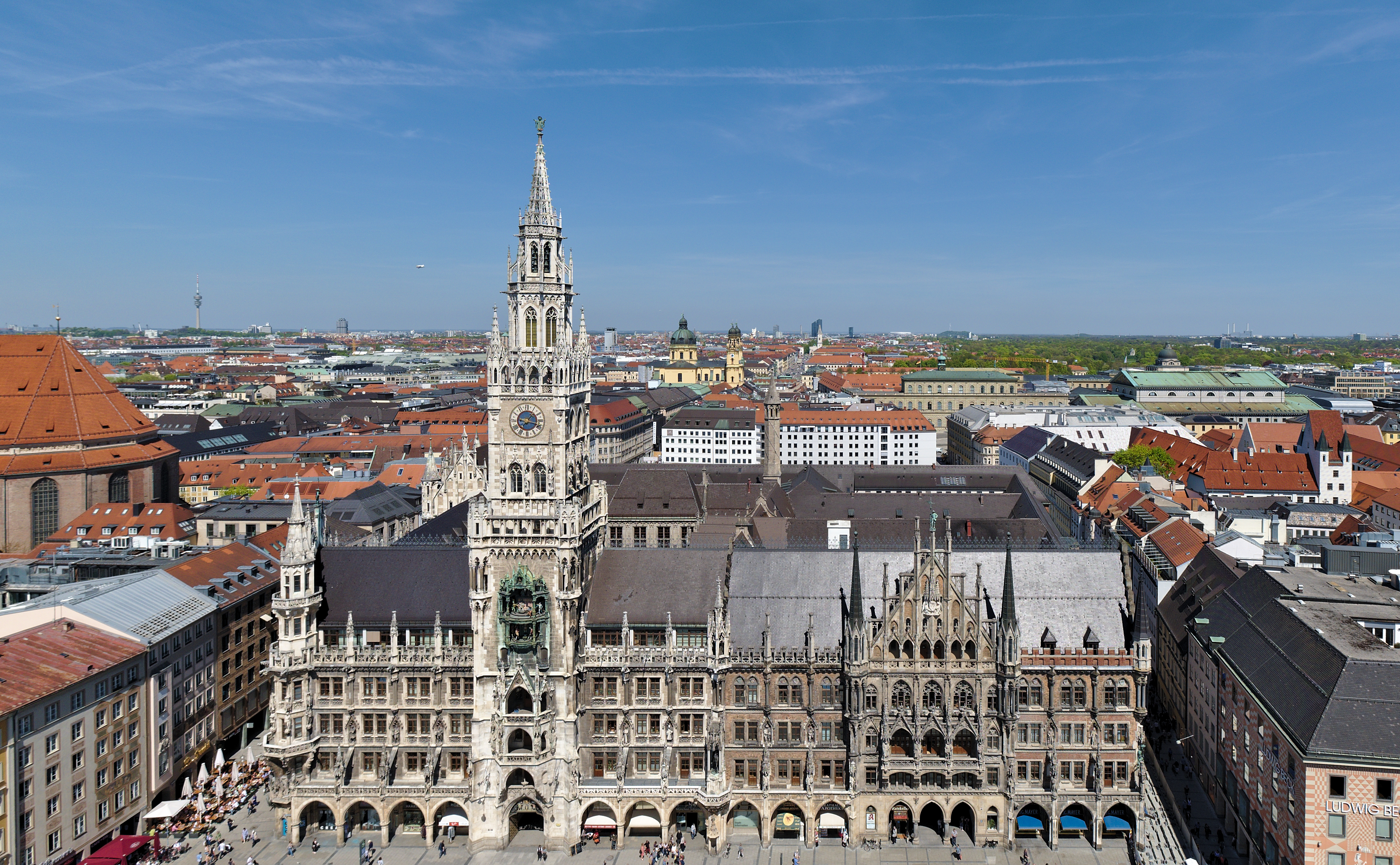
新市政厅

向西往宁芬堡方向是从布林纳街引出，它在二战期间遭到破坏，因此沿街星状的卡罗利妮广场及其方尖碑、多立克柱式的普罗皮来门和爱奥尼柱式的古代雕塑展览馆所在的国王广场都被打断。在科林斯柱式的古典珍品陈列馆后方则是本笃会圣玻尼法修道院。此外，阿尔梅达宫以及维特尔斯巴赫广场上的其它一些宫殿建筑也从新古典主义早期的发展中幸存了下来。

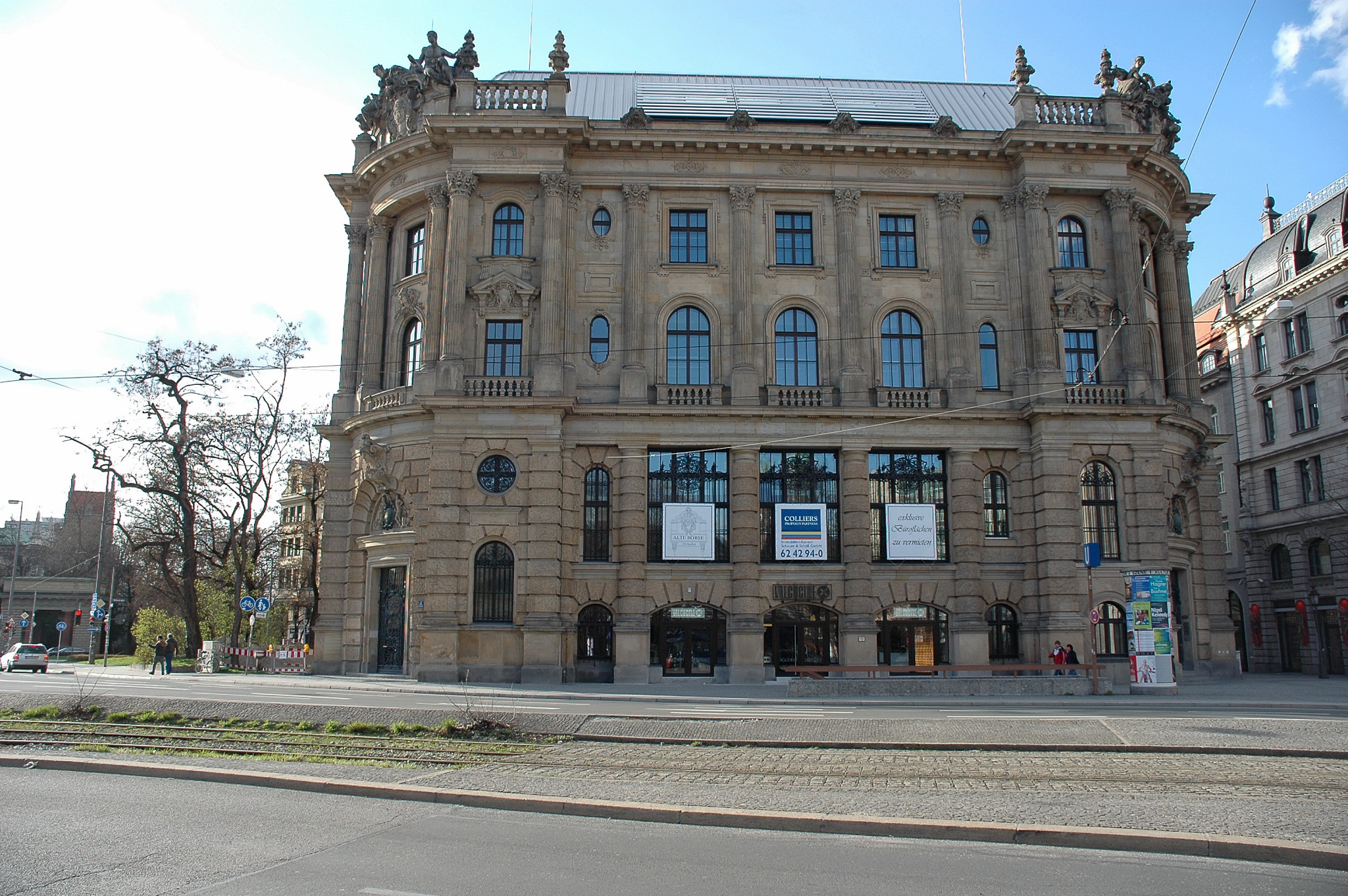

向北往施瓦宾方向，在统帅堂至凯旋门之间建造的王家大道为路德维希街。它是巴伐利亞國立圖書館、圣路易堂和路德维希·马克西米利安大学的所在地。大约同一时期，多立克柱式的名人堂和巴伐利亚雕像也在特蕾西娅草坪旁落成。王宫则根据克伦策的设计进行了开发扩建，包括有佛罗伦萨式的国王建筑、宴会厅建筑和诸圣宫廷教堂，使其成为欧洲最大的城市宫殿之一。

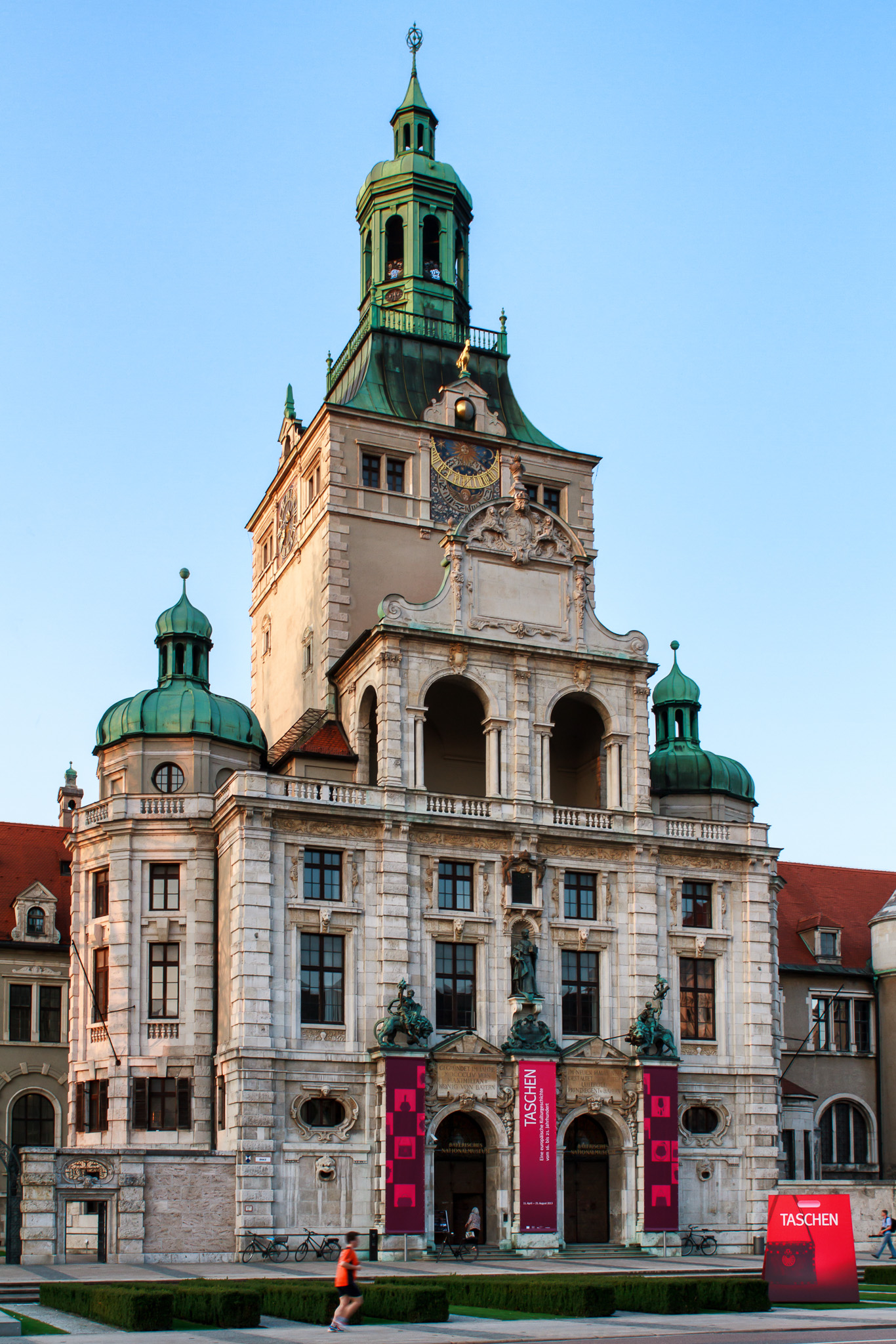
巴伐利亚国家博物馆

王宫的南面，即歌剧院前方，自19世纪中叶起设计了一条用作阅兵通道的马克西米利安街。它从老城往东跨越伊萨尔河，一直通往马克西米利安纪念馆，即巴伐利亚州议会的所在地。包括后期以新艺术风格重建的慕尼黑舞台剧院、上巴伐利亚政府大楼以及五大洲博物馆都位于此街上。如今，马克西米利安街已发展成为一条奢华的购物街。
最后是在王宫的北侧，从王宫花园畔、新古典主义早期风格的卡尔亲王宫开始，有一条通往东部的摄政王街，这里也是国家博物馆和沙克美术馆的所在地。街道沿海德豪森呈山岳形态的伊萨尔河右岸伸展，至河階处会见到和平天使像。在海德豪森一侧还设有施图克别墅和攝政王劇院。
玻璃和钢铁构造在19世纪中叶的兴盛期被视为技术杰作，因此谷物市场和粮食市场部分保留了这一结构，而玻璃宫则于1931年被焚毁；仅余装饰性的喷泉得到幸存，现位于海德豪森的魏森堡广场中央。
自19世纪末以来，兴起了许多历史主义风格的恢宏建筑，例如玛利亚广场旁的新市政厅（新哥特式）、斯塔修斯旁的司法宫及毗邻的新司法大楼、王宫花园畔的军队博物馆（均为新巴洛克式）以及凯旋门附近的美术学院（新文艺复兴式）。

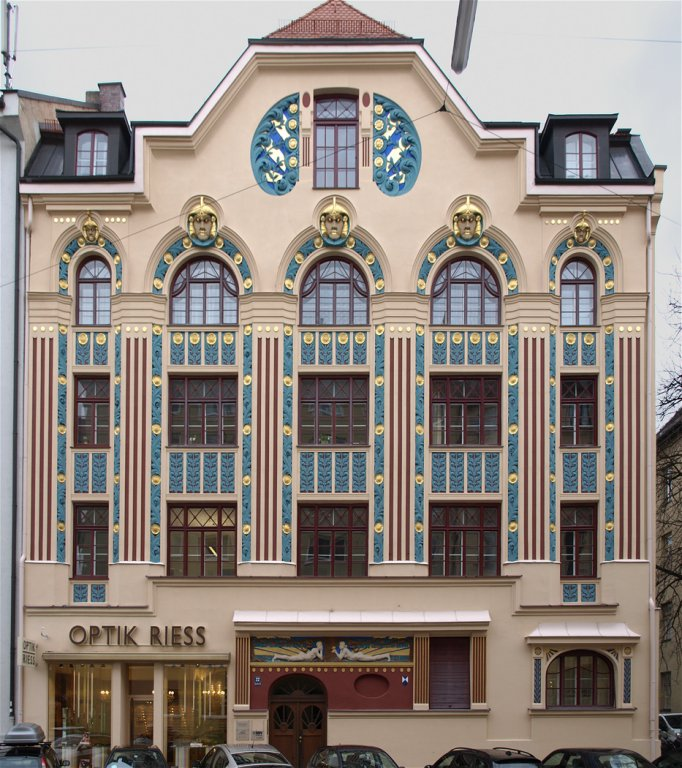
带有新艺术风格外立面的

从位于奥的圣母进教之佑堂开始，在伊萨尔河东岸建有三座大型的新哥特式教堂，包括位于海德豪森的施洗约翰堂和位于吉辛的圣十字堂，其后在特蕾西娅草坪旁又建起第四座宏大的新哥特式圣保禄堂。这些教堂与圣伯多禄堂一样，尖顶均超过90米，是仅次于圣母主教座堂的市内最高建筑。另一方面，在伊萨尔河西岸，城市景观是受罗马式风格的教堂所影响，后者包括有位于莱赫尔的圣路加堂和圣亚纳堂、位于伊萨尔近郊的圣马克西米利安堂和圣安多尼堂，以及更靠西、位于马克斯近郊的圣本诺堂。城市景观同样还受到两座大型新巴洛克式教堂——马克斯近郊的圣若瑟堂和森德灵的圣玛加利大堂，以及慕尼黑唯一的一座大型新文艺复兴式教堂——施瓦宾的圣乌尔苏拉堂所影响。施瓦宾的救世主堂则是在其后采用了本土的建筑艺术而非模仿某种风格，并融入了新艺术运动的元素。
施瓦宾尤其建有大量新艺术运动风格的住宅。同样以新艺术风格建造的穆勒公众游泳馆于1901年在奥开业，距离自1909年始建的德意志博物馆和文化中心嘉斯台不远，是慕尼黑最古老的公共室内游泳池。
慕尼黑约有1200眼泉井，其中约700眼为市政所持有。较为著名的喷泉包括伦巴赫广场上的维特尔斯巴赫喷泉和博物馆岛上的莱茵之父喷泉，两者均出自雕刻家阿道夫·冯·希尔德布兰德之手。

### 现代和后现代

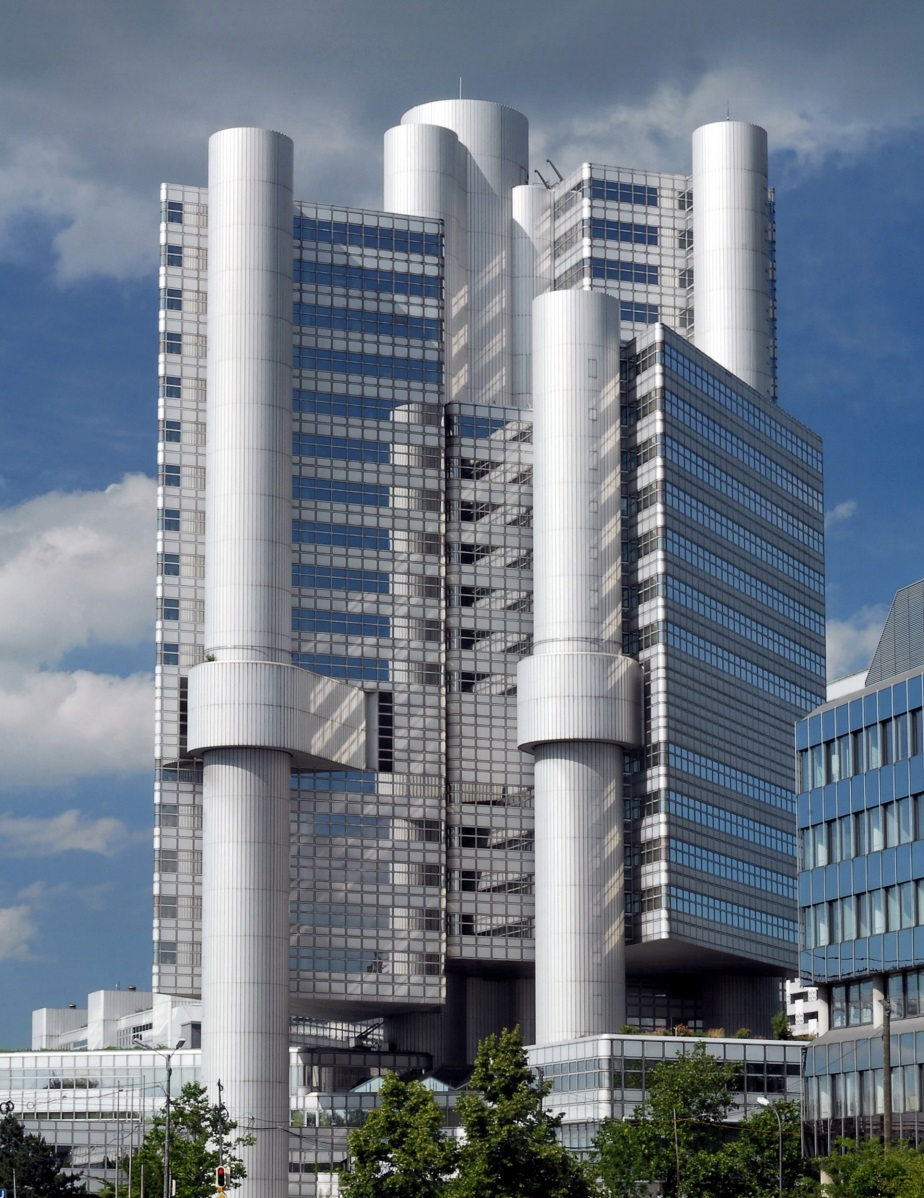

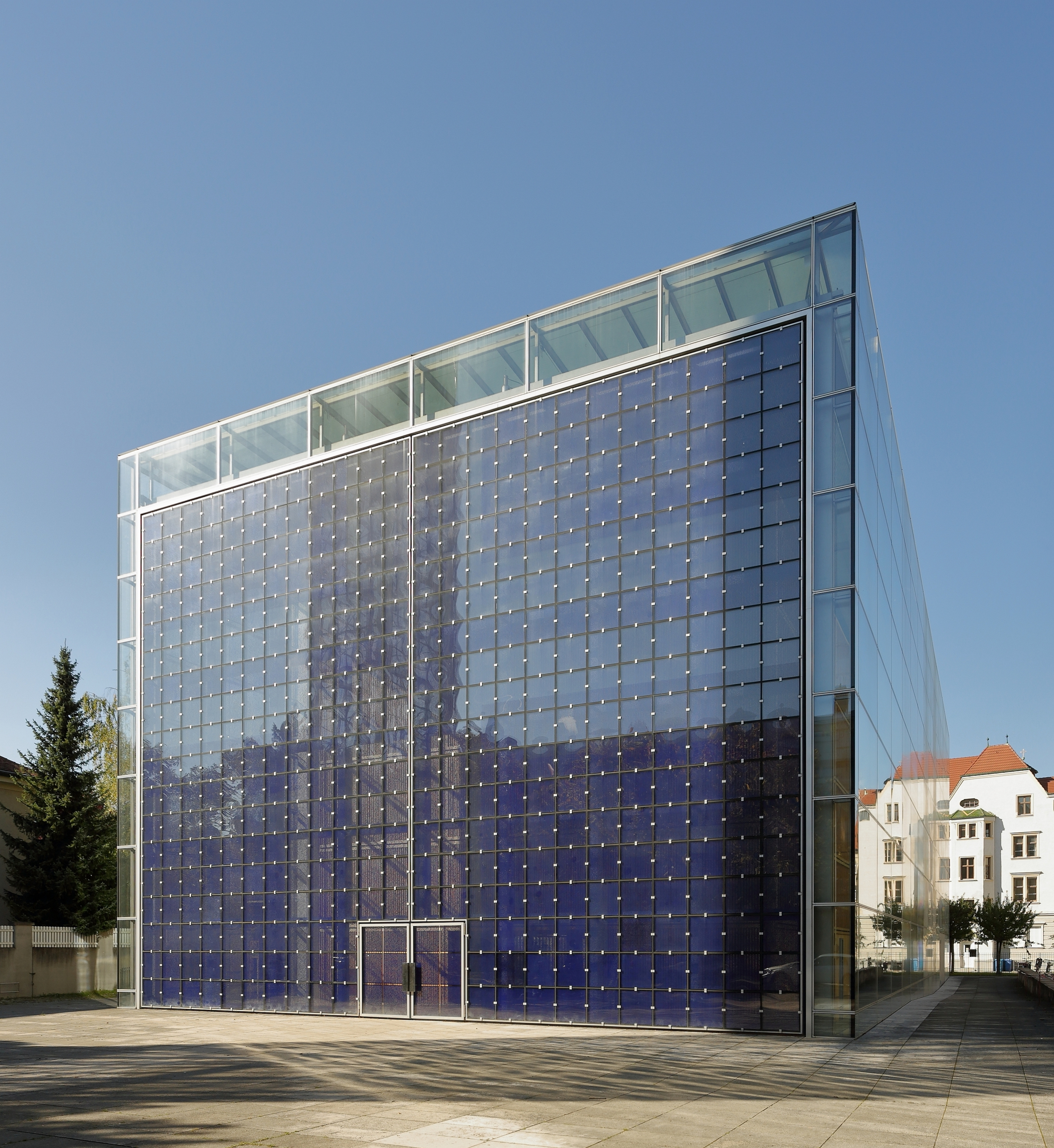

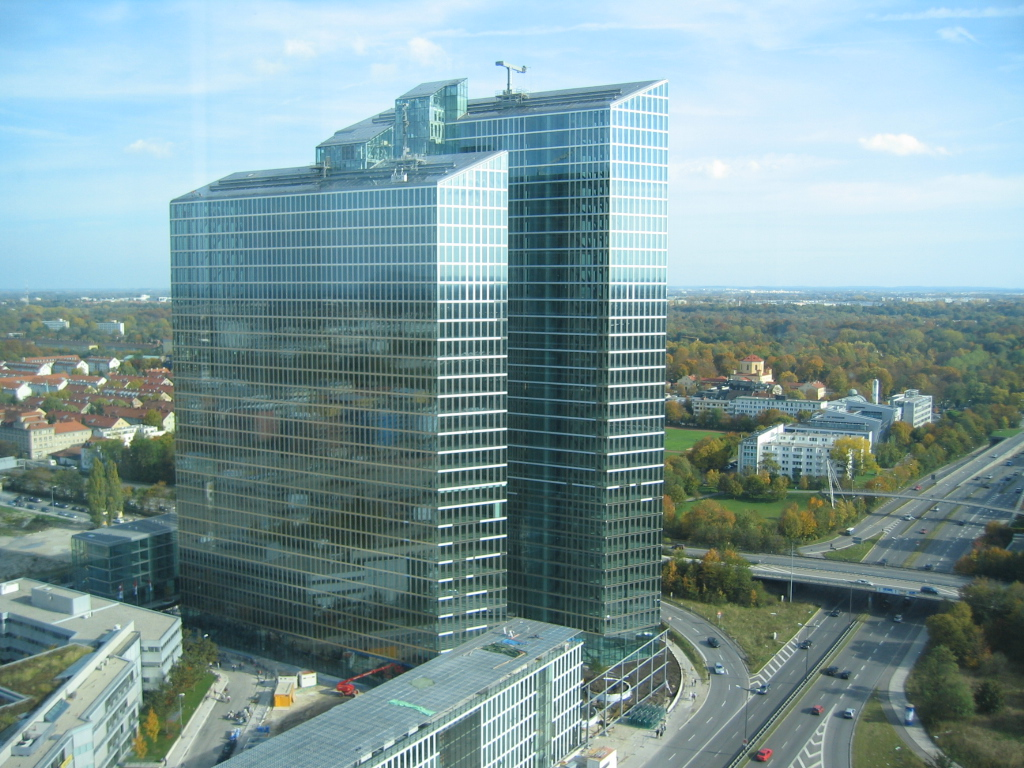
亮点大厦

自20世纪初以来，慕尼黑的建筑风格开始深受特奥多·费舍尔、格尔曼·贝斯特尔迈尔和奥托·奥兰多·库尔茨等城市规划师和建筑师的影响，他们在这座城市留下了大量的建筑作品。博斯台是莫萨赫区内的一个文物保护住宅区，建于1924年至1929年间。诺伊豪森居民区则始建于1928年。邮政建筑学校是1920年至1934年间新建筑运动的重要体现，这所学校的发起人是罗伯特·珀费尔莱因和罗伯特·福霍尔泽，尤其是后者还主导了位于泰根湖广场、哈拉斯、歌德广场以及邮政宫上的同名邮局的建设。
在纳粹主义时期落成的建筑中，位于摄政王街上的艺术之家和前空军指挥部以及位于国王广场东缘的元首行館都幸存了下来。另一方面，一些重要建筑，例如圣马太堂、犹太主会堂以及马克斯公爵宫都在此期间中断或是像埃尔维拉摄影室那样被拆除。

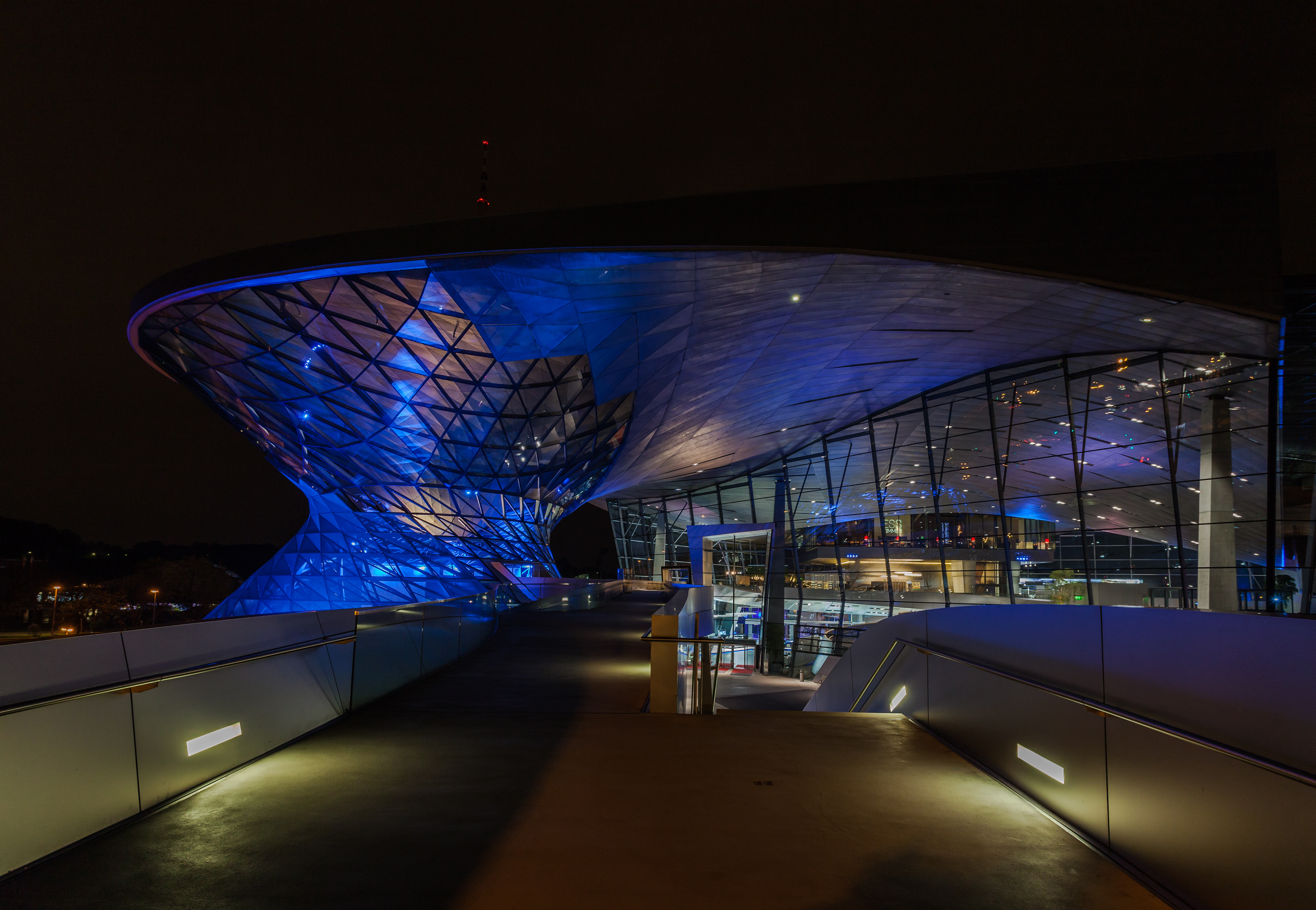
宝马世界

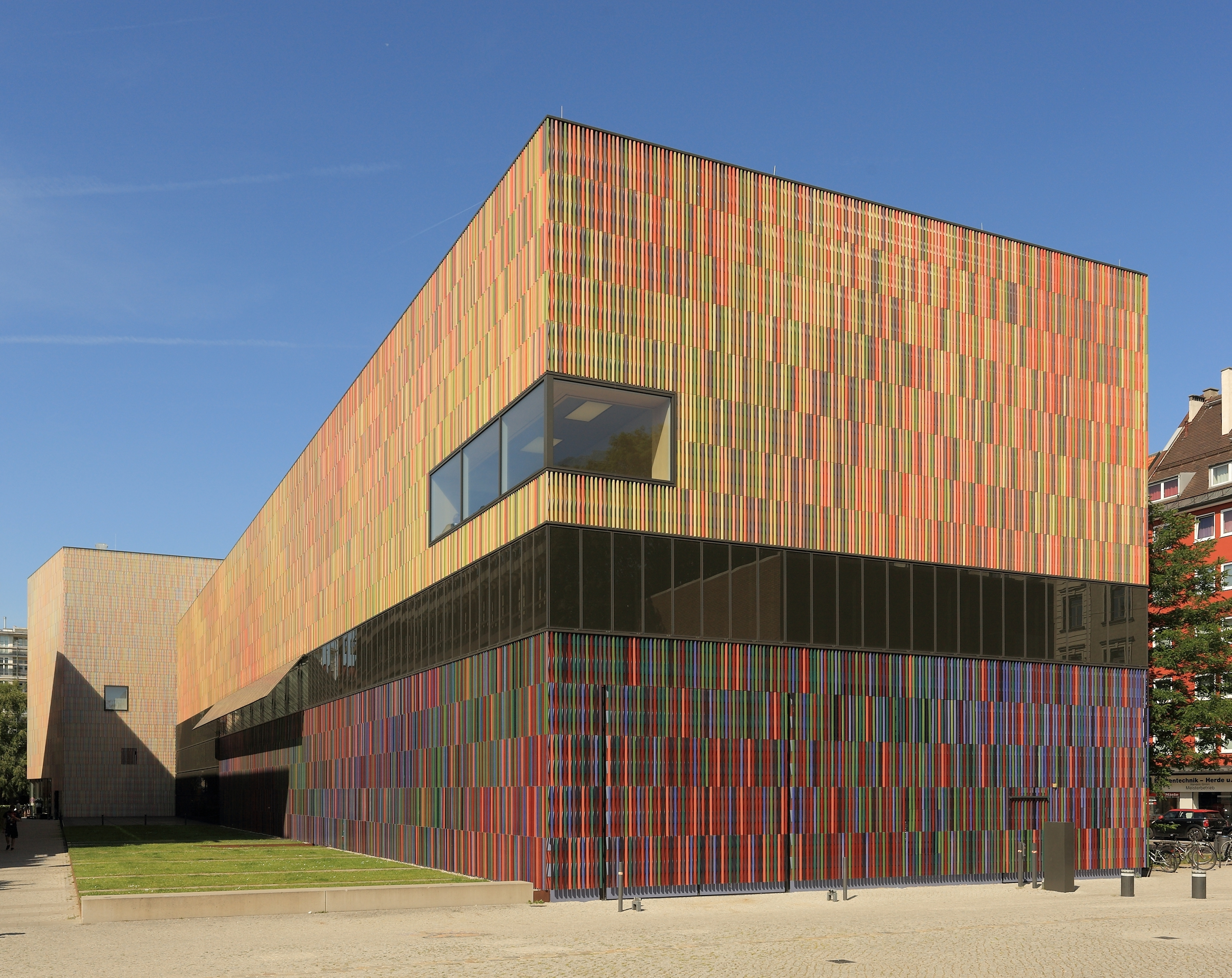
布兰德霍斯特博物馆

在第二次世界大战期间，经过66次空袭，慕尼黑的大部分建筑遭到严重破坏甚至被摧毁。只有2.5%的建筑完好无损，几乎一半的外廓尺寸都被毁坏。尤其受影响的是车站地区、老城和施瓦宾。许多历史建筑都在战争结束后重建，按原有的蓝图修复或部分按老城的风格新建，如今已成为慕尼黑城市景观的一部分。然而，仍有一些在建筑学上非常重要的建筑，例如皮奥萨斯克德侬宫；以及在历史学上极具意义的建筑，如维特尔斯巴赫宫；甚至曾经共同构成城市形象的建筑，如交通部的大型穹顶，都已不复存在。
在第二次世界大战之后的数十年间，还创造了一些现代建筑的个别例子，其中一些已被拆除，例如由卢克哈特兄弟设计，拆于1989年的壮观的州养老金管理局大楼。未来主义风格的施瓦比隆甚至仅存在了六年，至1979年拆除。这一风格较为重要的作品还包括有由特奥·帕布斯特设计的斯塔修斯考夫霍夫购物廊——这是战后慕尼黑新建的首个百货商店；由他与塞普·鲁夫合作的司法大楼新马克斯堡，以及由古斯塔夫·克森格尔重新设计的圣马太堂。慕尼黑现代建筑最重要的例子来自体育设施，尤其是奥林匹克公园。
然而自1990年代起，慕尼黑迎来第二次奠基時代，产生了日益考究的建筑。其中最具代表性的宗教建筑为耶稣圣心堂。
从1920年代开始，慕尼黑相对较少的高楼除了市政大厦之外还有地处内城外围的慕尼黑中央大厦。即便是在2004年的市民公投中，未来摩天大楼的高度仍然被限制为100米以内。在建筑艺术上最值得一提的是奥林匹克公园旁的宝马四缸大厦，还有与其毗邻、于2007年10月开幕的未来主义建筑宝马世界，以及位于阿拉贝拉公园内的裕宝大厦和施瓦宾北部的亮点大厦。全市最高的摩天大楼为146米高的慕尼黑上城大厦；而全市最高的建构筑物则为291米高的奧林匹克塔。
2006年11月9日，全新的犹太中心在内城的圣雅各广场开幕，它集雅各帐篷会堂、以色列犹太社区慕尼黑之家和市立犹太博物馆（2007年3月22日开幕）于一体，是欧洲最大的犹太中心。该建筑复合体是由汪戴尔·赫费尔·洛尔施建筑事务所设计，这也是德累斯顿犹太会堂改造的设计方。慕尼黑犹太中心最引人注目的特征是由明亮的石灰华石制成的不同功能的外墙，这会让人联想起在耶路撒冷圣殿山下的哭墙。
布兰德霍斯特博物馆的建设受到了极大的关注，这是根据绍尔布鲁赫·赫顿建筑事务所的方案而在慕尼黑艺术区建造，并于2009年开放。与之毗邻的现代艺术陈列馆则是由建筑师斯特凡·布劳恩费尔斯所设计，于2002年开放。

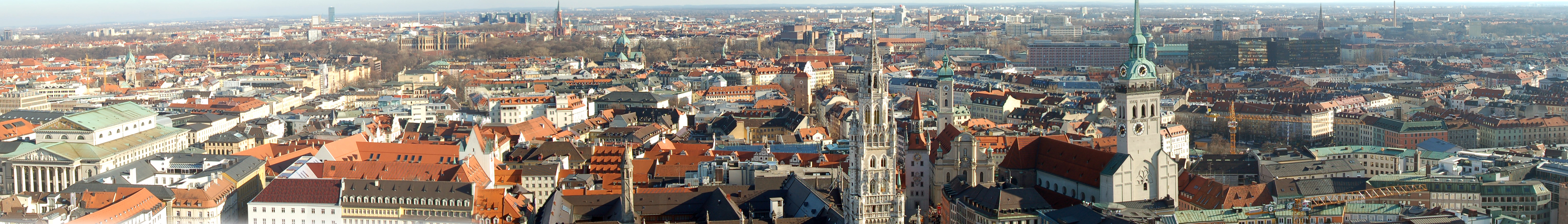
从圣母主教座堂往东南的180度全景

## 绿地

### 花园及动物园

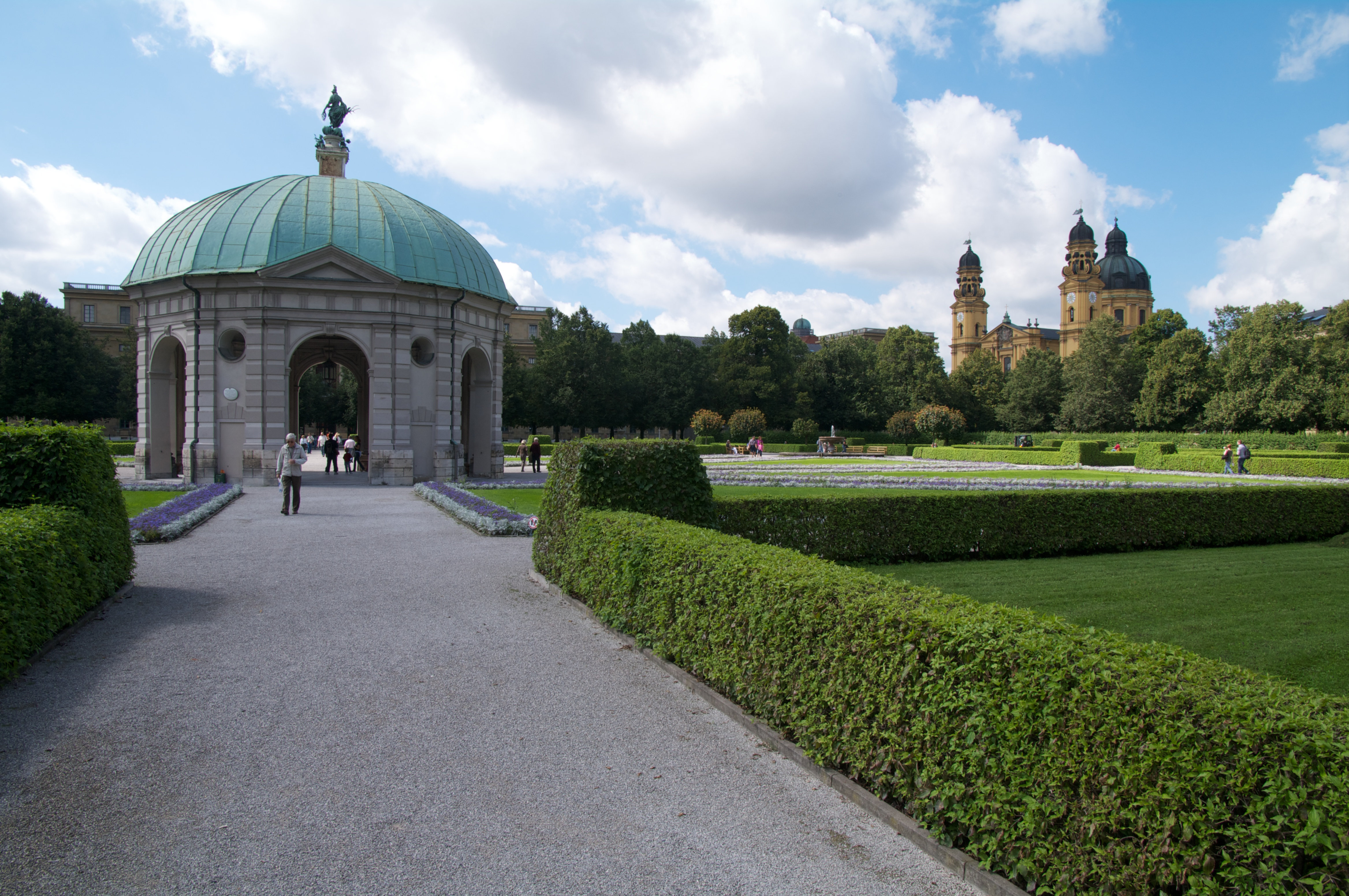
王宫花园内的

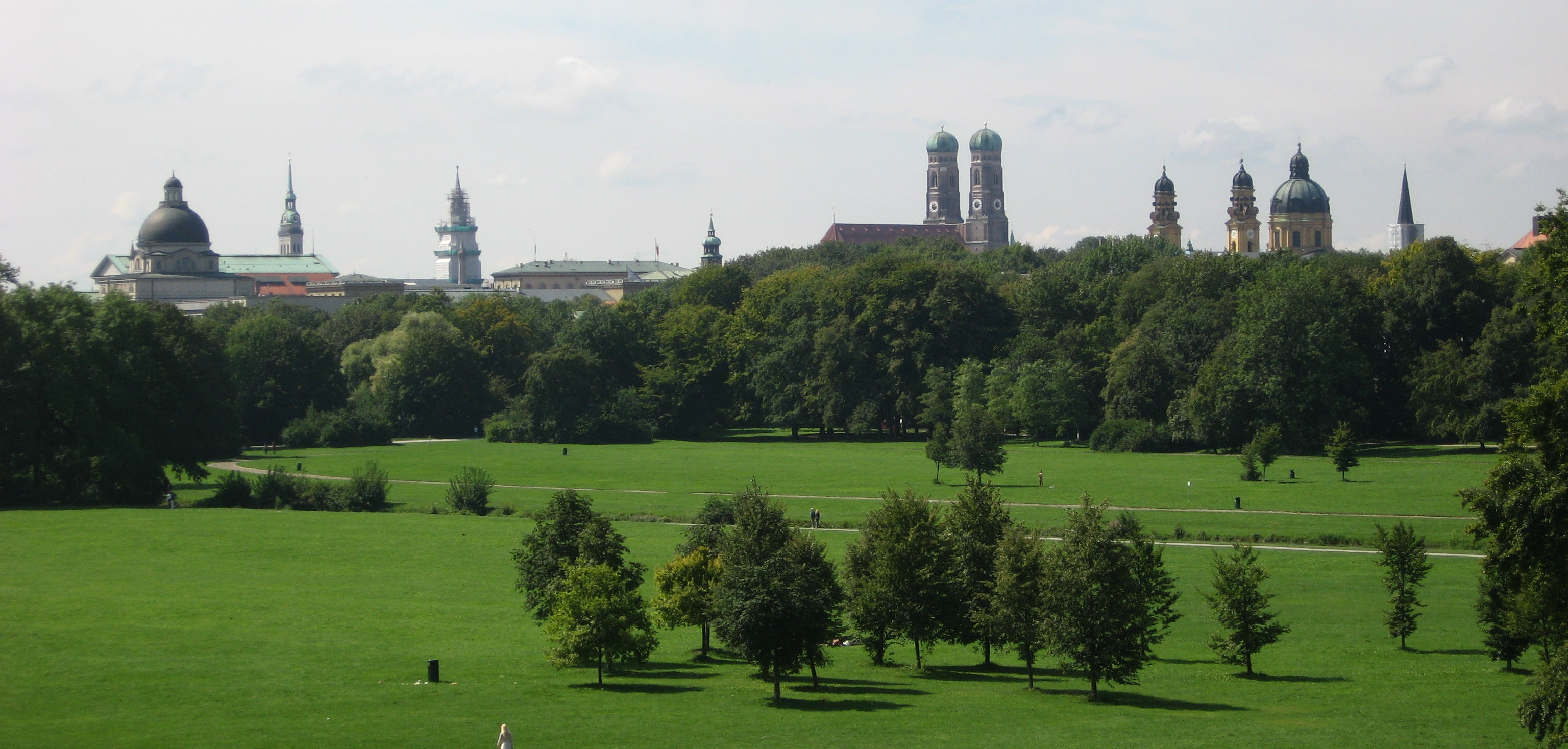
英国公园，凉亭视野
从左至右：、圣伯多禄堂、新市政厅、王宫、圣母堂、戴蒂尼会堂

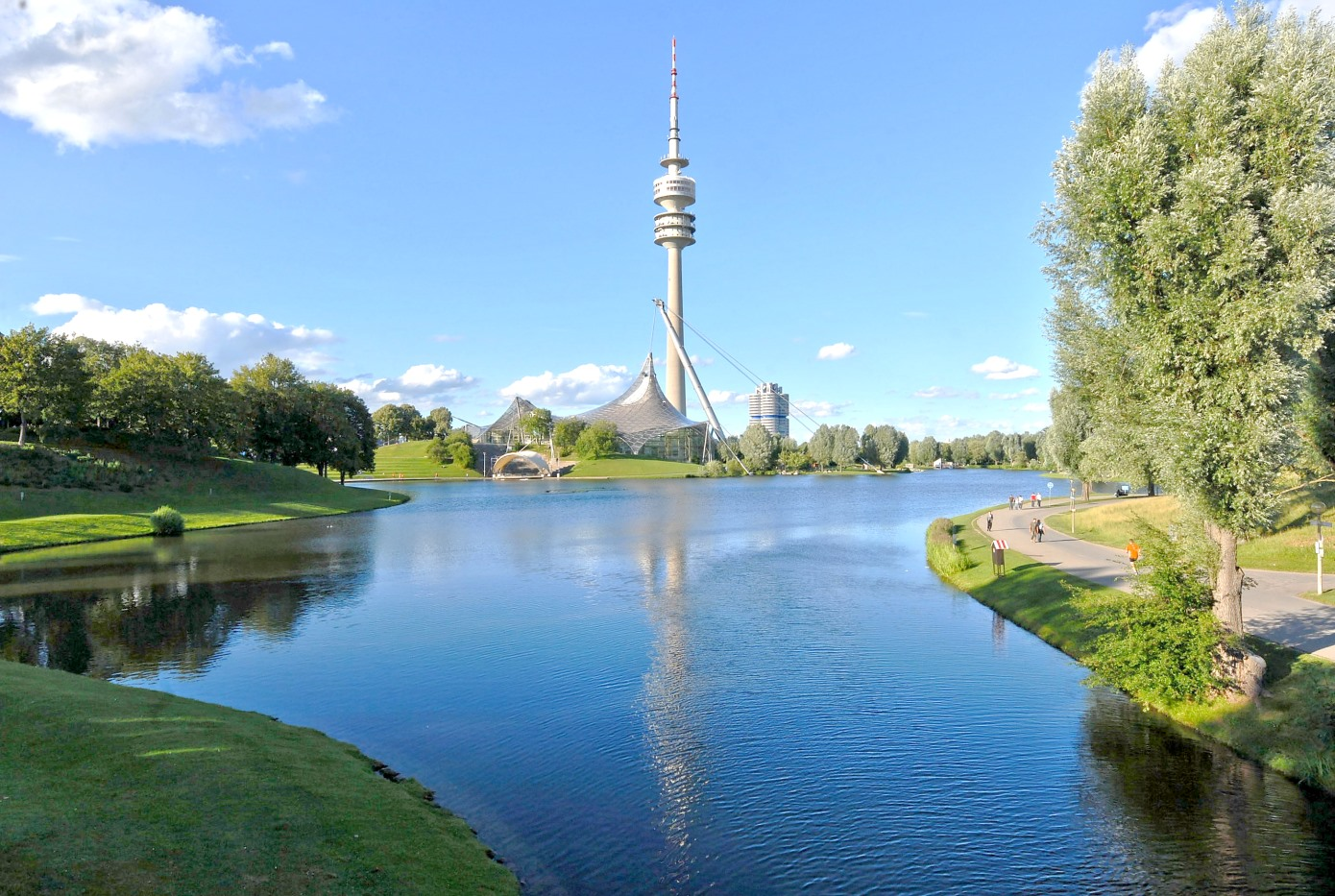
奥林匹克公园

慕尼黑最古老的花园设施是文艺复兴时期的狄阿娜神庙及所属的王宫花园。其东北侧紧邻着的是财政花园和自1789年开始设计的英国公园，后者从市中心往城市北缘纵贯慕尼黑，其4.17平方公里的面积甚至超过了纽约的中央公园。在伊萨尔河的另一边辟有马克西米利安场。老城西部的斯塔修斯旁建有老植物园，那里的玻璃宫于1931年被焚毁。由埃马努埃尔·赫里戈延设计的新古典主义大门仍保留着由约翰·沃尔夫冈·冯·歌德特别撰写的铭文。
宁芬堡宫公园建于法国风格的宁芬堡宫西侧。在19世纪，它被改造为一个英式景观园林，仅“大花坛”（Grand Parterre）保留了原先的样式。其北部与新植物园相连。前选帝侯的鹿园则位于宁芬堡的东南部。城市北缘的施萊斯海姆宮公园由三座类似的巴洛克式建筑组成，它也是除海伦豪森宫和施韦青根宫之外，德国现存的最大巴洛克式花园之一。
奥林匹克公园同样显赫，除了几个湖泊外，从奥林匹克山上也是远眺城市景色的绝佳场所。慕尼黑水族馆也设于此。此外，还有许多其它公园和绿地，例如巴伐利亚公园、带有班贝格之家的柳特波德公园、带有东亚景观群的西公园——这里也是1983年巴伐利亚州首次举办德國聯邦園藝博覽會暨國際園藝博覽會的场所，以及东公园。为了举办2005年德国联邦园艺博览会，则在里姆展览城区内开辟了里姆公园，从而成为慕尼黑东部的另一处大型公园。在冬季，某些公园可以通过专门修葺的小径开展越野滑雪运动。
伊萨尔河漫滩是沿着山间河流伸展的狭长公园景观，为迎接2005年德国联邦园艺博览会还进行了局部生态复原。通过各条不同的绿道，人们可以在城市范围内的伊萨尔河畔畅行或骑行而不被中断。从德意志博物馆至弗劳赫岛之间的伊萨尔河漫滩是进行烧烤、洗浴和从事温和天然主義运动的热门场所。海拉布伦动物园位于弗劳赫南部。
得益于上述公园，公共绿地和休闲场所在建筑密集的慕尼黑城内所占的比例约为11.7%。市内所有绿化空间所占的比例则为49.9%，因此在德国的79座大型城市中仅排名第74。事实上，慕尼黑还是德国密闭空间比例最高的城市，有大约47%的城市面积是由水泥或沥青所构成。

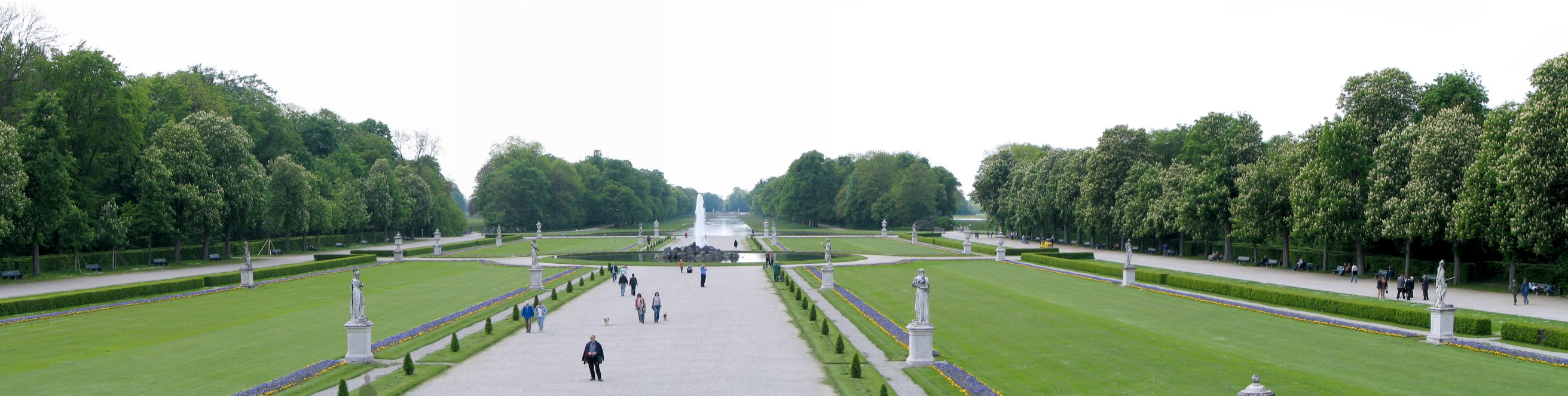

### 墓地

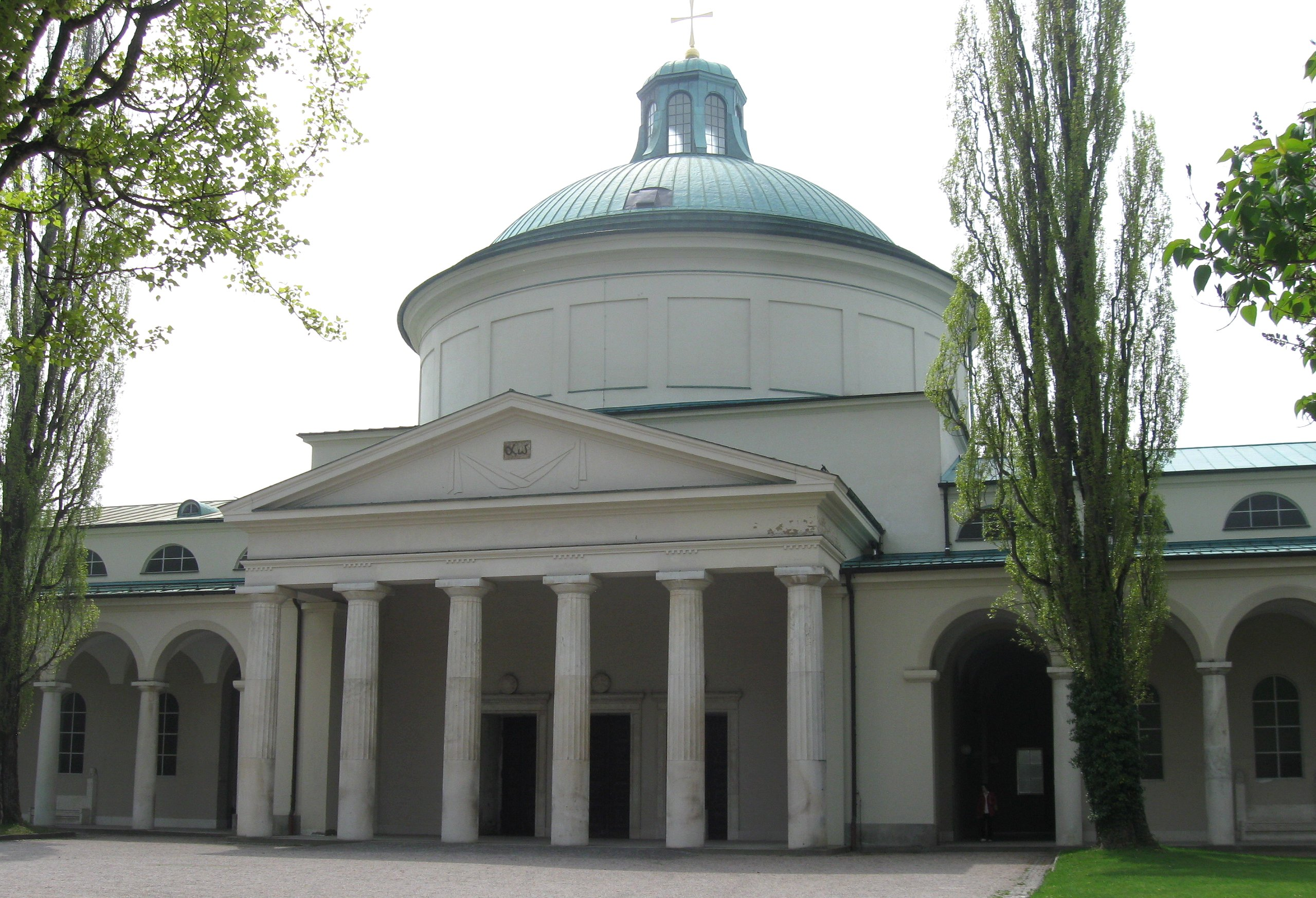

特殊的绿化空间包括有位于森德灵门附近、设有大量名人墓碑的废弃旧南部陵园，以及位于马克斯近郊、同样被废弃的旧北部陵园。慕尼黑现有的墓地同样构成了城市绿肺，其中西部、北部和东部陵园都设有由汉斯·格雷塞尔设计的华丽的灵堂。慕尼黑最大的墓地是森林陵园，而博根豪森陵园也是一座具有许多名人墓碑的墓地。佩拉赫森林陵园则安葬有朔尔兄妹。

## 文化

### 博物馆

#### 艺术博物馆及画廊
慕尼黑以其古老和古典艺术的收藏闻名于世，并在州立、市立以及私人博物馆如画廊中展出。

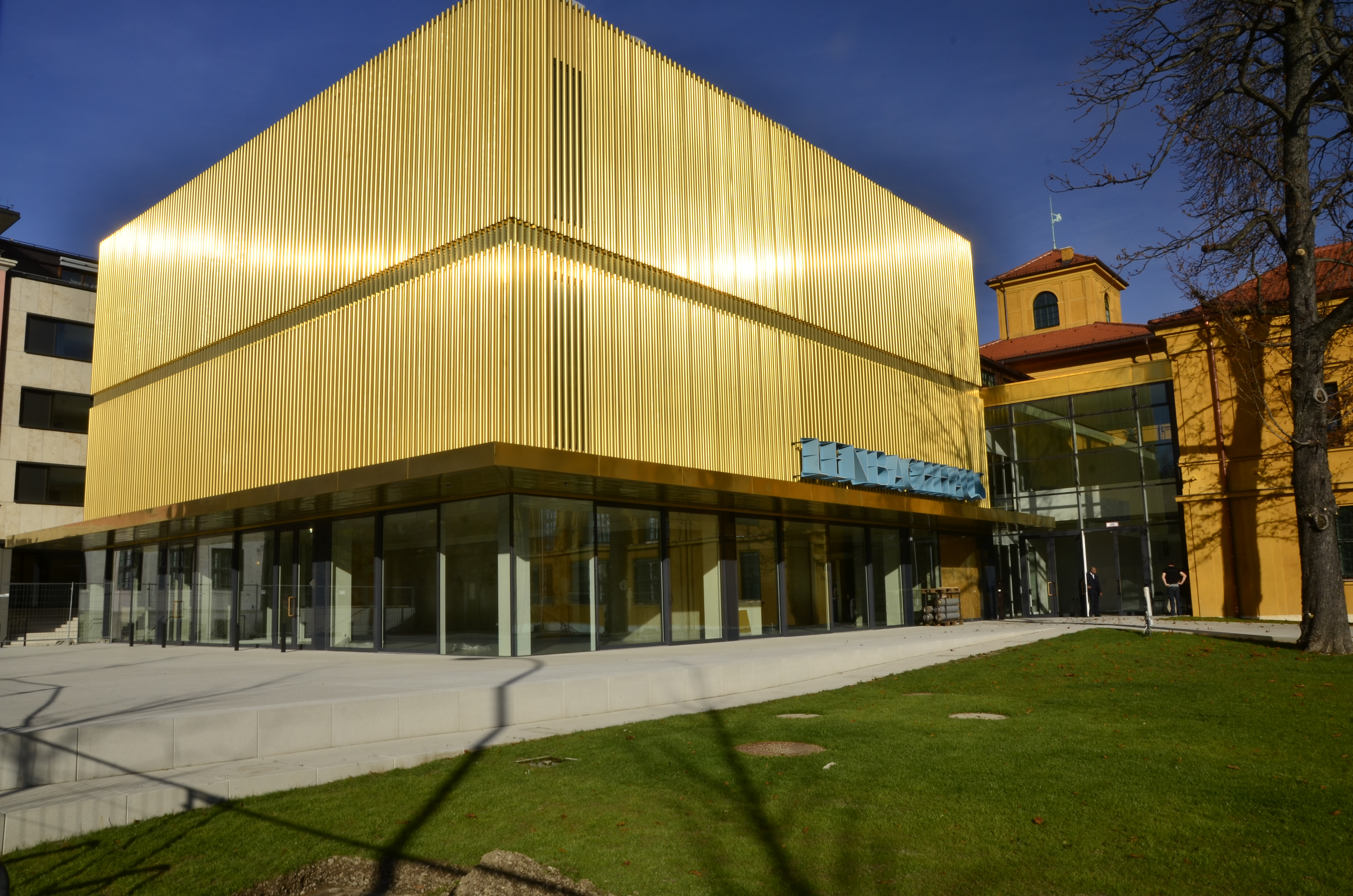
新建的伦巴赫之家

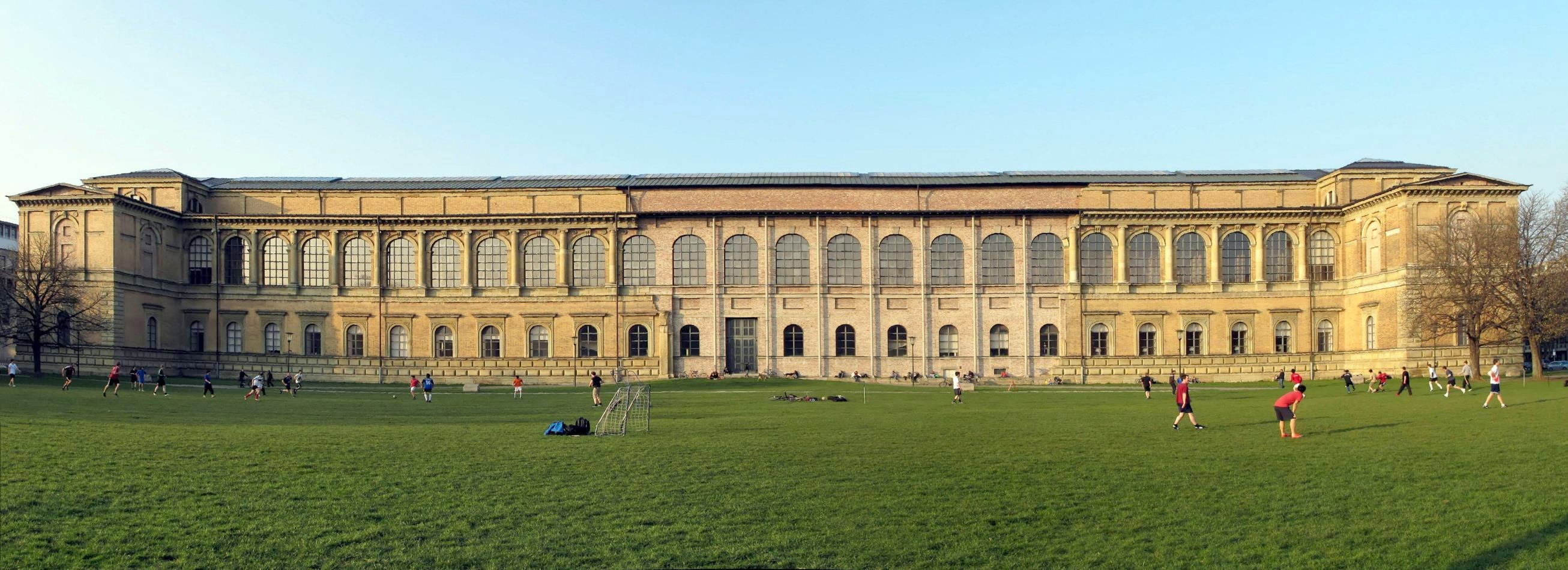
老绘画陈列馆

诸如旧美术馆、新美术馆、现代美术馆以及于2014年进行大规模扩建的伦巴赫之家均是世界上最重要的画廊之一。这些藏品与古代雕塑馆、州立古典珍品陈列馆和布兰德霍斯特博物馆一同，组成了慕尼黑艺术区。区内还设有新建的州立埃及艺术博物馆以及位于卡塔琳娜·冯·博拉街上的州立平面艺术陈列馆。
除艺术区外，另一处博物馆聚集地是莱赫尔，那里云集了艺术之家、巴伐利亚国家博物馆、州立考古陈列馆、沙克画廊、艺术家画廊以及五大洲博物馆（原民族博物馆）。伊萨尔河东岸的摄政王大街上则设有独特的新艺术运动风格的施图克别墅，当中常年展出弗朗茨·冯·施图克的作品，并不定期举办高质量的临时展览。

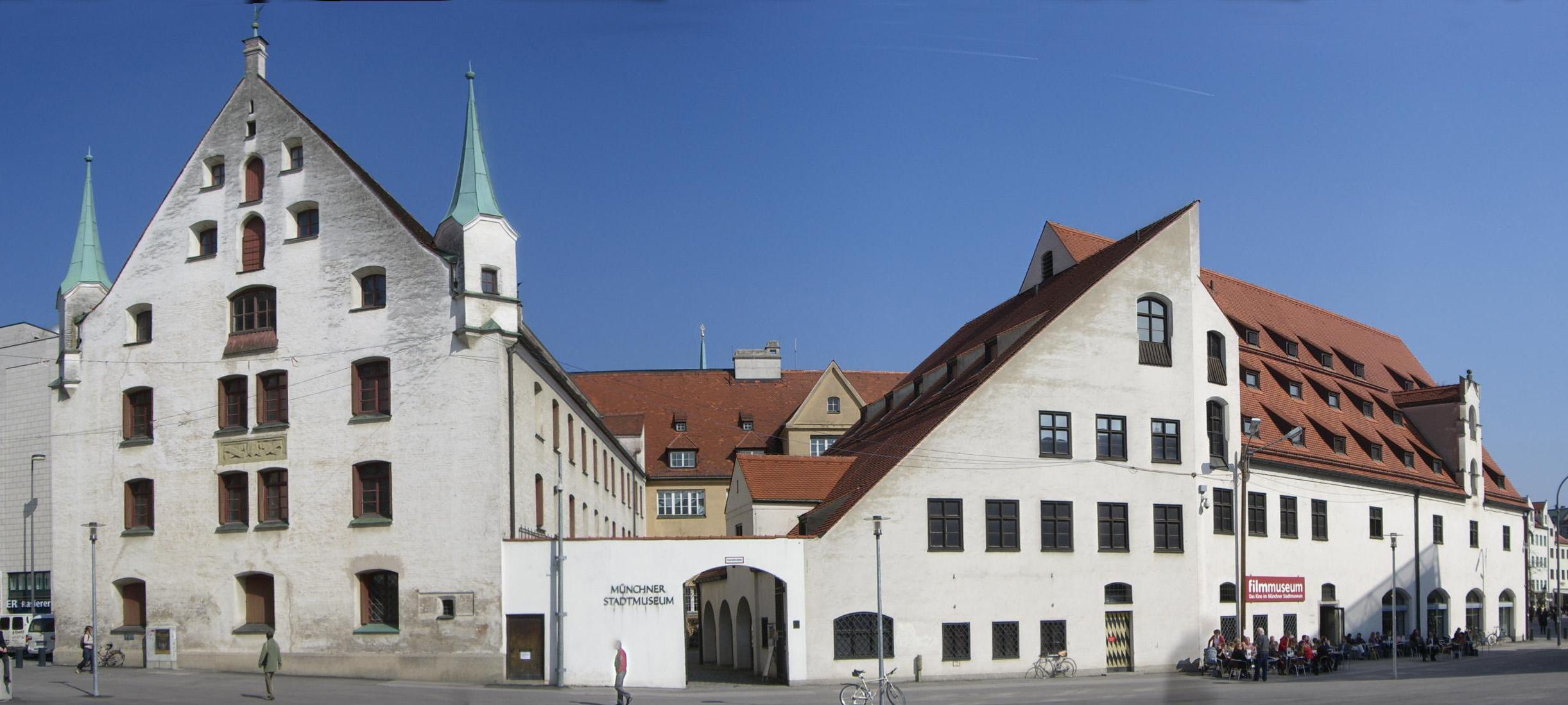

内城也有大量艺术博物馆。慕尼黑城市博物馆位于圣雅各伯广场上的原军械库内，下设多种不同类别的陈列室和博物馆，当中包括雕塑和应用艺术展厅、慕尼黑电影博物馆、照片博物馆、图形/海报/绘画展厅、时装和纺织品展厅、音乐（乐器）展厅、木偶戏和杂耍艺术展厅以及城市文化和民俗展厅。各展厅会定期组织特展，这些特展可以是专为藏品而设（例如仅在照片博物馆内），也可以是跨展厅呈现。此外，慕尼黑市也设有各类画廊，例如洛特林格13号、艺术拱廊（Kunstarkaden）、市政厅画廊（Rathausgalerie）、马克西米利安论坛（MaximiliansForum）以及可以外借艺术作品的阿托泰克（Artothek）。街头及当代艺术博物馆设于内城的哈肯社区。王宫博物馆（尤其是王宫财政部）则位于慕尼黑老城，这是维特尔斯巴赫王朝的王宫，也是欧洲最重要的故宫博物院之一。王宫内的宴会厅、奢华房间或宫廷礼拜堂展现了各个历史时代巴伐利亚统治者的建筑艺术，当中包括由维特尔斯巴赫家族收集的银器、瓷器、微缩模型、绘画、古董雕塑、青铜雕塑、挂毯、家具、钟表、烛台和枝形吊灯等重要藏品。慕尼黑州立钱币陈列馆也被安置在王宫内。裕宝文化基金会艺术馆则设于戴蒂尼街畔。
上弗灵设有格茨陈列馆，这座独栋博物馆建筑是由赫爾佐格和德梅隆所设计。
宁芬堡宫内除了宫廷展厅外，还设有宫厩博物馆和瓷器博物馆。

#### 自然历史博物馆
自然历史范畴的人与自然博物馆也设于宁芬堡宫内。此外，市内还有一些迄今尚未对该州的自然科学藏品进行汇总的各类博物馆，例如慕尼黑古生物博物馆、水晶王国博物馆、州立人类学陈列馆、慕尼黑地质博物馆、州立植物标本陈列馆以及州立动物标本陈列馆。德国狩猎和渔业博物馆也涵盖有文化历史方面的内容，这是一处吸引人的场所，主要也由于其地处内城的优越位置。

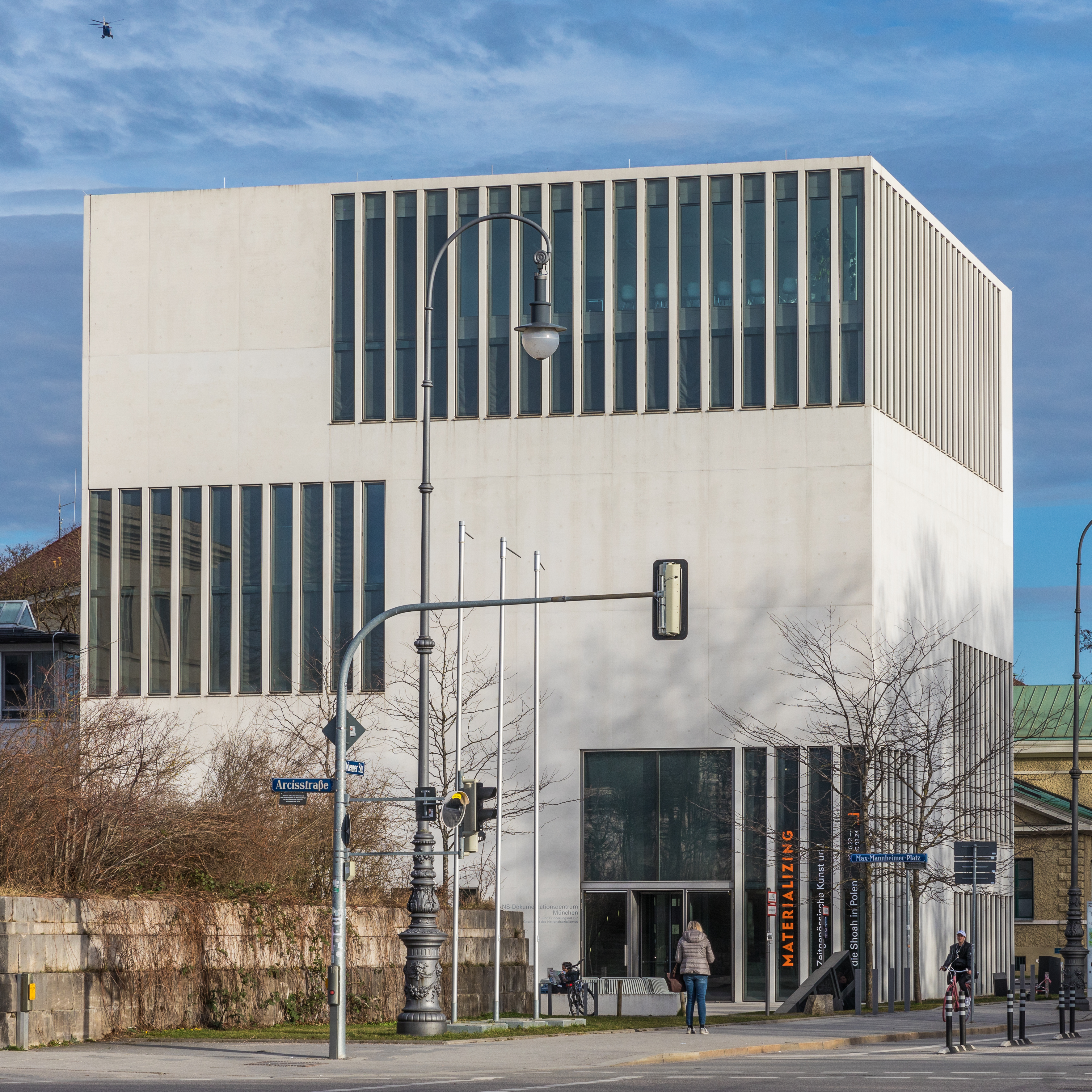
慕尼黑纳粹档案中心

#### 文化博物馆及纪念馆
除了艺术史的藏品外，国家博物馆和城市博物馆也展出有关文化历史的藏品。慕尼黑城市博物馆的对面是另一座城市博物馆——犹太博物馆，它在那里与新的猶太會堂和犹太社区中心一同组成了新的犹太中心。布林纳街上的纳粹档案中心负责研究纳粹政权的历史。市内还设有多个纳粹主义受害者纪念馆。慕尼黑惨案纪念馆则设于奥运村内。
慕尼黑最小的博物馆是瓦伦丁·卡尔施塔特博物馆，位于伊萨尔门前原用作城防工事的其中一座塔楼内；它展出的是关于艺术家卡尔·瓦伦丁的生平及作品。比它稍大的玩具博物馆设于旧市政厅塔楼。距此不远的还有啤酒和十月节博物馆以及慕尼黑消防博物馆。德国戏剧博物馆则设于王宫花园旁。自1998年以来，布鲁滕堡宫也拥有了一个展出米夏埃尔·恩德生平及作品的文学博物馆，其部分遗产归当地图书馆所有。位于伊萨尔河普拉特岛上的高山博物馆是德国登山协会关于登山运动历史的博物馆。

#### 技术博物馆

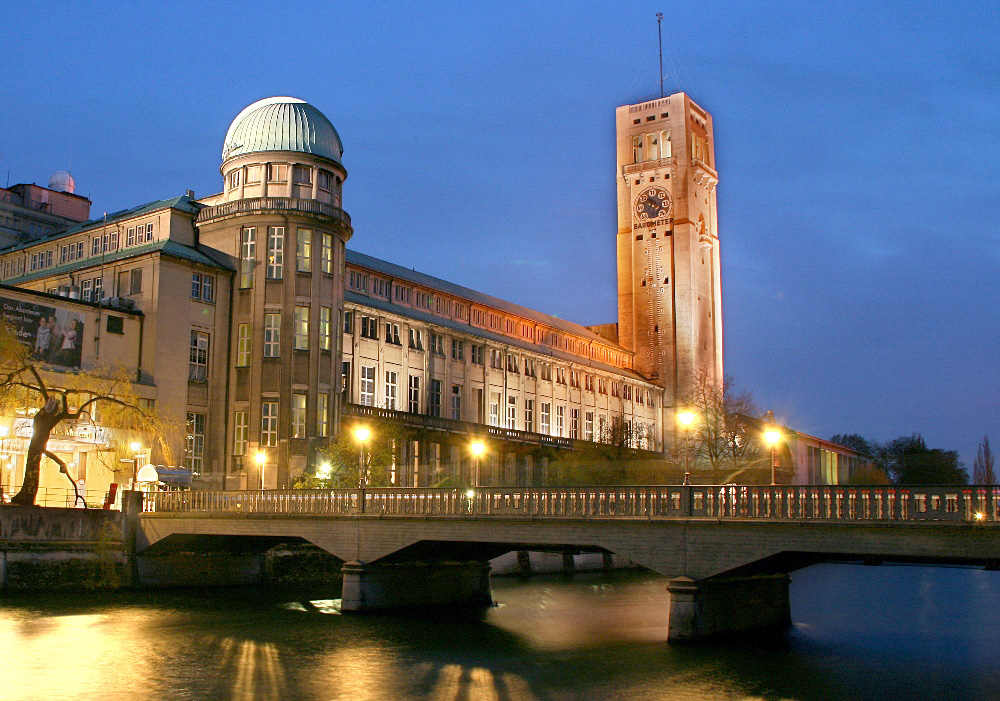
德意志博物馆

德意志博物馆以其独特的技术展品吸引了每年逾百万各国游客到访，是欧洲参观人数最多的博物馆，也是全球最大的科技博物馆之一。其分支展馆包括有施莱斯海姆飞行场和在特蕾西娅草坪上新开幕的交通博物馆。
MVG博物馆也作为市政运输的博物馆而存在。BMW博物館、BMW集团典藏馆和慕尼黑西门子论坛也展出了慕尼黑相关技术集团的发展历程。

### 视觉艺术

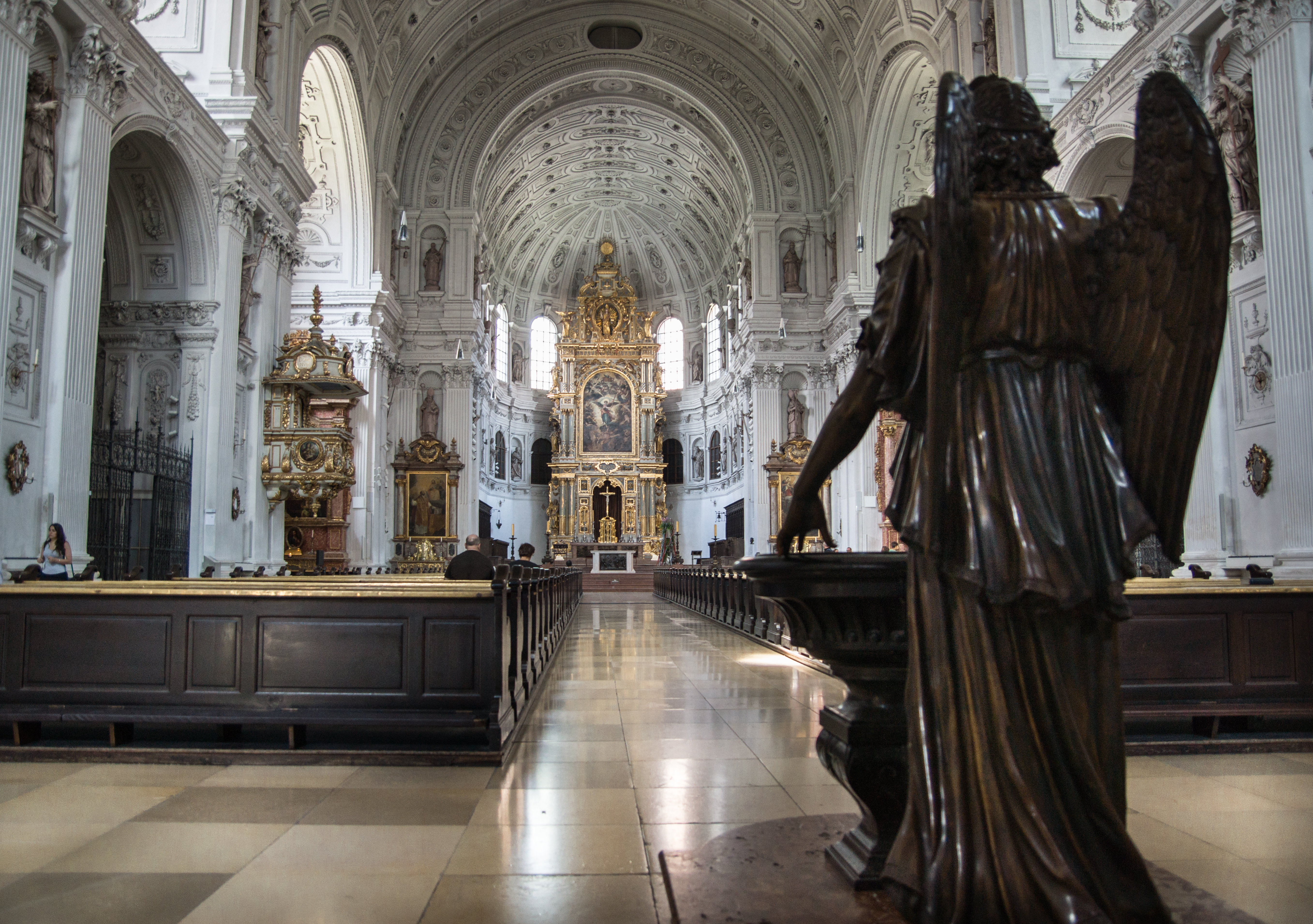
圣弥额尔堂内的圣水天使，胡贝特·格哈德1595年作品
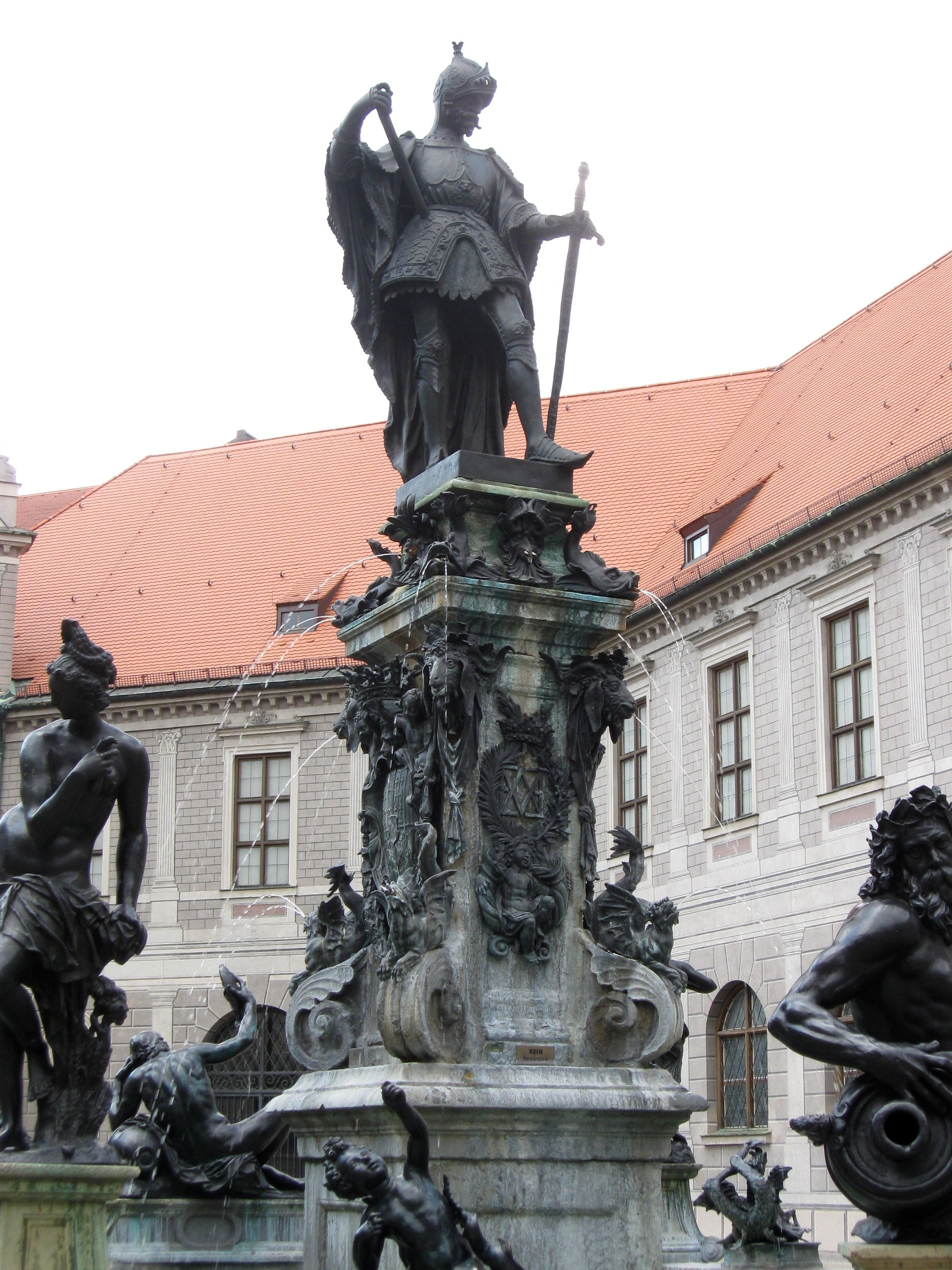
慕尼黑王宫内的维特尔斯巴赫喷泉，胡贝特·格哈德1611年作品
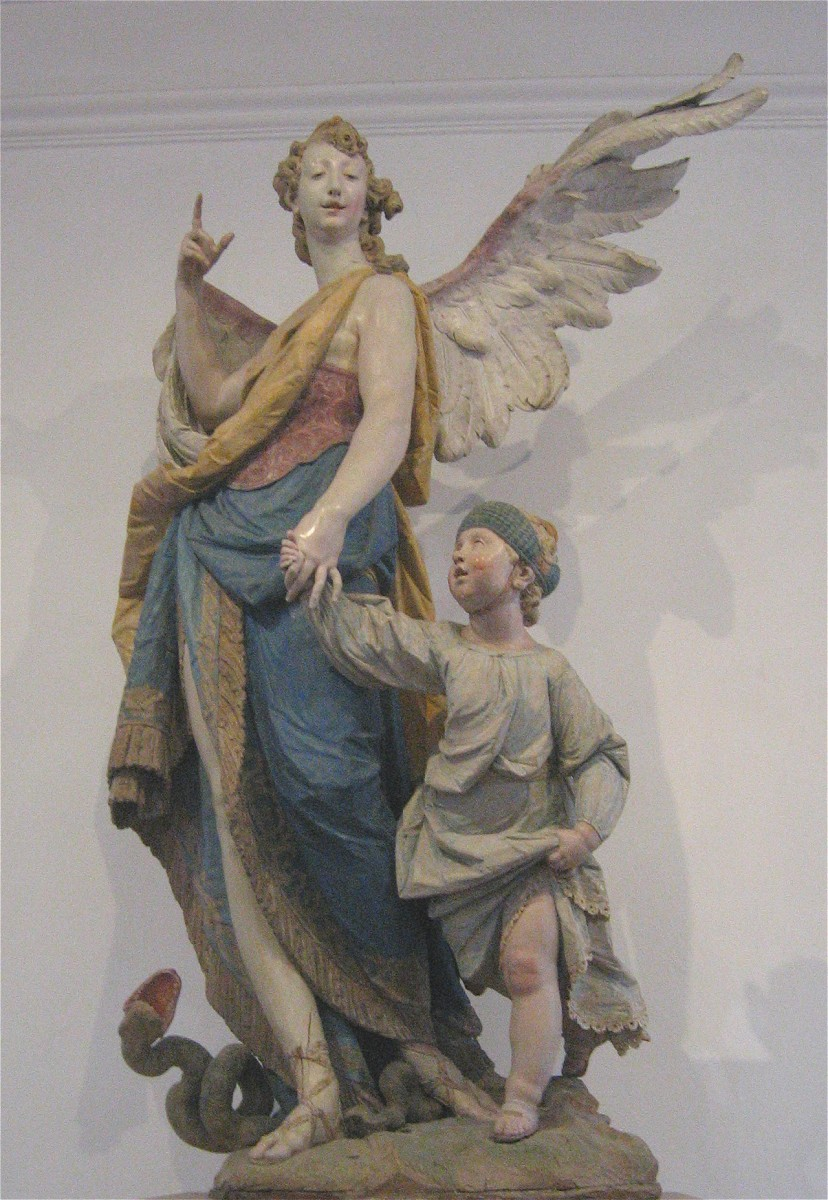
市民会馆内的守护天使，伊格纳茨·京特1763年作品
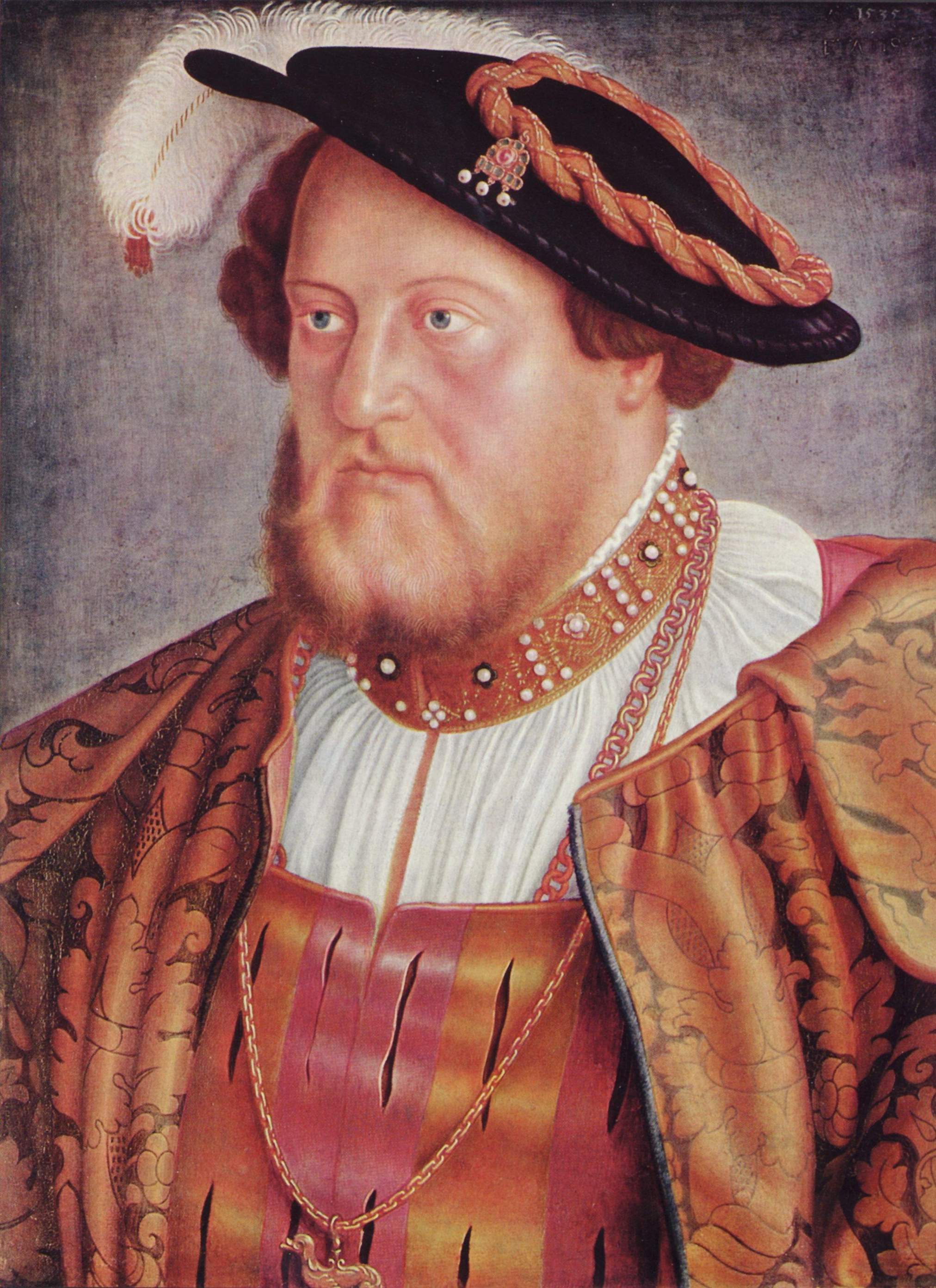
《普法尔茨公爵奥特海因里希》，巴特尔·贝哈姆，1535年
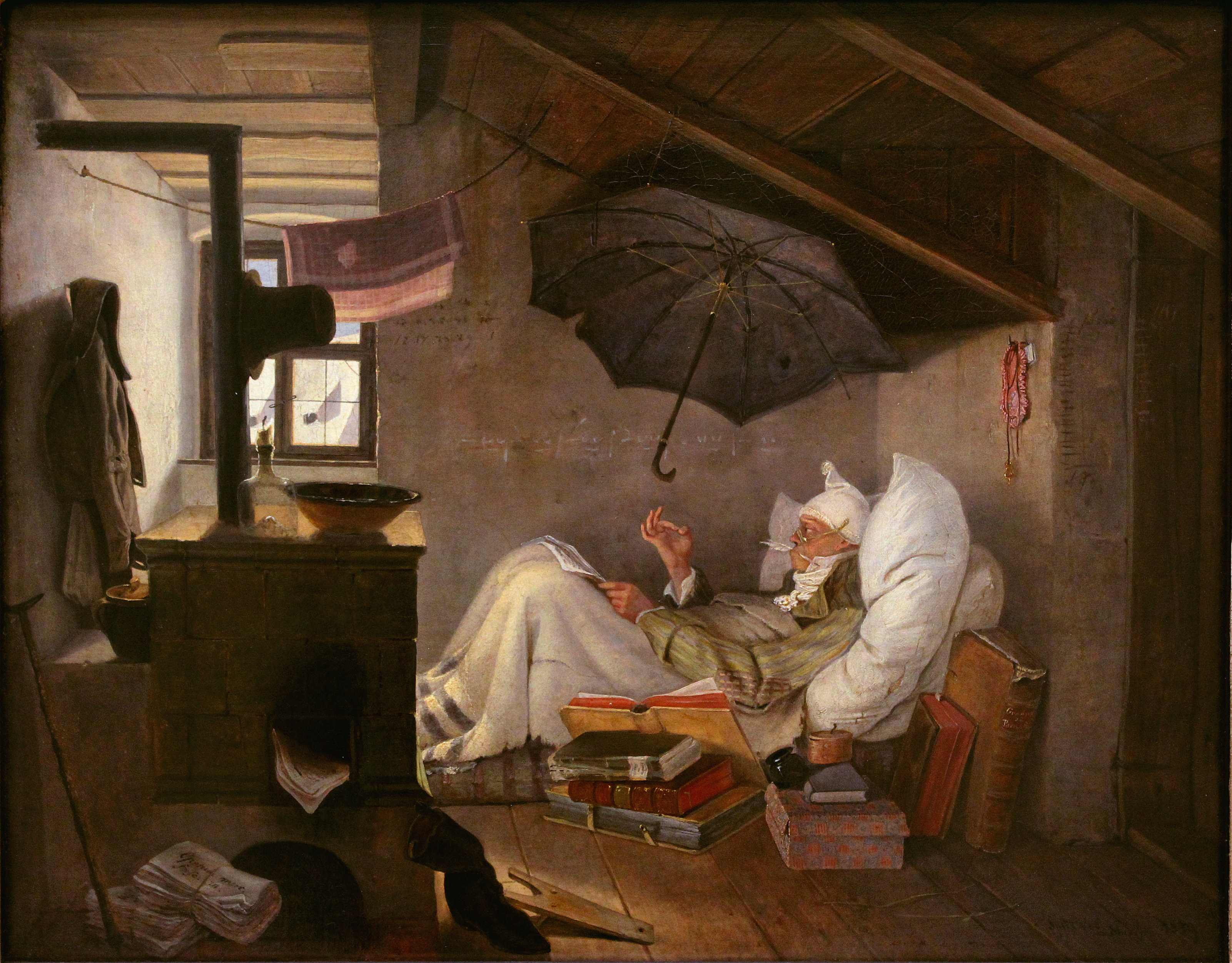
《穷苦诗人》，卡尔·施皮茨韦格，1839年
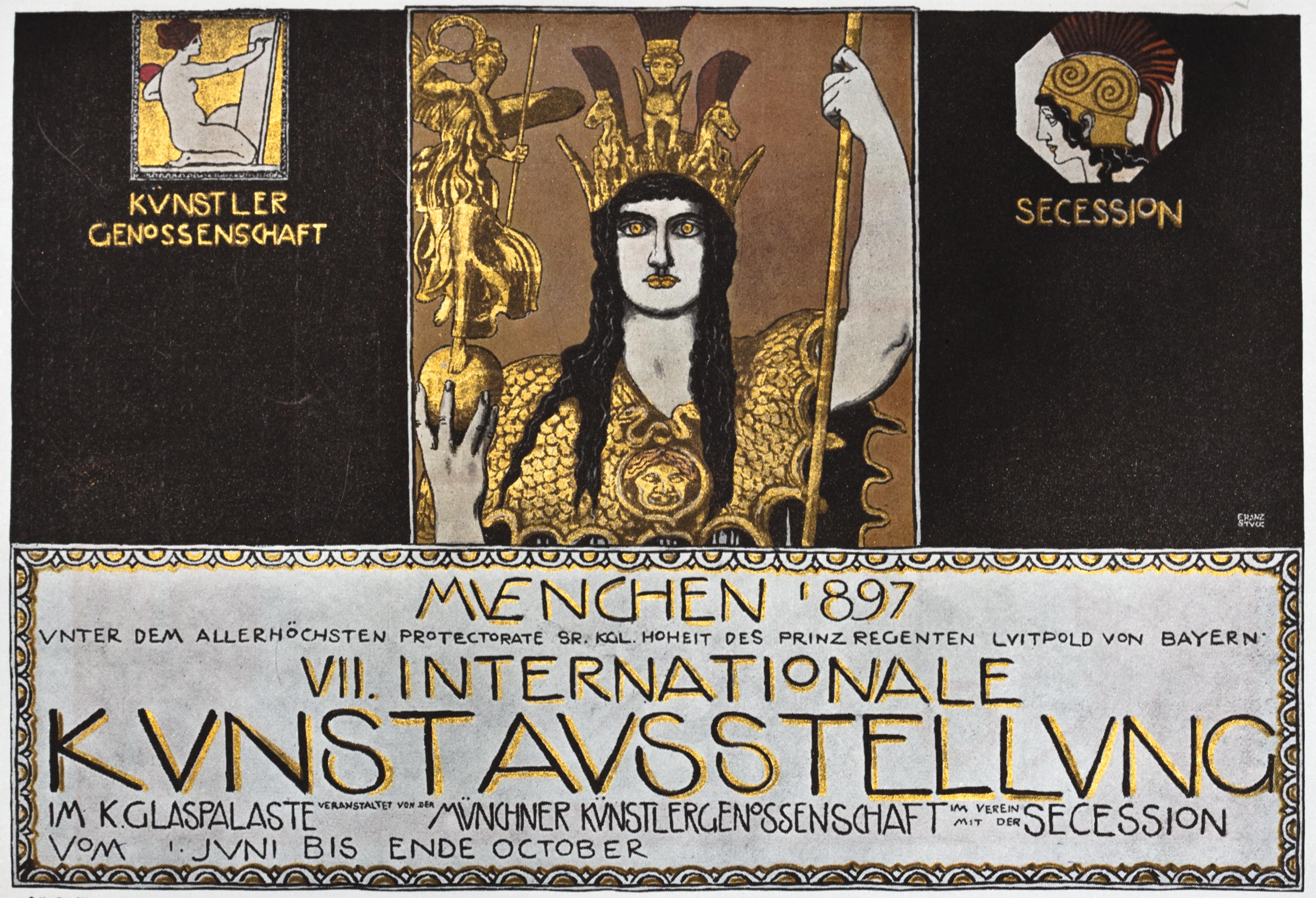
慕尼黑第七届国际艺术展海报，弗朗茨·冯·施图克1897年作品

随着以伊拉斯谟·格拉泽和扬·波拉克为首的艺术家在市内工作，慕尼黑于哥特晚期迎来第一次文化繁荣。在文艺复兴时期，这座城市成为雕刻艺术的中心，这主要是由胡贝特·格哈德和汉斯·克伦佩尔所塑造。在此期间，在慕尼黑活动的还有巴特尔·贝哈姆、汉斯·冯·亚琛和彼得·坎迪等画家。至18世纪，这座城市迎来视觉艺术的黄金时代，代表人物包括科斯马斯·达米安·阿萨姆、埃吉德·奎林·阿萨姆、约翰·米夏埃尔·费舍尔、弗朗索瓦·德·居维利埃、伊格纳茨·京特、约翰·巴普蒂斯特·齐默尔曼和约翰·巴普蒂斯特·施特劳布。
当约翰·巴普蒂斯特·施蒂格迈尔和费迪南德·冯·米勒在这座城市工作时，铸造业于19世纪迎来了第二次蓬勃发展。
从1850年至大约1914年，慕尼黑发展成为欧洲绘画中心之一。慕尼黑美术学院更是促成了“慕尼黑画派”的诞生。时至今日，它作为学院绘画的代表在艺术史中仍具有重要意义。学院当时的师资力量包括有卡尔·冯·皮洛蒂、威廉·冯·迪茨、阿图尔·冯·兰贝格和尼古拉斯·吉热斯。慕尼黑分离派则从学院周边（以及从慕尼黑艺术家合作社分裂）脱颖而出，其成员则包括有马克思·利伯曼、弗朗茨·冯·施图克、洛菲斯·科林特、恩斯特·欧普勒和瓦尔特·莱斯蒂科。
艺术家团体“青骑士”于1911年成立，并最终使慕尼黑发展成为现代艺术的中心。其成员包括有保羅·克利、瓦西里·康定斯基、阿列克谢·冯·亚夫连斯基、加布里埃莱·明特尔、弗兰茨·马尔克、奧古斯特·馬克和阿尔弗雷德·库宾。
1919年，巴伐利亚电影的第一个制片厂在慕尼黑南部市镇格林瓦尔德的市分区盖格尔斯泰格建成。

### 文学
海因里希·海涅、弗里德里希·黑贝尔和安徒生都曾于19世纪在慕尼黑生活了很长一段时间。
在巴伐利亚王国时期的最后数十年间，慕尼黑的文学生命以施瓦宾为中心得到了蓬勃发展，并广泛受到诸如保罗·海泽、莱娜·克里斯特、路德维希·托马、托马斯·曼、莱纳·玛利亚·里尔克和弗兰克·韦德金德等作家的影响。
在魏玛共和国时期，慕尼黑最著名的文学代表是利翁·福伊希特万格、安妮特·柯爾伯、贝托尔特·布莱希特和奥斯卡·马利亚·格拉夫。
出生于慕尼黑的作家欧根·罗特在晚期赢得了文学界的声誉，而包括埃里希·凯斯特纳、沃尔夫冈·克彭和米夏埃尔·恩德在内的许多作家都是在这座城市写作和生活。

### 剧场艺术

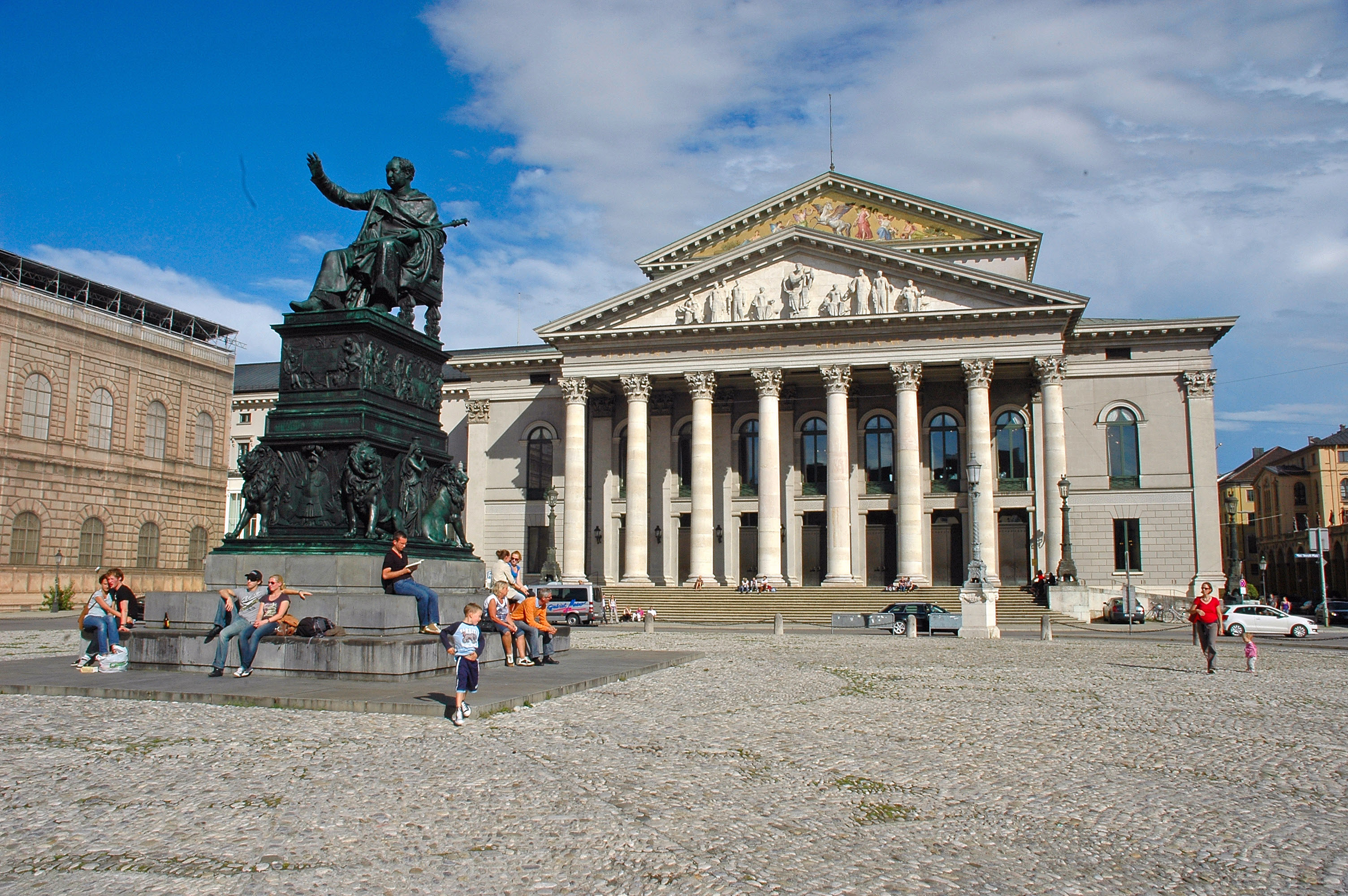
慕尼黑國家劇院

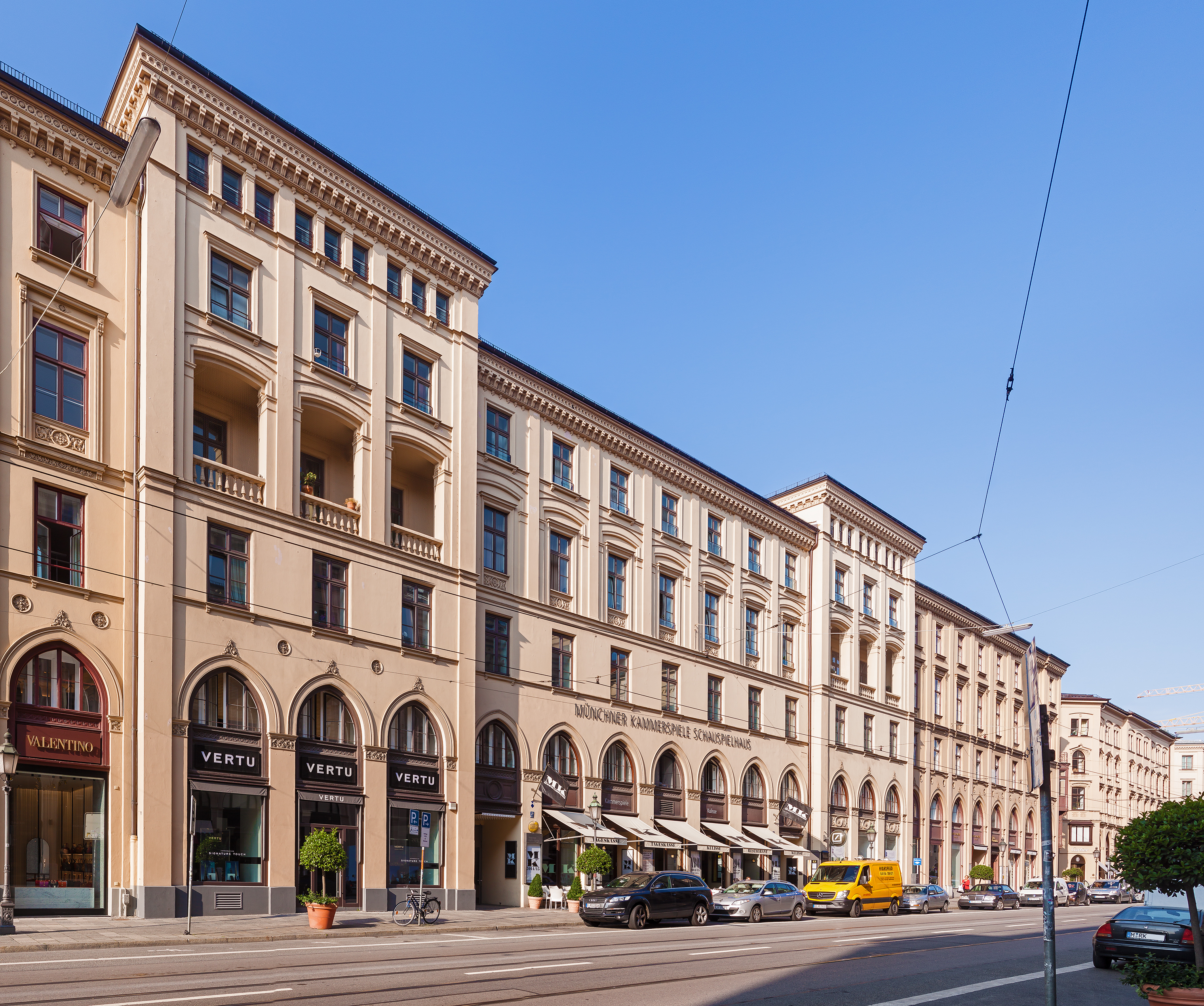
慕尼黑室内剧院

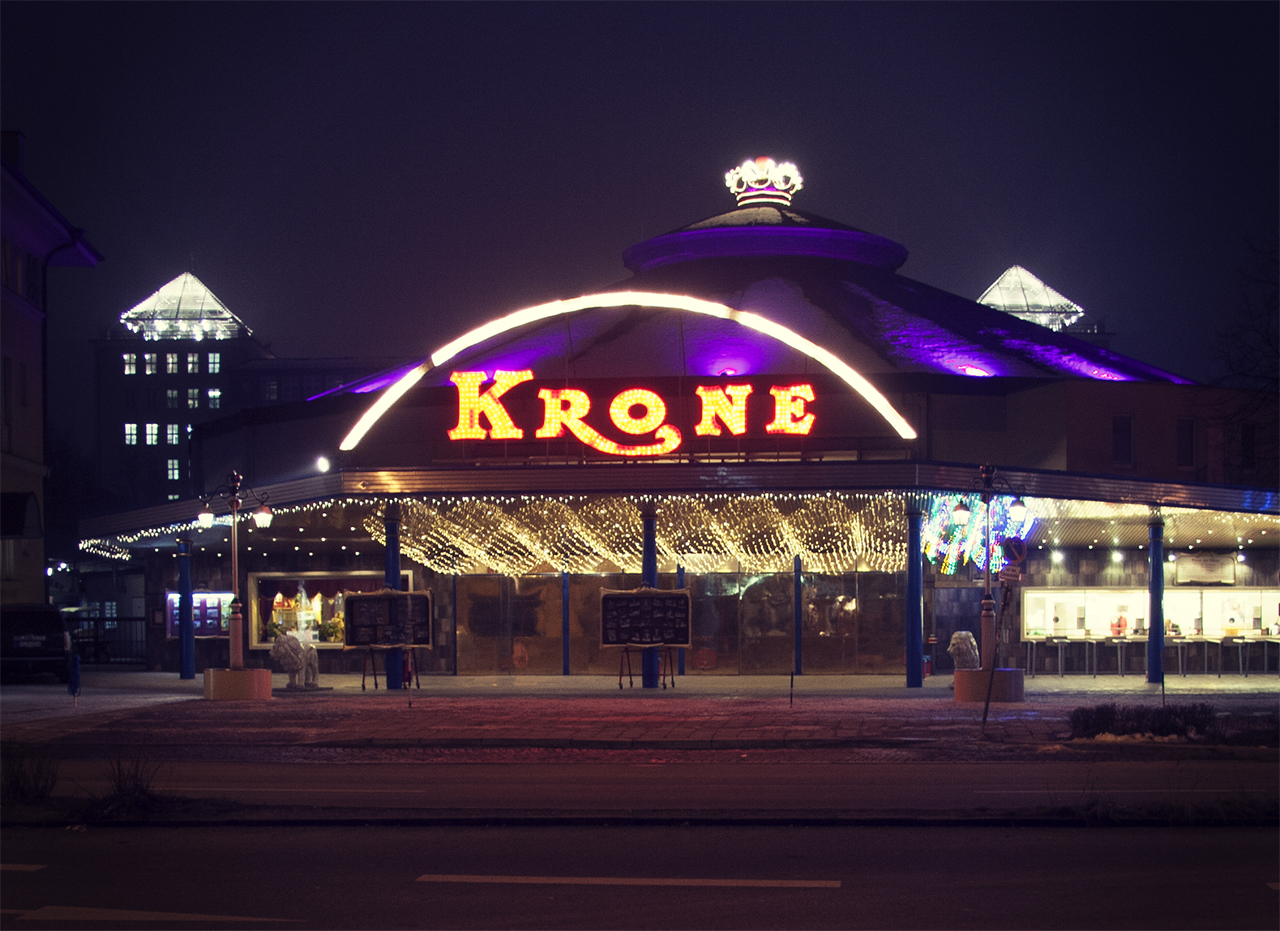

慕尼黑拥有非常丰富的戏剧、芭蕾和歌剧文化，共计提供五座州营、三座市营和逾五十座私营表演场馆。其中最重要场馆是慕尼黑國家劇院（巴伐利亚国立歌剧团和巴伐利亚国立芭蕾舞团驻地）、王宫剧院（巴伐利亚国立戏剧团驻地）、格特纳广场国家剧院（歌剧、轻歌剧、舞蹈和音乐剧）、攝政王劇院（巴伐利亚奥古斯特·埃弗丁戏剧学院驻地）、慕尼黑室内剧院、演艺堡、慕尼黑人民剧院以及慕尼黑德意志剧院。

#### 音乐剧、歌剧和芭蕾舞
慕尼黑的音乐生活有着悠久的传统。著名作曲家奥兰多·德·拉絮斯、卡尔·马利亚·冯·韦伯、古斯塔夫·馬勒、理查德·施特劳斯和卡尔·奥尔夫都曾在这里工作和生活。1775年，沃尔夫冈·阿马德乌斯·莫扎特的《假扮园丁的姑娘》便是在救主广场歌剧院进行首演，随后至1781年，他的《依多美尼歐》又在居維利埃劇院进行全球首演。在路德维希二世治下，理查德·瓦格纳有多部歌剧都是在慕尼黑国家剧院首度公演。对于音乐剧，巴伐利亚国家剧院和格特纳广场国家剧院尤为引人注目，并且它们都设有各自的芭蕾舞团：巴伐利亚国立芭蕾舞团和格特纳广场国立芭蕾舞团。由汉斯·维尔纳·亨策创立的慕尼黑双年展则致力于当代音乐剧。

#### 话剧
在话剧领域，慕尼黑最重要的表演场所是巴伐利亚国立剧院、慕尼黑室内剧院和慕尼黑人民剧院。自戈特霍尔德·埃弗拉伊姆·莱辛开始，许多著名作家的剧本都会选择在慕尼黑进行首演，其中包括弗里德里希·黑贝尔、亨里克·易卜生、胡戈·冯·霍夫曼史塔和英格玛·伯格曼。私营的大都会剧院曾获得多个奖项，而慕尼黑夏日剧场作为英国公园内的露天剧场，每年也吸引着成千上万的观众。巴伐利亚霍夫喜剧院则是林荫道戏剧的代表性场所，它主要由知名演员担纲主角。
在儿童及青少年话剧方面，演出堡在慕尼黑發挥了核心作用。此外还有各种私营儿童剧场，例如慕尼黑儿童剧院和慕尼黑木偶剧院。另一方面，木偶剧院小游戏则几乎只在夜间和面向成人演出。

#### 卡巴莱小品及马戏
在卡巴莱小品领域，慕尼黑欢笑及射击协会、哈特畔小馆、夫琅和费剧院、喜剧厅和屠宰场都是这座城市重要的演出场所。慕尼黑的著名卡巴莱小品演员则包括有卡尔·瓦伦丁、迪特·希尔德布兰特、奥特弗里德·费舍尔和格哈德·波尔特等。
1905年成立的克罗内马戏团是欧洲最大的马戏团，其永久性的冬季处所设于慕尼黑的克罗内大屋。

### 管弦乐团及合唱团

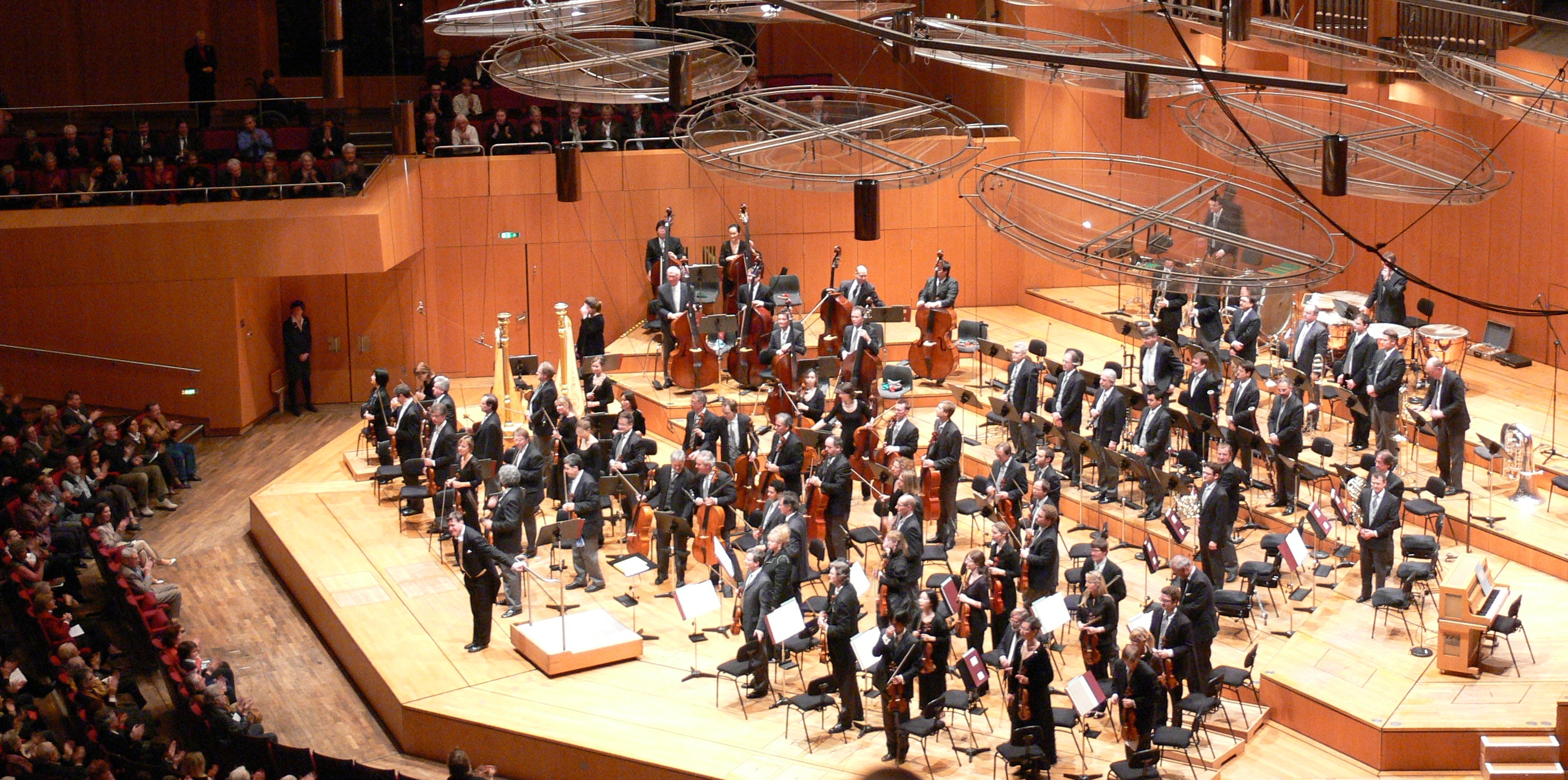
慕尼黑爱乐乐团在演出

慕尼黑爱乐乐团、巴伐利亚广播交响乐团和巴伐利亚国立管弦乐团是德国最重要的管弦乐团之一，并定期与国际知名指挥合作。此外，慕尼黑交响乐团和慕尼黑室内乐团也在业界享有较高声誉。
重要的合唱团则包括有慕尼黑爱乐合唱团、巴伐利亚广播合唱团、慕尼黑巴赫合唱团、慕尼黑俄耳甫斯合唱团、慕尼黑之声以及工作室设于索尔恩、并由大多数慕尼黑男孩所组成的特尔茨少年合唱团。
慕尼黑最重要的管弦乐及合唱演出场地为嘉斯台的爱乐厅（2387座）、摄政王剧院（1081座）和位于慕尼黑王宫内的赫拉克勒斯礼堂（1270座）。然而，时至今日，慕尼黑仍然缺乏一个声效最佳的音乐厅，这常常引发争论，并最终通过2015年春季的一次集会促成了新音乐厅的建造，它是由以学生为代表的合唱及管弦乐团慕尼黑之声所发起的。2015年12月，巴伐利亚州政府决定将该音乐厅建在火车东站附近的前工业区内。

### 电子音乐
慕尼黑在电子音乐的发展中也发挥了重要的作用，首创使用合成器为迪斯科和电子舞曲进行编排的乔吉奥·莫罗德尔以及迪斯科歌手唐娜·桑默都在这座城市工作和生活，并通过莫罗德尔的音乐之地工作室制作了世界名曲《I Feel Love》和《Love To Love You Baby》。1990年代末，慕尼黑之于电音撞击乐的地位是“即便不是其发明的，也是其共同发明的”，当时这里的国际先驱DJ Hell便通过他的唱片公司国际迪杰牛郎推出及编排了此音乐流派。

### 定期文化活动

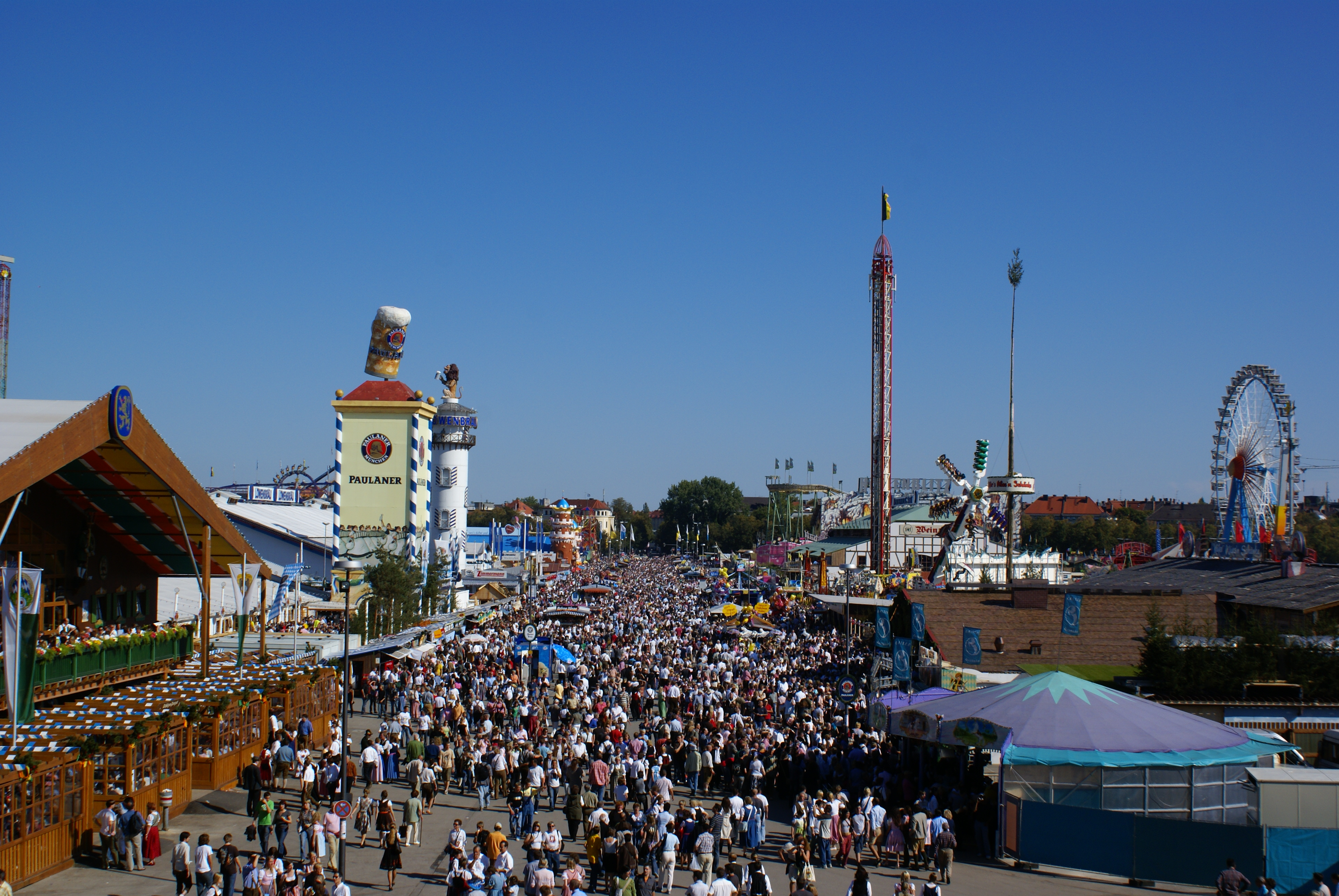
慕尼黑啤酒节

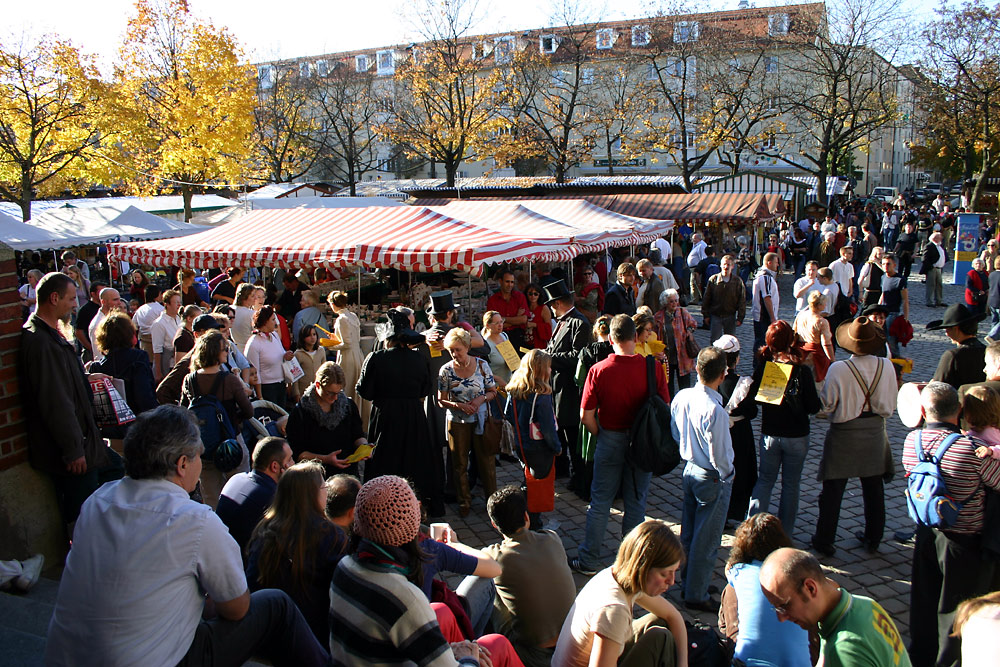
在圣母之佑广场举办的

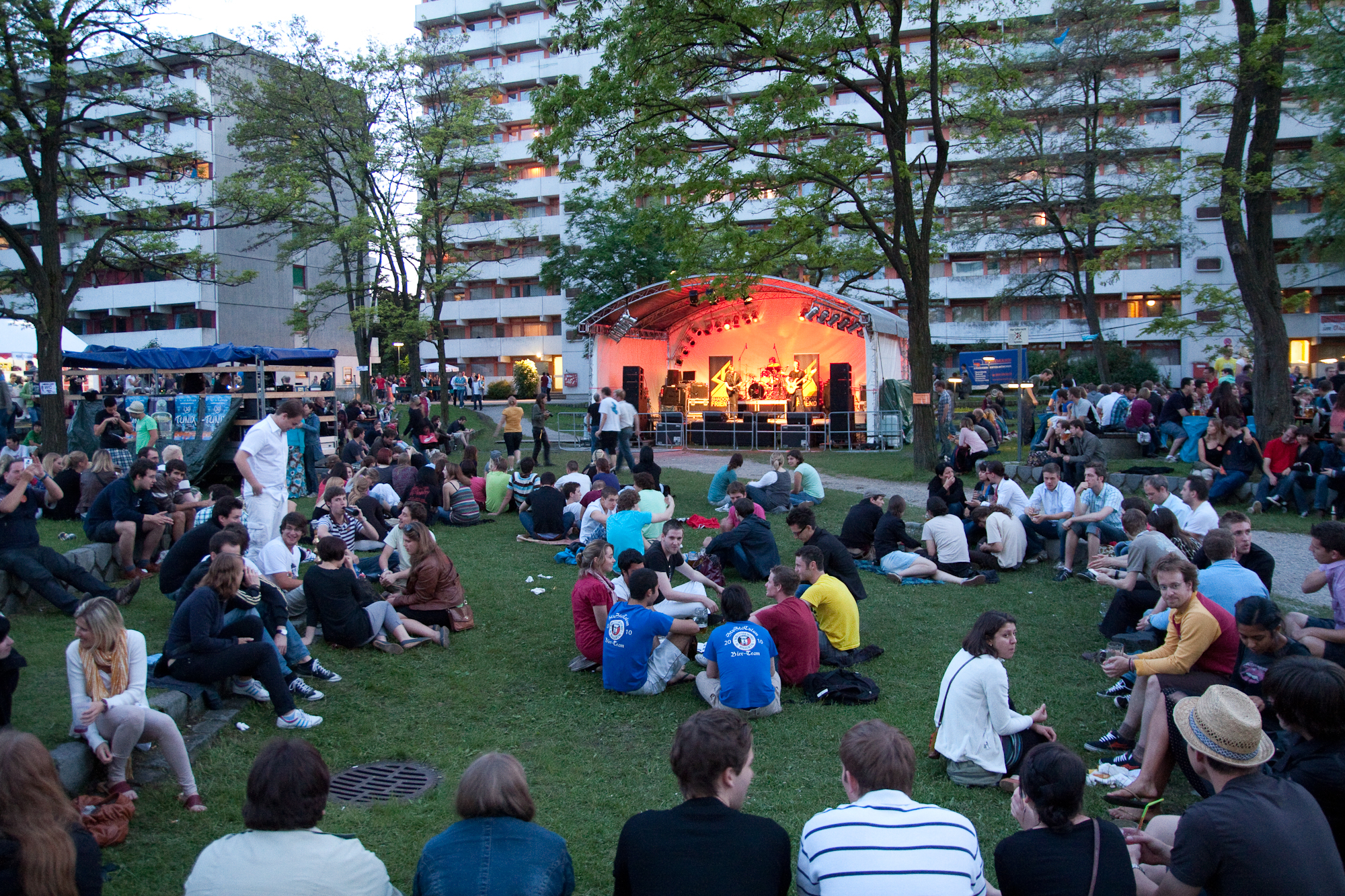

当地闻名的文化活动包括有歌剧节、欧洲舞蹈坊和电影节。
年初，在忏悔节期间会有“市场女贩之舞”，这是在谷物市场举办的忏悔活动；而圣灰日期间还会在玛利亚广场的渔泉旁举办传统的“洗钱包”活动。在2月和3月的圣灰日之后则是“烈性黑啤酒期”（Starkbierzeit），它会通过各种活动来庆祝，例如在诺克赫贝格举行的“每人拿起一粒谷”活动，并且每年都由巴伐利亚广播公司提供转播。
3月，除了圣帕特里克节外，慕尼黑青少年书展也吸引了众多访客，作为一项重要活动，它不仅着重于儿童和青年文学，而且着重于促进阅读。至复活节期间，慕尼黑会在聖週六举办复活节游行。4月则会在特蕾西娅草坪举办迎春节，这是一项民间节日，但规模比著名的慕尼黑啤酒节要小。
文化及家庭节于每年的5月1日在玛利亚广场举行。之后于5月的第一个周末则在慕尼黑的市分区奥开始为期九天的奥年集（五月集市）。自1988年以来，每两年会举办一次新音乐剧的音乐节：慕尼黑双年展。欧洲最大规模的街头溜冰活动——慕尼黑溜冰节于5月至8月间举行。
6月初，德国最大规模的学生音乐和戏剧节——大学生城市节会在慕尼黑的市分区弗莱曼举行。每年6月中旬的周末，在玛利亚广场至音乐厅广场间会举办慕尼黑建城纪念日的庆典。此外，6月还有各种不同的活动：街头生活节、慕尼黑漫画节、慕尼黑国际短片节以及在6月末或7月初举办的德国第二大电影节——慕尼黑电影节。
定址于奥林匹克公园南部的托尔伍德音乐节、歌剧节以及慕尼黑骑行之夜也均在6月和7月举行。
7月的重要活动是克里斯托弗大街纪念日游行、传统的科切尔舞会、慕尼黑仲夏夜之梦、奥林匹克公园夏日庆典、蒂特伦音乐节、慕尼黑夏日剧场，以及7月第三个周日在艺术之家后方日本茶艺馆举行的慕尼黑日本文化节。7月底，第二轮奥年集（雅各比集市）开市，而在慕尼黑王宫的泉庭举办的“贝尔艺术音乐之夏”（Bell’Arte – Musikalischer Sommer）也吸引着众多游客。
至8月的头十天，欧洲舞蹈坊会在慕尼黑的多个地点举行，这是一项国际性的当代舞蹈节。奥林匹克公园的夏日庆典同样会持续至8月，同时这里还会举办利拉路文化及家庭节。每两年则会举办一次针对儿童模拟游戏的“小小慕尼黑”活动。
第二轮街头生活节和慕尼黑户外运动节于9月中旬举行，而慕尼黑啤酒节（十月节）也同时在特蕾西娅草坪拉开帷幕，并会一直持续至10月的第一个星期日。
第三轮为期九天的奥年集（教堂落成纪念集市）从10月中旬开启；至11月会在嘉斯台举办慕尼黑书展。每两年一届的种类戏剧节会在11月至12月举办。降临节的首个星期日之前，托尔伍德冬季音乐节将在特蕾西娅草坪开幕，并一直持续至新年。此外，在将临期期间，慕尼黑各地都会开设圣诞市场（例如玛利亚广场、魏森堡广场等）。

### 饮食
慕尼黑的餐饮业可提供大量特色的巴伐利亚菜肴。白香肠于1857年发明于慕尼黑，可以称为该市最著名的特色菜肴。另外值得一提的还包括有煎肉饼或煎肉饼包、椒鹽卷餅、膝盖甜圈（一种圆形的炸油条）、摄政王大蛋糕以及慕尼黑啤酒等。
巴伐利亚霍夫酒店内的美食餐厅由名厨扬·哈特维希主理，是慕尼黑的全国十佳餐厅之一，当前为米其林三星评级。在《米其林指南2019》中，慕尼黑共有四家餐厅被评为二星，分别为Tantris（汉斯·哈斯主理）、Geisels Werneckhof（中村透主理）、Alois（原多勒米尔餐厅，克里斯托弗·昆茨主理）以及宝马世界内的“食堂”（博比·布罗伊尔主理）。此外，《米其林指南2019》还将另外七家慕尼黑餐厅评为一星。
1994年关闭、原设于马克西米利安广场的“Aubergine”餐厅在埃卡特·维齐希曼的主理下于1980年成为德国首个获评米其林最高三星的餐厅。维齐希曼此前曾在Tantris餐厅（分别于1974年获评一星、1975年获评二星）掌厨，该餐厅至今仍在营业。在海因茨·温克勒的领导下，Tantris于《米其林指南1982》成为德国第二家三星级餐厅。该评级一直持续至1991年温克勒离任。

### 夜生活

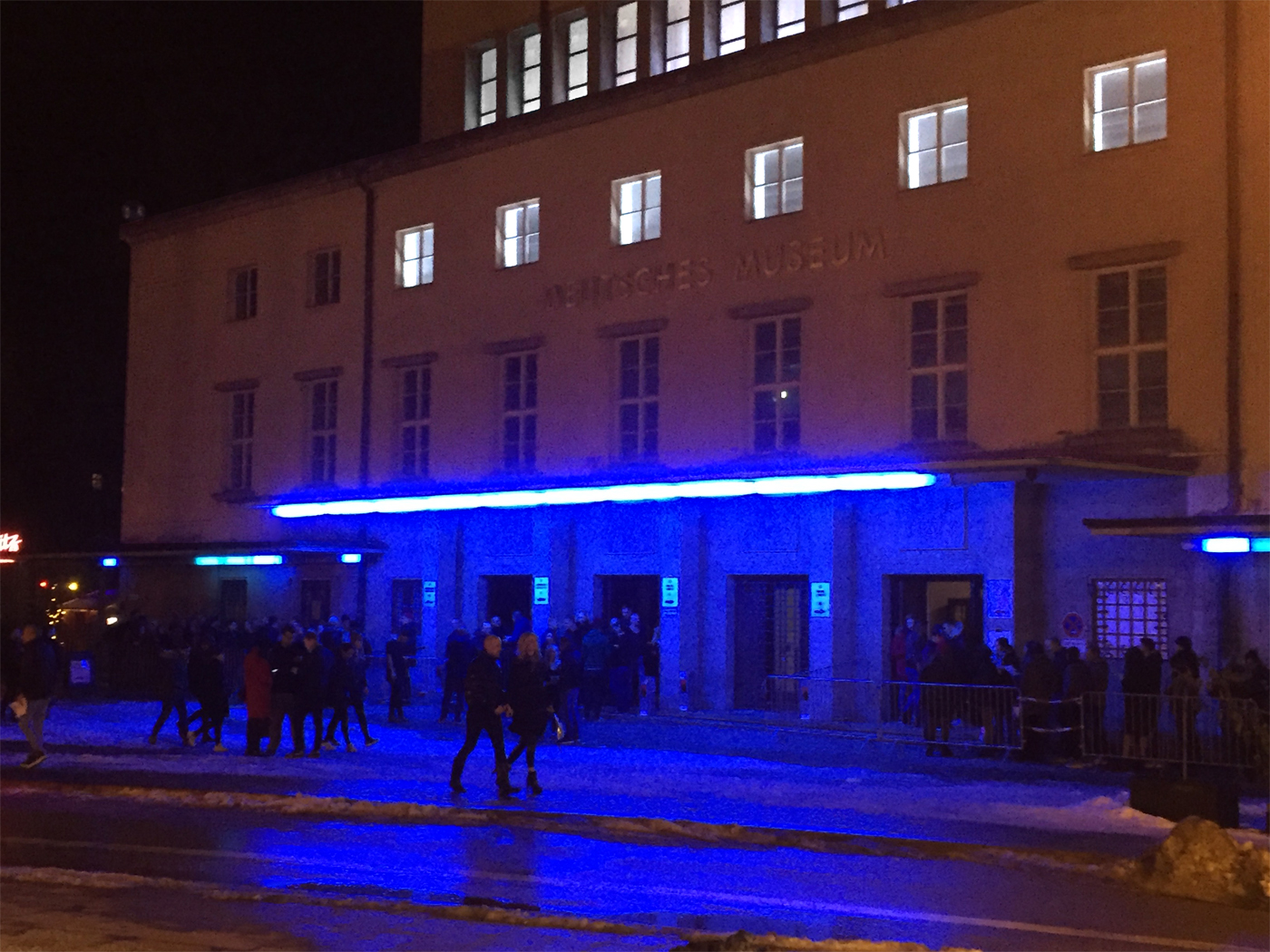

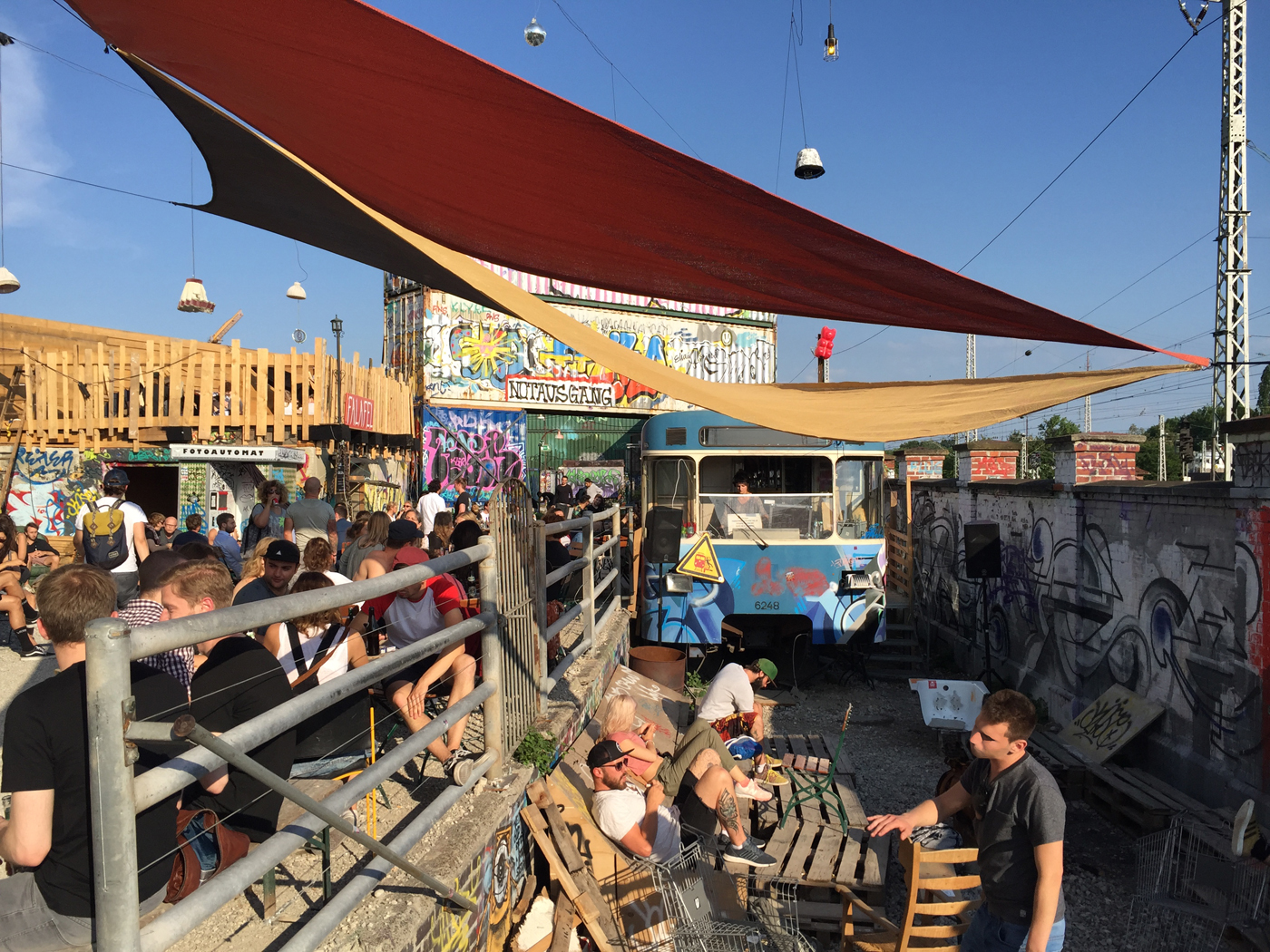

如今，慕尼黑的夜生活主要分布在市中心（老城-莱赫尔）以及马克斯近郊、路德维希近郊-伊萨尔近郊、奥-海德豪森、莱姆畔山、施瓦宾和森德灵等市辖区内进行。在森德灵门至马克西米利安广场间有一条所谓的“欢庆蕉道”（Feierbanane），这是沿阳光街约1.3公里长的非官方聚会区，其特征是夜店、酒吧和餐厅高度集中，并自2000年代中期起成为慕尼黑夜生活的中心。
市辖区路德维希近郊-伊萨尔近郊境内的格特纳广场社区以及磨坊街周边的钟溪社区以众多时尚酒吧而闻名，被视为慕尼黑同性恋文化的中心。马克斯近郊的特点是拥有众多小酒吧，它们尤其受到学生群体的欢迎；而在施瓦宾，则曾以诸如Big Apple、PN、Domicile、Hot Club、Piper Club、Tiffany、Blow Up（德国首家露天迪斯科舞厅）、黄色潜水艇（水下迪斯科舞厅）和施瓦宾7号等传奇夜店而闻名，但在过去的几十年中，随着士紳化的发展，当地的夜生活已大大减少。
1996年开业的东站文化园（2016年后称为文化产业园）原是莱姆畔山慕尼黑东站附近的工业区，经改造后发展成欧洲最大的休闲娱乐区，设有逾30家夜店，对当地夜生活具有举足轻重的意义。在此之前，位于1992年废弃的慕尼黑-里姆机场原址上已开设有一系列国际知名的夜店。
总体而言，由于人们对居住空间的强烈需求以及士绅化的推进，慕尼黑的夜生活正在相对快速地发生变化。享誉国际的夜生活地点除了已经提到的典型场所外，60后和70后常光顾的还有诸如狂妄舞厅、原子咖啡店、巴巴鲁铁克诺俱乐部、超声波俱乐部、KW热电站以及MMA俱乐部。此外，从1995年至2001年，在慕尼黑举办的Union Move有时会成为德国第二大规模的铁克诺巡游，参与人数逾100000人。
时至今日，慕尼黑共提供超过100家夜总会以及数以千计的酒吧和餐厅。

## 经济

### 经济产出
根据一项对比研究（由《经济周刊》杂志、新社会市场经济倡议智库和科隆IW咨询公司进行对比），慕尼黑的经济实力在德国五十大城市中排名第二。而新社会市场经济倡议和《经济周刊》的最新研究结果预测，慕尼黑将成为德国经济最成功的城市。该研究评估了经济和结构指标，例如生产率、总收入、投资、创新、失业率和高素质人才数量。
2016年，慕尼黑在城市范围内创造了1095.71亿欧元的国内生产总值（GDP），在经济产出方面排名德国第三。同年，人均国内生产总值为75186欧元（巴伐利亚州：44215欧元，德国：38180欧元），因此大大高于地区和全国平均水平。2016年，全市经济总量名义增长3.9%。全市于2017年约有1087300人就业。截自2018年12月的失业率为3.4%，高于巴伐利亚州2.7%的平均水平，但低于全国平均水平。慕尼黑是慕尼黑大都市區的中心，其GDP总额约为2830亿欧元。
在2016年的《未来地图集》中，慕尼黑市在德国402个行政县和县级市中排名第二，使其成为“未来机会最多”的地方之一。排名首位的则是与慕尼黑相邻的慕尼黑县。

### 债务

#### 主权债务
自2006年起，慕尼黑市便已能够在没有新增净值贷款的情况下为所有投资措施提供资金。继2005年达到34.14亿欧元的债务峰值之后，截至2017年底，该市已偿还约27亿欧元的借贷（约占79%）。截至12月31日，慕尼黑于2017年的主权债务水平降至7.24亿欧元，其中与主权债务相关的人均债务约为474欧元。

#### 自营企业
州府慕尼黑的自营企业是可开具特别发票的特别基金，但没有自己的法人资格。因此，自营企业的债务由城市承担。慕尼黑有多家负债的自营企业，分别为：
| 企业                         | 债务（单位：百万欧元） |
| ---------------------------- | ---------------------- |
| 慕尼黑废弃物管理公司（AWM）  | 75.8                   |
| 慕尼黑市场                   | 22.0                   |
| 慕尼黑城市排水               | 1038.5                 |
| 慕尼黑室内剧院               | 59.4                   |
| 慕尼黑市信息和通讯技术供应商 | 100.1                  |

AWM和城市排水公司是完全通过收取费用收入来抵债的自营企业。因此，它们永远不会负担主权债务。这一点尤为重要，因为仅慕尼黑城市排水的负债便占慕尼黑总债务的50%以上。没有负债的自营企业则包括有慕尼黑公共事业公司和社会住房救济公司。

### 展览及会议

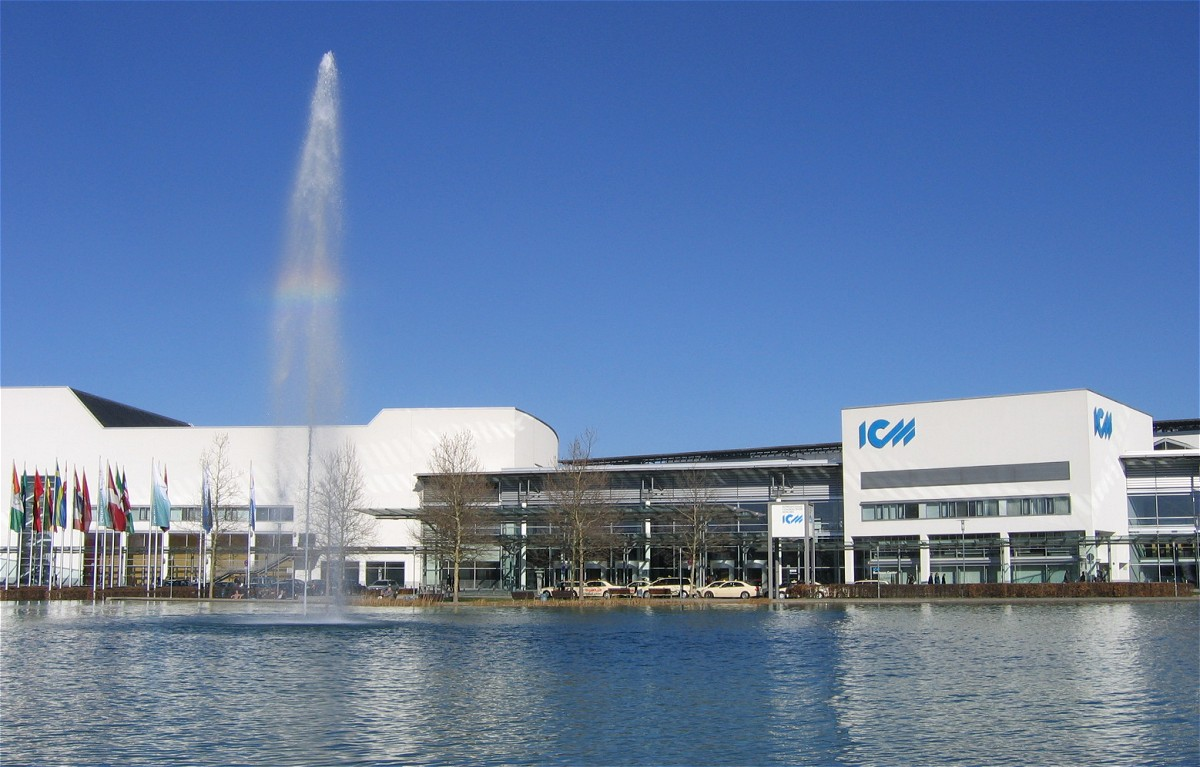
慕尼黑国际会议中心

除汉诺威、法兰克福、科隆和杜塞尔多夫之外，德国拥有最大展厅展览能力的展览会也位于慕尼黑。慕尼黑是重要的展览会举办地，尤其是由慕尼黑展览会所经营的慕尼黑展览会馆。自2011年以来，慕尼黑展览会还将慕尼黑国际会议中心（ICM）和慕尼黑活动中心（MOC）均用作慕尼黑展览会场馆。
慕尼黑有超过500个的活动场所可为各种大会、研讨会和座谈会提供框架：从奥林匹克公园到啤酒馆，还有许多会议酒店，以及诸如王宫、宁芬堡宫或德意志博物馆这样的可出租场地。其它重要的会议场地还包括老大会堂和骑马厅。

### 旅游
该市的名胜古迹和购物设施以及展览和会议吸引了众多游客和商务客。《國家地理旅行者》的专业评委在2008年全球110个最佳历史景点的排名中将慕尼黑排在第30位。
2009年，在慕尼黑过夜的访客数量增至990万（增加0.6%），其中的440万来自国外（较2008年减少3%）。美国人是最大的旅游团体，过夜住宿为59.7万人次（减少2.4%），其次是意大利人（51.8万）和英国人（34.1万）。慕尼黑的一项特点是在夏季会迎接大量来自海湾地区的阿拉伯游客（过夜人次27.1万），他们不仅在内城购物，还通常会在停留期间前往医院接受医疗服务。根据旅游局的数据，2011年共有来自海湾国家的102000名游客在慕尼黑度假。2016年，慕尼黑以近525万外国游客的数量而成为全球到访量第23大的城市，并位居德国第一。同年，游客共创造了53亿美元的收入。大多数外国游客来自欧洲、亚洲和美国。据德新社于2019年报道的收益为“一年约80亿欧元的可观收入”。2019年，慕尼黑在游客密度方面（按居民数计）位居全球第11位，在签证申请公司“Offiziell Esta”中是排名最高的德国城市。

### 零售

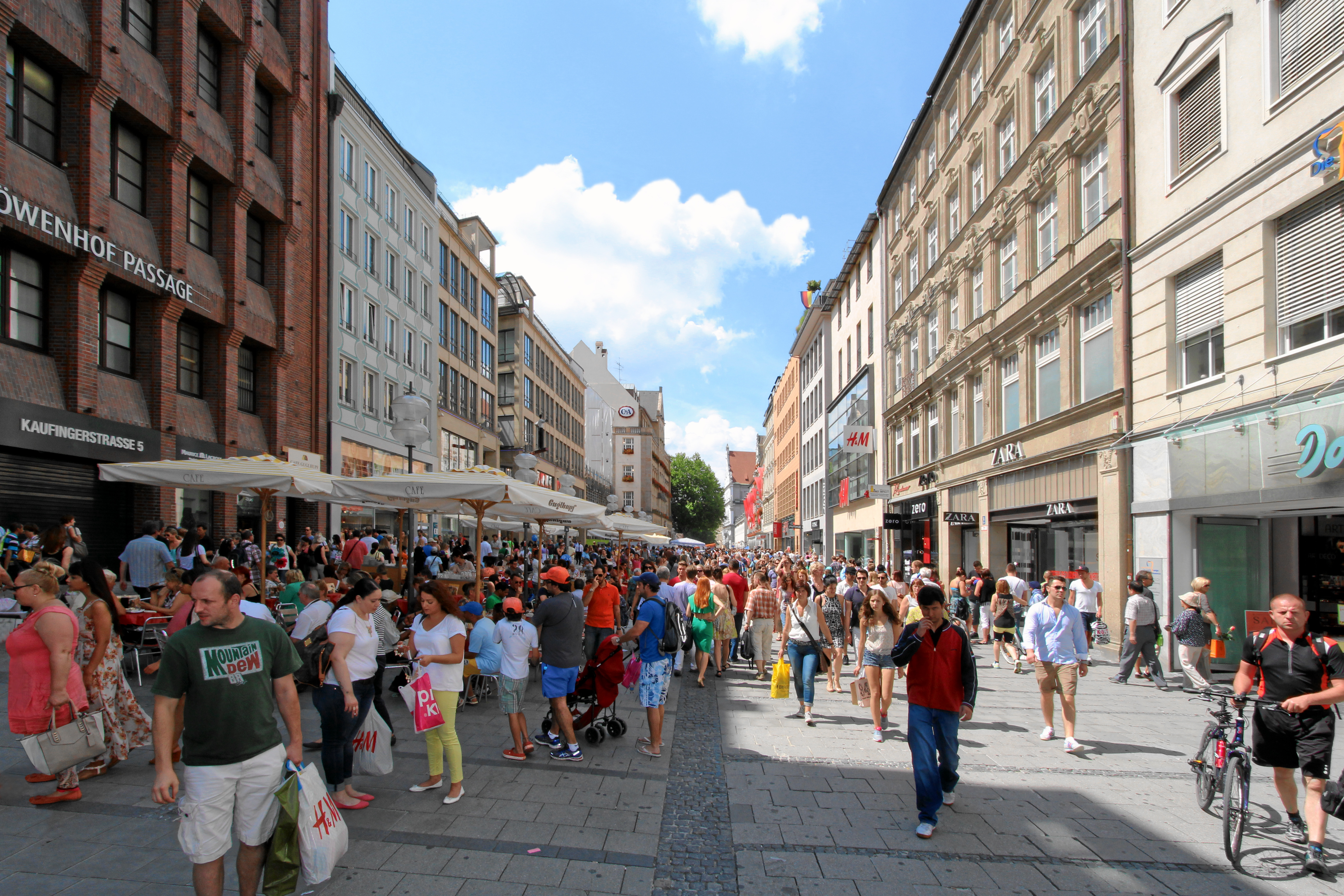
考芬格街是慕尼黑最著名的购物街之一

慕尼黑的零售业是多种多样的。从廉价类别到奢侈类别，所有类别均有涵盖。在德国最繁忙的五大购物街中，慕尼黑有诺伊豪森街和考芬格街成为入围的两个代表。根据仲量联行的一项调查，诺伊豪森街的繁忙程度位居德国第二，为每小时13515人次，仅次于每小时14265人次的科隆希尔德巷。在法兰克福的采尔大街（13035人次）之后，考芬格街则以每小时12975人次的人流量排名第四。慕尼黑的这两条街均处于中低价格类别。利奥波德街与霍亨索伦街共同构成了“施瓦宾之T”（Schwabinger T），租金高达每平方米105欧元。许多国际知名公司——特别是来自时装和珠宝业的品牌，都汇集在马克西米利安街上，使其成为一条精致的购物街。较大型的购物中心则包括有：欧洲工业园、奥林匹克购物中心、佩拉赫购物大道和五庭。

### 产业

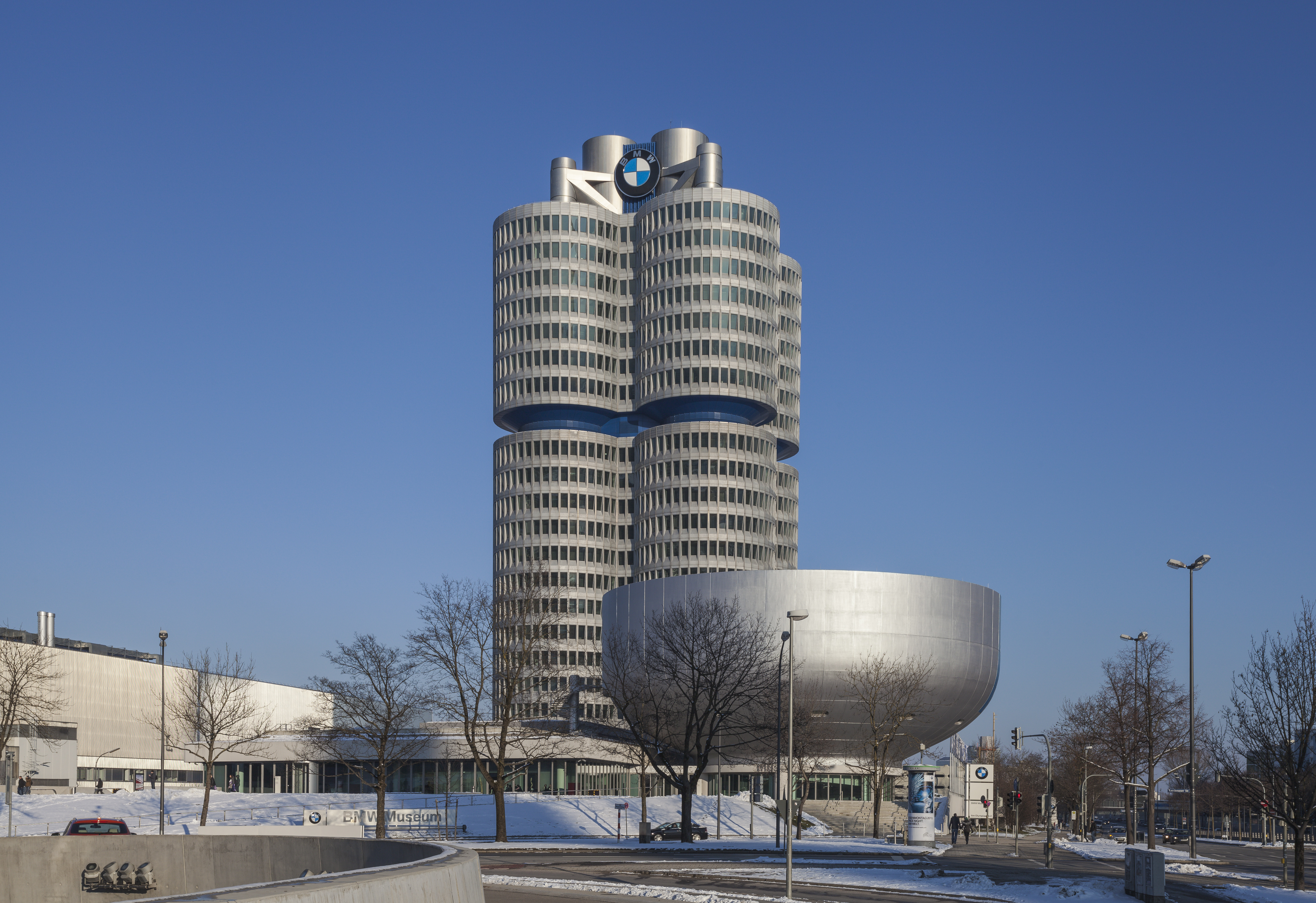
BMW总部的四汽缸大厦及BMW博物館

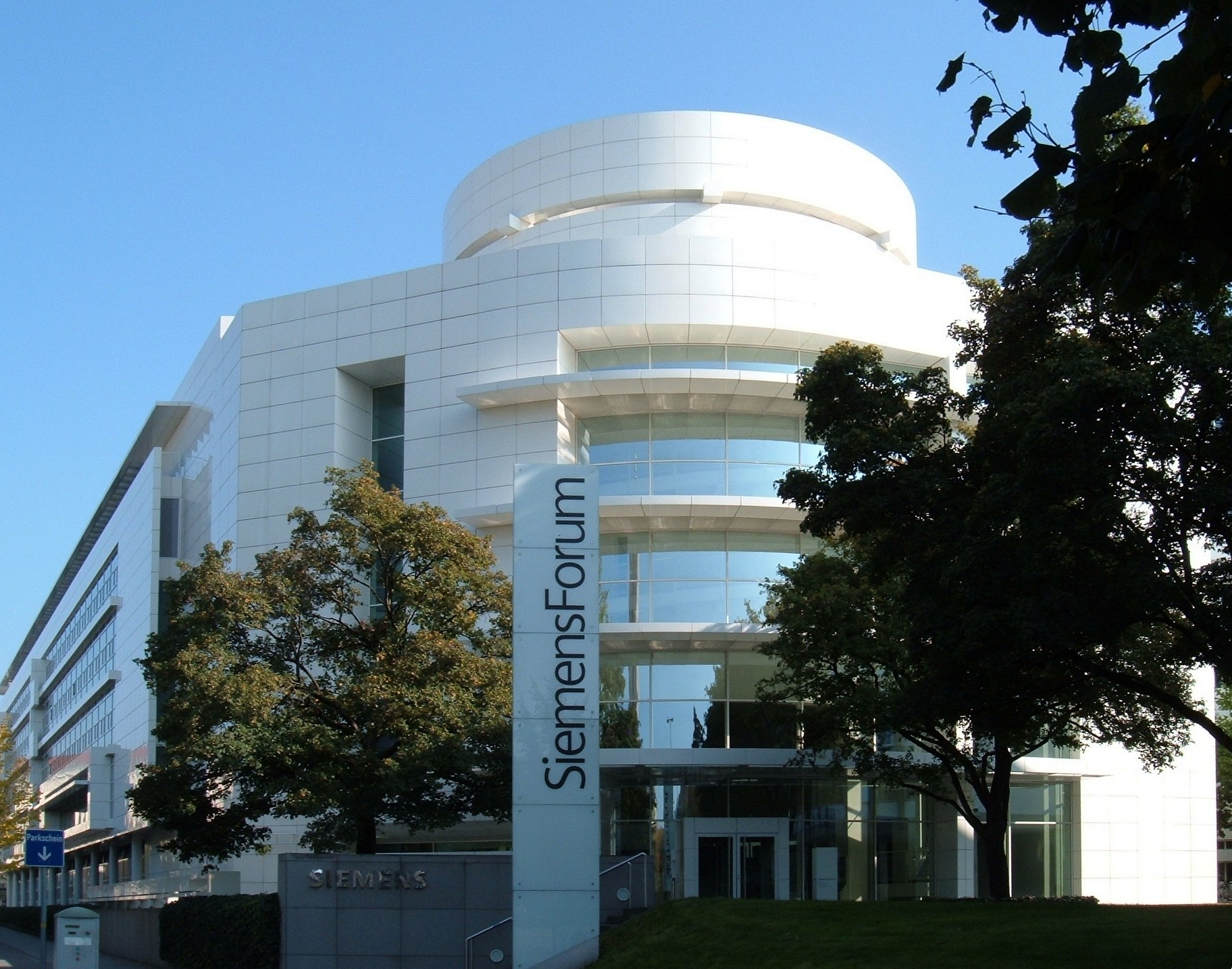

慕尼黑及其周边地区云集了大量企业的总部。特别是在第二次世界大战之后，许多公司都将其总部从柏林或东德迁至慕尼黑。慕尼黑最重要的经济产业是旅游、汽车与机械工程、电气工程以及软件和IT产业。高密度的IT企业也使慕尼黑获得了“伊萨尔河谷”（参照硅谷）的绰号。慕尼黑还是德国重要的金融场所和保险中心，以及重要的生物技术中心——但该领域却集中在已属邻镇管辖普拉内格的马丁沼地内。物流企业则多坐落于阿拉赫的樱桃街工业用地内，工业企业克劳斯-玛菲也位于此。在新兴产业方面，最为著名的企业是弗利克斯巴士。
2009年，慕尼黑在财富世界500强的所在城市中排名全球第八。在德国DAX指数的30大成分股中，有安联、BMW、慕尼黑再保险、西门子以及自2019年9月加入的MTU航空发动机等共五家企业将总部设在慕尼黑。后者在这项统计中排名首位，领先于拥有三家DAX公司的埃森。事实上，DAX成分股中的英飞凌和微尔卡也分别位于城郊的市镇新比贝格和阿施海姆。尽管经历多次并购，但自2018年以来，出自普拉赫的林德集团也继续出现在DAX指数中。猛狮集团的企业总部也设于慕尼黑的阿拉赫；但该公司自2012年9月起已退出DAX指数。在德国MDAX指数的60家中型公司，则有11家位于慕尼黑。在全球最重要的金融中心排名中，慕尼黑位居第35（截至2018年）。

## 传媒
慕尼黑在全德具有重要的传媒地位。除纽约之外，全球大多数的出版社都位于慕尼黑。电视和电影业在这座城市及其周边地区也具有很强的代表性（电视行业于下弗灵，电影行业于格林瓦尔德的盖塞尔加斯泰格）。此外，拥有康斯坦丁影业、巴伐利亚影业和其它制片公司的慕尼黑也是全球领先的电影城市之一。

### 出版社
慕尼黑拥有约250家出版社，是印刷传媒的重要地点（例如胡贝特·布尔达传媒、南德意志出版社、IDG传媒）。继纽约市之后，州府慕尼黑也被誉为世界领先的书刊出版城市。
在慕尼黑可以找到以下出版商：德国平装书出版社、朗根沙伊特出版社、邦妮、C·H·贝克出版社、卡尔·汉泽尔出版社、德勒默·克瑙尔、愛思唯爾、格雷费及翁泽尔、奥尔登堡出版社、皮珀出版社、普雷斯特尔出版社、兰登书屋出版集团、安铁·昆斯特曼出版社。

### 日报
除了全国性的《南德意志报》之外，《Tz报》、《慕尼黑水星报》和《慕尼黑晚报》都是当地重要的报刊。而《图片报》也辟有慕尼黑的地方板块。

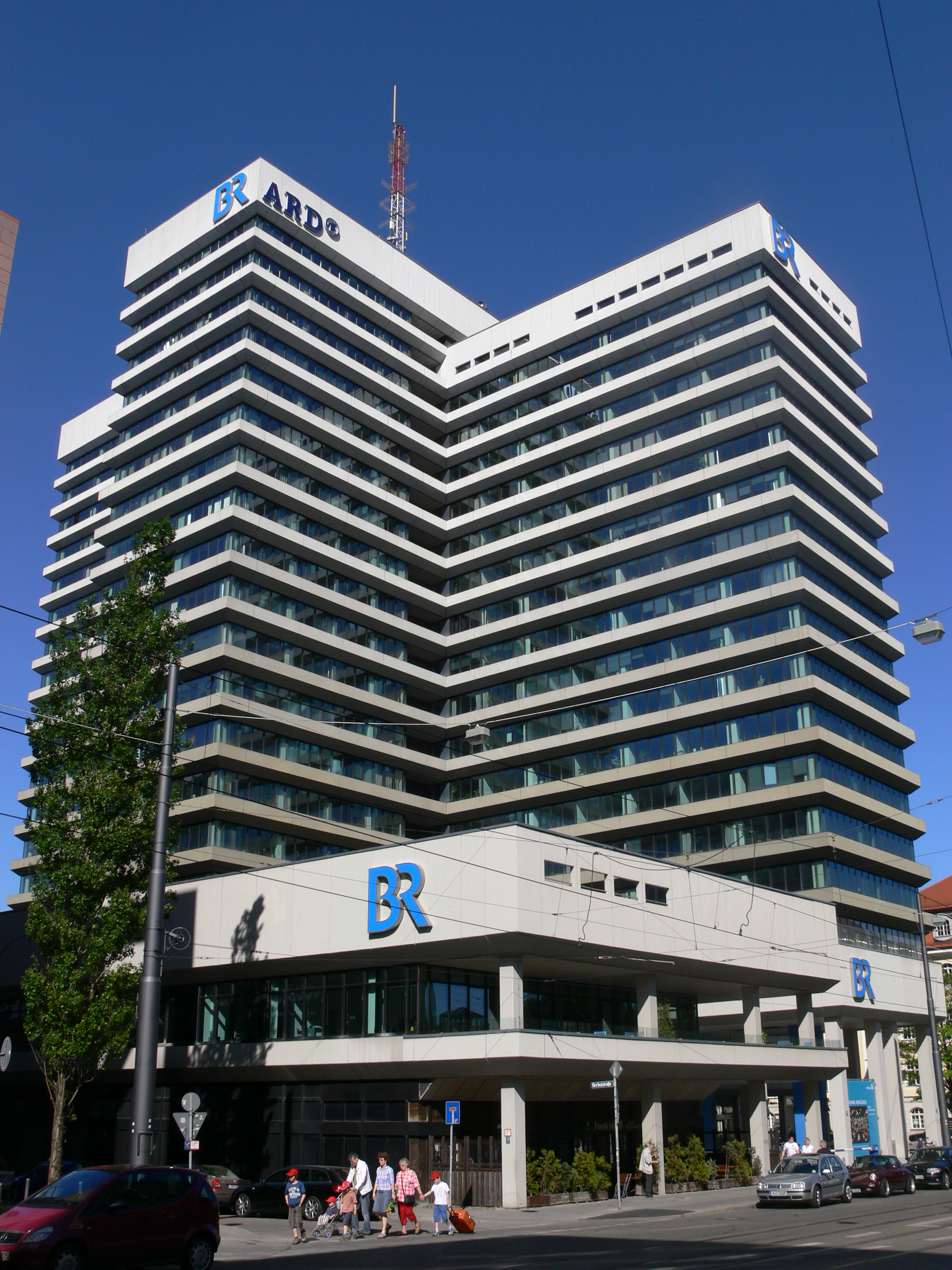
巴伐利亞廣播公司总部

### 电视及广播
慕尼黑是巴伐利亞廣播公司的所在地，也是德國公共廣播聯盟合作电视台——德国电视一台、德国电视二台在巴伐利亚州的演播室所在地。慕尼黑及其周边地区也有许多私营电视和广播运营商，例如RTL二台、专业七台卫星一台传媒（专业七台、卫星一台、有线一台）、慕尼黑电视集团、德国体育一台、德国天空电视台和慕尼黑电视台。慕尼黑有两家全国性的私营广播电台：巴伐利亚天线和egoFM，以及五家本地广播电台：Gong广播96.3、阿拉贝拉广播105.2、慕尼黑能量、95.5查理瓦力和Radio2day 89.0。

### 传媒教育
路德维希·马克西米利安-慕尼黑大学提供各种与传媒相关的课程，例如传媒信息学和传播学。德国新闻学院可对慕尼黑所有媒体的记者进行培训。慕尼黑電視與電影大學则培育未来的制片人，其中的许多人毕业后还将服务于电视和广播行业。此外，慕尼黑的报刊、电视台和广播电台也都为未来的媒体从业者提供实习培训。

## 基础设施

### 广播及电视传输

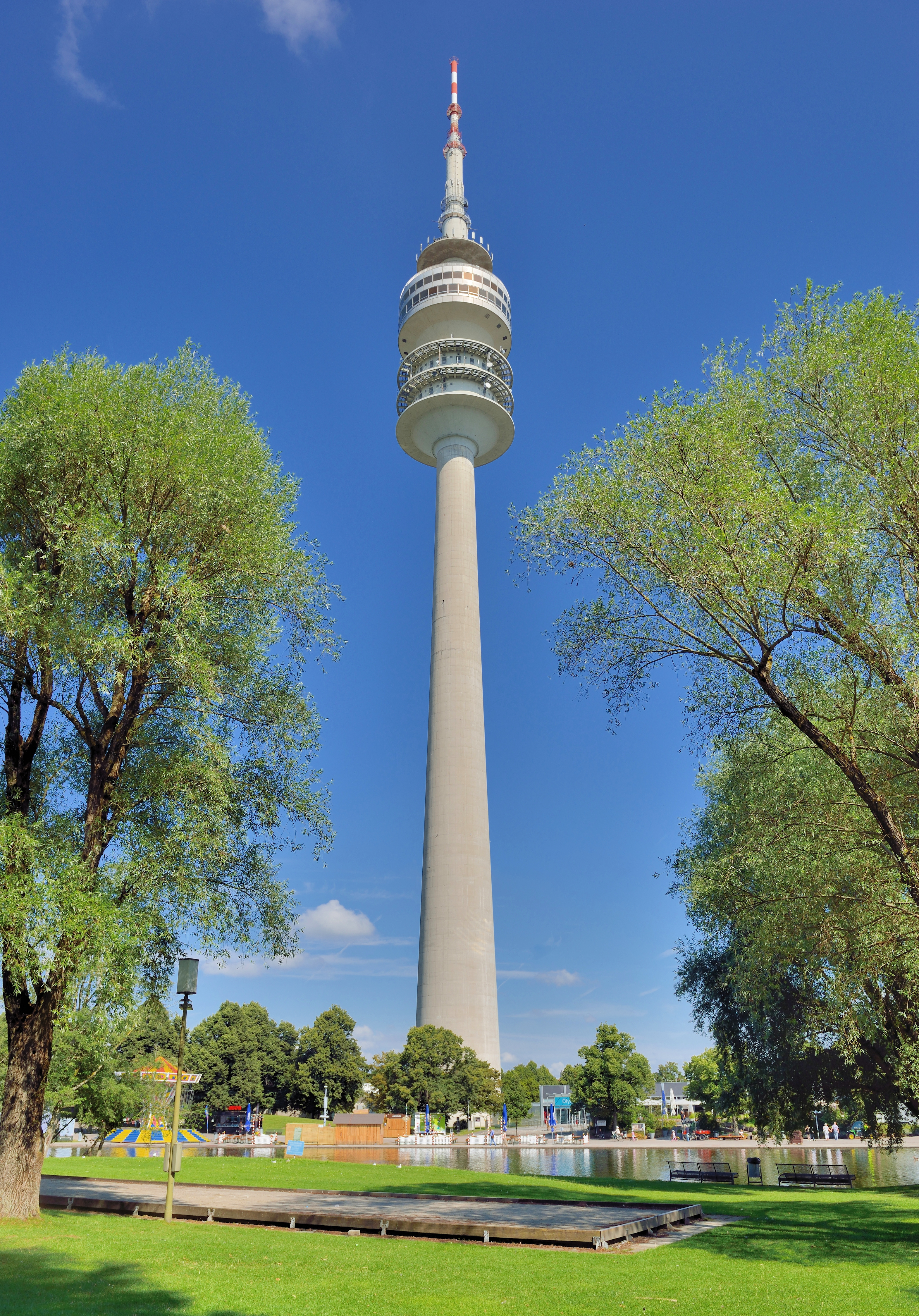
奧林匹克塔

2005年，慕尼黑确立了通过天线（DVB-T）接收的数码广播传输。发射器安装在奧林匹克塔上，那里也会发射一些调频广播。在慕尼黑县则设有伊斯马宁发射台，用于传输巴伐利亚广播公司的慕尼黑本地窗口。此外，在布鲁滕堡街还设有慕尼黑邮政管理局电信发射塔，主要传输egoFM的广播。但由于发射功率抵，其信号的极限只能到达城市边缘。
距离慕尼黑仅65公里远的文德尔施泰因山上设有文德尔施泰因发射台，主要为城市的南部地区传输信号。另有三种例外值得一提：楚格峰发射台、罗森海姆附近的霍赫里斯发射台以及埃伯斯贝格附近的伊森发射台。它们还为慕尼黑提供私人广播节目。
由于慕尼黑地处阿尔卑斯山前的优越地理位置，因此巴伐利亚和奥地利山峰上的几个发射台也可以为该市提供广播节目，例如格林滕山发射台和霍恩派森贝格发射台等。萨尔茨堡附近的盖斯贝格山发射台可以确保奥地利广播集团（ORF）广播的顺利接收，加之位于蒂罗尔的萨尔费峰发射站和楚格峰上的ORF发射站，整个慕尼黑范围内都可轻易听到奥地利邻国的广播节目。

### 电力、自来水及气体供应
慕尼黑公共事业公司（SMW）是德国最大的市政服务供应商之一，也是德国最大的能源供应商之一。其唯一的股东是州府慕尼黑。

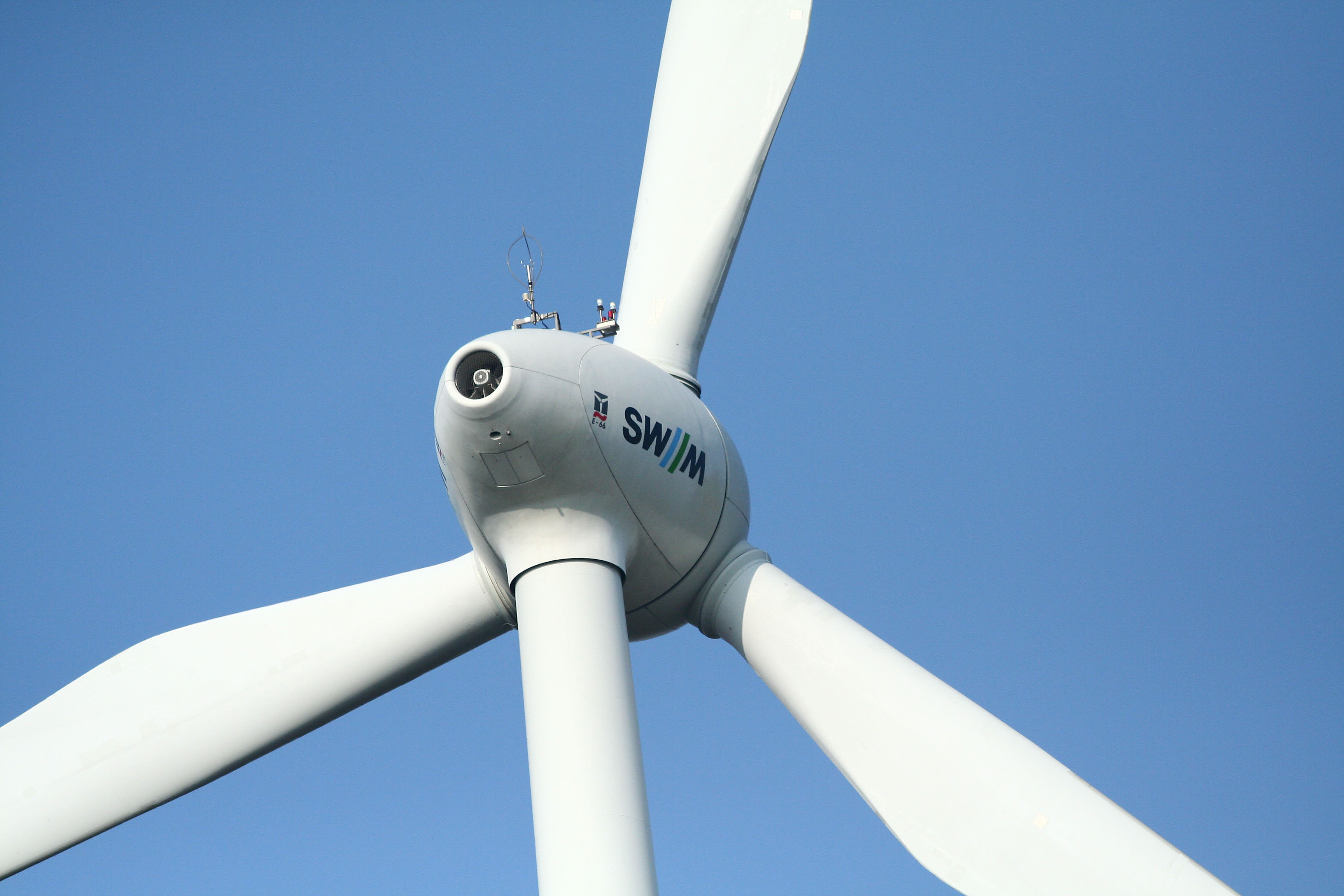
SWM设于上的

SMW以“M电力”（M-Strom）的名义向私人和商业客户出售电力。SWM在慕尼黑市和慕尼黑地区运营有十二家水电站、若干可再生能源电站，以及南部、北部和弗莱曼三家热电站，其中约70%的电力是通过热电联产产生。SWM及其关联公司还持有伊萨尔2号核电站25%的股权。
作为欧洲联合网络的一部分，SMW为客户供应天然气。也可以使用独立的地下贮存设施。SWM在慕尼黑设有八个天然气加气站，并在那里提供可再生的生物沼气加气。
SWM利用其热电站和供热站进行集中供暖，分布逾800公里长的蒸汽和热水网络与大型建筑及入户相连，并可用于暖气和制备温水。通过抽取融积在地下结构中的地下水，还可以利用管道网络以环保的方式为工业客户提供集中冷却。然后，略微变暖的地下水再被馈送回地下水流。
慕尼黑的饮用水来自曼格法尔河谷上游、奥伯劳附近的洛伊薩赫河以及慕尼黑砾石平原，并在当地通过供水管线流入慕尼黑的供水网络。“有机农民”组织还倡议在水源地推广有机耕作。
污水处理由慕尼黑城市排水工程局负责。

### 废物处理
慕尼黑废弃物管理公司（AWM）是位于莫萨赫区的垃圾处理企业。作为自营企业，它专职负责废弃物处理，并且是德国最大的市政废物处理公司。

### 运输

#### 航空运输

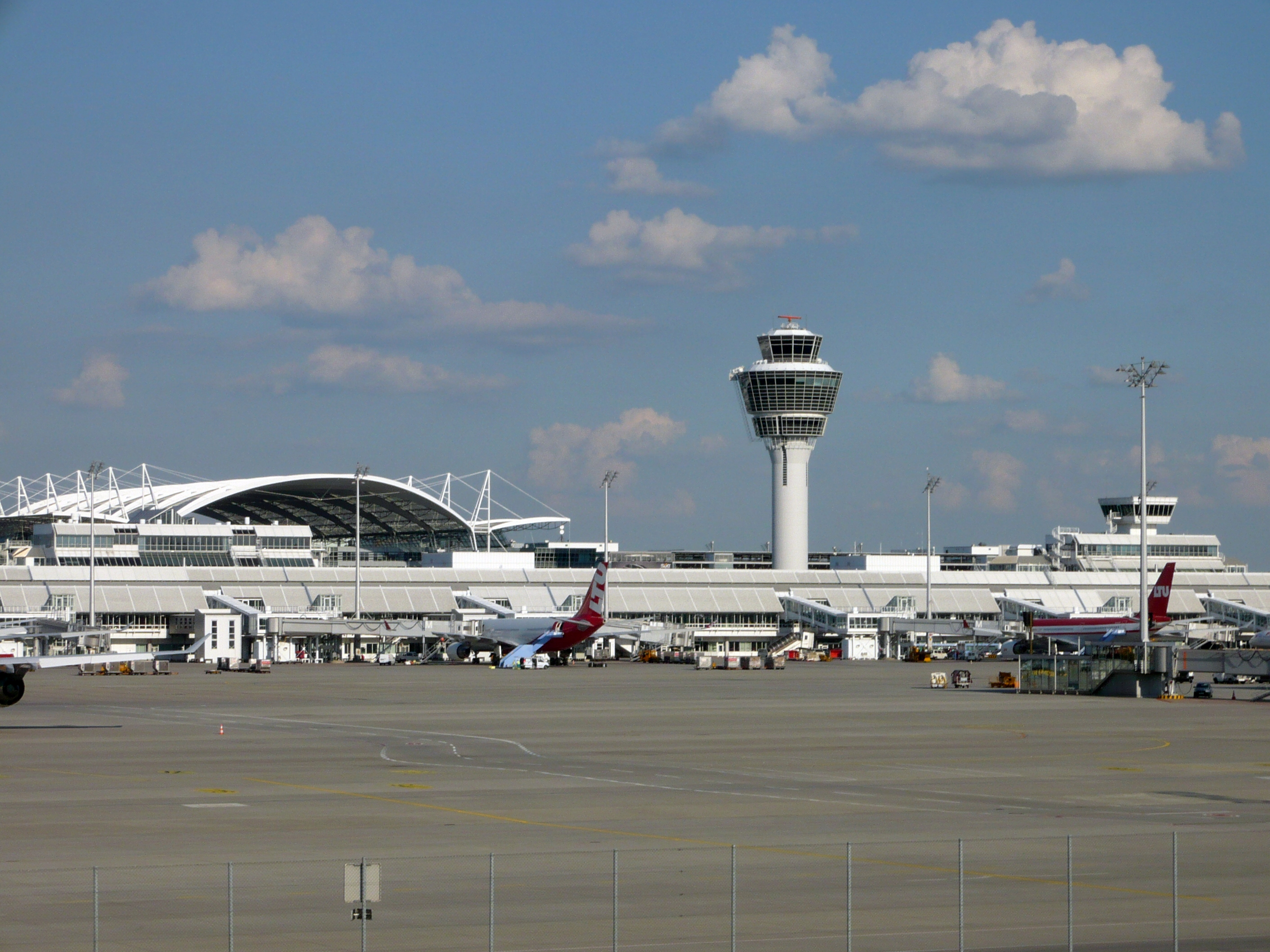
慕尼黑机场

慕尼黑机场位于市中心东北约29公里处的埃尔丁沼泽，是德国第二大及欧洲第七大机场，2018年的旅客量逾4600万人次。自汉莎航空决定将慕尼黑作为继法兰克福之后的第二枢纽以来，该机场与国际上的联系日益紧密，有超过25架远程客机驻扎于此。汉莎航空在慕尼黑的洲际网络比其它任何德国机场都要广泛。机场可以通过A92号高速公路抵达；在公共交通方面则有快铁S1线和S8线连接机场至慕尼黑内城。
慕尼黑周边的其它机场还有供通用航空使用、但部分受限的上普法芬霍芬飞行场和施莱斯海姆飞行场。此外，瑞安航空也会将距慕尼黑90公里外的梅明根机场称作“慕尼黑西部机场”。

#### 铁路运输

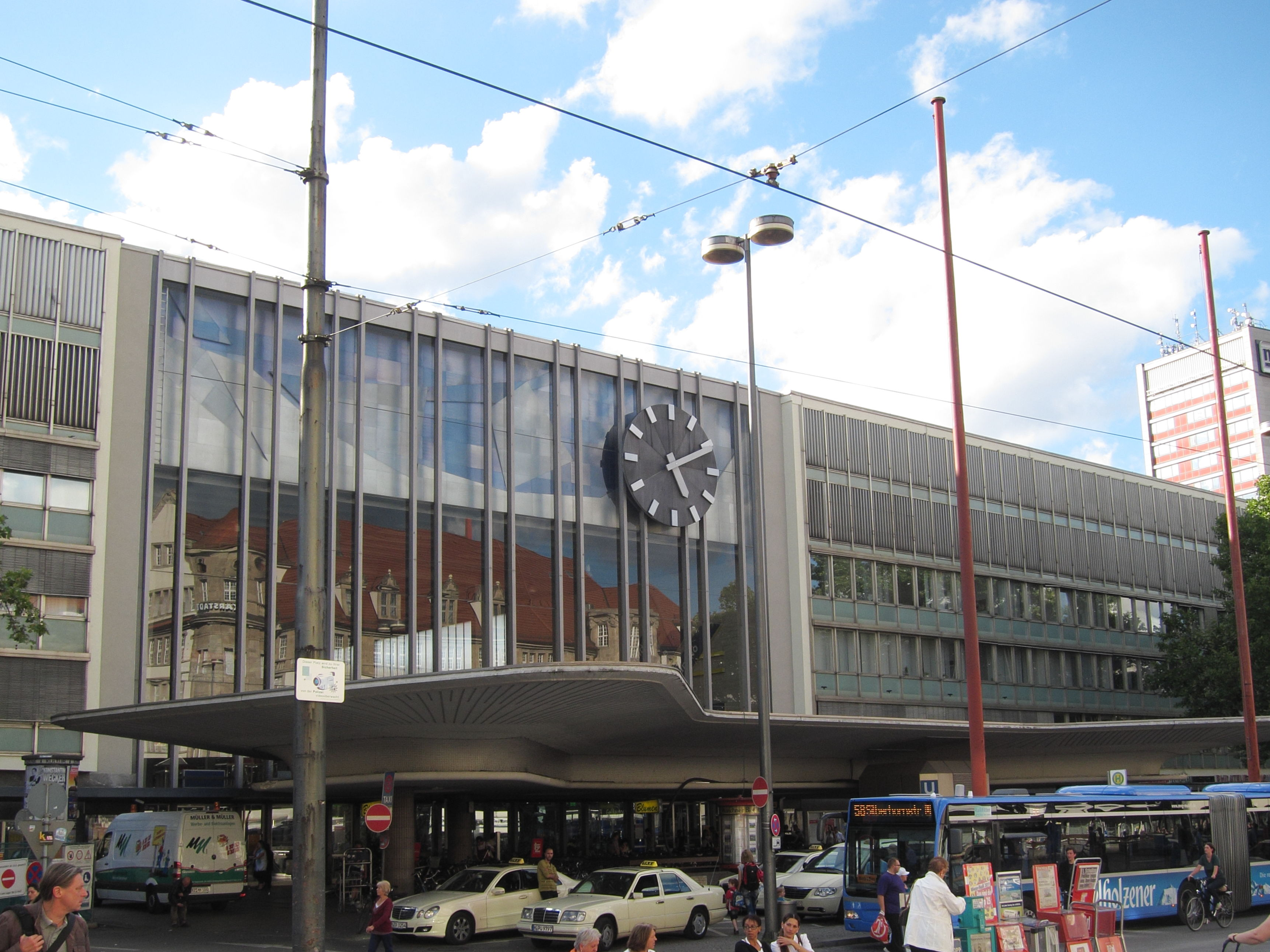
慕尼黑火车总站

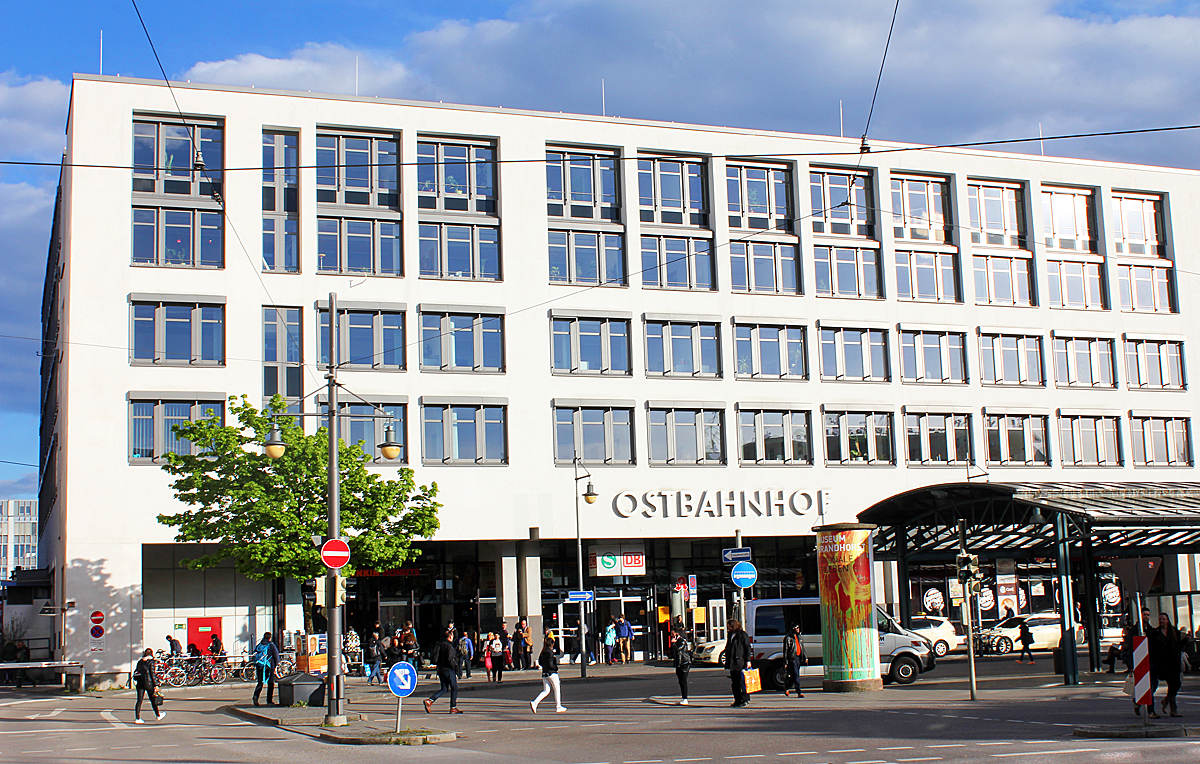
慕尼黑东站

慕尼黑通过铁路与国际铁路网络紧密相连，从这里可以直接通往德国和欧洲的主要城市（部分为夜间列车）。除了位列德国铁路一等站的火车总站和慕尼黑东站外，慕尼黑市内还有另外一个重要的长途车站，即慕尼黑-帕辛站（二等站）。慕尼黑的7座三等站则分别为萊姆站、鹿园站、多納斯貝格橋站、哈克桥站、卡尔广场站、玛利亚广场站和吉辛站。此外，还有大量被德铁车站服务归类为四等和五等的车站。铁路货运主要使用慕尼黑北编组站。
长途客运
以下长途客运路线经停或从慕尼黑火车总站始发：
- TGV 83：慕尼黑 － 奥格斯堡 － 斯图加特 － 卡尔斯鲁厄 － 斯特拉斯堡 － 巴黎
- ICE 11：柏林 － 法兰克福 － 慕尼黑 － 因斯布鲁克
- ICE 25：汉堡 － 纽伦堡 － 慕尼黑 － 加米施-帕滕基兴
- ICE 28：慕尼黑 － 奥格斯堡 － 纽伦堡 － 莱比锡 － 柏林
- ICE 41：慕尼黑 － 纽伦堡 － 维尔茨堡 － 法兰克福
- ICE 42：慕尼黑 － 斯图加特 － 法兰克福 － 科隆 － 多特蒙德 － 汉堡
- RJ 90：慕尼黑 － 萨尔茨堡 － 维也纳 － 布达佩斯
- EC 88：慕尼黑 － 林道 － 苏黎世
- EC 89：慕尼黑 － 因斯布鲁克 － 维罗纳 － 博洛尼亚

夜间列车
夜间列车主要提供至以下城市的直通路线：
- 博洛尼亚 － 佛罗伦萨 － 罗马
- 维罗纳 － 威尼斯
- 不来梅 － 汉堡
- 柏林
- 维也纳 － 布达佩斯
- 卢布尔雅那 － 萨格勒布/里耶卡

#### 长途巴士运输

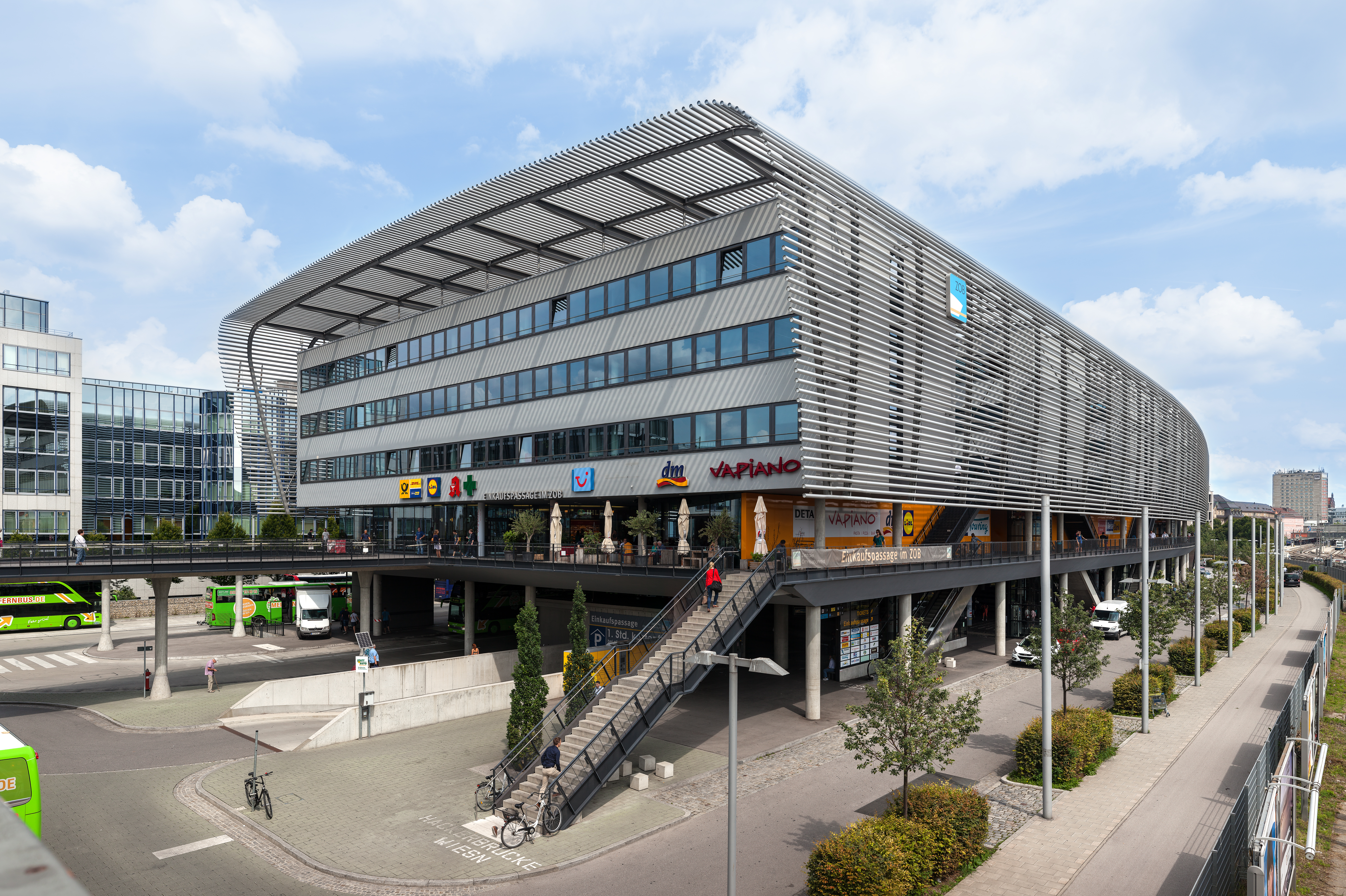
从哈克桥展望ZOB（2014年）

慕尼黑长途汽车总站（ZOB）是巴士和铁路在国内和国际运输中的重要转运枢纽。ZOB的新大楼位于哈克桥的中央，于2009年9月11日启用。由于其紧邻快铁站哈克桥站，因此ZOB提供了从慕尼黑周边地区至慕尼黑机场间的最佳连接。与其旧址一样，慕尼黑火车总站同样位于附近。

#### 公共短途客运

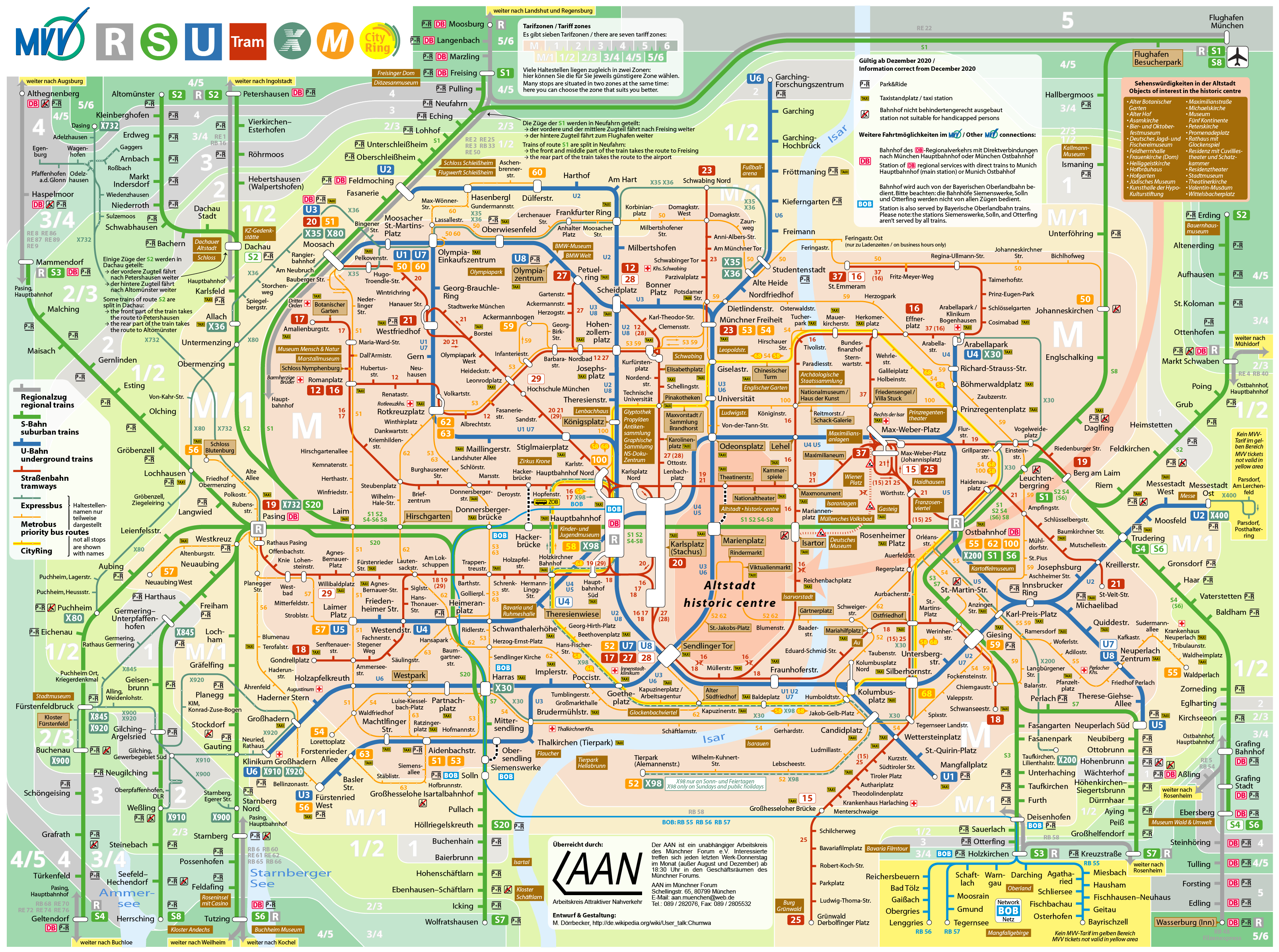
MVV含捷运巴士路线的网络图

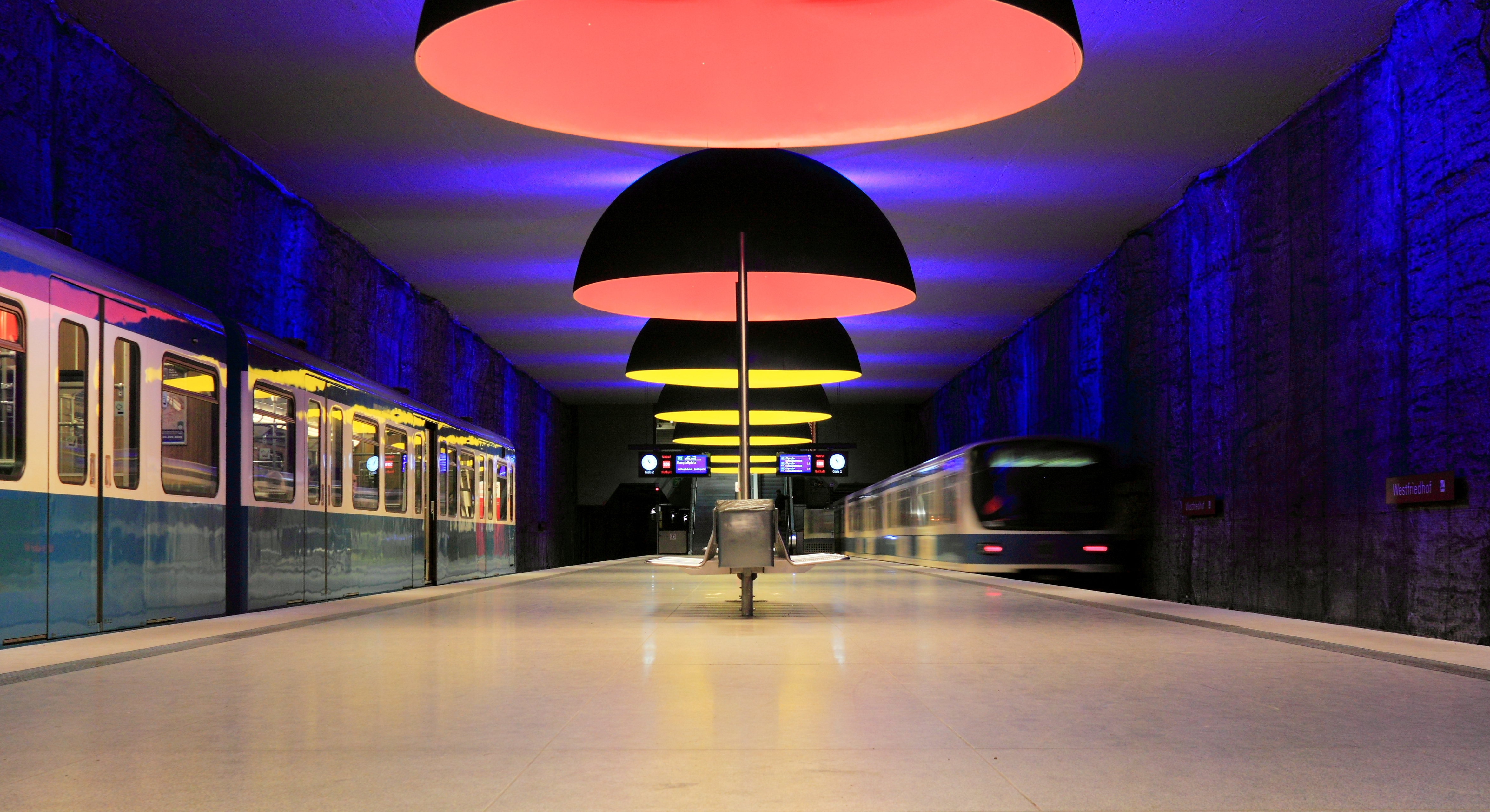
地铁西部陵园站

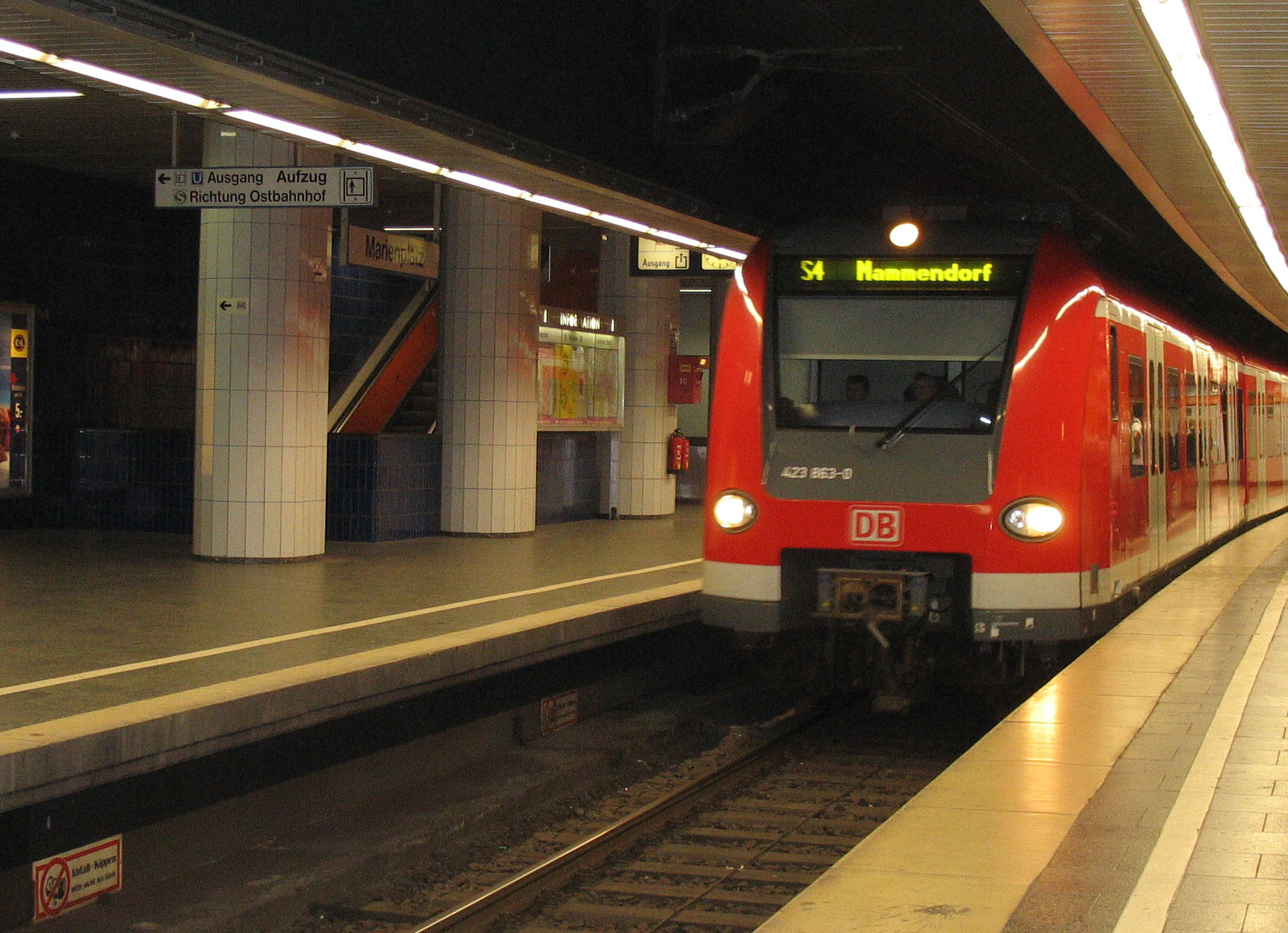
快铁玛利亚广场站

在公共短途客运方面，慕尼黑快铁运营着由八条城市快铁路线组成的网络，其中所有主要路线在内城的路段都被集成至一条中央主线隧道内。为了减轻对技术上仍然可行的繁忙隧道的负荷，当局正在筹备新建一条平行的第二主线铁路。第二主线铁路有望在2028年投入运营。而计划中的快铁机场快线将提供每半小时一班的发车间隔，从火车总站至机场需要30分钟，较以往缩短10分钟。
作为切线连接的补充方案，当局正在讨论建造慕尼黑环线铁路。根据2019年的可行性研究报告，至2026年，从卡尔斯费尔德至欧洲工业园间的部分北环路段可能实现快铁通勤。
慕尼黑公共事业公司的子公司——慕尼黑交通公司（MVG）运营着8条地铁线、13条有轨电车线和约有75条路线的广泛巴士网络（截至2018年6月）。从1948年至1966年，慕尼黑无轨电车也曾在市内运行。
巴士网络中有大约63%的运力都外包予私营合作伙伴经营。慕尼黑的地铁网络则有95公里长，年载客量约4.1亿人次。MVG的年运送旅客量约5.85亿人次。
慕尼黑的所有公共交通都在慕尼黑交通及资费集团所制定的资费框架下运营。

#### 道路运输

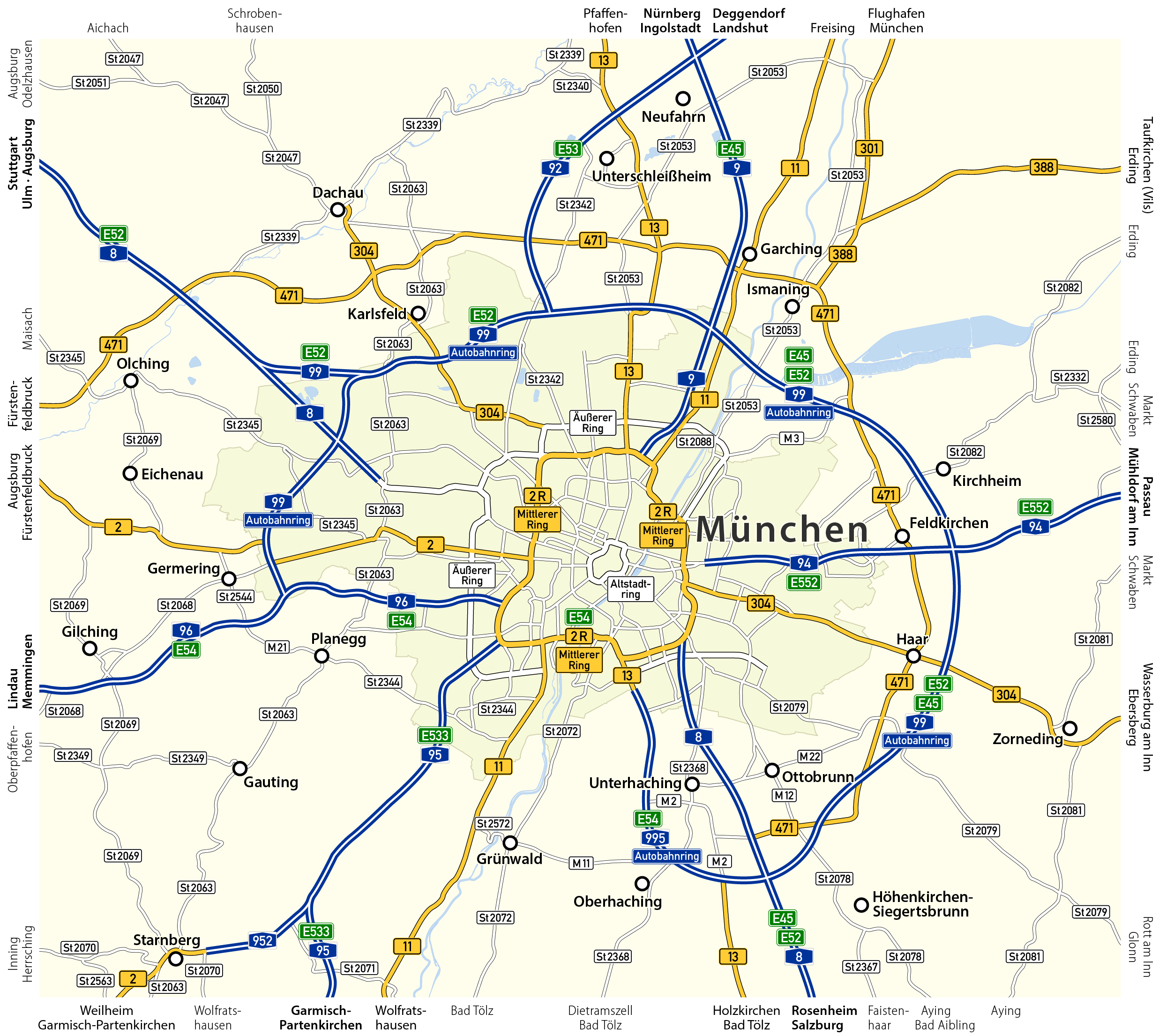
高速公路和

慕尼黑拥有多项交通流量纪录。在1960年代，斯塔修斯是欧洲最繁忙的十字路口。如今，多纳斯贝格桥站则被视为欧洲最繁忙的公路桥。市内有超过5000条街道和广场以及逾1100组信号灯。慕尼黑大部分的塑料微粒污染都来自道路运输中的轮胎磨损，其中相当多的比例都未经过滤便被冲入伊萨尔河内。尽管该市正在努力扩大汽车替代品的范围，为骑自行车的人提供更好的条件和更便利的公共交通，但截至2016年底，慕尼黑机动车管理局仍创造了超过700000辆新登记汽车的新高。同时，慕尼黑的交通堵塞时长比德国其它任何城市都要多得多，2017年全年为51小时。2019年5月，市议会决定拆除夫琅和费街沿街的停车位，并将其替换为單車徑。
由于长期盛行的城市中心主义，慕尼黑的道路网络因规划不善而遭受损失。尤其是如果新兴的通往意大利的旅游运输不再在该市停留而是绕开，该市担心会造成经济损失。因此，战前一直使用的慕尼黑高速公路环线并没有在1950年代迅速恢复。作为替代，中环公路（德国2号环线联邦公路）始建于1960年代。而城市周边的环线高速公路——德国99号高速公路，至今也尚未完全关闭。此外，共有七条联邦公路贯穿慕尼黑，其中471号联邦公路在很大程度上与如今的环线高速相平行。
慕尼黑自2008年10月1日起设立低排放區。它覆盖了中环公路以内的所有街道。中环公路本身则未被纳入低排放区，以避免对交通流量产生不利影响。仅持有悬浮粒子标签的机动车可以进入低排放区。
慕尼黑道路网络的85%至90%都适用于时速30公里限制。因此，传统的50公里（有时也有60公里）限制区主要用于约束中环公路以及大型道路出入口。
以下联邦公路贯穿慕尼黑：
- 波兰边界 － 柏林 － 莱比锡 － 纽伦堡 － 奥格斯堡 － 慕尼黑 － 加米施-帕滕基兴 － 奥地利边界
- 2R 慕尼黑中环公路
- 捷克边界 － 兰茨胡特 － 慕尼黑 － 滨湖科赫尔 － 奥地利边界
- 林道 － 慕尼黑（与A94、A96共线） － 帕绍 － 捷克边界
- 维尔茨堡 － 因戈尔施塔特 － 慕尼黑 － 巴特特尔茨
- 达豪 － 慕尼黑 － 弗赖拉辛

以下高速公路以慕尼黑为起点或经行慕尼黑：
- 卡尔斯鲁厄 － 斯图加特 － 乌尔姆 － 奥格斯堡 － 慕尼黑 － 罗森海姆 － 萨尔茨堡
- 慕尼黑 － 纽伦堡 － 莱比锡 － 柏林；经由通往雷根斯堡或霍夫或通往德累斯顿
- 慕尼黑 － 兰茨胡特 － 代根多夫
- （在建） 慕尼黑 － 帕绍/维也纳
- 慕尼黑 － 加米施-帕滕基兴
- 慕尼黑 － 梅明根 – 林道
- 慕尼黑环线高速
- 慕尼黑 － 慕尼黑南十字/

#### 单车运输

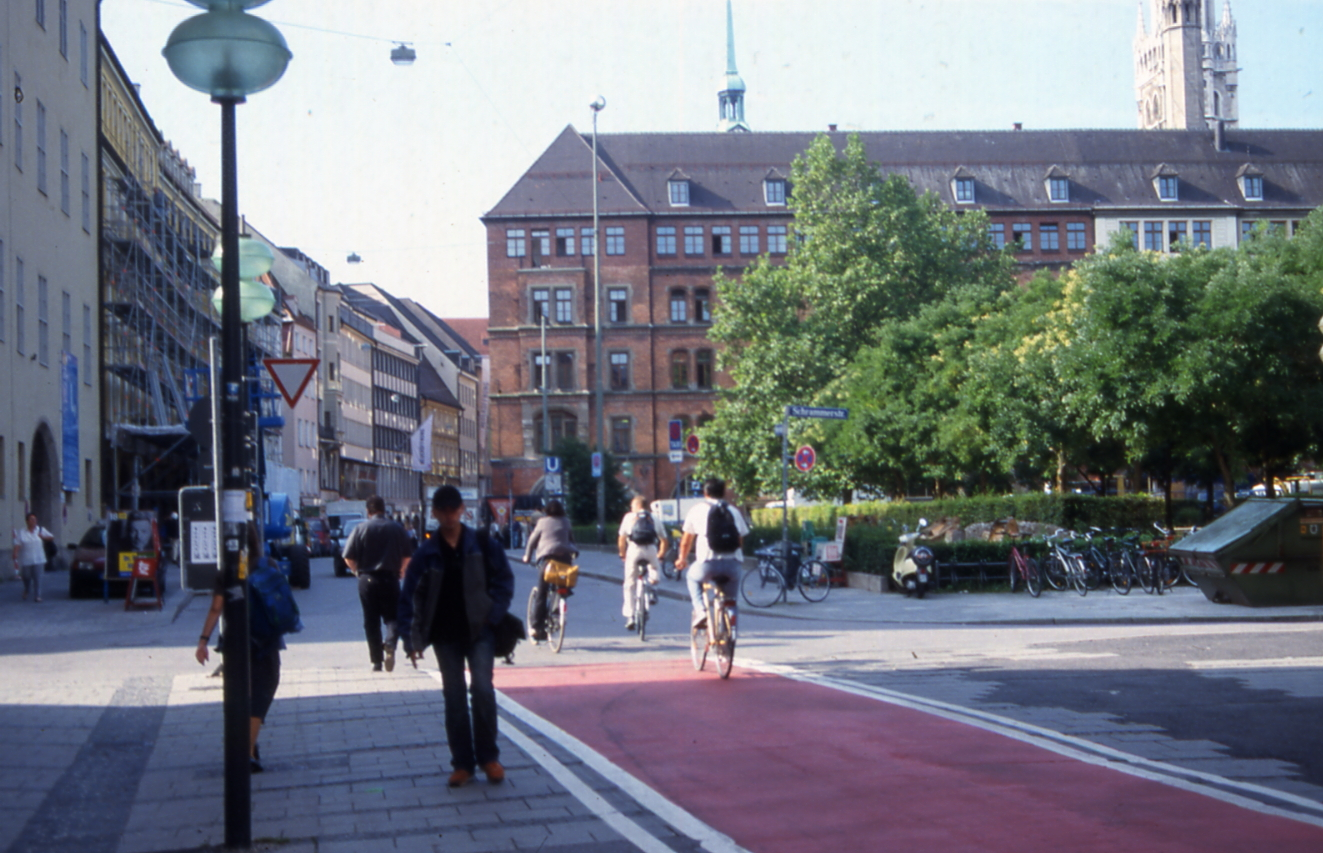
的单车径

慕尼黑的单车径网络长度超过1200公里，相当于慕尼黑道路网络总长度的50%以上。对于骑单车者，有212条单行道均双向开放，并有55条单车大道具有优先权。全市大约有25000个供骑单车者使用的单车（泊）架，在公共短途运输（MVV）站点也提供共约50000个单车泊位（单车换乘泊位）。
从1992年至2010年，全市共计投资3200万欧元用于扩建单车运输网络和新单车架。自2007年以来，慕尼黑单车径网络的路标系统得到了逐步改善，用新的绿白色标识替代了旧的标识，其字体是原来的两倍大，并且包含目的地和距离信息。带路标的单车路线可以通过尽量规避机动车、行人和交通灯的障碍，将城市枢纽与骑行者的路径良好连接起来。此外，在城市周边还设有慕尼黑单车环线。
2008年，单车运输量占慕尼黑运输份额的14%。出于气候保护等原因，该市希望至2015年将单车运输的份额提高至17%，但这一目标已于2011年实现。为此，慕尼黑市可将更多的财政资源用于基础设施、公共关系和活动。例如，促进单车运输的拨款自2010年起便翻了三倍达到450万欧元。从2010年至2018年，慕尼黑还通过单车倡议组织“骑行首都”（Radlhauptstadt）来支持基础设施扩建。在德国通用单车俱乐部（ADFC）的单车气候测试中，慕尼黑在德国范围内的排名从2013年的第11位下降至2017年的第13位，仅次于法兰克福或不来梅等大城市。而在2017年由绿色和平组织的一项研究中，慕尼黑居民每年的人均开支仅为2.30欧元，位居德国六座大城市的末席。
2017年，当局决定开建从慕尼黑至下施莱斯海姆及加兴的慕尼黑单车快径，并作为巴伐利亚州的首条“单车高速公路”。

#### 通勤运输
共有350000名居住在城市之外的通勤者需要每天前往慕尼黑工作。

### 卫生事业
慕尼黑设有47家医院（参见慕尼黑医院列表），供提供11566张床位。截至2013年12月31日，共有3717位医生（每位医生394位居民）和1536位牙医（每位医生954位居民）在私人诊所工作。

## 公共机构
慕尼黑设有各类管理部门、法院以及法人团体和公法机构的总部，包括上巴伐利亚行政区政府和欧洲专利组织。慕尼黑市政府分为11个职能部门，在市区内设有许多办公楼。
在公共服务的许多领域（例如医疗、警察、税务局）都出现人员短缺的情况，这是由慕尼黑的生活成本高企，导致中低收入群体无法负担，从而使之变成一个非常没有吸引力的工作场所。结果，大多数的新入职警察必须先担任保安警察，因为几乎每位巴伐利亚州的警务人员都从必须从那里开始工作，然后才能调回原籍地。慕尼黑税务局则已将大部分的文件处理工作外包给了代根多夫、迪林根、艾希施泰特、因戈尔施塔特、帕绍、施特劳宾和茨维瑟尔的处理点。

### 警察
慕尼黑警察总署（负责慕尼黑市及慕尼黑县，以及施塔恩贝格县局部）设于慕尼黑的艾特街2-4号。截至2012年，全市共有6292名警务人员。

### 消防
慕尼黑有一个专业的消防部门，下设十个消防局和22个志愿消防站。

### 法院及检察机关

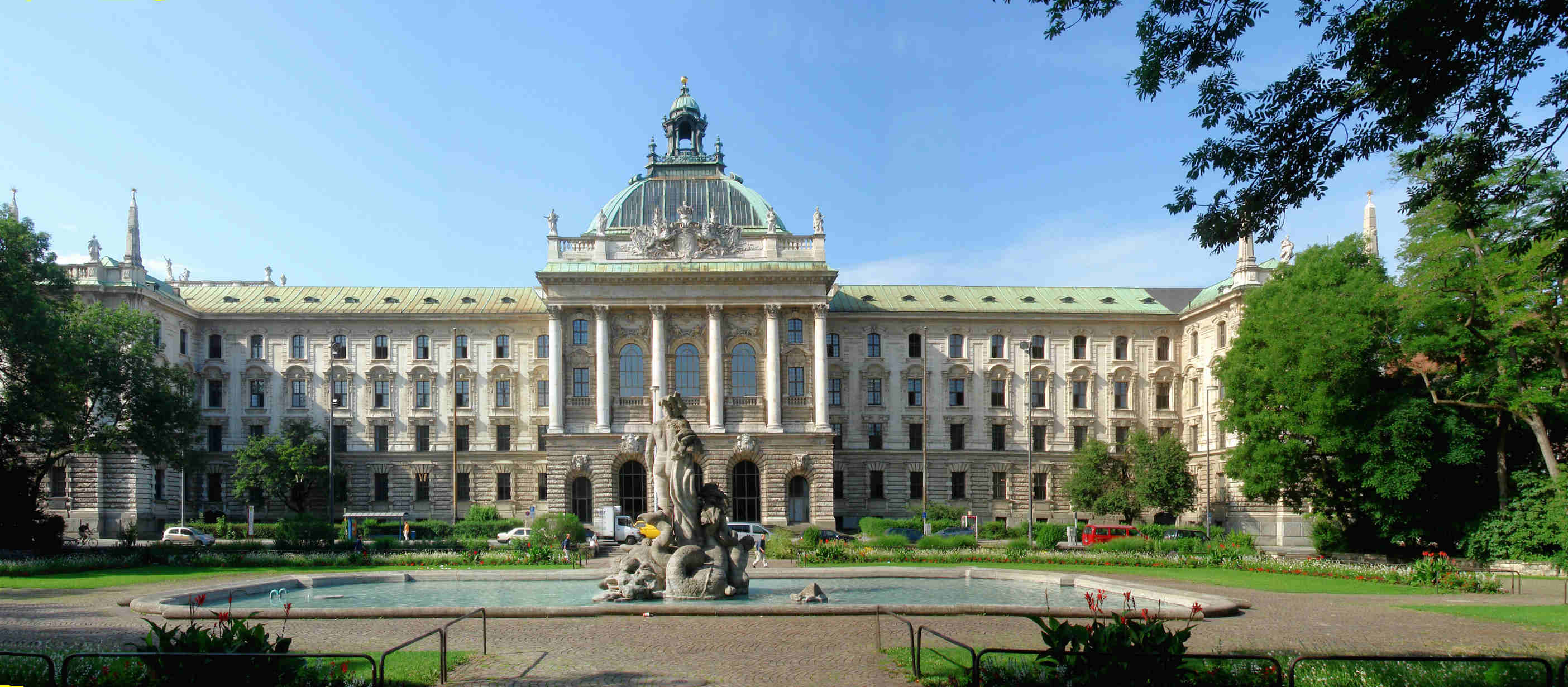
旧司法宫

慕尼黑是巴伐利亚法院领域的重要所在地，例如巴伐利亚宪法法院、巴伐利亚行政法院和巴伐利亚州社会法院。作为德国五个最高法院之一的联邦财政法院以及联邦专利法院也设在慕尼黑。斯塔修斯的司法宫还是慕尼黑内城景观的组成部分。在这里，来自柏林的纳粹人民法院曾于1943年公开审判了抵抗组织白玫瑰的成员。

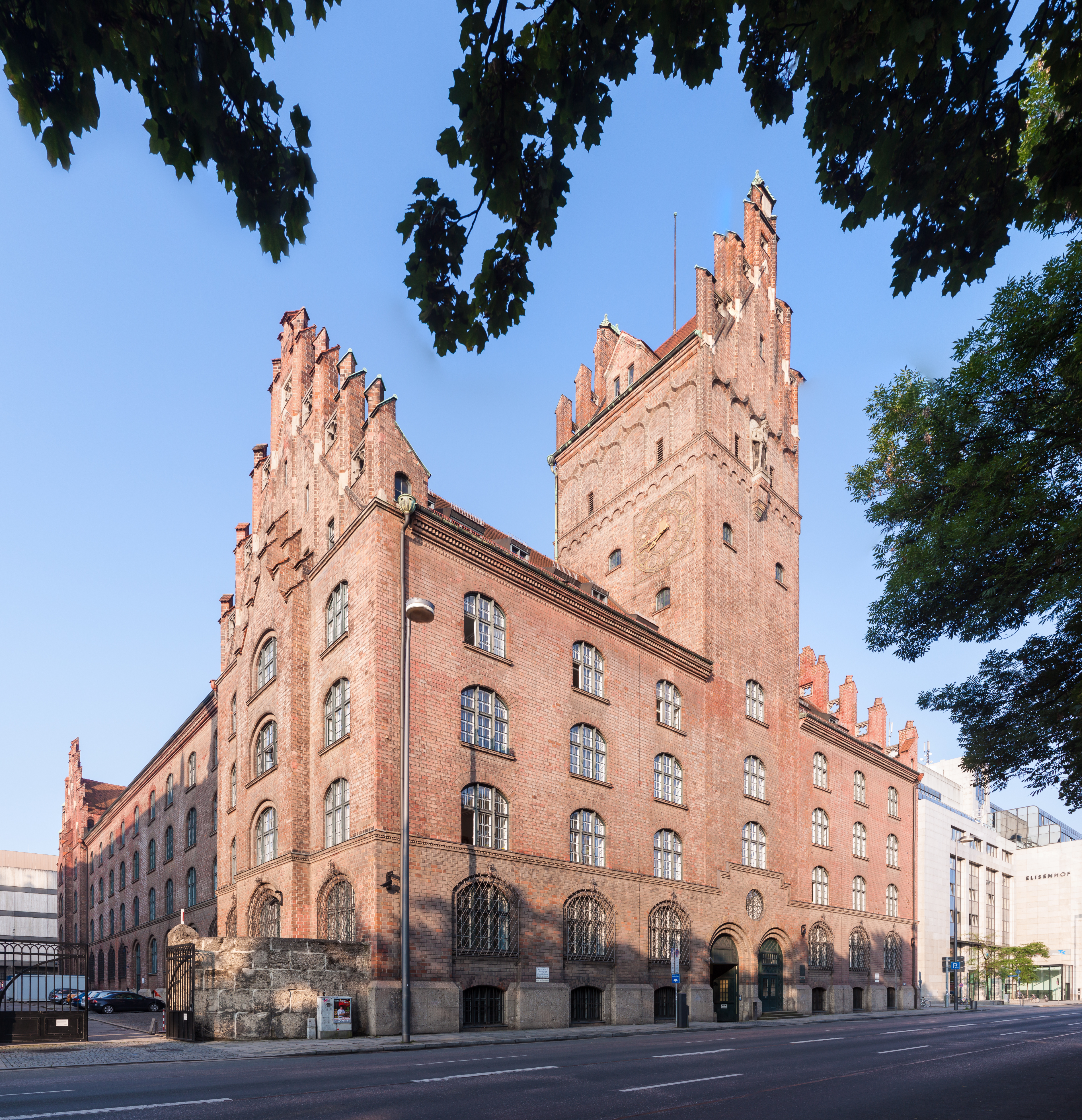
设有巴伐利亚宪法法院和慕尼黑州高级法院的新司法大楼
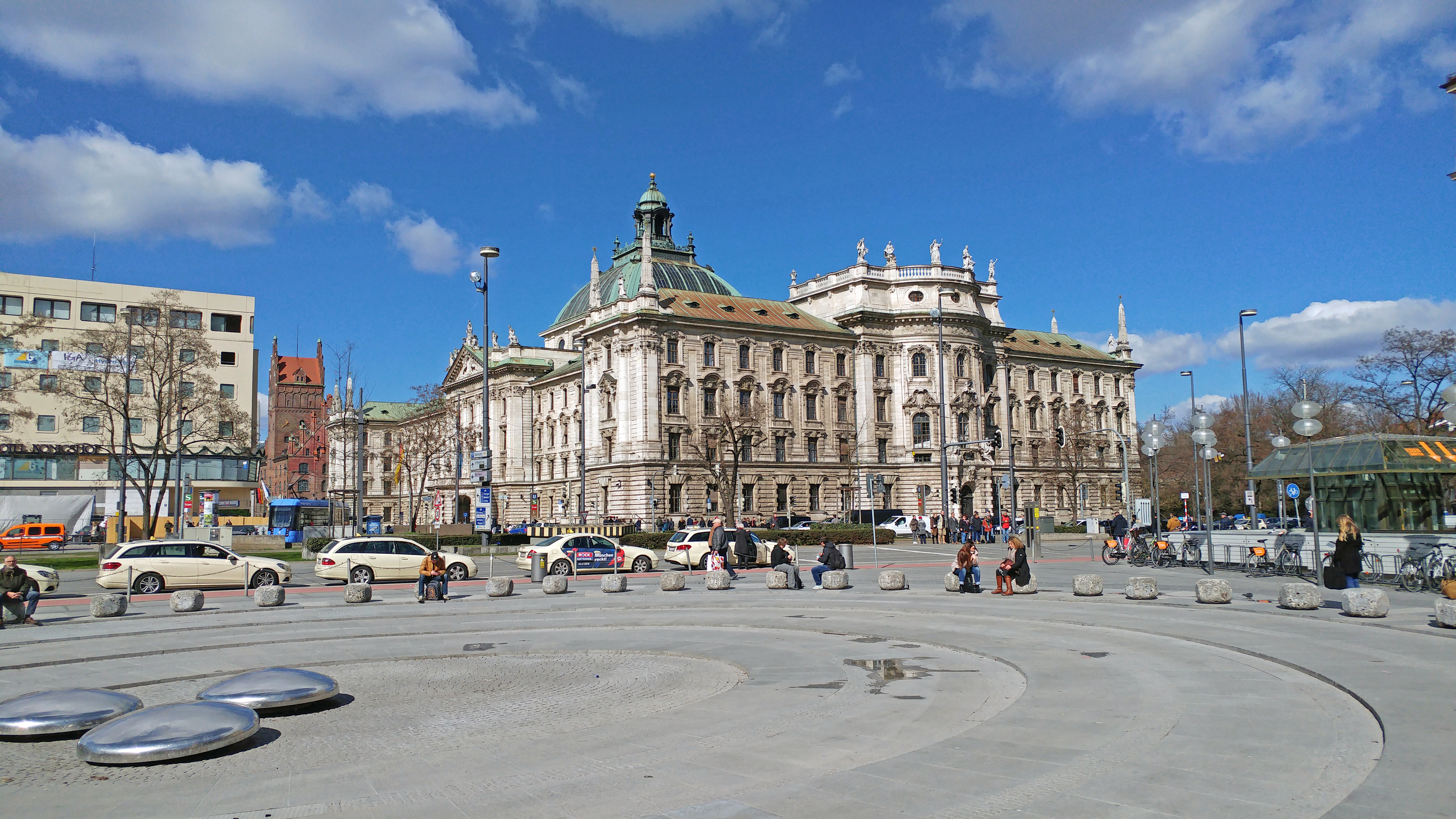
司法宫，慕尼黑第一州法院
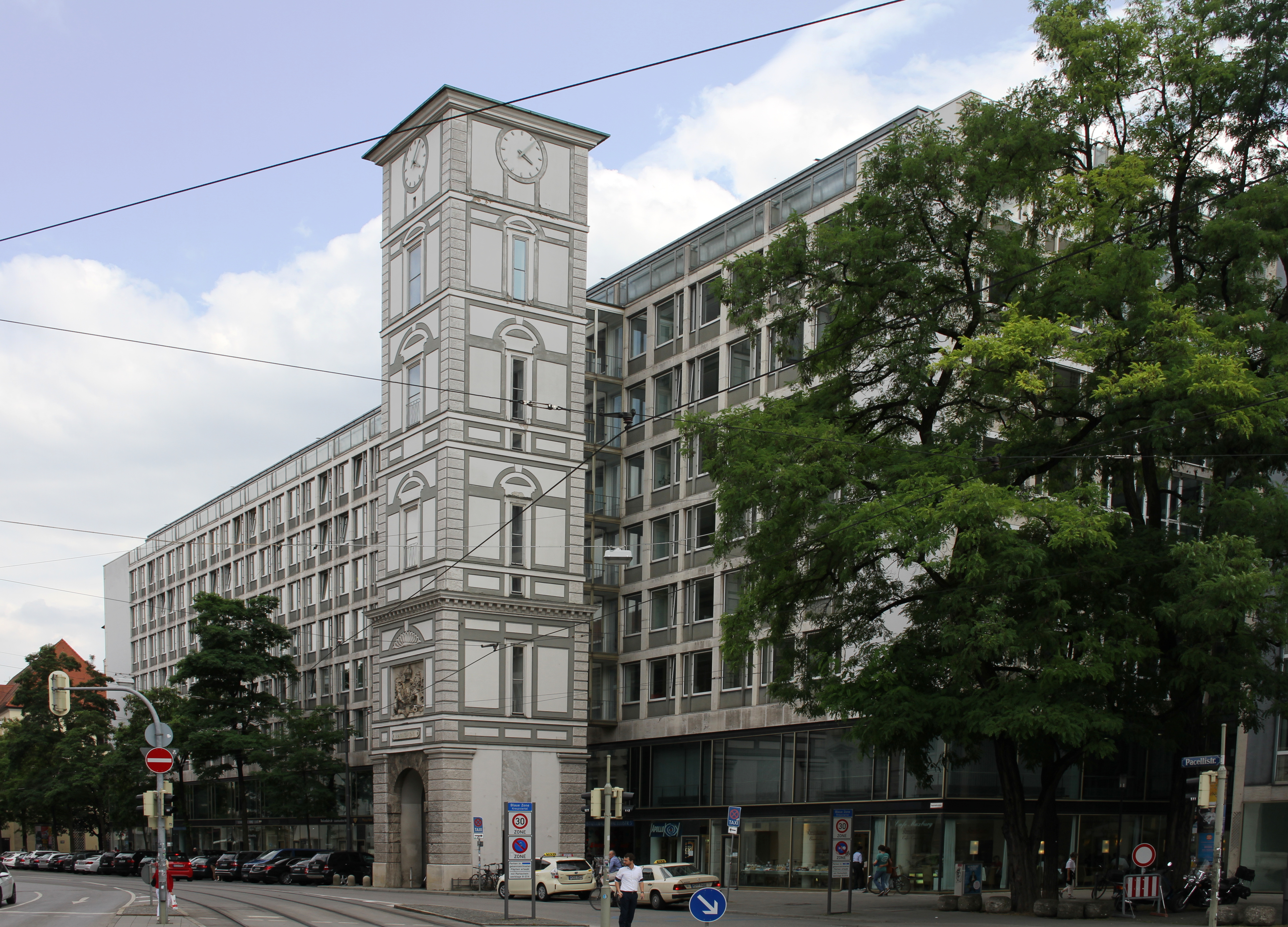
新马克斯堡，慕尼黑地方法院和慕尼黑第一州法院
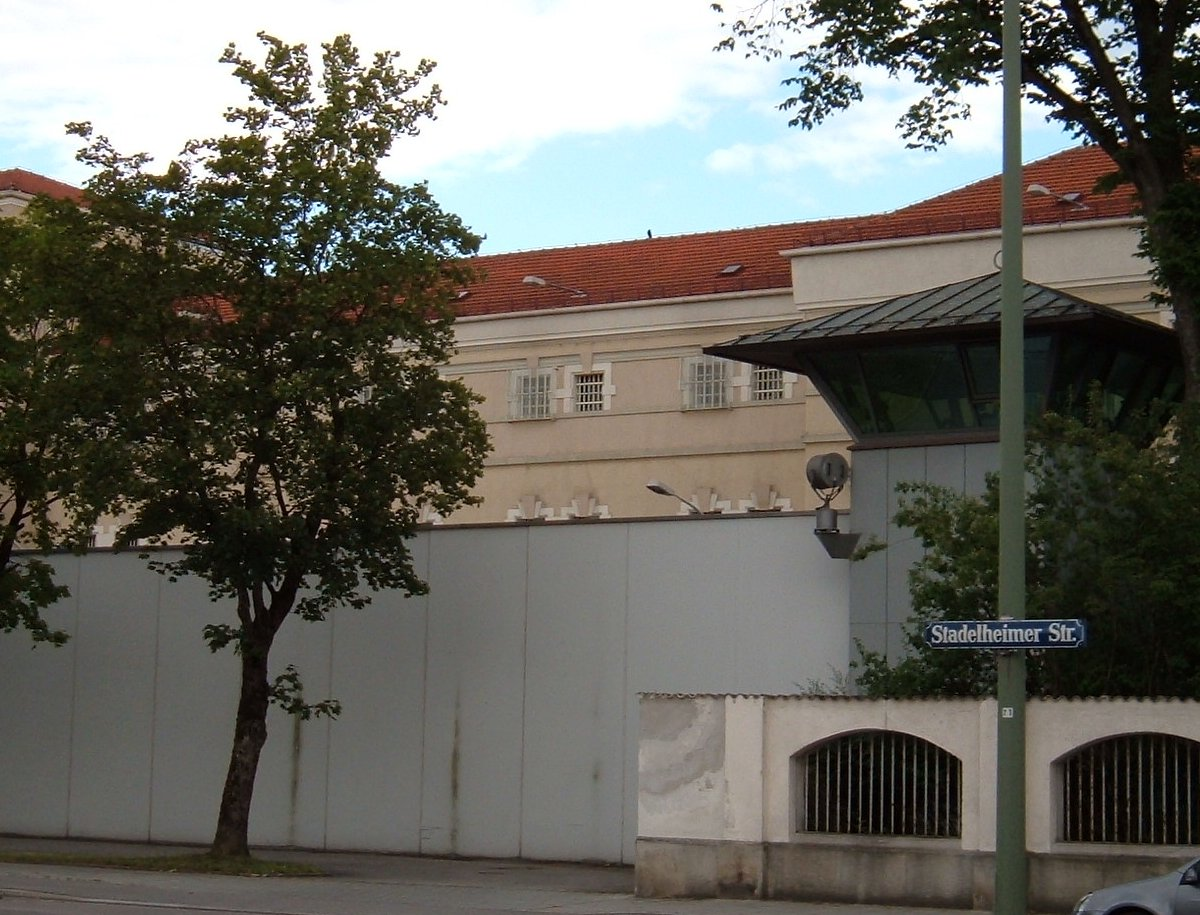
慕尼黑监狱

### 监狱
慕尼黑设有一座监狱：慕尼黑施塔德赫尔姆监狱是巴伐利亚州最大的监狱。青少年及妇女的刑罚则是在监狱附近的另外一处分支机构中实施。

### 公共安全及秩序
慕尼黑的安全部门负责维护公共安全和公共秩序，主要是地方管理部和包含志愿警察（原为慕尼黑警察总署）在内巴伐利亚州警察。在2012年，涉及慕尼黑的罪案現場共有98583个。
|                            | 就所有罪行的犯罪率而言，慕尼黑是德国人口超过200000的主要城市中最安全的城市。2013年，慕尼黑每100000居民中有7395起犯罪记录。从过往十年的长期比较来看，犯罪总数有所减少，而人口却同时增加。清除率为62.5%。 |
| ——统计局理事会，州府慕尼黑 | |

2016年7月22日，慕尼黑的莫萨赫区发生一起枪击事件，共造成9人死亡，多人受伤。

## 教育与研究

### 学校
慕尼黑大约有132所公立小学，这些学校的发起人是巴伐利亚自由州，但由州府慕尼黑负责行政支出。另有44所公立初中（巴伐利亚初中）自2011-12学年起已被合并至13个中学联合会。在全市的23所公立实用中学中，有23所是由城市持有；而在38所文理中学中，则有14所由城市持有。其中威廉文理中学是上巴伐利亚历史最悠久的文理中学。大量校舍有待翻新。由于对新建校舍的决策拖延，自2005年以来，使用临时貨櫃屋授课的比例显著增加。
此外，慕尼黑还有六家特殊教育促进中心、一家专注于智力发展的促进中心、7所学习促进学校、1所管教支援学校、3所语言促进学校和1所病人学校，所有这些均由巴伐利亚自由州出资。市立独立类别学校的定向课程以及市立维利·勃兰特综合中学则是对州府既有学制的有效补充。
慕尼黑提供多种职业培训，这些学校服务于职业准备、职业初级培训和继续教育。此外也设有中等职业学校和第二教育途径学校。

### 高等学校

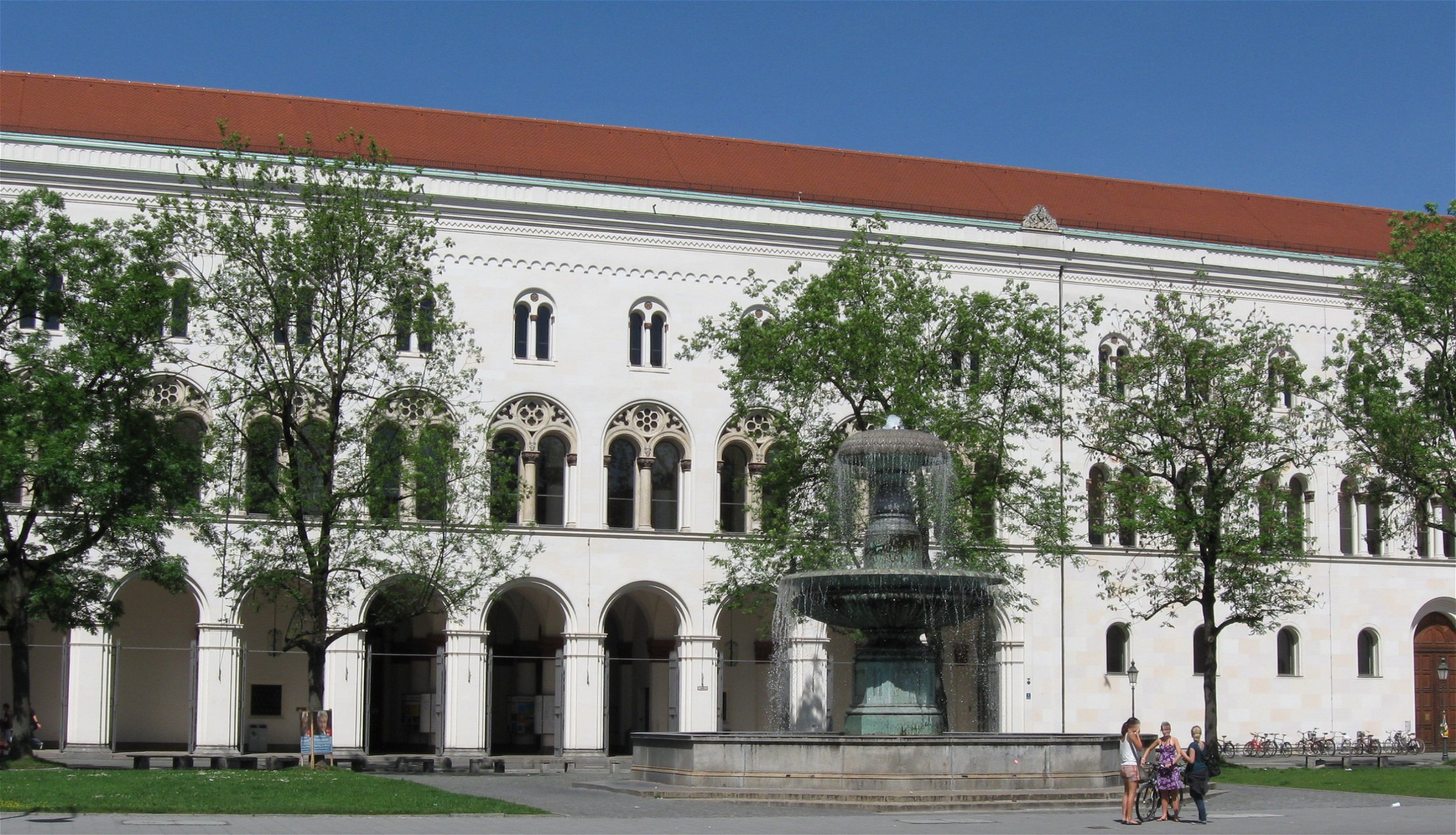
慕尼黑大学的主教学楼

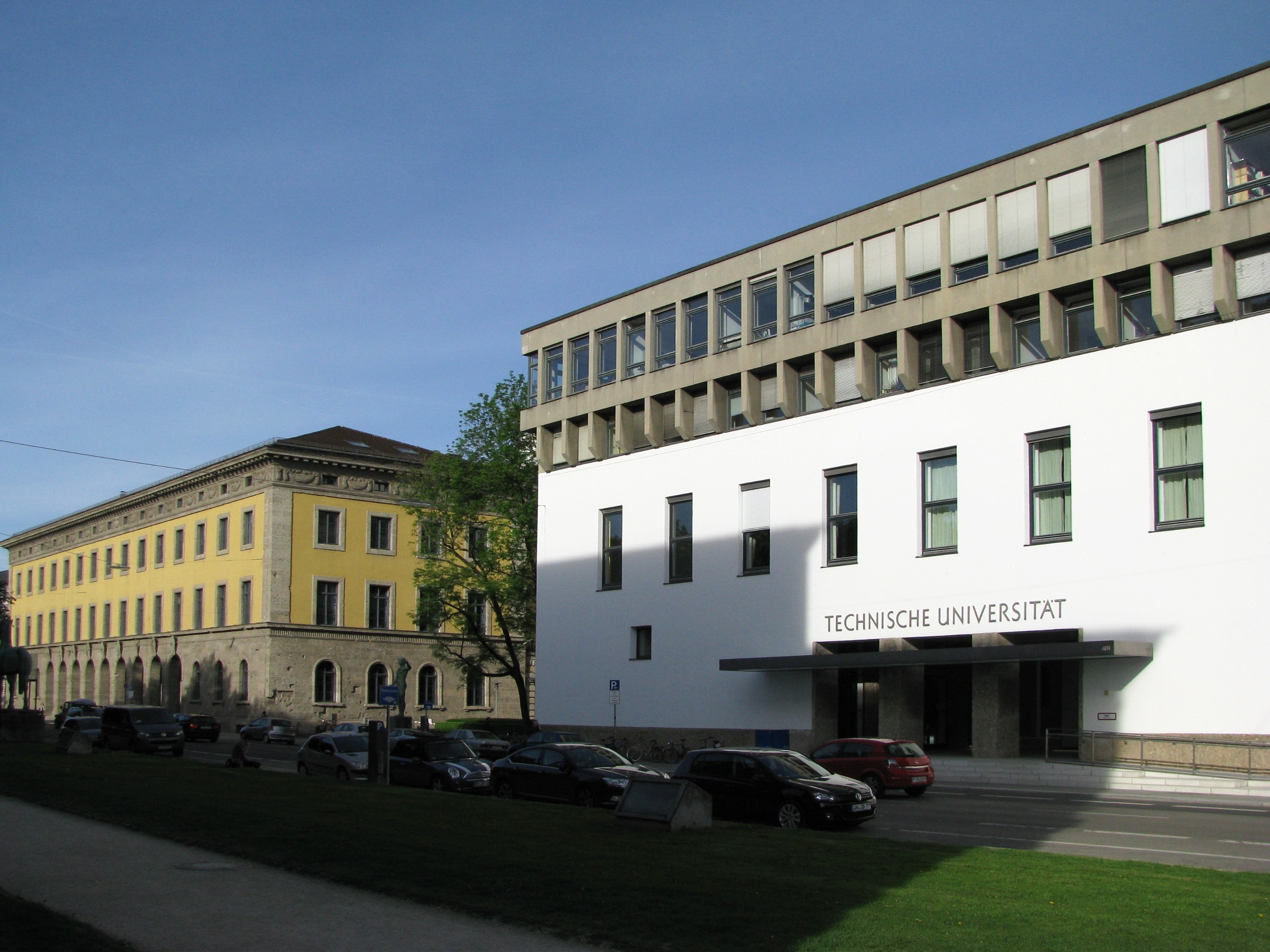
慕尼黑工业大学的主教学楼

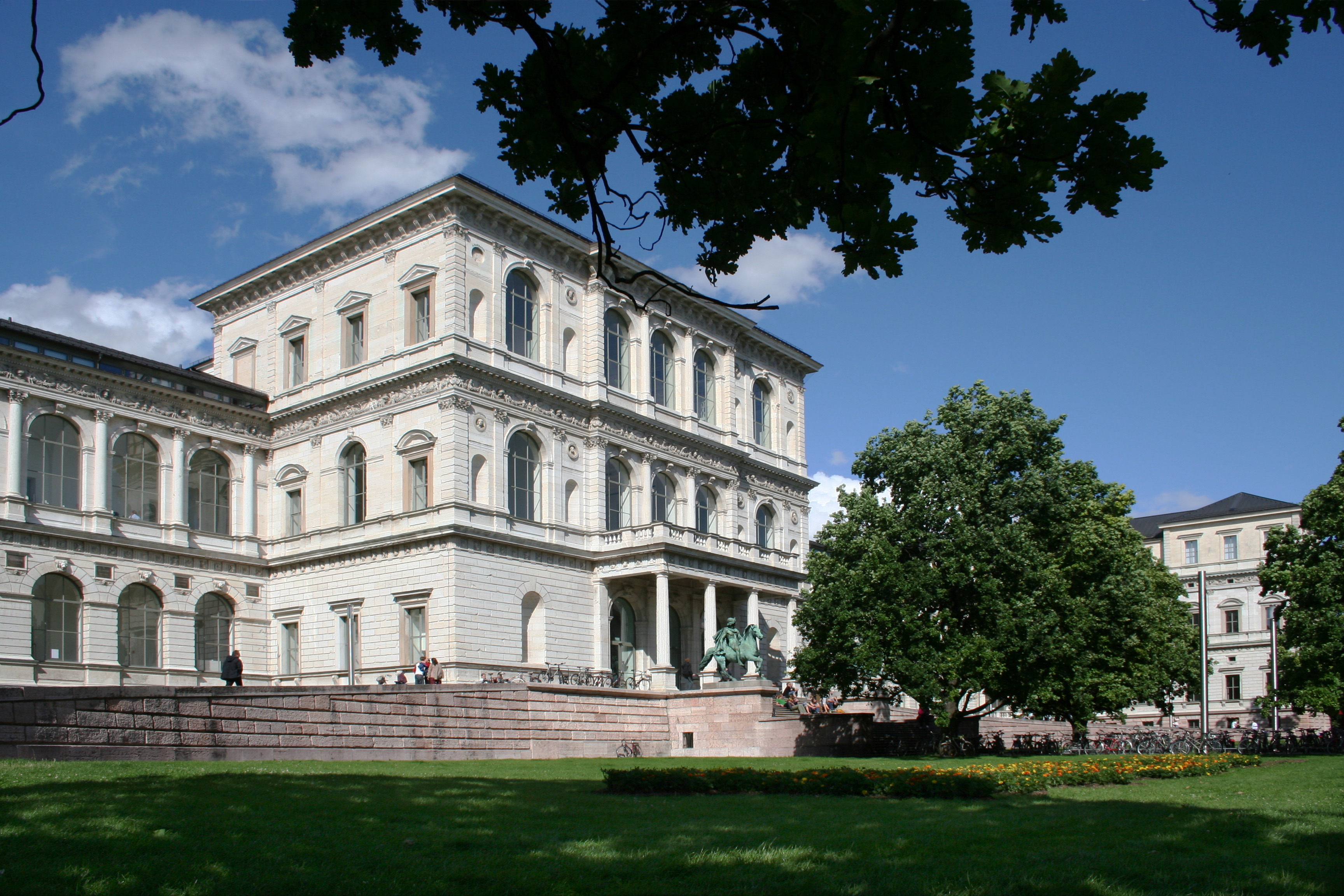
慕尼黑美术学院

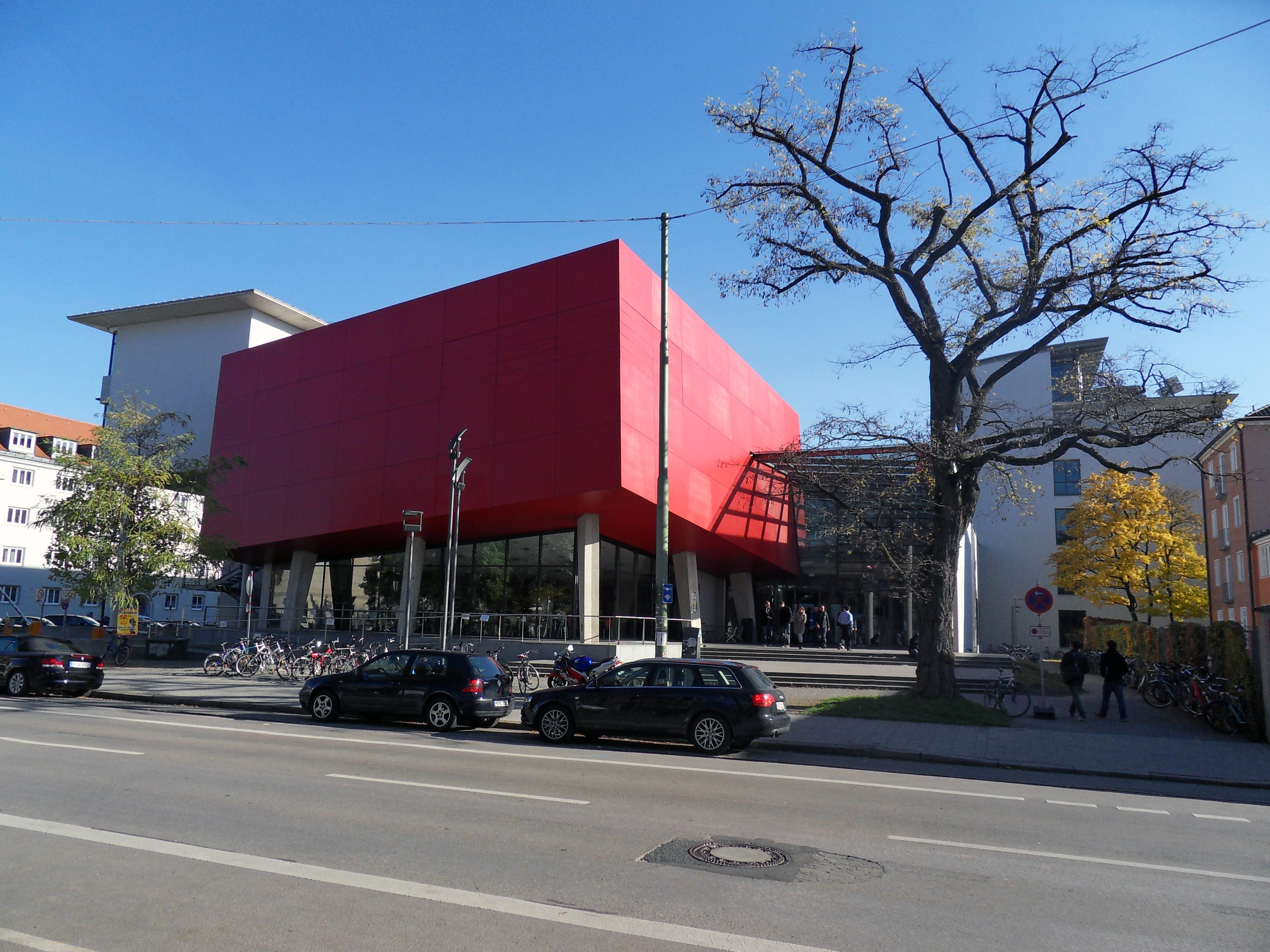

#### 国家出资
慕尼黑拥有两所主要大学：慕尼黑路德维希·马克西米利安大学（慕尼黑大学，LMU）和慕尼黑工业大学（TUM）。自2007年以来，这两所大学均作为“精英大学”（非正式称谓）而获得卓越资助计划。
LMU于1472年在因戈尔施塔特建校、1800年迁往兰茨胡特，并于1826年迁至慕尼黑。除了马克斯近郊的本部外，该校在大哈登和马丁沼地也设有校区（医学、生物学、化学）。
慕尼黑综合技术学校成立于1868年，1872年增设农业系，并于1887年被命名为慕尼黑王家巴伐利亚技术高等学校。1930年，魏恩斯特凡农业和啤酒酿造高等学校并入该校。至1970年，它在加入医学系后更改为现名——慕尼黑工业大学。如今，该校的大部分学科都设于加兴的研究用地。
慕尼黑应用科学大学与TUM一样定位于技术方向，该校是在1971年由7所工程学校和高等专科学校合并而成。它是巴伐利亚州最大的应用科学大学，也是德国第二大应用科学大学。慕尼黑政治大学（HfP）成立于1950年，提供政治学的跨学科研究课程，经过九个学期的标准学习期后可获得由路德维希·马克西米利安大学特别颁发的政治学大学文凭。
此外，慕尼黑还有各种可开办艺术课程的大学。例如慕尼黑美术学院，它是在1808年以王家美术学院的名义成立。1946年，它与工艺美术学校和应用艺术学院合并，并自1953年起使用现名。慕尼黑音乐戏剧学院成立于1830年，当时是一所唱歌学校，1867年，在理查德·瓦格纳的建议下转变为王家音乐学校，至1892年升格为国立音乐学院。1924年，它被命名为慕尼黑音乐大学，并于1946年重新开办，至1998年改用现名。巴伐利亚奥古斯特·埃弗丁戏剧学院则是1993年才成立。它可提供三个专业化的剧院（摄政王剧院、学院剧院、学院工作室）和九门课程，是德国最大的舞台专业培训场所。慕尼黑電視與電影大學于1966年作为国立机构成立，负责培育编辑、导演和编剧。
慕尼黑联邦国防大学不在慕尼黑市区，而是设于城市南部边界之外的邻镇新比贝格。它成立于1973年，旨在为联邦国防军培养军官和见习军官。因此，平民学生只能在工业赞助或大学合作伙伴关系的框架内学习。

#### 私人及教会出资
在经济学领域，AKAD私立大学、慕尼黑商学院（MBS）以及FOM经济管理学院都是作为国家认可的大学提供学习课程。在传媒领域，则有私立的宏媒体大学和媒体设计大学（MDH）提供课程。
慕尼黑哲学院是由教会资助，于1925年成立于普拉赫，并于同年获得教会监督培训高等学校的认可。1932年，它根据《教会法》升格为哲学院，并于1971年迁至慕尼黑。学院的持有人为耶稣会。同样带宗教背景的还有慕尼黑天主教基金会大学，它是在1971年由四所社会工作及社会教育高等专科学校组建而成。这是一所由天主教会持有的应用科学大学，并在贝内迪克特博伊恩设有另外一个部门。
慕尼黑乌克兰自由大学是一所私立的流亡大学，在经历了维也纳和布拉格时期后，其本部现设于慕尼黑。

### 学会

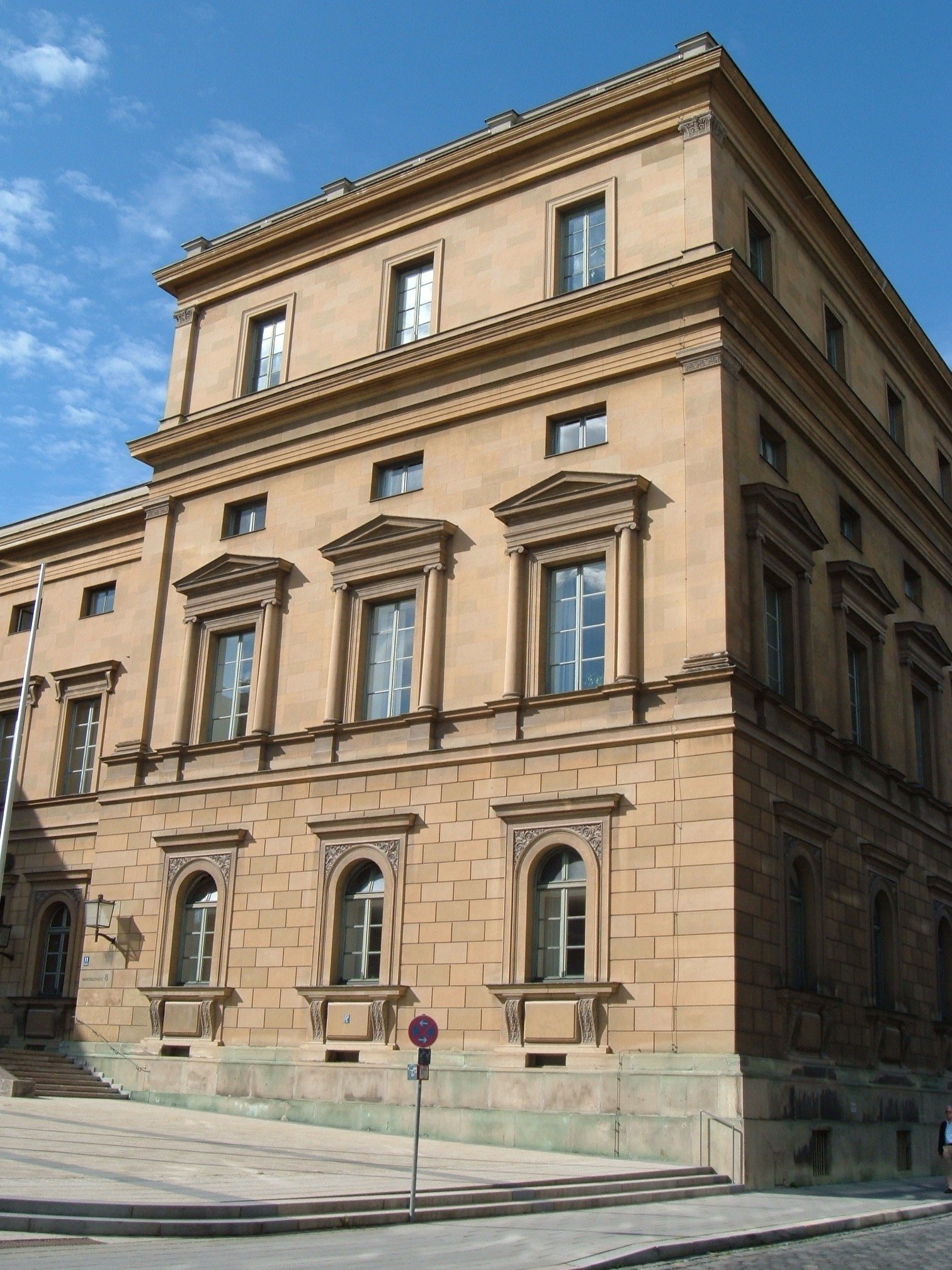

巴伐利亚科学院是一家研究机构，其组织形式为公法团体。它是德国科学院联盟的成员。它负责召集科学家和学者，通过他们的研究为相关学科的基础知识作出实质性扩展。
德国工程院是一所科学学会，旨在对工程技术相关的问题进行中立的、基于事实和基于科学的评估，并为社会提供建议。此外还应协调科学与经济之间的知识转移并促进科学研究的后备力量。
奉行宗教教育使命的巴伐利亚天主教学院成立于1957年，其组织形式为“公法教会基金会”。其持有人为弗赖辛主教团。根据章程，该学会应为“阐明和促进教会与普世之间的关系做出贡献”。
其它学会的例子，还包括提供职业培训的巴伐利亚广告与营销学会（BAW）：它成立于1949年，是一家针对市场营销、传讯、公关和媒体专业的培训机构；成立于1989年的慕尼黑外贸学会（BAA）是一家面向国际经济和设施管理专业的培训机构；而巴伐利亚行政学院（BVS）及其慕尼黑BVS培训中心，则为德国的联邦州和地方部门提供培训和进修。此外，德国传媒学院还为出版业者提供继续教育。对于手工业者，由慕尼黑及上巴伐利亚手工业商会开设的设计和造型学院则为从事手工业的造型师提供了进一步的培训机会。

### 研究所

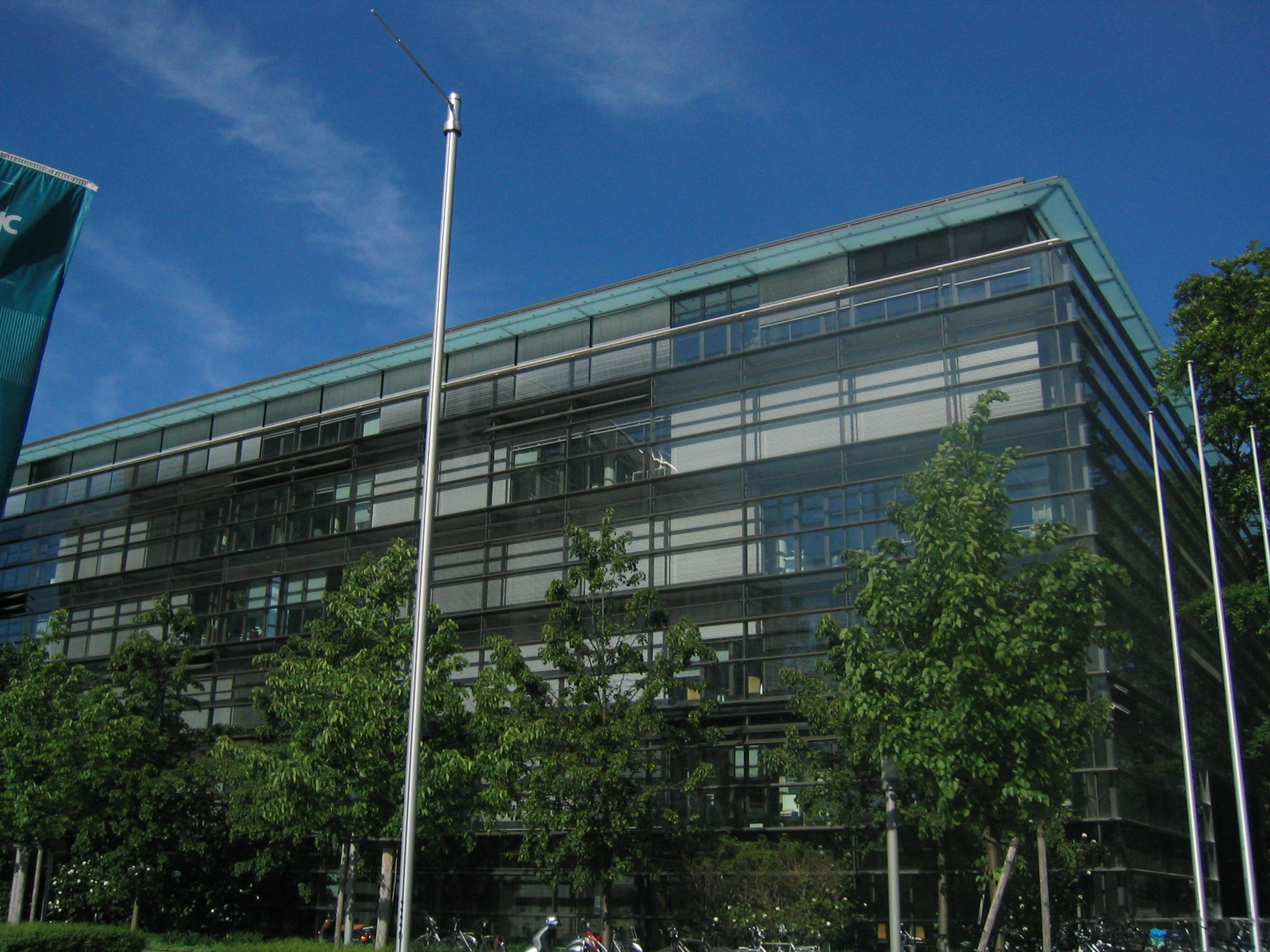
马克斯·普朗克学会的行政总部

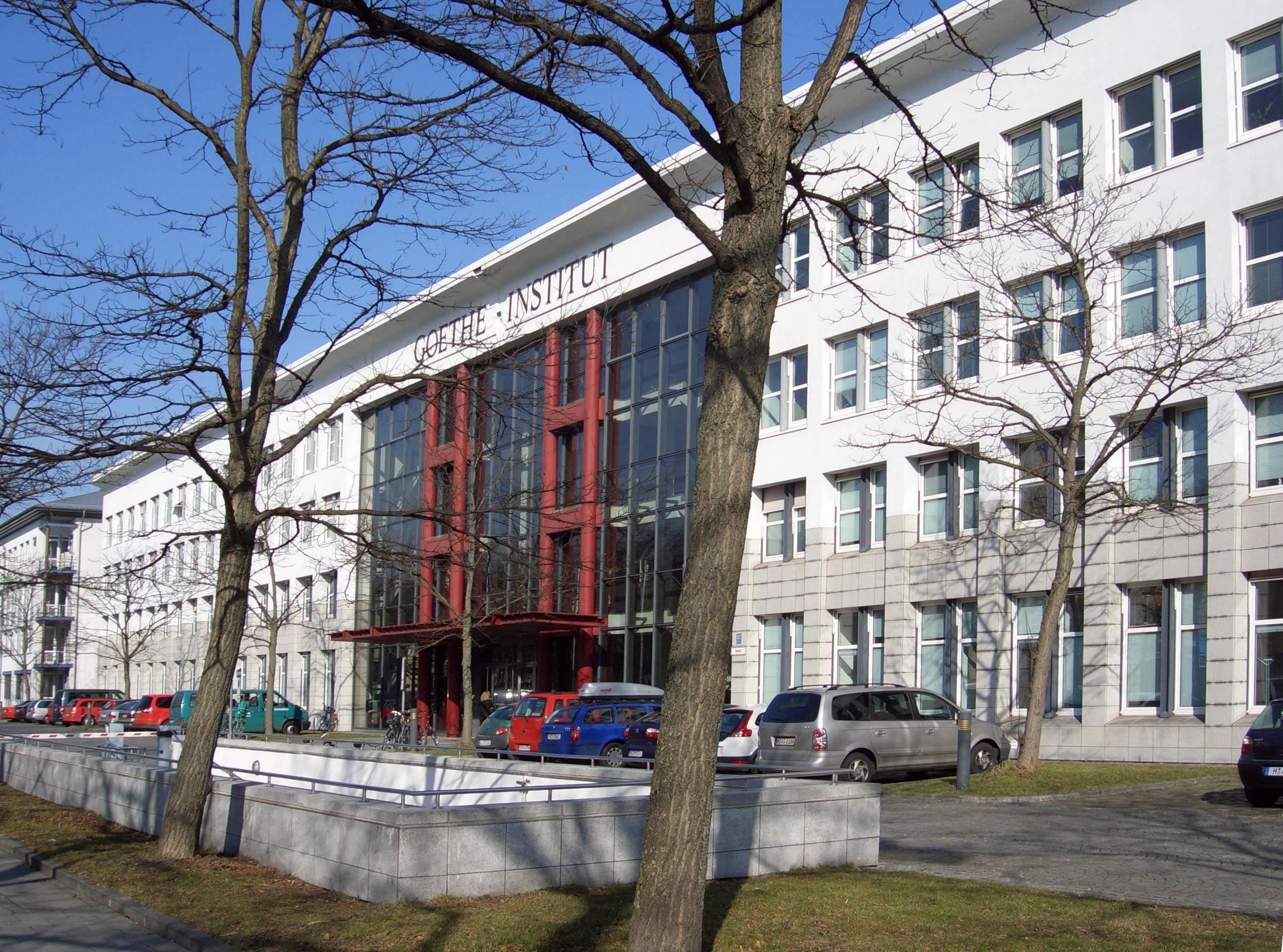
慕尼黑的歌德学院中心

马克斯·普朗克学会（MPG）的行政总部设于慕尼黑。此外，该机构还在慕尼黑设有马克斯·普朗克社会法和社会政策研究所、马克斯·普朗克税法和公共财政研究所、马克斯·普朗克创新和竞争研究所、马克斯·普朗克物理学研究所以及马克斯·普朗克精神病学研究所。而慕尼黑市还是马克斯·普朗克学会的“法人促进成员”。MPG的其它一些研究所，例如马克斯·普朗克天体物理研究所和马克斯·普朗克神经生物学研究所，也都分别设于慕尼黑工业大学在加兴的外部校区和普拉内格镇的马丁沼地。加兴还设有慕尼黑研究用反应堆，其一直运作至2000年，然后被海因茨·迈尔-莱布尼茨研究用中子源所取代。
夫琅和费协会的总部也设在慕尼黑，并在该市保有夫琅和费嵌入式系统和通讯技术研究所、夫琅和费微机电系统和固体工艺研究所以及夫琅和费德国研究专利局（至2007年）。德国联邦国防军则在慕尼黑设有联邦国防军微生物学研究所、联邦国防军药理学和毒理学研究所以及联邦国防军放射生物学研究所。
慕尼黑亥姆霍兹中心-德国健康与环境研究中心（HMGU）研究未来医学和保健以及对健康至关重要的生态系统的原理。其重点是慢性、退化性疾病，例如胸腔疾病、过敏、癌症和心血管疾病，这些疾病受到个人危险因素、生活方式和环境条件的影响极大。亥姆霍兹联合会下属的神经退化性疾病德国中心（DZNE）也在慕尼黑设点，它专注于全德范围内的基础研究、临床研究、人口研究和卫生服务研究工作。
德国航空航天中心下属的德国航天控制中心设于慕尼黑附近的上普法芬霍芬。
此外，慕尼黑还设有广播技术研究所（IRT）、慕尼黑社会科学研究所（ISF）、德国青年研究所（DJI）、慕尼黑语言及口译学院以及各种文化机构，例如歌德學院、西班牙文化机构薛萬提斯學院、法国文化机构慕尼黑法兰西学院、英國文化協會和意大利文化学会。

### 成人教育

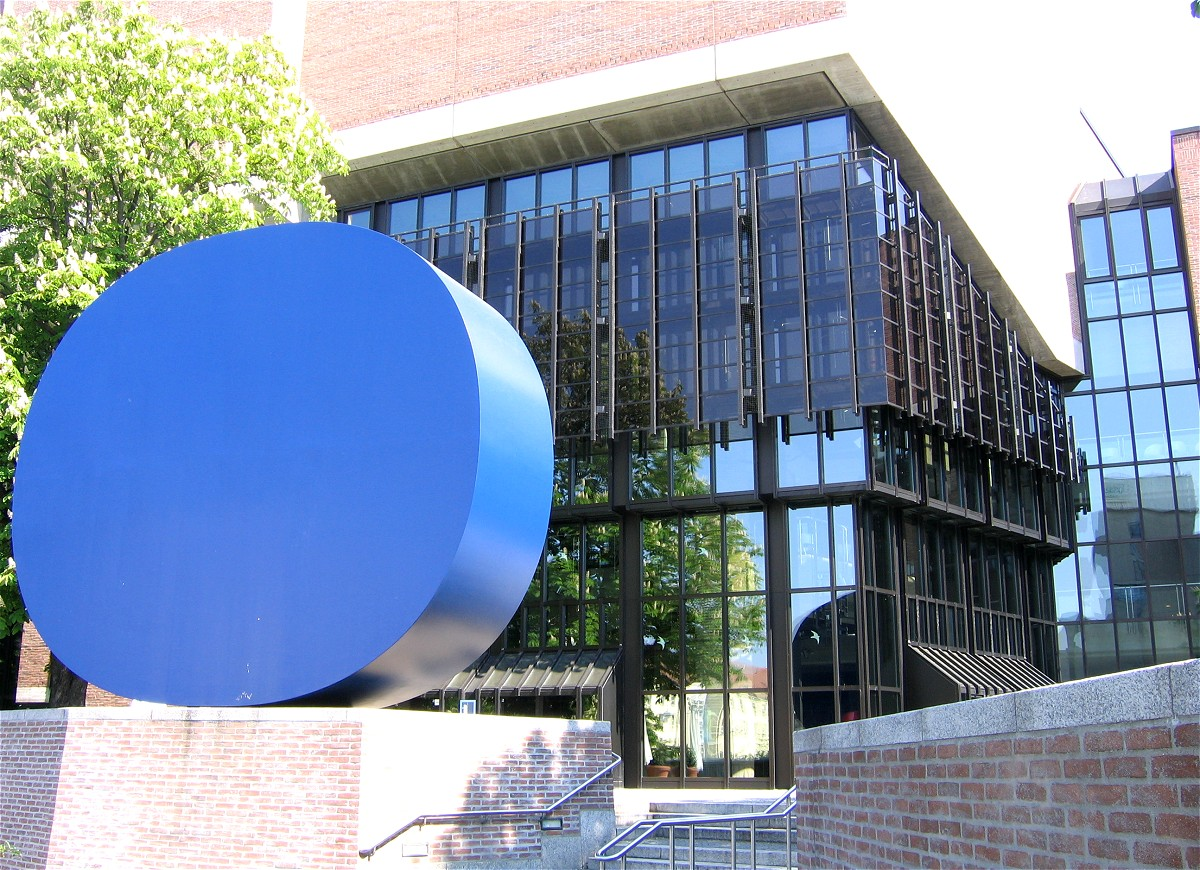
的所在地

慕尼黑业余大学每年在市内的自有校舍及分支机构中举办约14000场活动，可吸引逾200000参与者。其目标群体是残疾人，具有移民背景的妇女、年轻人、老年人以及未成年难民。作为地方性工作及生活合作成员的一部分，慕尼黑正在与成人教育机构DGB巴伐利亚培训坊展开合作。
在宗教层面，则有福音派城市学院、福音派培训坊、福音派家庭教育之家、天主教慕尼黑培训坊、天主教巴伐利亚学院、科尔平学院以及犹太业余大学。
在艺术和文化教育领域，慕尼黑主要的博物馆、剧团、管弦乐团和歌剧院都以向导或介绍性活动的形式参与其中，它们通常与慕尼黑业余大学密切合作。
此外，来自不同国家的文化机构也提供成人教育，例如法国（法兰西学院）、西班牙（薛萬提斯學院）、意大利（意大利文化学会）、美利坚之家、波兰文化中心和捷克中心。从事国际活动的歌德學院总部也设于慕尼黑。

### 图书馆和档案馆

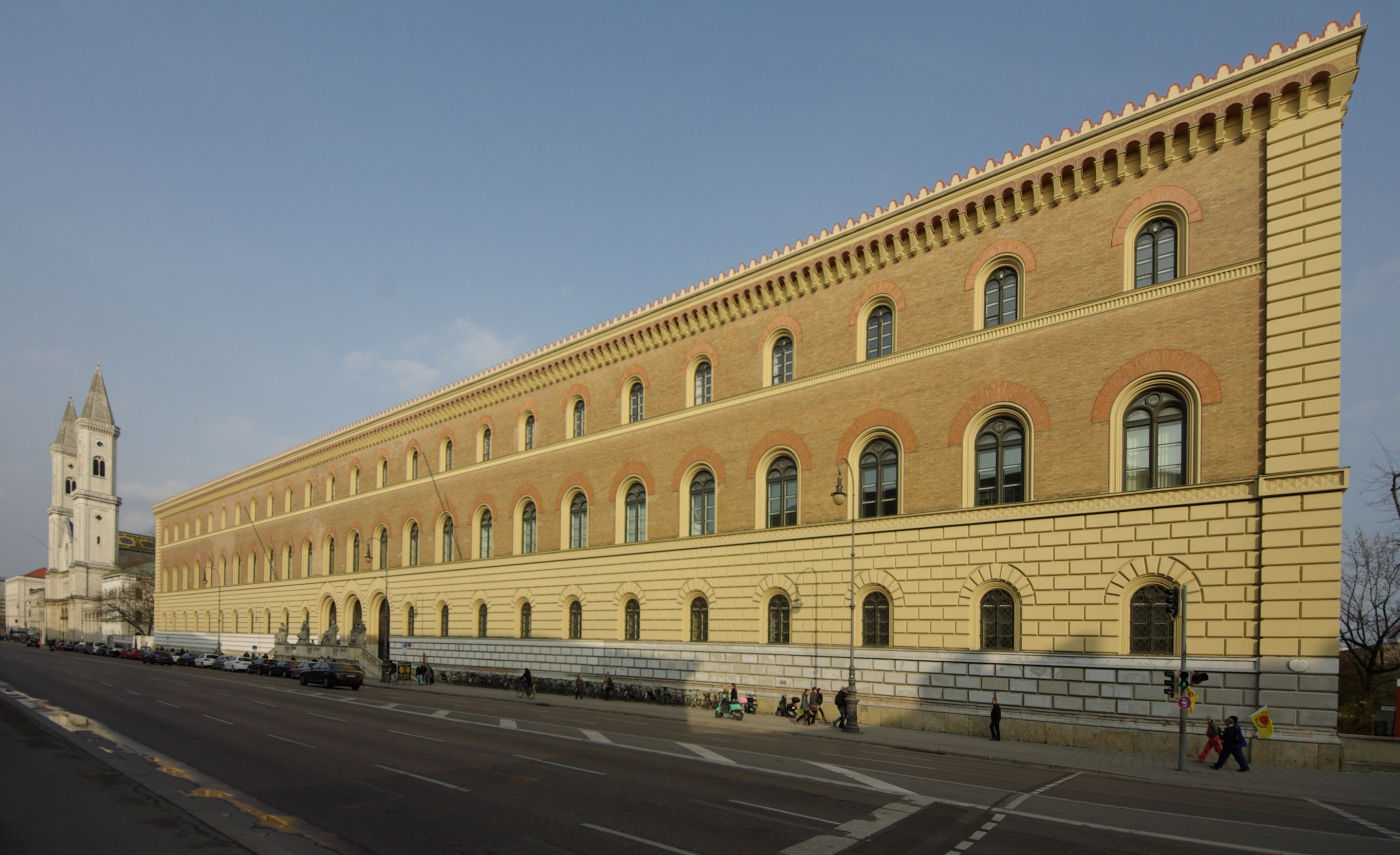
巴伐利亚国立图书馆外观

巴伐利亚国立图书馆是巴伐利亚自由州的中央州级图书馆，也是全球最重要的学术和通用图书馆之一。其藏书量约为1049万册（截至2016年）。此外，其旧书藏品还包含世界上最重要的手抄本之一，它拥有德国最广泛的摇篮本藏品，是欧洲其中一个最大、最重要的杂志图书馆，并有大量其它特殊藏品。
慕尼黑城市图书馆是市政府运营的公共图书馆系统。它由30多个图书馆组成，是现时德国最大的地方性图书馆系统，库存包括约300万册图书、杂志和新媒体。其下辖还有慕尼黑西亚文献和手抄档案馆、音乐图书馆、嘉斯台少年儿童图书馆、集邮专门图书馆以及设于新市政厅的法律图书馆。此外，市内还有许多其它图书馆，例如大学图书馆——包括慕尼黑大学图书馆以及当中由沃尔夫冈·克莱门于1963年建立的莎士比亚研究图书馆、电视与电影大学图书馆、德意志博物馆图书馆，以及由耶拉·莱普曼于1949年在布鲁滕堡宫创立的国际青年图书馆。而抒情诗陈列馆则是仅次于伦敦国家诗歌图书馆的欧洲第二大公共诗歌陈列馆。
巴伐利亚国家档案总馆是巴伐利亚最大的国家档案馆，由于巴伐利亚的国家建制长期存在，它也是欧洲最重要的档案馆之一。慕尼黑国家档案馆则是由上巴伐利亚行政区负责的巴伐利亚国家档案馆。此外，慕尼黑城市档案馆也作为市级档案馆而存在。

## 体育

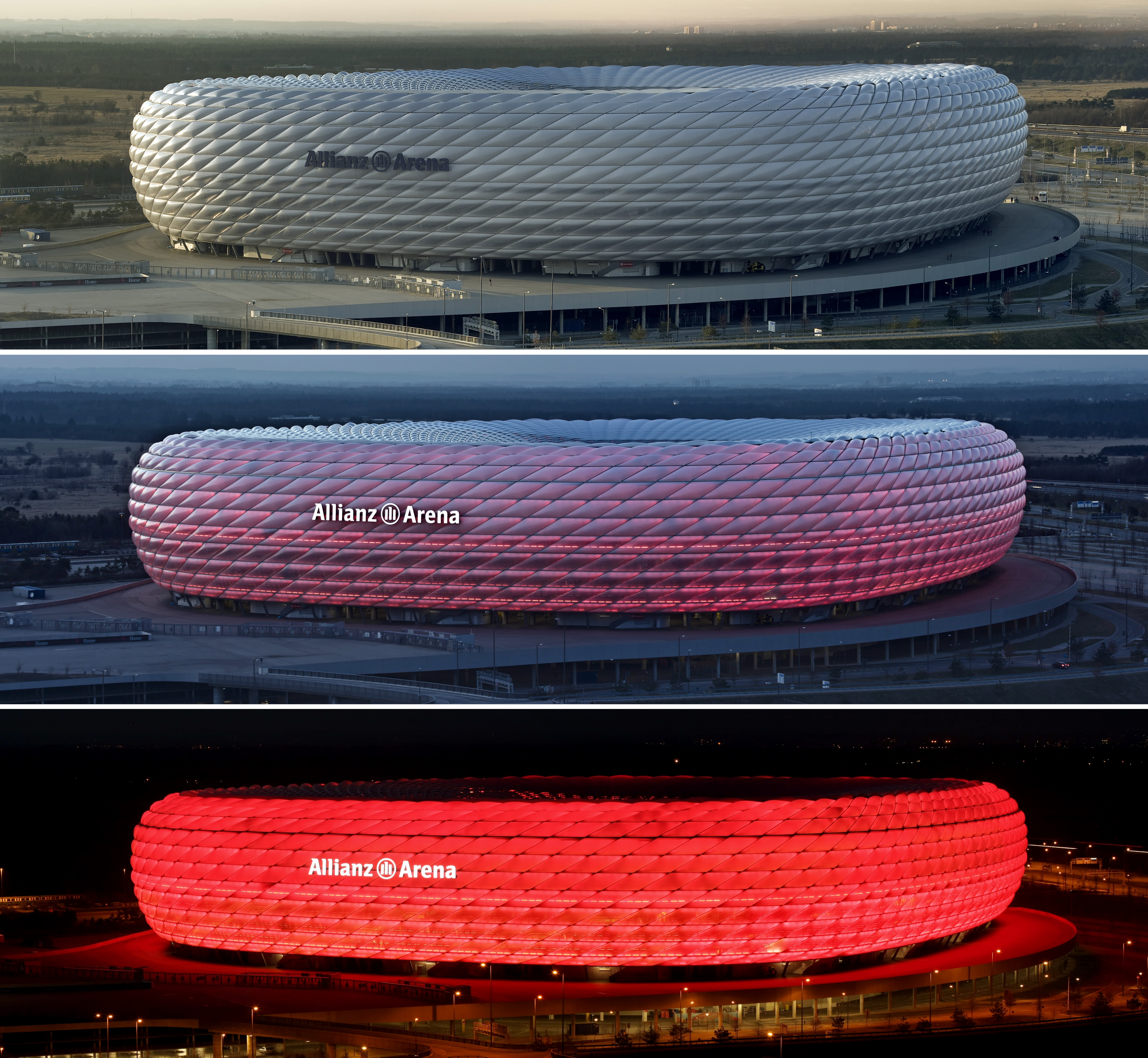
安联竞技场

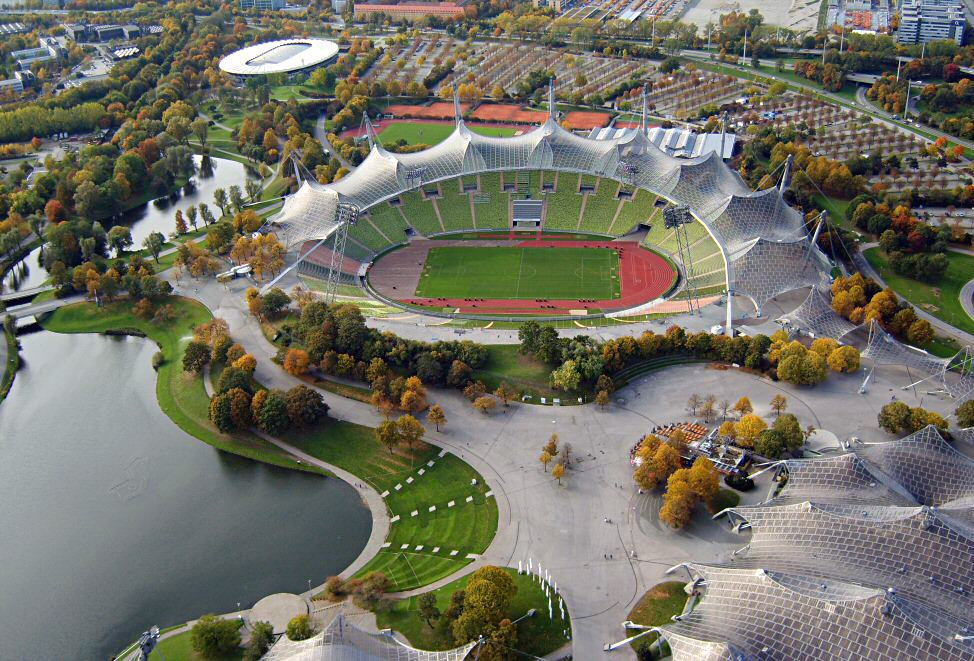
慕尼黑奥林匹克体育场

### 奥运会
慕尼黑曾举办的最大规模体育赛事是1972年夏季奥林匹克运动会。该市也曾申办2018年冬季奥林匹克运动会，但最终于国际奥林匹克委员会第123次全体会议的投票中不敌韩国城市平昌，未能成为首个既举办过夏奥会也举办过冬奥会的城市。而理事会重新申办2022年冬季奥林匹克运动会的倡议则在市民公决中便被否决了。

### 体育设施
在城市北部有为1972年奥运会而建的奥林匹克公园。这是由奥林匹克体育场、奥林匹克游泳馆和奥林匹克厅所组成的建筑群，其特别之处在于大胆的帐篷屋顶设计，并因完美融入公园周边的丘陵景观而举世闻名。1967年开放的奥林匹克冰球馆也位于此。奥林匹克运动设施还包括在城市北缘上施莱斯海姆的赛艇水道。直至2005年，奥林匹克体育场都是拜仁慕尼黑和慕尼黑1860（部分时期）的主场。
2005年5月，位于城市北端的安联竞技场启用，拜仁慕尼黑的主场比赛从而改至此地进行。竞技场可容纳75000名观众（国际比赛设69000席），是2006年世界杯足球赛揭幕战及其它场次的主办地。而慕尼黑最传统及最古老的大型体育设施则是市立绿森林街体育场。那里是慕尼黑1860的主场（有数次中断），拜仁慕尼黑在1972年之前也是如此。
面向大众的公共体育设施主要是在各市辖区和市分区内设立的区级体育场馆以及慕尼黑的浴场（游泳场）。达格尔芬赛马场和里姆赛马场则可用于马术运动。

### 体育俱乐部
最著名的慕尼黑体育俱乐部是男子足球项目的德国纪录冠军——拜仁慕尼黑，它自1965年以来一直参加德国足球甲级联赛。该市的第二大足球俱乐部是慕尼黑1860，也曾多次参加德甲。慕尼黑红牛是慕尼黑的冰球代表，慕尼黑体育俱乐部主要从事草地及室内曲棍球，而在美式足球足球领域则有慕尼黑牛仔和慕尼黑流浪者。除法兰克福外，慕尼黑也是1990年代中期在德国推广澳式足球的城市，其中慕尼黑袋鼠与法兰克福红背均是德国澳式足球联赛的创始成员。
TSV米贝茨霍芬曾夺得两次乒乓球德国锦标赛团体冠军、排球德国联赛和杯赛冠军以及手球欧洲杯赛冠军。此外，继1950和1960年代两夺德国锦标赛和一次德国篮协杯冠军之后，拜仁慕尼黑的篮球部如今也是德国篮球甲级联赛的成员。慕尼黑路跑俱乐部是巴伐利亚最大的三项全能俱乐部，同时设有男队及女队参加德国三项全能联赛。
慕尼黑第一斯诺克俱乐部是德国斯诺克乙级联赛成员。慕尼黑动物是电动轮椅曲棍球项目的12届德国冠军，自德国电动轮椅曲棍球甲级联赛成立以来便一直身处这项顶级赛事作赛。

### 城市运动

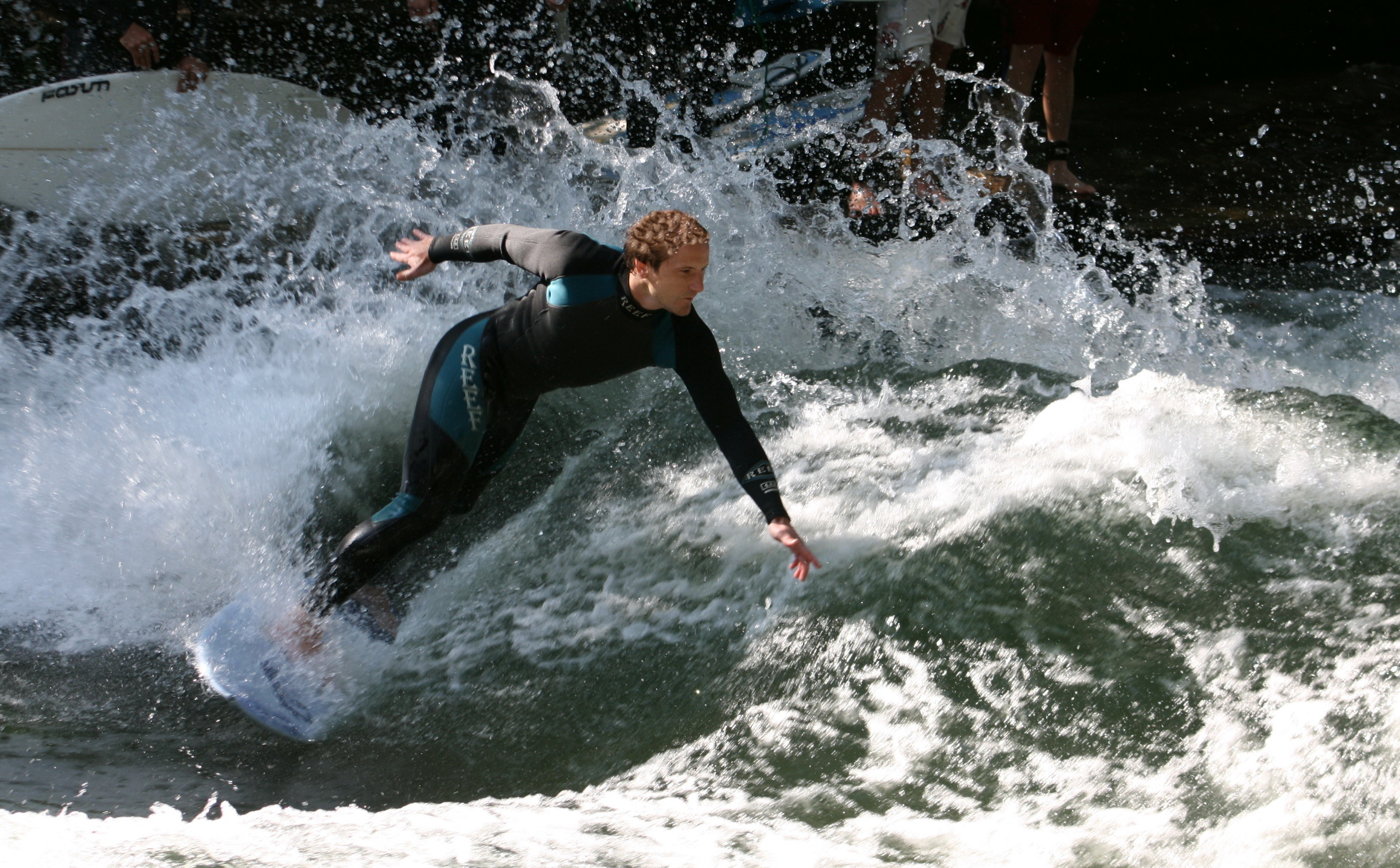
在冲浪

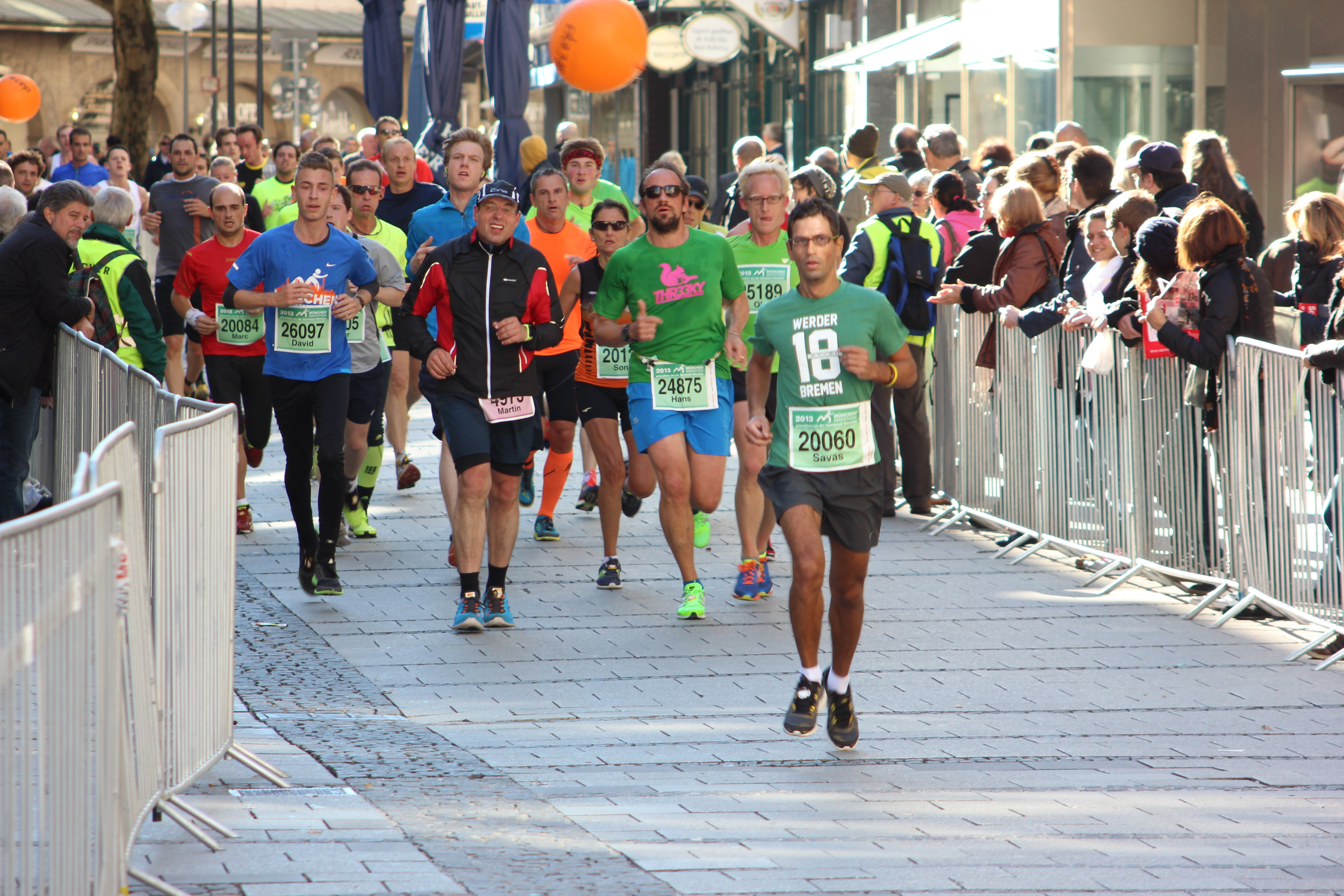

定期的赛跑活动主要有10月的慕尼黑马拉松、4月的慕尼黑半程马拉松、6月的慕尼黑街跑、7月的慕尼黑企业赛跑、12月31日的慕尼黑除夕赛跑以及斯巴达勇士竞速赛、奥林匹克高山越野跑等。
由于冰溪（伊萨尔河支流）在市内的水流湍急，慕尼黑还成为了全球最著名的河流冲浪场所，冲浪者可以全天或全年都使用此驻浪。伊萨尔河沿岸还有另外两个著名的河流冲浪点。

### 高山运动
高山弧俱乐部（CAA）作为阿尔卑斯山所有登山俱乐部的伞式组织，连同其成员德国登山俱乐部（DAV）的总部都设于慕尼黑。德国登山俱乐部在慕尼黑设有19个分部，其中慕尼黑分部和高地分部是最大的两个分部，也是仅次于拜仁慕尼黑的德国最大体育俱乐部之一（按会员数量计，分列第二、第三）。
另一个登山俱乐部是慕尼黑大学生登山俱乐部，它不是德国登山俱乐部的成员。

### 引注
1. ↑  © Bayerisches Landesamt für Statistik, Fürth. . www.statistikdaten.bayern.de. 2020-04-01  [2020-04-01]. （原始内容存档于2020-04-03） （德语）.
2. 1 2  . m.haiwainet.cn.   [2023-01-23]. （原始内容存档于2023-01-23）.
3. ↑  Stadtverwaltung, Landeshauptstadt München. . stadt.muenchen.de.   [2023-01-23]. （原始内容存档于2023-01-23） （英语）.
4. 1 2 3  黄新培. . www.brsn.net.   [2023-01-23]. （原始内容存档于2023-01-23）.
5. ↑  . munich.mofcom.gov.cn.   [2023-01-23]. （原始内容存档于2023-01-23）.
6. ↑  . finance.china.com.cn.   [2023-01-23]. （原始内容存档于2023-01-23）.
7. ↑  . wappass.baidu.com.   [2023-01-23].
8. 1 2  . Landeshauptstadt München.   [2015-06-16]. （原始内容存档于2015-03-21）.
9. ↑  . wappass.baidu.com.   [2023-01-23].
10. 1 2 3  München in Zahlen （页面存档备份，存于）. Landeshauptstadt München. Abgerufen am 30. Juni 2014.
11. ↑  Wolf-Armin von Reitzenstein. . . München: Verlag C.H.Beck. 2006: 171  [2014-11-17]. ISBN 978-3-406-55206-9. （原始内容存档于2014-11-29）.
12. ↑  Deutsches Ortsnamenbuch. Hrsg. von Manfred Niemeyer. De Gruyter, Berlin/Boston 2012, S. 420.
13. ↑  Michael Weithmann. . München: Stiebner Verlag. 2006: 52–53. ISBN 3-8307-1036-4.
14. ↑  Bauer: Geschichte Münchens. 2008, S. 32.
15. ↑  Vor allem von Theo Vennemann, z. B. in: Germania Semitica. Trends in linguistics, in: Studies and monographs. Band 259. de Gruyter, Berlin 2012, ISBN 978-3-11-030094-9.
16. ↑  Monācum/Monacensis gemäß Georges-DLHW, 2869; Monachia, Monachium laut Lateinische Stadtnamen，存于 (Lexicum nominum geographicorum latinorum), s. v. München.
17. ↑  Landeshauptstadt München, Direktorium – Statistisches Amt (Hrsg.): Statistisches Jahrbuch 2016. S. 22 (Tabelle 001: Die allgemeinen geographischen Angaben 2015), (PDF) （页面存档备份，存于）
18. ↑  Statistisches Taschenbuch München 2008 （页面存档备份，存于） (PDF; 1,1 MB)
19. ↑  München （页面存档备份，存于） bei Bayerische Landesbibliothek Online. Siehe auch BayernPortal, Landeshauptstadt München:Ortsteile （页面存档备份，存于）
20. ↑  Landeshauptstadt München: Referat für Stadtplanung und Bauordnung: Münchner Stadtteilstudie 2009 （页面存档备份，存于）, S. 14.
21. ↑  Statistisches Taschenbuch 2018 （页面存档备份，存于） (PDF). Statistisches Amt München. Abgerufen am 6. Januar 2019.
22. ↑  . br.de. Bayerischer Rundfunk. 2016-04-12  [2016-07-11]. （原始内容存档于2016-07-11）.
23. ↑  Stationsgeschichte der Messgeräte[永久], DWD. Retrieved 12 February 2019.
24. ↑  . DWD.   [2 May 2016]. （原始内容存档于2017-01-14）.
25. ↑  . sklima.de. SKlima. May 2016  [2 May 2016]. （原始内容存档于2016-06-07）.
26. ↑  .   [2020-02-27]. （原始内容存档于2020-02-27）.
27. ↑   (PDF). Regierung von Oberbayern. 2018-01-14  [2018-09-01]. （原始内容 (PDF)存档于2018-01-29）.
28. ↑  . 2018-02-02  [2018-09-01]. （原始内容存档于2018-09-02）.
29. ↑  Umweltbundesamt. . 2019-06-16  [2019-06-26]. （原始内容存档于2019-06-26）.
30. ↑  . 2019-01-17  [2019-01-17]. （原始内容存档于2019-01-15）.
31. ↑  . 2015  [2019-01-17]. （原始内容存档于2019-01-19）.
32. ↑   (PDF). 2018  [2019-01-17].[]
33. ↑  .   [2020-02-27]. （原始内容存档于2016-02-02）.
34. ↑  Bevölkerungszahlen auf der Daten-Webseite der Stadt （页面存档备份，存于）. Die Zahl der Stadt München weicht im Vergleich zu der des Bayerisches Landesamt für Statistik und Datenverarbeitung (in der Infobox angegeben) meistens um 20.000 bis 30.000 nach oben ab, da Geburts- und Sterbefälle sowie Zu- und Abzug von Menschen mit verschiedenen Zeitverzögerungen eingerechnet werden.
35. ↑  Region München (Stand: 31. Dezember 2015): Regionsdaten auf einen Blick （页面存档备份，存于）, Planungsverband Äußerer Wirtschaftsraum München (PV), abgerufen am 2. November 2017.
36. ↑  .   [2020-02-27]. （原始内容存档于2017-06-21）.
37. ↑  . sueddeutsche.de. 2010-05-17  [2014-12-10]. （原始内容存档于2014-09-01）.
38. ↑  tz.de: Magnet München – 125.000 Zuwanderer 2013! （页面存档备份，存于）, abgerufen am 28. Januar 2014.
39. ↑  sueddeutsche.de: Geburtenrekord in München （页面存档备份，存于）, abgerufen am 22. Januar 2017.
40. ↑  Bevölkerungsbestand Monatszahlen 2015 （页面存档备份，存于） (PDF; 49 kB). Statistisches Amt der Landeshauptstadt München. Abgerufen am 9. Juli 2015.
41. ↑  Archiv Stadtteilinformationen 2012 （页面存档备份，存于） (PDF; 2,4 MB). Statistisches Amt der Landeshauptstadt München. Abgerufen am 5. Oktober 2016.
42. ↑  Die ausländische Bevölkerung nach der Staatsangehörigkeit 2018 （页面存档备份，存于） (PDF; 71 kB). Statistisches Amt der Landeshauptstadt München. Abgerufen am 28. Juli 2019.
43. ↑   (PDF). Amt für Statistik Berlin-Brandenburg.   [2017-09-03]. （原始内容 (PDF)存档于2013-12-16）.
44. ↑  Bevölkerung mit Migrationshintergrund in den Hamburger Stadtteilen Ende 2013 （页面存档备份，存于）. Statistisches Amt für Hamburg und Schleswig-Holstein. Vom 22. September 2014. Abgerufen am 9. Oktober 2014.
45. ↑  .   [2018-03-28]. （原始内容存档于2013-06-05）.
46. ↑  . Munich Startup. 2017-01-03  [2018-03-28]. （原始内容存档于2017-12-21）.
47. ↑  . 2018-03-28  [2018-03-28]. （原始内容存档于2018-03-27）.
48. ↑  SZ In München wird das Bairische spätestens 2040 ausgestorben sein （页面存档备份，存于） Abgerufen am 25. November 2017.
49. ↑  Münchner Dialekt stirbt aus （页面存档备份，存于）. Bayerisches Kultusministerium. Abgerufen am 4. Dezember 2017.
50. ↑  .   [2018-09-02]. （原始内容存档于2013-06-05）.
51. 1 2  . Bayerischer Rundfunk.   [2014-11-25]. （原始内容存档于2010-12-30）.
52. ↑  Süddeutsche Zeitung 2. Oktober 2014 S. R2.
53. ↑  Felix Müller. . Münchner Merkur. 2014-05-02  [2014-11-25]. （原始内容存档于2016-01-24）.
54. ↑  .   [2020-02-28]. （原始内容存档于2016-07-31）.
55. ↑  .   [2020-02-28]. （原始内容存档于2018-03-13）.
56. ↑  .   [2020-02-28]. （原始内容存档于2020-03-22）.
57. ↑   (PDF). muenchen.de. Statistisches Amt München. 2017-12-31  [2019-08-24]. （原始内容存档 (PDF)于2018-03-24）.
58. ↑  Die Bevölkerung in den Stadtbezirken nach ausgewählten Konfessionen am 31. Dezember 2014 （页面存档备份，存于） (PDF; 426 kB). Statistisches Amt der Landeshauptstadt München. Abgerufen am 5. Mai 2015.
59. ↑  名称也可参见：慕尼黑历史#建城.
60. ↑  Stephan Füssel (Hrsg.): Georg Braun, Franz Hogenberg: „Civitates orbis terrarum (Städte der Welt). 363 Kupferstiche mit 564 Stadtansichten neu herausgegeben und kommentiert.“
61. ↑  . Stadtmodelle-1570.de.   [2019-07-04]. （原始内容存档于2019-07-04）.
62. ↑  .   [2019-07-04]. （原始内容存档于2019-10-27）.
63. ↑  Stiftung Deutsches Historisches Museum. . www.dhm.de.   [2016-12-13]. （原始内容存档于2016-12-13）.
64. ↑  siehe auch Rosenfeld: Architektur und Gedächtnis. （页面存档备份，存于） Seite 29, und die ausführliche Darstellung bei Nerdinger: Bauen im Nationalsozialismus, S. 38–43.
65. ↑  .   [2020-02-28]. （原始内容存档于2018-03-09）., in: Die Gazette, Nr. 6, Juni 2005.
66. ↑  Muenchen. Stadtchronik 1945 （页面存档备份，存于）, abgerufen am: 18. Mai 2018.
67. ↑  .   [2020-02-28]. （原始内容存档于2020-02-28）.
68. ↑  .   [2018-03-28]. （原始内容存档于2018-07-20）.
69. ↑   (PDF). Landeshauptstadt München. 2002-12-02  [2016-08-23]. （原始内容存档 (PDF)于2016-04-13）.
70. 1 2   (PDF). Landeshauptstadt München. 2002-12-02  [2016-08-23]. （原始内容存档 (PDF)于2016-04-13）.
71. 1 2 3 4 5 6 7 8  . Muenchen.de – Das offizielle Stadtportal. Landeshauptstadt München.   [2014-11-17]. （原始内容存档于2014-10-08）.
72. ↑  爱丁堡是慕尼黑最古老的姊妹城市。1954年春，爱丁堡副市长造访了他的慕尼黑同行安东·芬格尔勒博士，并决定定期交换教师和学生团体。此举得到了市议会的同意，并在时任慕尼黑市长托马斯·威默和爱丁堡市长约翰·G·班克斯的签署下于同年开启了慕尼黑的友好城市历史。
73. ↑  维罗纳与慕尼黑之间的联系最初是在经济层面上发展起来的：当时慕尼黑批发市场中的大部分蔬菜和水果均采购自维罗纳。 因此时至今日，缔结友好城市也是由维罗纳工商会参与的。
74. ↑  早在1950年代，波尔多和慕尼黑之间就开始了首次接触。两座城市都非常有兴趣为德国和法国之间的和解作出贡献，并在惨痛的第二次世界大战后通过建立友好城市来形成一个兄弟般的欧洲。
75. ↑  札幌是1972年冬季奥运会的主办地，而同年的夏季奥运会则是在慕尼黑举办。
76. ↑  辛辛那提与慕尼黑之间一直保持着友好关系，早在1871年，慕尼黑铸造师费迪南德·冯·米勒就为位于辛辛那提市中心的泰勒·戴维森喷泉设计了喷泉形象。至1989年9月18日，时任慕尼黑市长格奥尔格·克罗纳维特和辛辛那提市长查尔斯·J·卢肯终于正式缔结。
77. ↑  随着东西方冲突在1980年代末得到缓和，慕尼黑希望与美国和当时苏联的各一座城市建立三边合作关系。
78. ↑  . Statista.   [2016-09-25]. （原始内容存档于2016-09-25）.
79. ↑  . Berliner Morgenpost.   [2016-09-25]. （原始内容存档于2016-09-26）.
80. ↑  . Spiegel Online. 2018-10-24  [2019-06-19]. （原始内容存档于2019-08-28）.
81. ↑  Kundgebung für den Konzertsaal: Musikalischer Protest （页面存档备份，存于）, Süddeutsche Zeitung, 7. März 2015.
82. ↑  Süddeutsche Zeitung: Münchner Konzertsaal soll am Ostbahnhof gebaut werden （页面存档备份，存于）, 8. Dezember 2015.
83. ↑  Annette Baronikians. . abendzeitung.de. 2019-02-26  [2019-05-18]. （原始内容存档于2019-05-18）.
84. ↑  Mirko Hecktor, Moritz von Uslar, Patti Smith, Andreas Neumeister. . München: Blumenbar Verlag. 2008. ISBN 978-3-936738-47-6.
85. ↑  . muenchen.de – Das offizielle Stadtportal.   [2016-12-21]. （原始内容存档于2016-09-17）.
86. ↑  . muenchen.de – Das offizielle Stadtportal.   [2016-12-21]. （原始内容存档于2016-09-17）.
87. ↑  .   [2019-01-07]. （原始内容存档于2019-02-13）.
88. ↑  . Bundesagentur für Arbeit.   [2019-01-07]. （原始内容存档于2017-07-27）.
89. ↑  .   [2019-01-07]. （原始内容存档于2018-06-16）.
90. ↑  .   [2018-03-23]. （原始内容存档于2017-10-02）.
91. ↑  Schuldenstand der Landeshauptstadt München （页面存档备份，存于） auf muenchen.de. Abgerufen am 20. Juni 2019.
92. ↑   (PDF).   [2020-03-01]. （原始内容存档 (PDF)于2020-05-23）.
93. ↑  .   [2020-03-01]. （原始内容存档于2008-10-27）.
94. ↑   (PDF).   [2020-03-01]. （原始内容 (PDF)存档于2011-05-22）.
95. ↑  . sueddeutsche.de. 2012-09-14  [2014-12-10]. （原始内容存档于2014-12-11）.
96. ↑   (PDF). Mastercard.   [2018-07-11]. （原始内容 (PDF)存档于2016-09-24）.
97. ↑  . Der Tagesspiegel. 2019-09-21  [2019-09-24]. （原始内容存档于2019-09-24）.
98. ↑  .   [2020-03-01]. （原始内容存档于2013-10-19）.
99. ↑  .   [2020-03-01]. （原始内容存档于2020-03-01）.
100. ↑  .   [2020-03-01]. （原始内容存档于2010-04-30）.
101. ↑  .   [2020-03-01]. （原始内容存档于2020-03-01）.
102. ↑   (PDF).   [2018-07-13]. （原始内容 (PDF)存档于2018-03-27）.
103. ↑  . muenchen.de. Landeshauptstadt München.   [2016-04-04]. （原始内容存档于2016-03-08）.
104. ↑  . muenchen.de.   [2019-12-14]. （原始内容存档于2020-03-22）.
105. ↑  pra. . airliners.de. 2018-02-13  [2019-02-21]. （原始内容存档于2019-02-21）.
106. ↑  Andreas Schubert. .   [2019-12-14]. （原始内容存档于2020-03-22）.
107. 1 2 3  Herausgeber: Münchner Verkehrsgesellschaft mbH (MVG). . mvg.de. 2018-06  [2019-02-21]. （原始内容存档于2014-08-22）.
108. ↑  Christian Stade. .   [2018-09-02]. （原始内容存档于2018-08-17）.
109. ↑  . muenchen.de.   [2020-03-02]. （原始内容存档于2020-03-22）.
110. ↑  . sueddeutsche.de. 2019-01-02  [2019-01-13]. （原始内容存档于2019-01-14）.
111. ↑  . abendzeitung-muenchen.de. 2019-05-01  [2019-05-02]. （原始内容存档于2019-05-01）.
112. ↑  Andreas Schubert. . sueddeutsche.de. 2017-04-01  [2017-04-11]. ISSN 0174-4917. （原始内容存档于2017-04-11）.
113. ↑  tagesschau.de. .   [2018-03-28]. （原始内容存档于2018-04-01）.
114. ↑  . Spiegel Online. 2018-02-06  [2018-03-28]. （原始内容存档于2018-03-13）.
115. ↑  . www.t-online.de.   [2018-03-28]. （原始内容存档于2018-04-18）.
116. ↑  Rebekka Preuß und Vera Cornette, Bayerischer Rundfunk. . 2018-02-06  [2018-02-10]. 原始内容存档于2018-02-10.
117. ↑  Abendzeitung, Germany. .   [2018-03-08]. （原始内容存档于2018-02-08）.
118. ↑  . tz.de. 2019-05-31  [2019-06-01]. （原始内容存档于2019-05-31）.
119. ↑  . muenchen.de. Landeshauptstadt München.   [2016-04-04]. （原始内容存档于2016-04-15）.
120. ↑  .   [2020-03-02]. （原始内容存档于2019-07-14）.
121. ↑   (PDF). raumkom Institut für Raumentwicklung und Kommunikation Dr. Christian Muschwitz und Prof. Dr. Heiner Monheim GbR.   [2016-04-04]. （原始内容 (PDF)存档于2014-04-08）.
122. ↑  Andreas Schubert. . sueddeutsche.de. 2018  [2018-09-02]. ISSN 0174-4917. （原始内容存档于2018-09-02）.
123. ↑  .   [2020-03-02]. （原始内容存档于2020-03-02）.
124. ↑  Marco Völklein. . Süddeutsche Zeitung. 2013-02-01  [2016-11-16]. （原始内容存档于2016-11-17）.
125. ↑  Andreas Schubert. . Süddeutsche Zeitung. 2017-05-20  [2017-05-20]. （原始内容存档于2017-05-20）.
126. ↑  . Tz报. 2018-08-28  [2018-09-02]. （原始内容存档于2018-09-02）.
127. ↑  Lea Frehse. . Süddeutsche Zeitung. 2017  [2018-03-08]. ISSN 0174-4917. （原始内容存档于2018-03-22）.
128. ↑  . Münchner Merkur. 2017-04-02  [2018-03-08]. （原始内容存档于2017-12-01）.
129. ↑  .   [2020-03-02]. （原始内容存档于2020-03-02）.
130. ↑  . sueddeutsche.de. 2011-03-14  [2015-04-27]. （原始内容存档于2016-03-04）.
131. 1 2  .   [2020-03-02]. （原始内容存档于2012-11-24）.
132. ↑  . merkur-online.de. 2009-08-02  [2020-03-02]. （原始内容存档于2020-03-02）.
133. ↑  .   [2020-03-02]. （原始内容存档于2020-03-02）.
134. ↑  . muenchen.de. 2015  [2016-07-23]. （原始内容存档于2016-08-18）.
135. ↑  Landeshauptstadt München: Die erfassten und aufgeklärten Straftaten im Jahre 2012  (PDF). 2017-02-21  [2020-03-02]. （原始内容存档 (PDF)于2014-05-28）..
136. ↑  Melanie Staudinger. . sueddeutsche.de. 2015-07-09  [2015-10-13]. （原始内容存档于2015-09-18）.
137. ↑  Melanie Staudinger. . sueddeutsche.de. 2015-05-03  [2015-10-13]. （原始内容存档于2015-10-19）.
138. 1 2  Grundschulen in München （页面存档备份，存于）. Landeshauptstadt München. Abgerufen am 9. Oktober 2014.
139. ↑  siehe  (PDF).   [2020-03-02]. （原始内容 (PDF)存档于2011-01-14）.
140. ↑  .   [2017-07-14]. （原始内容存档于2017-07-05）.
141. ↑  .   [2020-03-02]. （原始内容存档于2016-09-21）.
142. ↑  Christian Putsch. . welt.de. 2011-07-06  [2014-12-10]. （原始内容存档于2014-10-07）.
143. ↑  .   [2020-03-02]. （原始内容存档于2020-03-22）.
144. ↑  Riverbreak Editorial Team. . Riverbreak: The International River Surf Magazine.   [2016-08-31]. （原始内容存档于2016-08-06）.
145. ↑  Toytown Germany. . The Local Europe GmbH.   [2016-08-31]. （原始内容存档于2016-08-04）.

### 书籍
- Josef H. Biller, Hans-Peter Rasp.  18. München: Südwest Verlag. 2008. ISBN 978-3-517-06977-7.
- Stephan Albrecht, Martin Höppl (Hrsg.): München. Stadtbaugeschichte vom Mittelalter bis zur Gegenwart. Michael Imhof Verlag, Petersberg 2016, ISBN 978-3-7319-0185-3.
- Hubert Ettl, Bernhard Setzwein (Hrsg.): München. Reise-Lesebuch. Text-Bildband. mit Texten von Herbert Achternbusch, Carl Amery, Bruno Jonas, Hermann Lenz, Gerhard Polt und anderen und Fotos von Volker Derlath, Heinz Gebhardt, Regina Schmeken und anderen. edition lichtung, Viechtach 1999, ISBN 3-929517-28-0.
- Christina Haberlik: Das Gesicht der Stadt – Münchens schönste Fassaden. MünchenVerlag, München 2011, ISBN 978-3-937090-31-3 (Essays zur „Fassade“ und Fassadenpreise 1970–2009).
- Peter Claus Hartmann: Münchens Weg in die Gegenwart. Von Heinrich dem Löwen zur Weltstadt. Schnell & Steiner, Regensburg 2008, ISBN 978-3-7954-2009-3.
- Reinhard Heydenreuter: Kleine Münchner Stadtgeschichte. Pustet, Regensburg 2007, ISBN 978-3-7917-2087-6.
- Joachim Käppner, Wolfgang Görl, Christian Mayer (Hrsg.): München – Die Geschichte der Stadt. Süddeutsche Zeitung Edition, 2008, ISBN 978-3-86615-622-7.
- Erich Keyser: Bayerisches Städtebuch. Band V 2, Teilband Oberbayern, Niederbayern, Oberpfalz und Schwaben. In: Deutsches Städtebuch. Handbuch städtischer Geschichte. Im Auftrage der Arbeitsgemeinschaft der historischen Kommissionen und mit Unterstützung des Deutschen Städtetages, des Deutschen Städtebundes und des Deutschen Gemeindetages. Stuttgart 1974, ISBN 3-17-210181-9.
- Peter Klimesch: Isarlust – Entdeckungen in München. MünchenVerlag, München 2011, ISBN 978-3-937090-47-4. (Die Münchner Isar von der Großhesseloher Eisenbahnbrücke bis zur St.-Emmeram-Brücke.)
- Rüdiger Liedtke: 111 Orte in München, die man gesehen haben muss. Emons, Köln 2012, ISBN 978-3-89705-892-7.
- Rüdiger Liedtke: 111 Orte in München, die man gesehen haben muss. Band 2, Emons, Köln 2012, ISBN 978-3-95451-043-6.
- Martin Morlock, Fotos: Stefan Moses: München: Grant mit Bieren. In: Geo-Magazin. Hamburg 1979, 8, S. 30–57. (Informativer Erlebnisbericht: „Über kaum ein anderes deutsches Gemeinwesen sind Halbwahrheiten so zahlreich im Umlauf wie über München. Martin Morlock hat sich bemüht, Vorurteile zurechtzurücken – oder aber von ganzem Herzen zu bestätigen.“ ISSN 0342-8311)
- Hans F. Nöhbauer: München. Eine Geschichte der Stadt und ihrer Bürger. Band 2: Von 1854 bis zur Gegenwart. W. Ludwig, München 1992, ISBN 3-7787-2126-7.
- Gerd Otto-Rieke: Gräber in München – Menschen, die uns bewegten. Alabasta Verlag, München 2008, ISBN 978-3-938778-08-1.
- Lillian Schacherl, Josef Hugo Biller: München. überarbeitete Auflage. Prestel Verleger, München 1993, ISBN 3-7913-1272-3.
- Franz Schiermeier: Stadtatlas München, Karten und Modelle von 1570 bis heute. Herausgegeben vom Münchner Stadtmuseum und vom Stadtarchiv München, Franz Schiermeier Verlag, München 2003, ISBN 3-9809147-0-4.
- Franz Schiermeier: Münchner Stadtmodelle, 1570 Stadtmodell von Jakob Sandtner, 1863 Stadtmodell von Johann Baptist Seitz, 2017 Münchner Stadtmodell des Referats für Stadtplanung und Bauordnung. Franz Schiermeier Verlag, München 2018-, ISBN 978-3-943866-60-5.
- Lorenz von Westenrieder: Beschreibung der Haupt- und Residenzstadt München. München 1782. (Reprint der Originalausgabe bei Carl Gerber Verlag, München 1984, ISBN 3-87249-083-4.)
- Benedikt Weyerer (Hrsg.: Landeshauptstadt München): München 1919–1933 – Stadtrundgänge zur politischen Geschichte. MünchenVerlag (vormals Buchendorfer Verlag), München 1993, ISBN 3-927984-18-3.
- Benedikt Weyerer (Hrsg.: Landeshauptstadt München): München 1933–1949 – Stadtrundgänge zur politischen Geschichte. 2. Auflage. MünchenVerlag, München 2006, ISBN 3-927984-40-X.

## 外部連結
- 维基导游上有關慕尼黑的旅行指南
- 慕尼黑政府网站 美國國會圖書館的存檔，存档日期2002-09-13（德語、英語、法語、義大利語、俄語、阿拉伯語和中文）
- 慕尼黑交通公司 （页面存档备份，存于）
- 慕尼黑全景照片 （页面存档备份，存于）
- 慕尼黑景點介紹 （页面存档备份，存于）